# 日野・ブルーリボン
ブルーリボン（Blue Ribbon）は、日野自動車が1951年 - 1975年と、1982年以降販売している大型バス。2000年6月には、大幅なマイナーチェンジによりブルーリボンシティとなり、さらにハイブリッドバス以外は、2005年1月から2005年9月にかけていすゞ・エルガとの統合車種ブルーリボンIIへと移行し、2015年より2代目ブルーリボンが製造されている。本記事ではそれらを含め、日野が発売してきた大型路線バス・9m大型路線バスを一括して扱う。
「ブルーリボン（初代）」ならびに「ブルーリボンシティ」の途中までは日野車体工業が製造していたが、現在は2002年10月に日野自動車・いすゞ自動車が合弁で設立したジェイ・バスが製造している。ジェイ・バス移行後も製造事業所は車種により異なっており、「ブルーリボンII」と｢ブルーリボン（2代目）｣は旧・いすゞバス製造の事業所である宇都宮事業所で製造されているが、かつて販売されていた「ブルーリボンシティ」は旧・日野車体工業の事業所である小松事業所で製造されていた。

## センターアンダーフロアエンジンバス

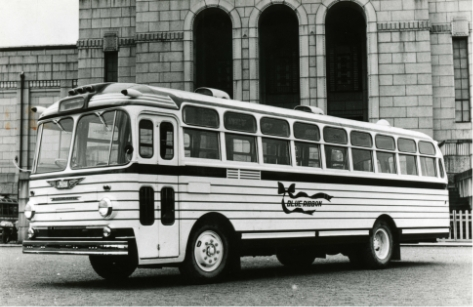
BD10（金産車体）
日野自動車のカタログカラー
この塗装は「ブルーリボンカラー」と呼ばれ、国際興業をはじめ多くのバス事業者が自社のカラーリングに取り入れたことでも知られる。

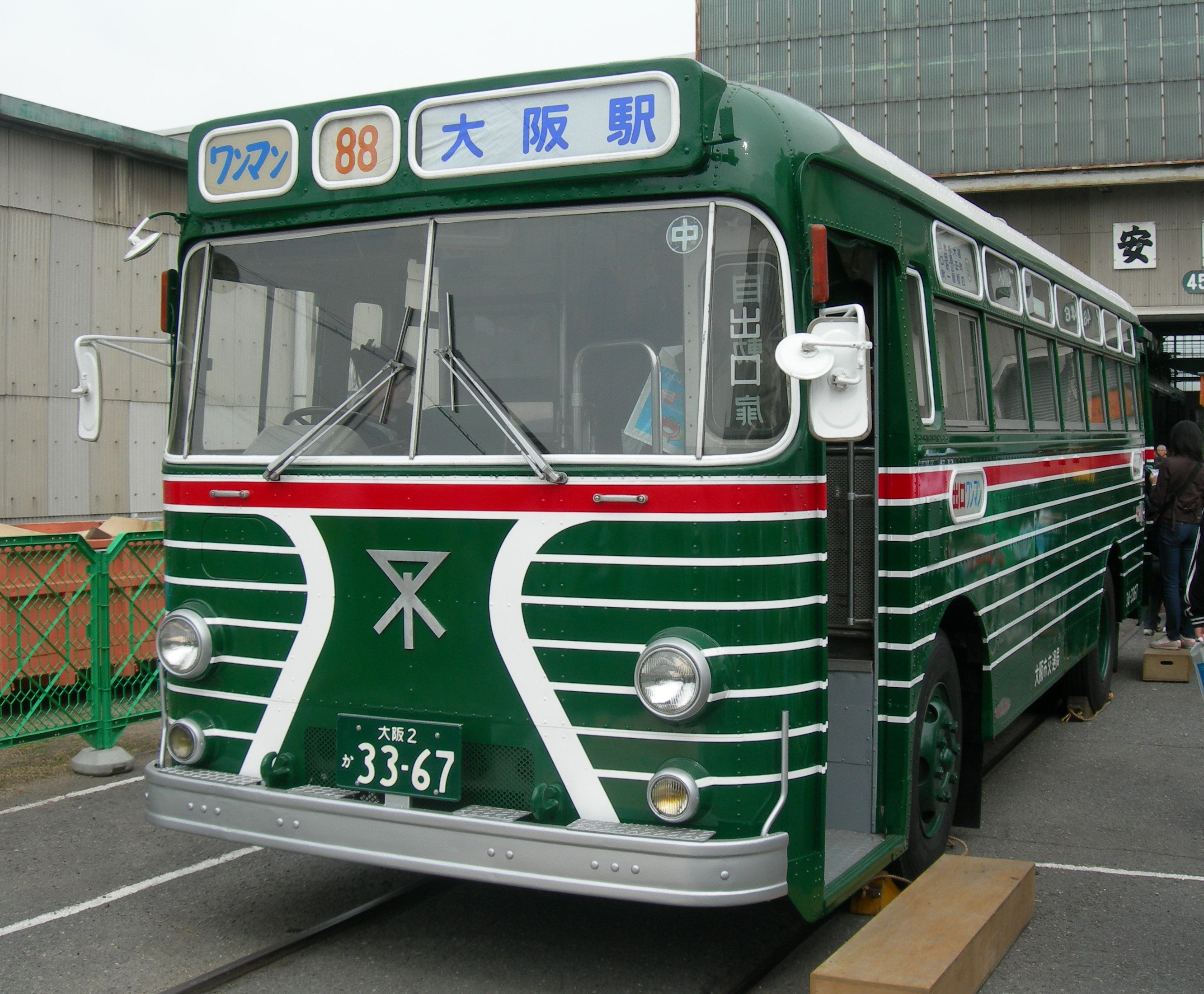
BT11（金産車体）大阪市営バス
Osaka Metro（旧：大阪市交通局）保存車

センターアンダーフロアエンジンバスとは、車両中央部（ミッドシップ）の床下に水平シリンダーのエンジンを配置する方式のことで、他社のリアエンジン方式とは一線を画していた。エンジンを床下に置くことで、車内の段差を廃して床を最後尾までフルフラットにすることが可能となり、乗車定員を増やせるとともに、前後2扉の場合に後扉を最後部に配置することができるのが特徴である。
日野自動車の前身である東京瓦斯電気工業時代にも「ちよだバストレーラー」として、鉄道省省営バス向けにセンターアンダーフロアエンジンバスを製造していた実績がある。センターアンダーフロアエンジンバスは、戦後の国産バスでは日野自動車のみが製造していた。日本国内の戦前の例では他に、トレーラーバス用のスミダ・BT型トラクタ（現：いすゞ自動車）がある。

### ブルーリボンBD系
1952年（昭和27年）末に発表されたセンターアンダーフロアエンジンバスBD系に、日野自動車がブルーリボンと名付けたのが始まりで、車名「ブルーリボン」は社内公募で決定された。1950年代の日野の代表的なバス車種である。前扉対応のBD10系列と中扉専用のBD30系列がある。
また左ハンドル仕様のBD22型（BD32型の輸出仕様）が米軍統治下の沖縄で使用され、従来のボンネットバスに代わり普及した。
BD系は1963年（昭和36年）まで製造され、全国各地のバス事業者に納入された。
ブルーリボンの名は1960年（昭和35年）頃まで使われていたが、その後はあまり使われていなかった。1982年6月に発売された初代ブルーリボン（RU系）で車名が復活し、以降は長く使われることとなる。
2018年の日本自動車殿堂「歴史遺産車」に、バス車両としては初めてブルーリボンBD10型が選ばれた。日野自動車の車両としても初の選出となる。また公益社団法人自動車技術会の「日本の自動車技術330選」にも選定されている。

### 派生車種 (BG/BK/BN系)
1955年（昭和30年）には長尺車のBG系、短尺車のBK系（9m車、BK10/BK30）がラインナップに加わった。長尺車のBG系は主に観光用であったが中扉仕様もあり、東京急行電鉄（現：東急バス）などに路線車としても納入された。また馬匹輸送車のベース車としても使用され、BG製造終了後もCGトラックシャーシとして生産された。
1960年（昭和35年）には、BD系とBK系の中間尺のBN系が登場した。セミフレームレス構造を採用し軽量化を図ったが、数年で製造終了している。
短尺車のBK系は、BD系と同様に1963年（昭和36年）まで製造され、1961年（昭和36年）にはBT系へ発展した。

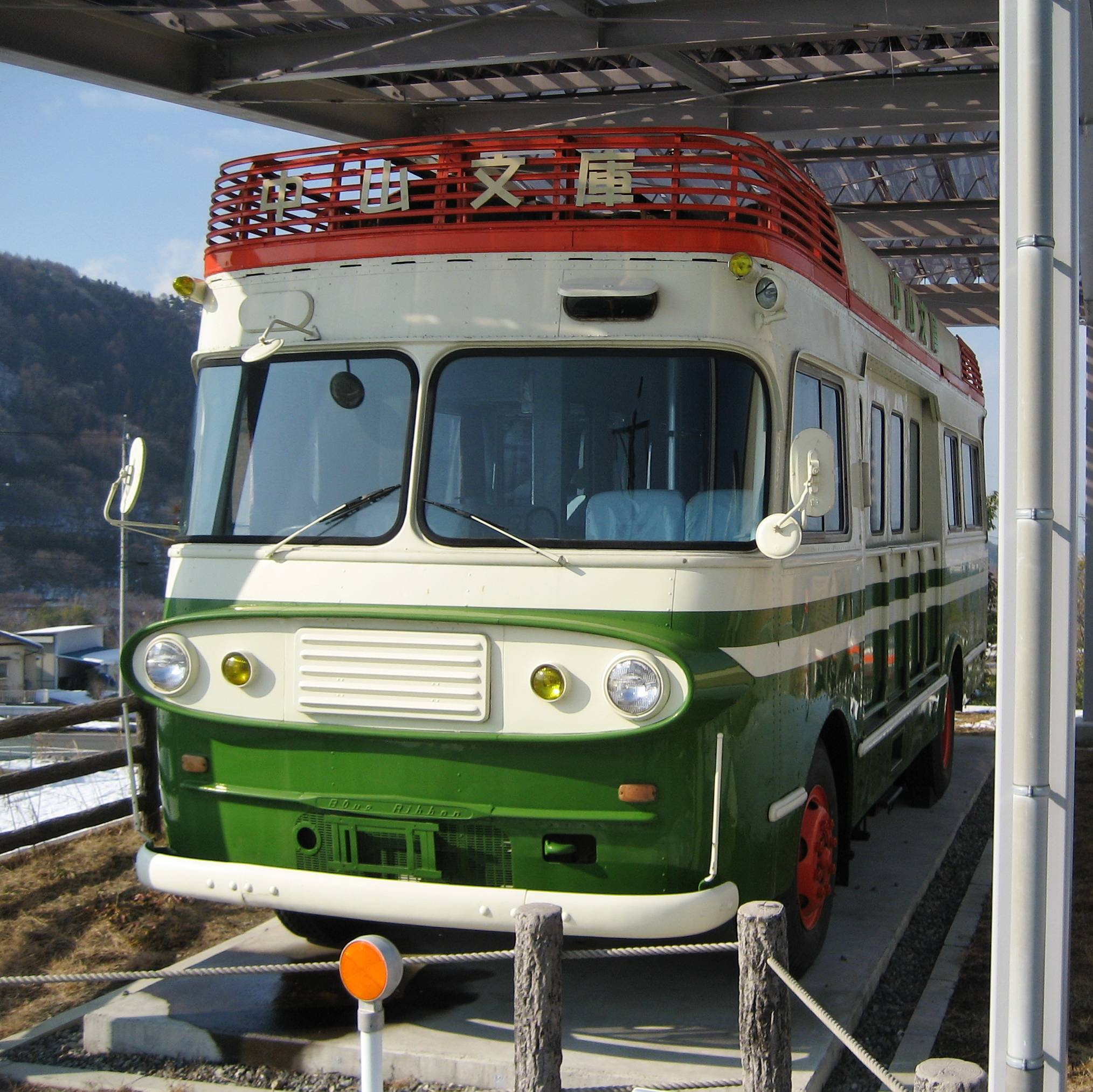
BK32（1958年式） 松本市図書館 中山文庫 移動図書館（前面）
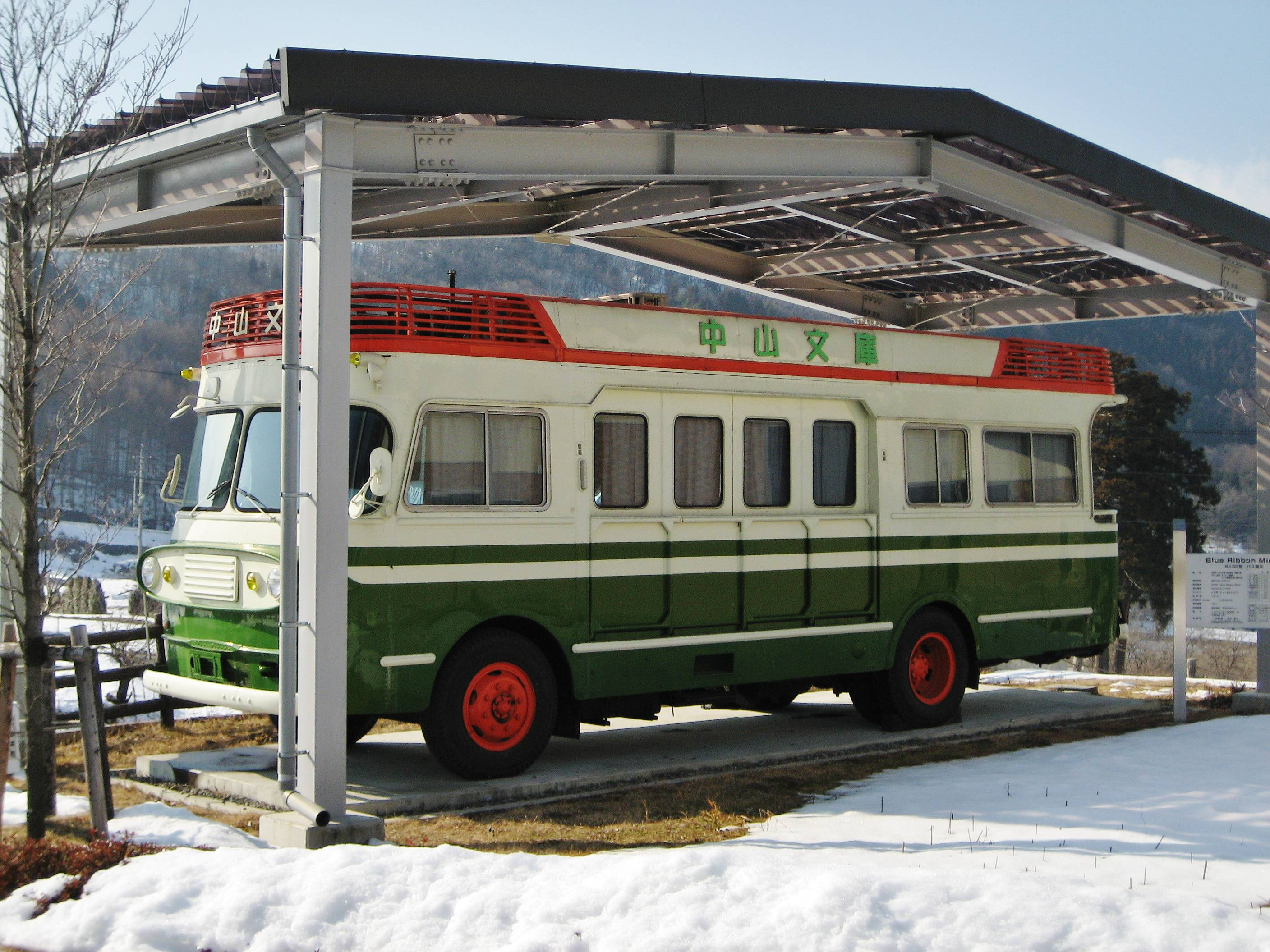
BK32（1958年式） 松本市図書館 中山文庫 移動図書館（側面）

### BT系
短尺車のBK系をモデルチェンジする形で、1961年（昭和36年）にBT系が登場した。当初はBT51とBT71の2型式が登場し、ホイールベースはともに4.3mであるが、BT51が前扉の設置が可能なフロントオーバーハングを持つのに対し、BT71は中扉専用車である。BD系と同様、BT51/71系も全国各地に納入された。
1969年（昭和44年）にBT71の製造を終了、BT51はホイールベースを4.8mに延長してBT51改にモデルチェンジするとともに、都市部の事業者向けにフロア高さを下げたBT100（DS60型・155ps）が登場した。この時点でBT51改・BT100共に前後扉車が中心となったが、この頃には収容能力がほぼ同程度のリアエンジンバスRE系が登場しており、整備のしやすさでも一日の長があるリアエンジン車が主流になるのに従い、両型式ともに1975年（昭和50年）に生産を終了した。なお、BT系は移動採血車のベース車など特装用途として存続した。
BT100系の主な導入事業者は、生産終了まで指定型式として納入していた大阪市営バスをはじめ、近畿日本鉄道（現：近鉄バス）や南海電気鉄道（現：南海バス）など、後乗り前降り方式で運行される地域が過半数を占めている。BT系はリアエンジンの前後扉車と逆に戸袋が前位に設置されており、後扉が左側面最後部に取り付けられているのが特徴である。なお、近鉄ではBT100よりホイールベースを伸ばしRE140型並みとしたBT100改を特注で購入し、この特注型では後扉の後位に三角窓を設けていたことが特徴であった。
BT51は信南交通で1980年代まで活躍しており、そのうちの1台が引退後に日本バス友の会で保存されている。2006年（平成18年）に足回りの復元がなされ再度車検を取得し、映画『フラガール』に登場した。また大阪市営バスで営業運転に就いていた1964年（昭和39年）式のBT11が、Osaka Metro（旧：大阪市交通局）で現在も保存されている。

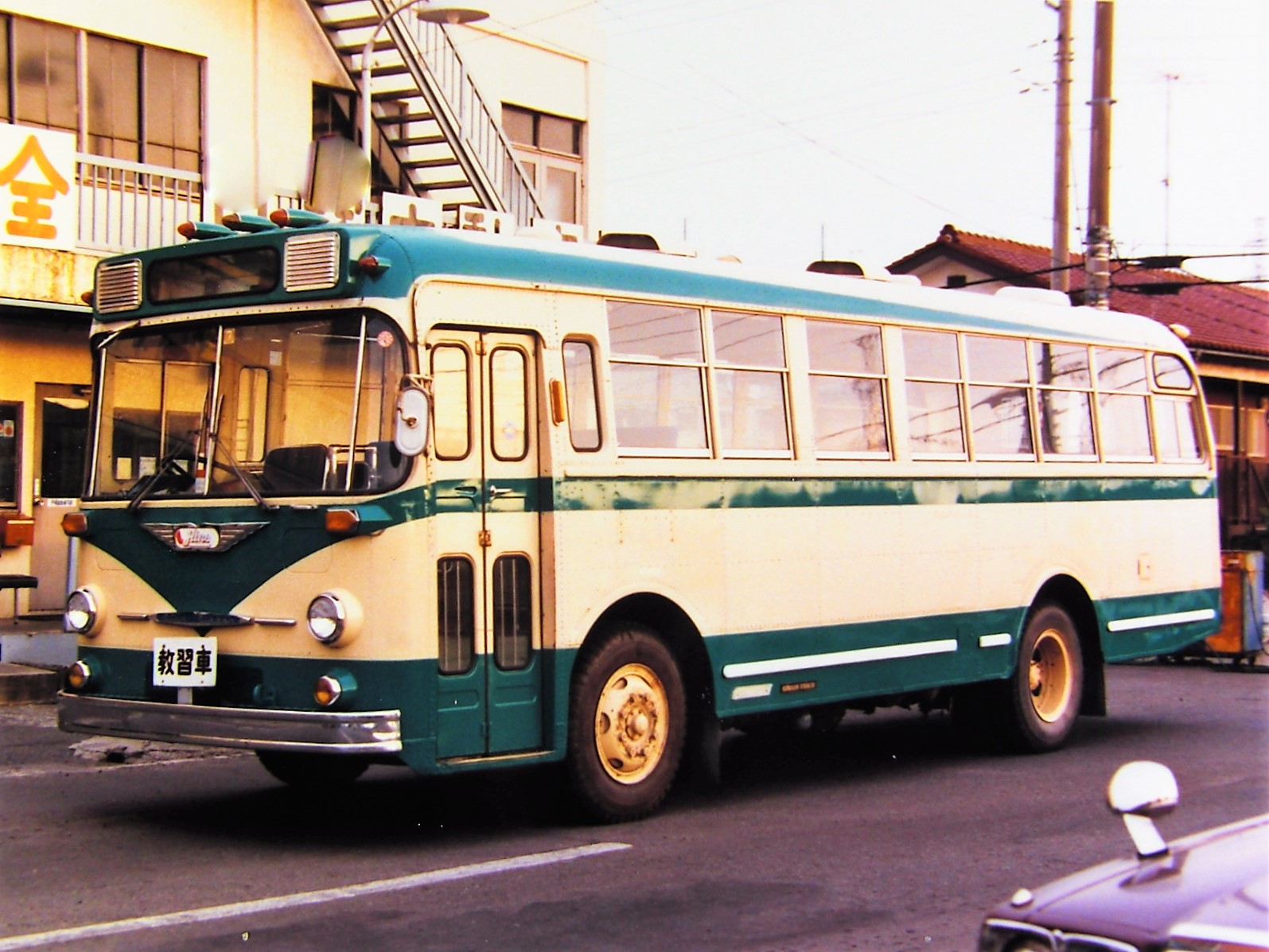
BT51（金産車体） 元信南交通 登録番号票の上に「Blue Ribbon」のエンブレムが見える
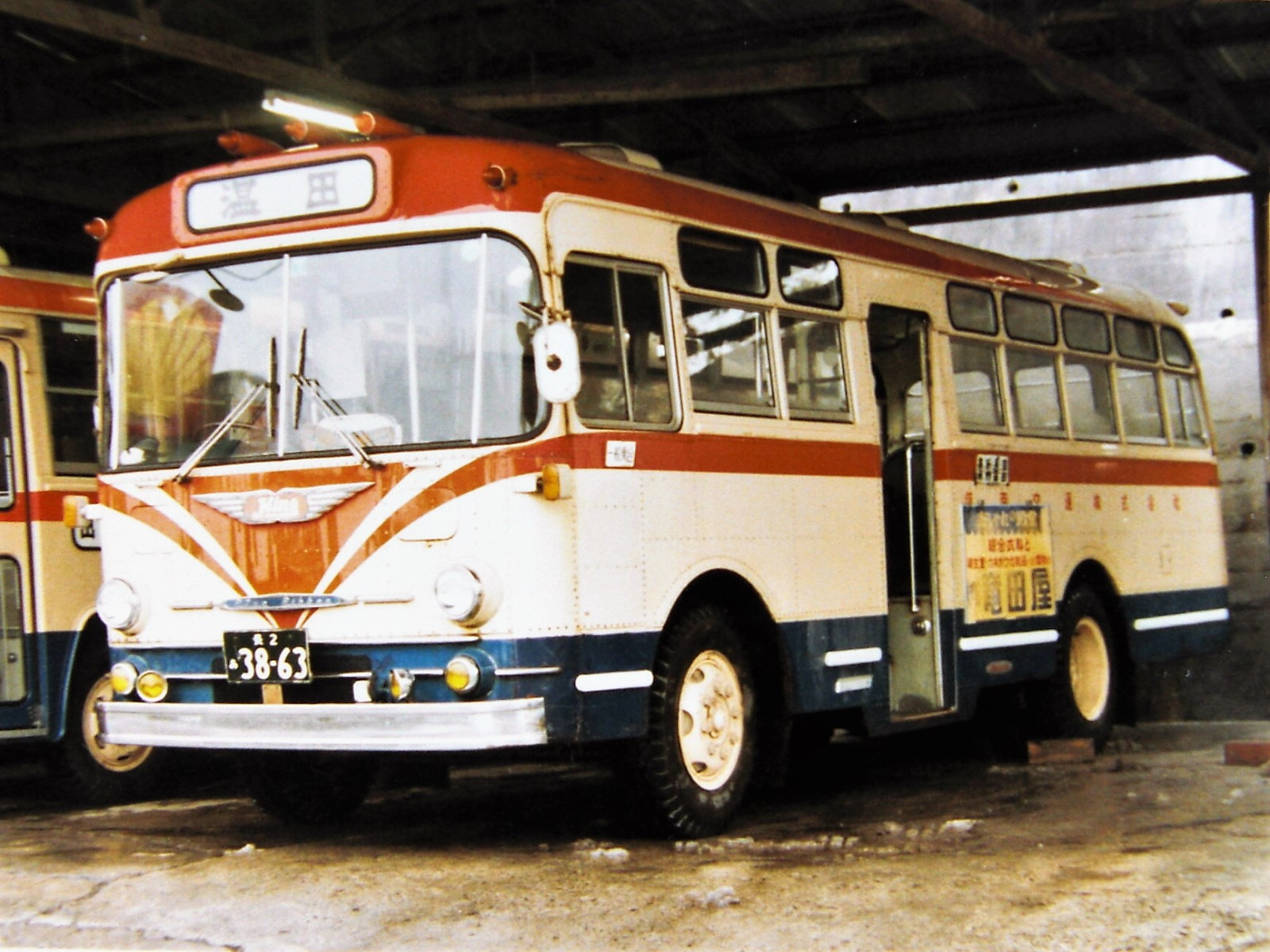
BT71（金産車体） 信南交通 登録番号票の上に「Blue Ribbon」のエンブレムが見える
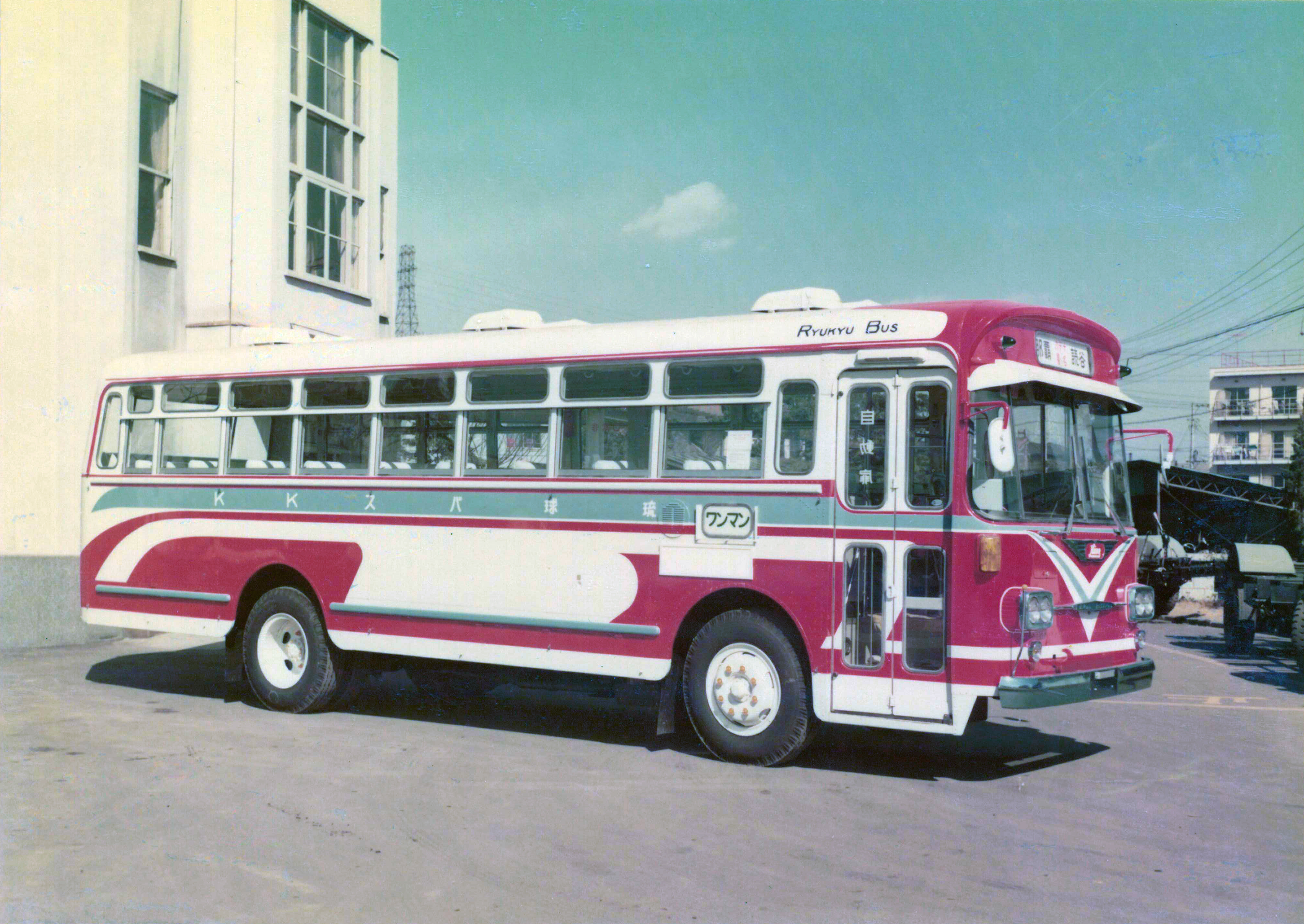
BT61（帝国車体） 琉球バス 右側通行時代の車両
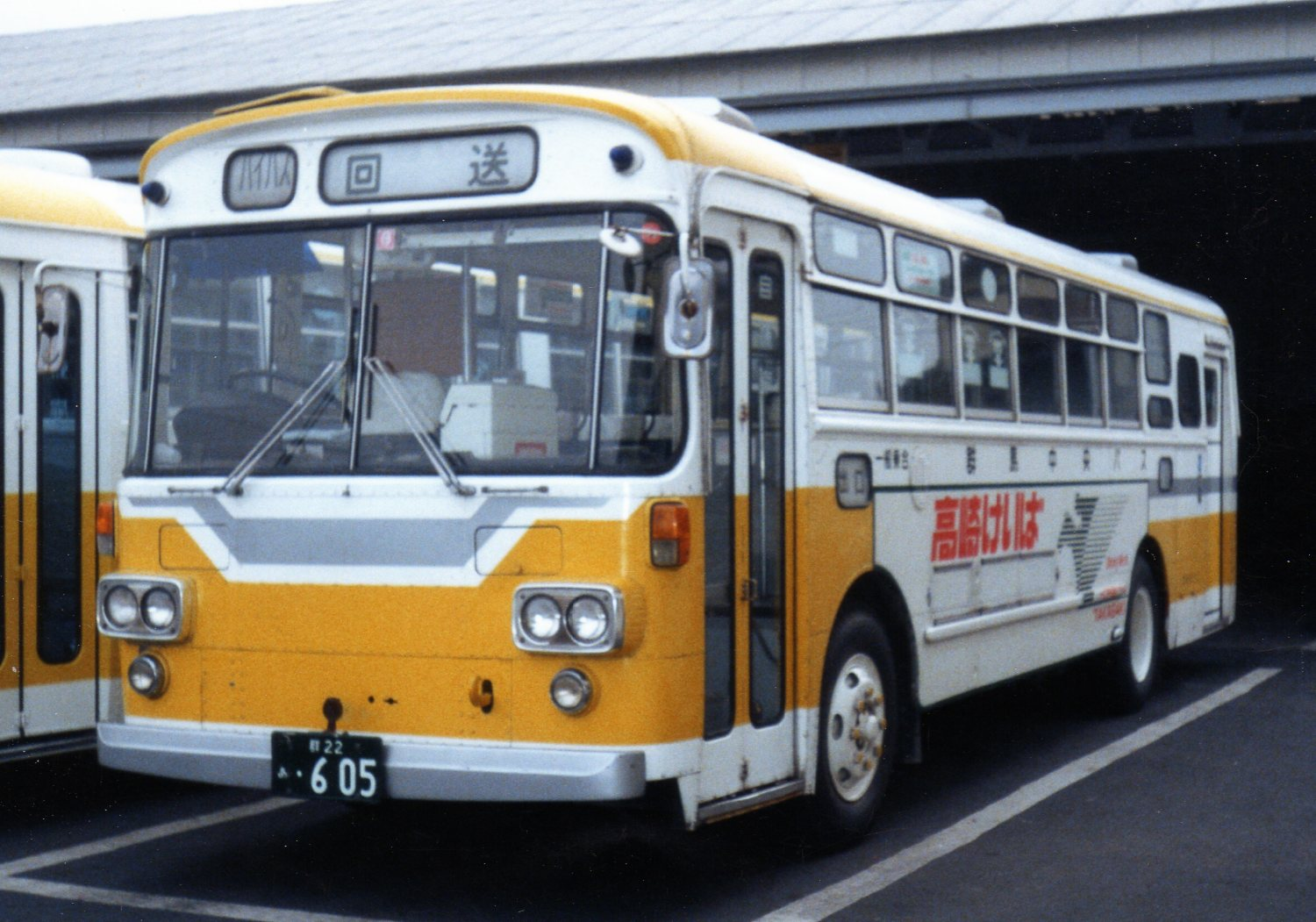
BT100（帝国車体） 群馬中央バス

## RB/RC/RE系
1960年代にはすでにリアエンジンバスが主流となっており、日野自動車でもBN系のセミフレームレスモノコック構造をベースにフレームレス構造を採用し、BD系の直6水平式エンジンのレイアウトを踏襲しつつリアエンジンバスに挑戦、国産初で世界的に見ても最初期のリアアンダーフロアエンジンバスが完成した。
リアアンダーフロアエンジンバスとは、エンジンを水平式（横置き）にして車両後部の床下に搭載する方式で、リアエンジンでも床はフルフラットでエンジン直上まで座席を設けられるため、直列6気筒エンジンを用いた大型バスでは2000年頃まで主流となった（その後はバリアフリー対応によるバスの低床化とノンステップバスの普及により廃れることになる）。

### RB10/RC100系

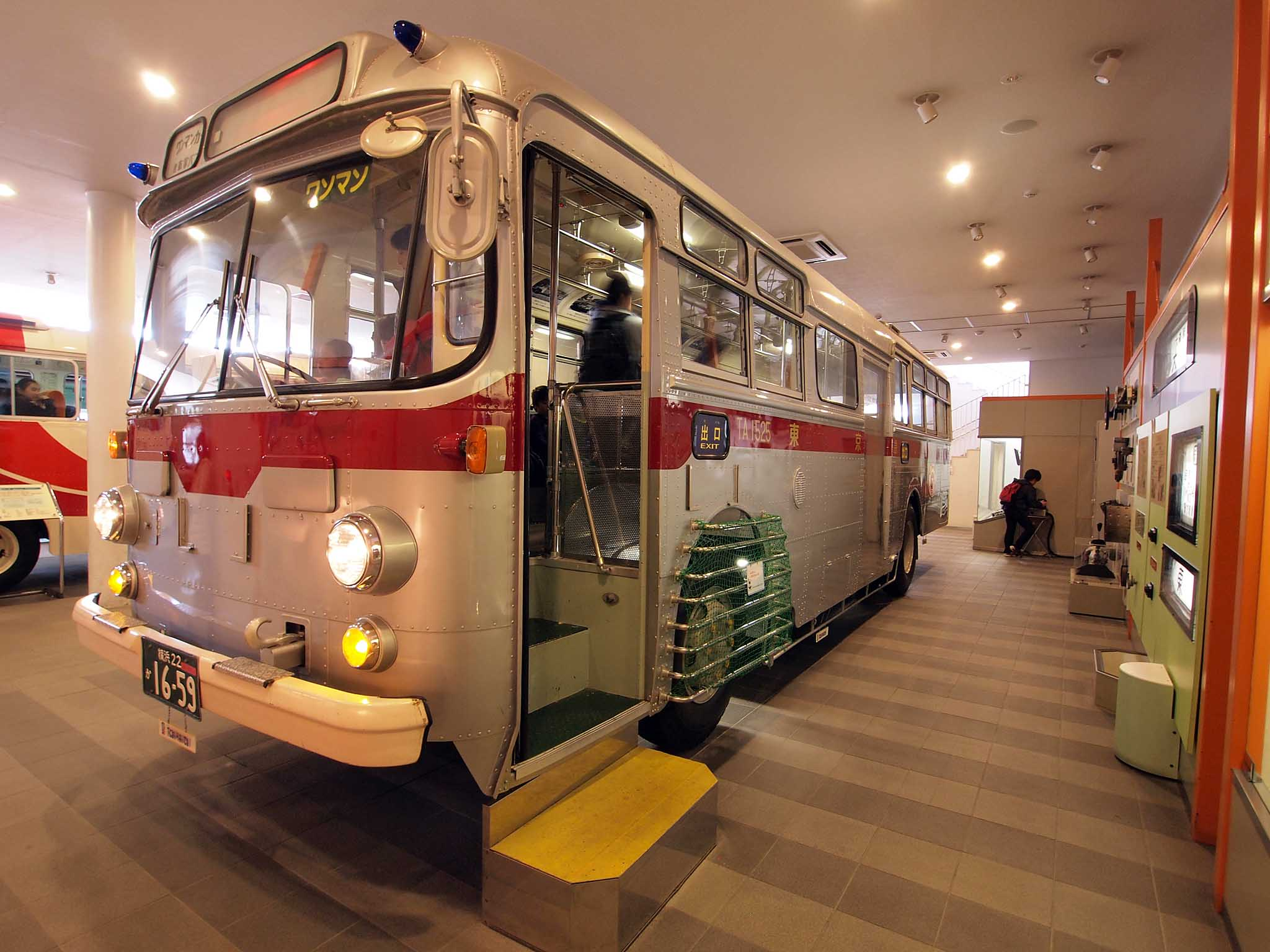
RB10（帝国）東京急行電鉄
電車とバスの博物館展示車

1961年（昭和36年）、市街地路線向けのRB系、観光向けのRC系として発売された。この路線型リアエンジンバスRB系がブルーリボンHT/HU系の直系の前身車種であり、RB系は1967年にリアアンダーフロアエンジン第2世代のRE系へと進化することになる。
RB10系列は、ホイールベース4.8mで、エンジンは予燃焼室式の直列6気筒DS80型 (160ps) を搭載した。最初にエアサス仕様のRB10-P型が登場し、翌年にリーフサス仕様のRB10型が追加された。
RC系列は、ホイールベース5.5mでエアサス、エンジンはDK20型 (195ps) を搭載。RC10-P型で、RB10-P型の高出力版である。
1962年、RC10-P型はRC100-P型となった。その後、ホイールベース4.8mのRC120 (-P) 型、ホイールベース5.5mのRB120 (-P) 型が追加されている。さらに1966年には、ホイールベース5.0mのRC140-P型が追加されたが、翌年にはRE100/RC300系へモデルチェンジしたため生産実績は多くない。
RC系には、エンジンに過給器を取り付け230psとした高速仕様車のRC100PT型も存在する。
RB系・RC系ともに、観光用・路線用双方の車体を架装している。車体メーカーは帝国自動車工業、金沢産業→金産（きんさん）自動車工業がメインだが、富士重工業や西日本車体工業、川崎航空機→川崎重工業製のボディ架装実績もある。
1964年にはオプションとして従来より40％ガラス面積を拡大した視野拡大型フロントウインドウも採用された。これはアメリカのGMCで採用されていたものと類似したもので、上下左右4枚のガラスを組み合わせたデザインであった。

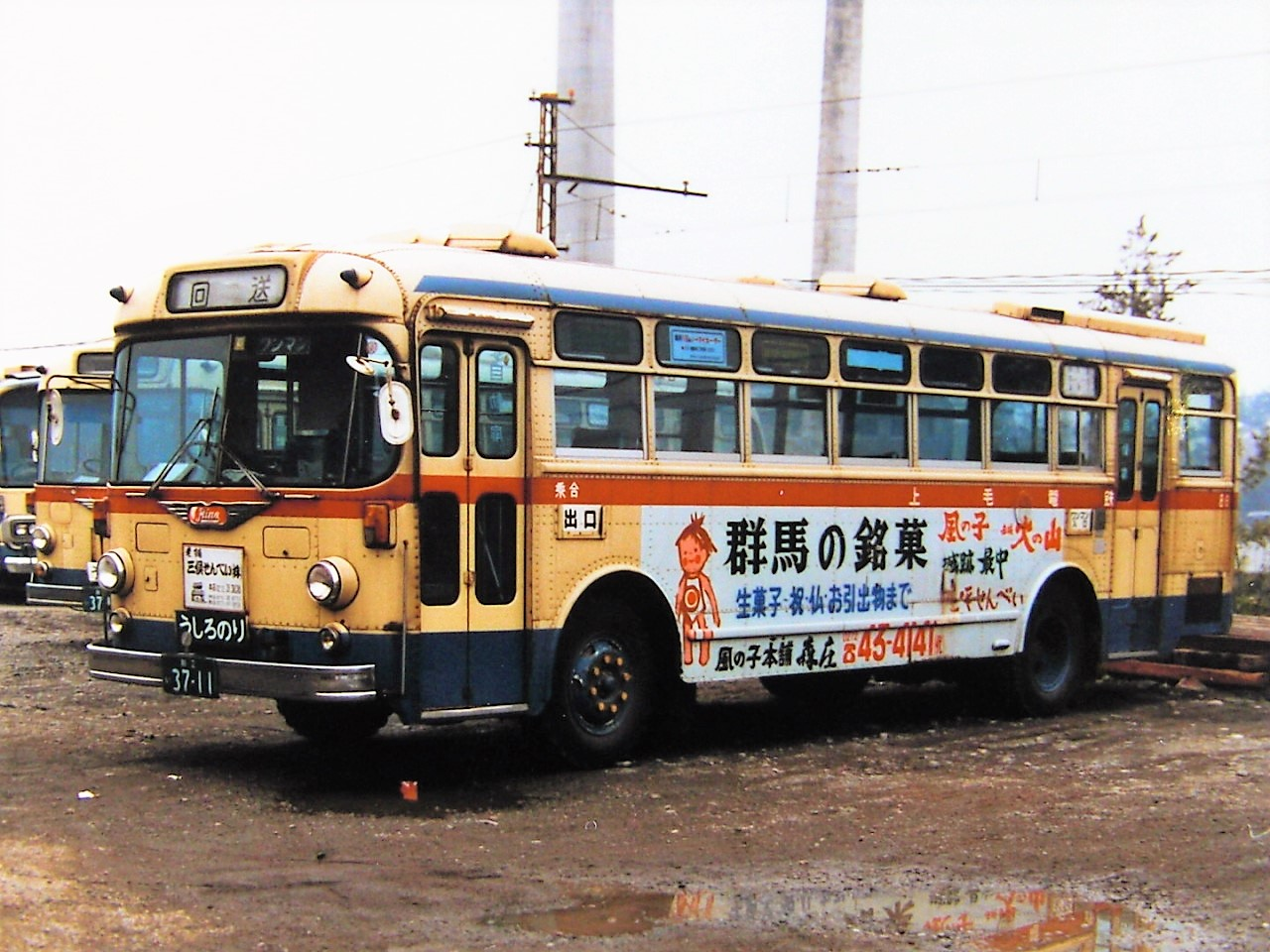
RB10P（帝国） 上毛電気鉄道
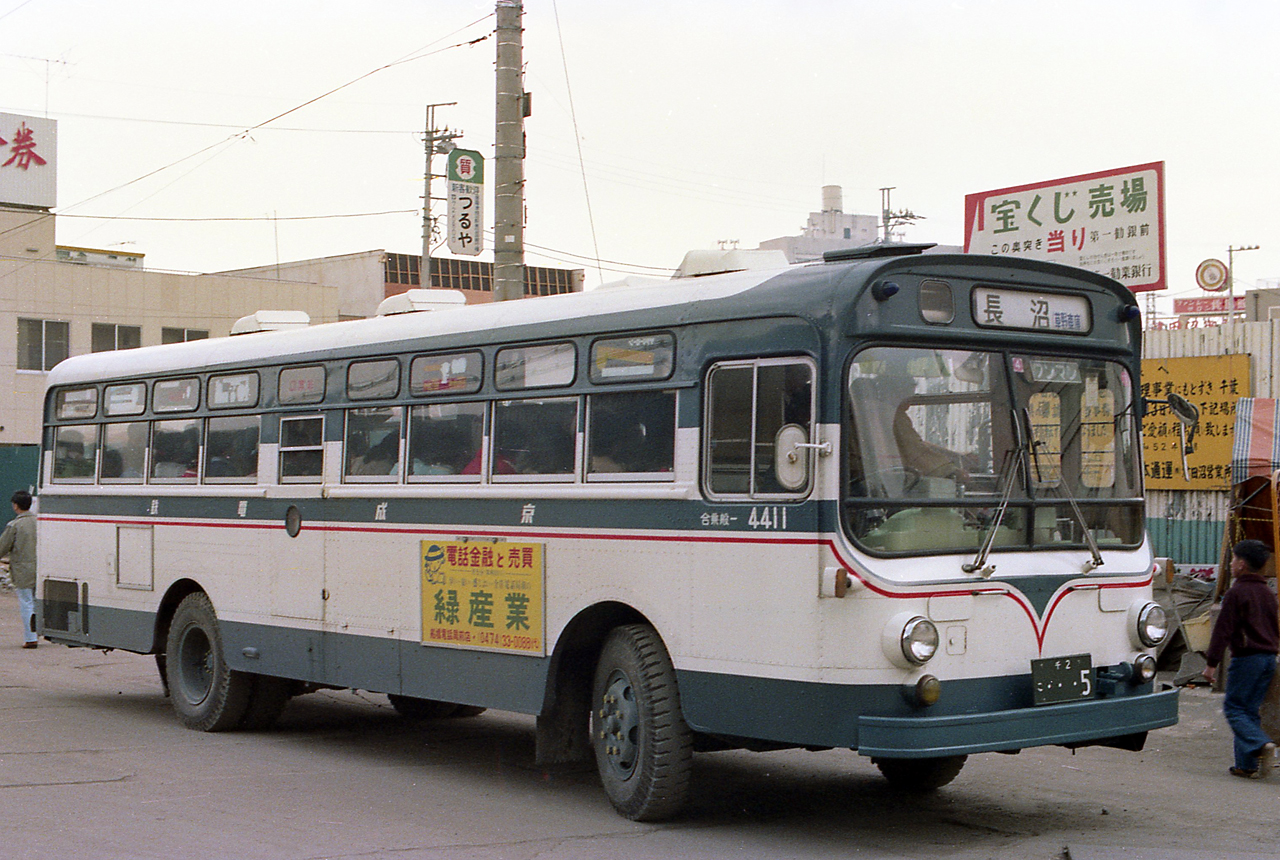
RB10 視野拡大型 （帝国） 京成電鉄
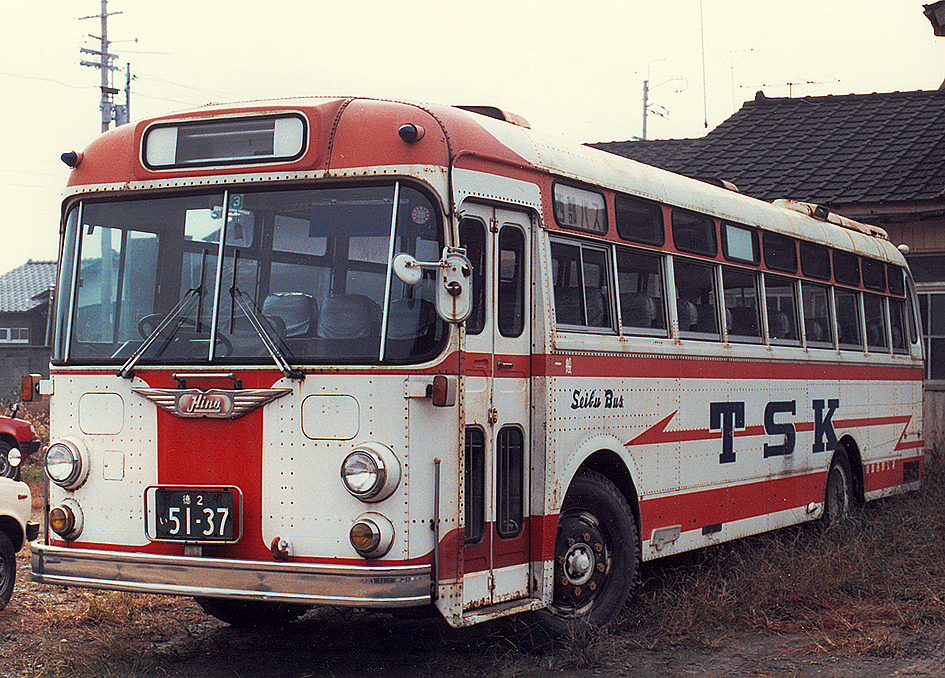
RB10（金産） 徳島西部交通
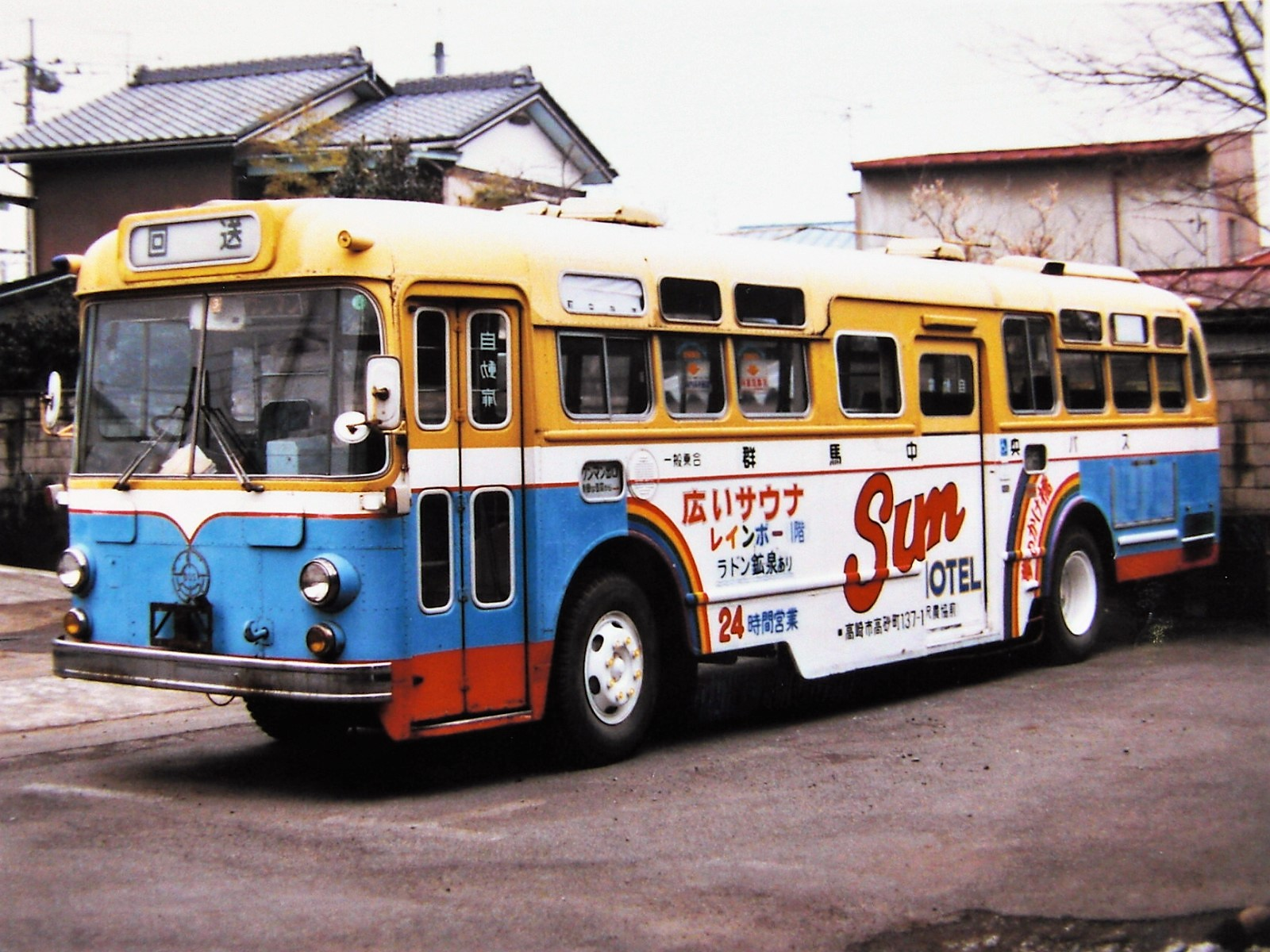
RB120（西工） 群馬中央バス
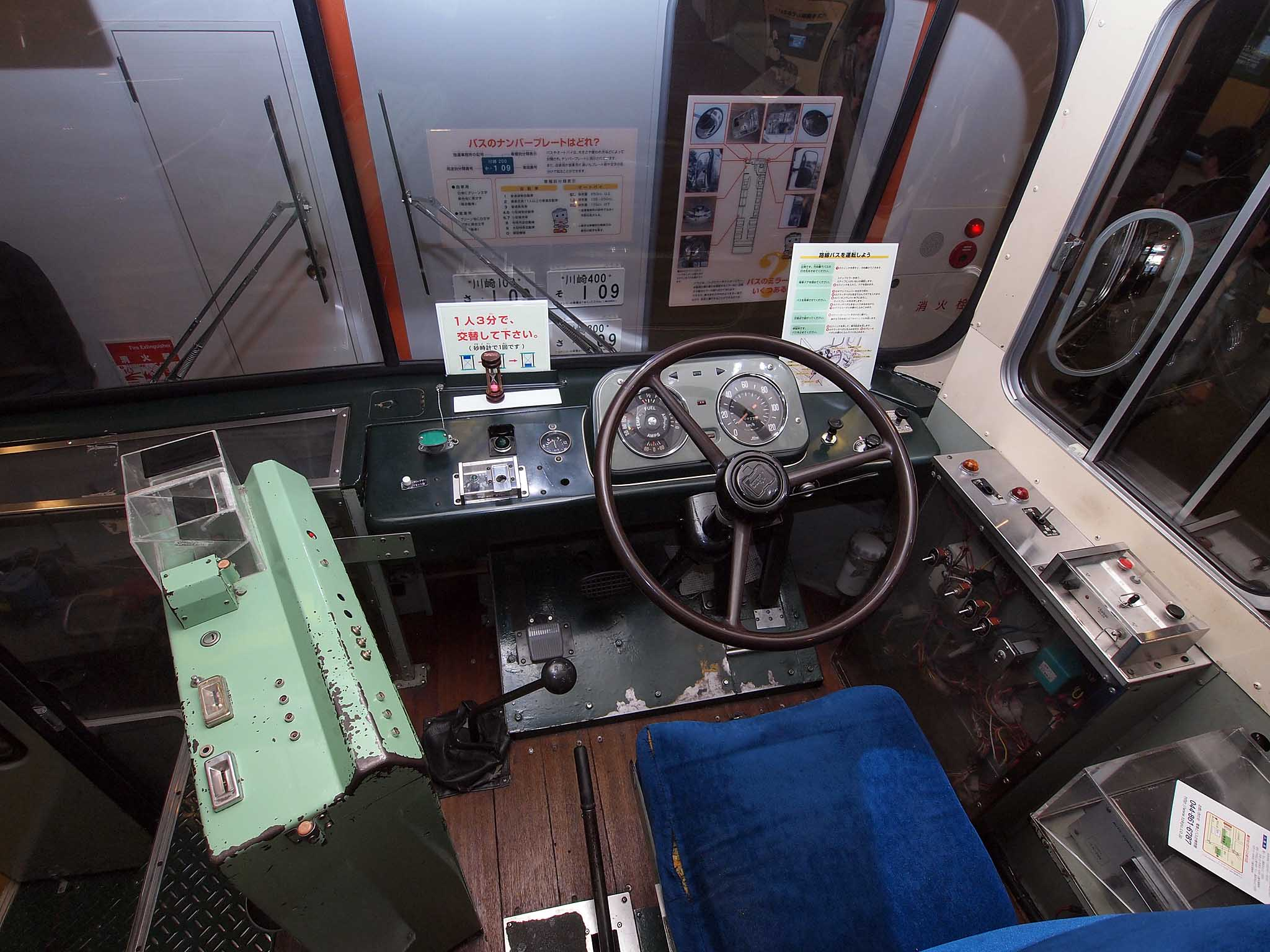
RB10の運転席 電車とバスの博物館展示車
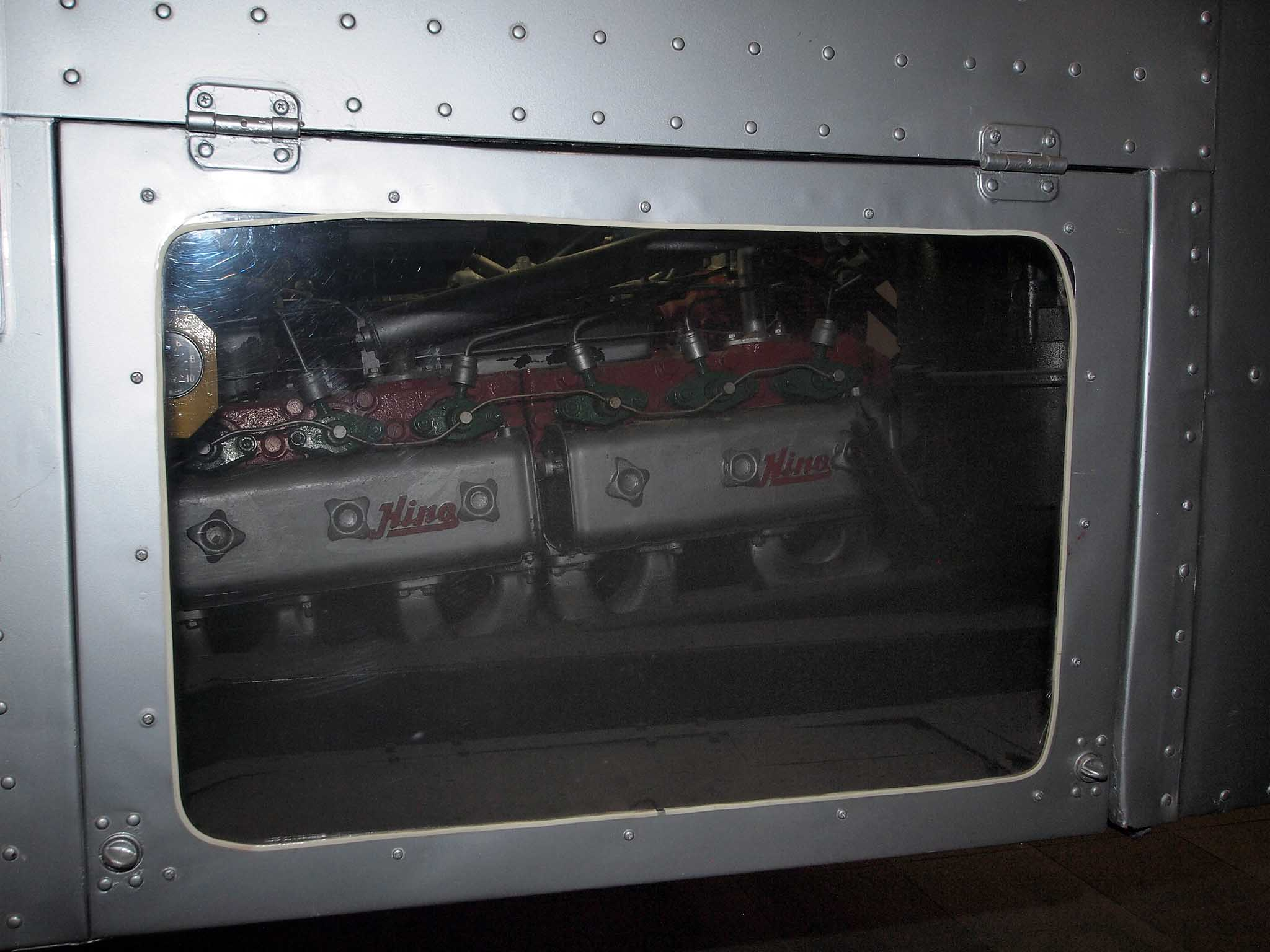
DS80型エンジン 電車とバスの博物館展示車

### RE100/RC300系
1967年、RB系はモデルチェンジしRE系となる。エンジンは新開発の予燃焼室水平式EB200型 (175ps) で、ホイールベースはRE100 (4.8m)、RE120 (5.2m)、RE140 (5.67m) の3種類が用意され、エアサスは型式末尾に-Pが付く。RC系も同時にモデルチェンジを行い、DK20型エンジンの出力アップが行われ205psとなった。またターボエンジン（DK20-T型）も出力アップされ260psとなった。
RC系では、ホイールベースはRC300 (5.2m)、RC320 (5.67m) の2種類が用意され、エアサスは型式末尾に-Pが付く。また山間部など全長10m・ホイールベース4.8mで高出力エンジンを望むユーザー向けに、改造扱いでRE100と同じボディにDK20型エンジンを搭載した（言い換えるとRC300型のホイールベースを4.8mに短縮した）RC300 (-P) 改型が設定されている。また事業者により4速仕様または5速仕様と用途が多岐に渡り、運転操作にはダブルクラッチを要した。また、SCG自動変速機も用意された。運転席周りの特徴としては扇形のメーターパネルが採用されている。
RE系は主に路線バスとして使用され、RC系は路線バスや観光バスとして幅広く使われた。RC系は観光専用モデルの普及が他社より遅れたこともあり、観光用としてもかなり採用されている。
車体は帝国・金産以外にも、富士重工製（以下富士）、西日本車体工業（以下西工）、川重車体工業（以下川崎、1972年まで）などが架装している。1969年以降は帝国・金産は共通の設計でバスを製造しており、細部のわずかな差異以外のデザインはほぼ同じである。1975年4月に帝国・金産の両社は合併して日野車体工業となり、合併後はRE/RC系などの大型バスは旧帝国自工の横浜工場で生産された。先代モデル時代に登場した視野拡大窓も引き続き設定された。
なお、前照灯には当初オーバル型2灯式が採用されたが、ハイビームなどに問題が生じたようで、1970年以降は丸型4灯式のシールドビームに変更。オーバル型からの改造も行われた。
1972年にはフロントオーバーハングの延長、RE系に低床モデル追加などのマイナーチェンジも実施された。
1979年にはターボ車に代わる高出力車として、RC701P (5.2m) ・721P (5.67m) 系が登場した。エンジンはEK200型 (270ps) を搭載しており、エアサス車の設定のみだった。ただし国鉄バスなどごく一部の事業者でリーフサスのRC701の導入例がある。なお、RC7系の路線ボディは純正の日野車体の場合、RE/RC系と同じボディを架装しており外観に変化はない。また高出力エンジンを搭載しているため、観光バスや長距離バスとして使われるケースも多く、観光バス専用のハイデッカーボディを架装した例もある。

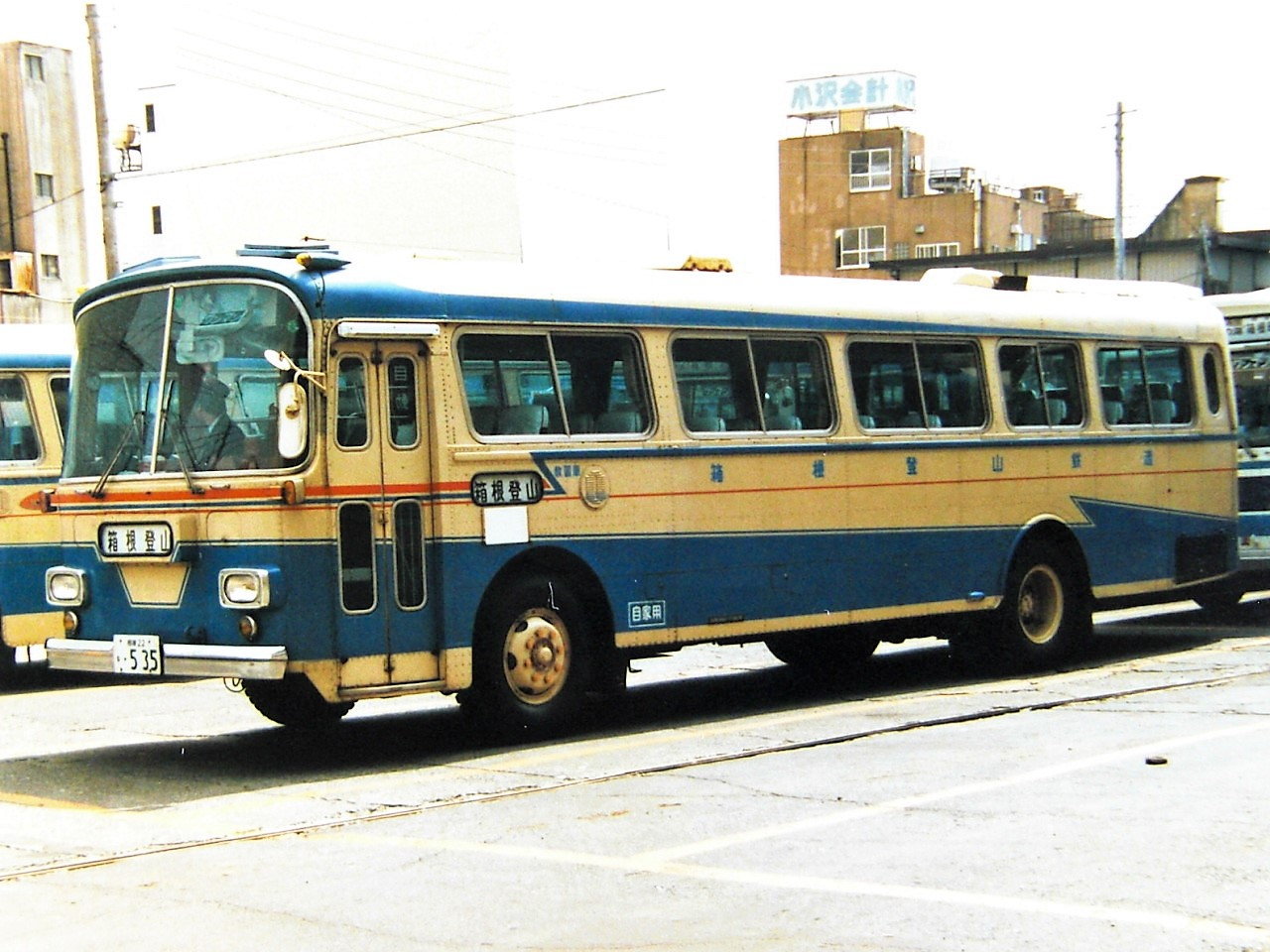
RC300P（金産）(オーバル型前照灯装備車) 箱根登山鉄道
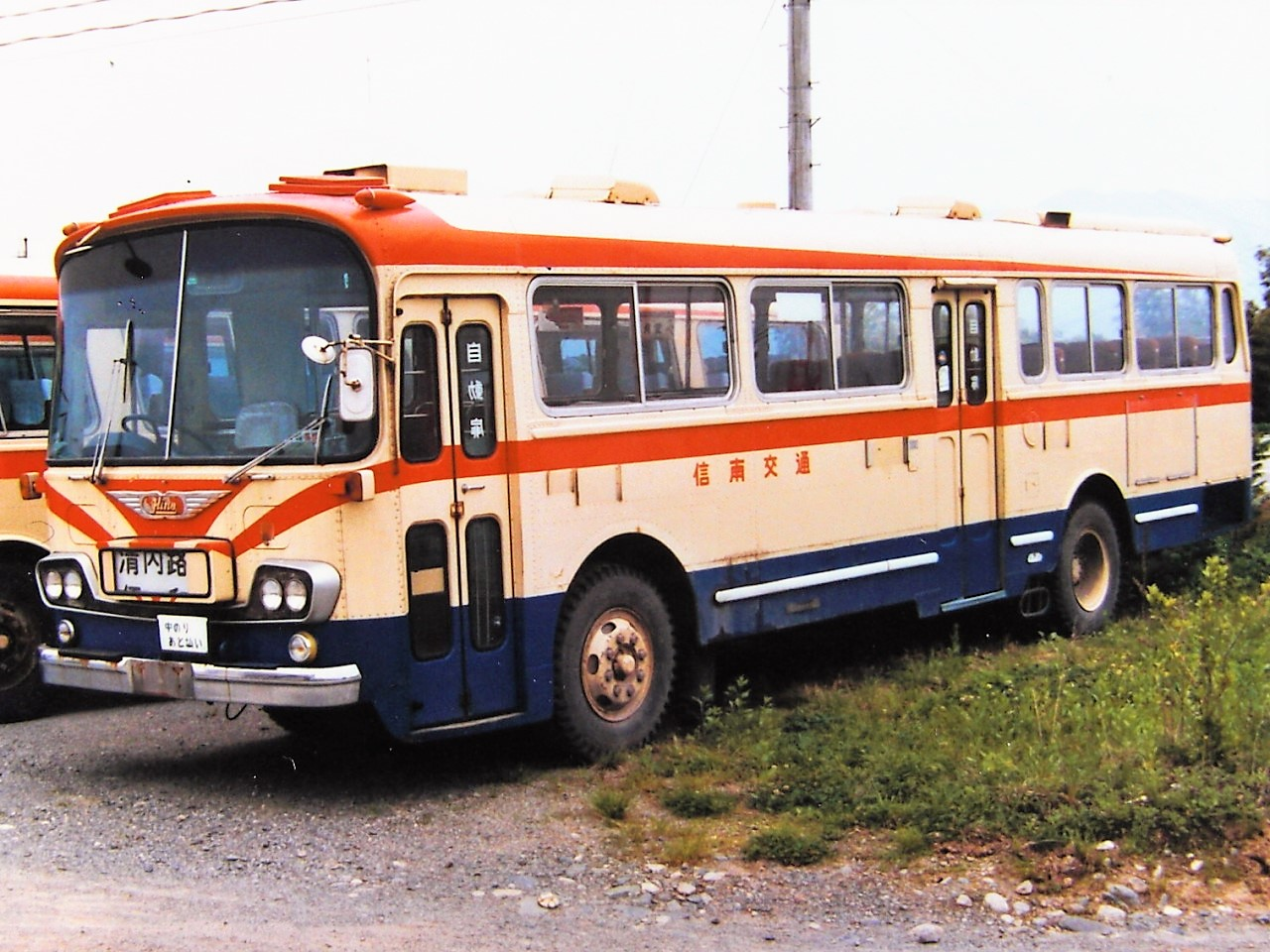
RC300P（金産） 信南交通
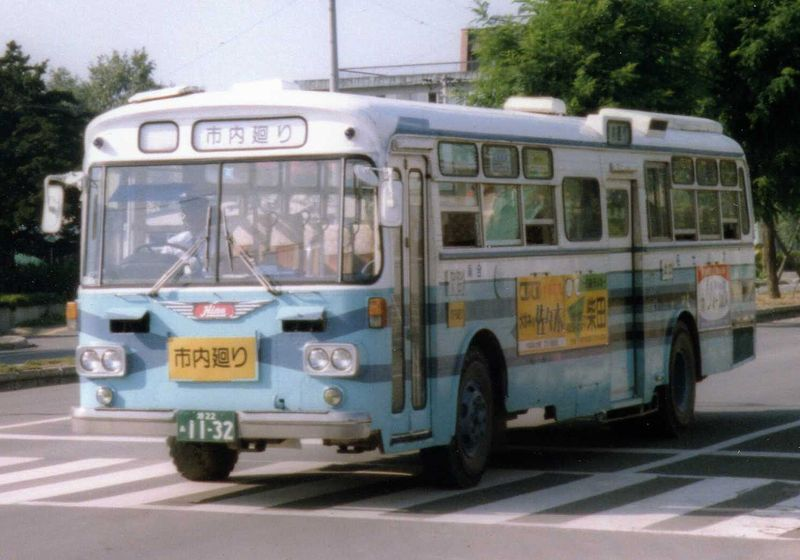
RC320P（帝国） 名士バス
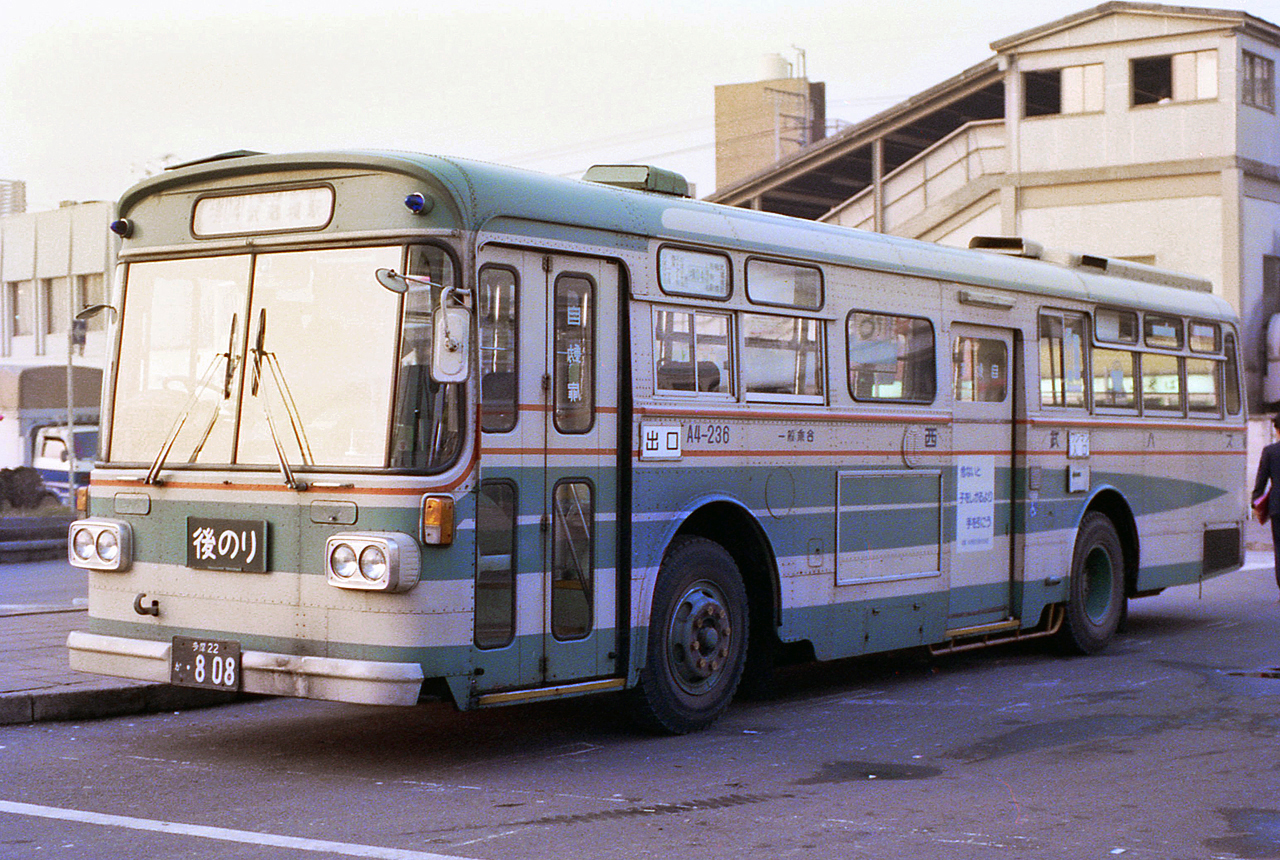
RE100（帝国） 西武バス
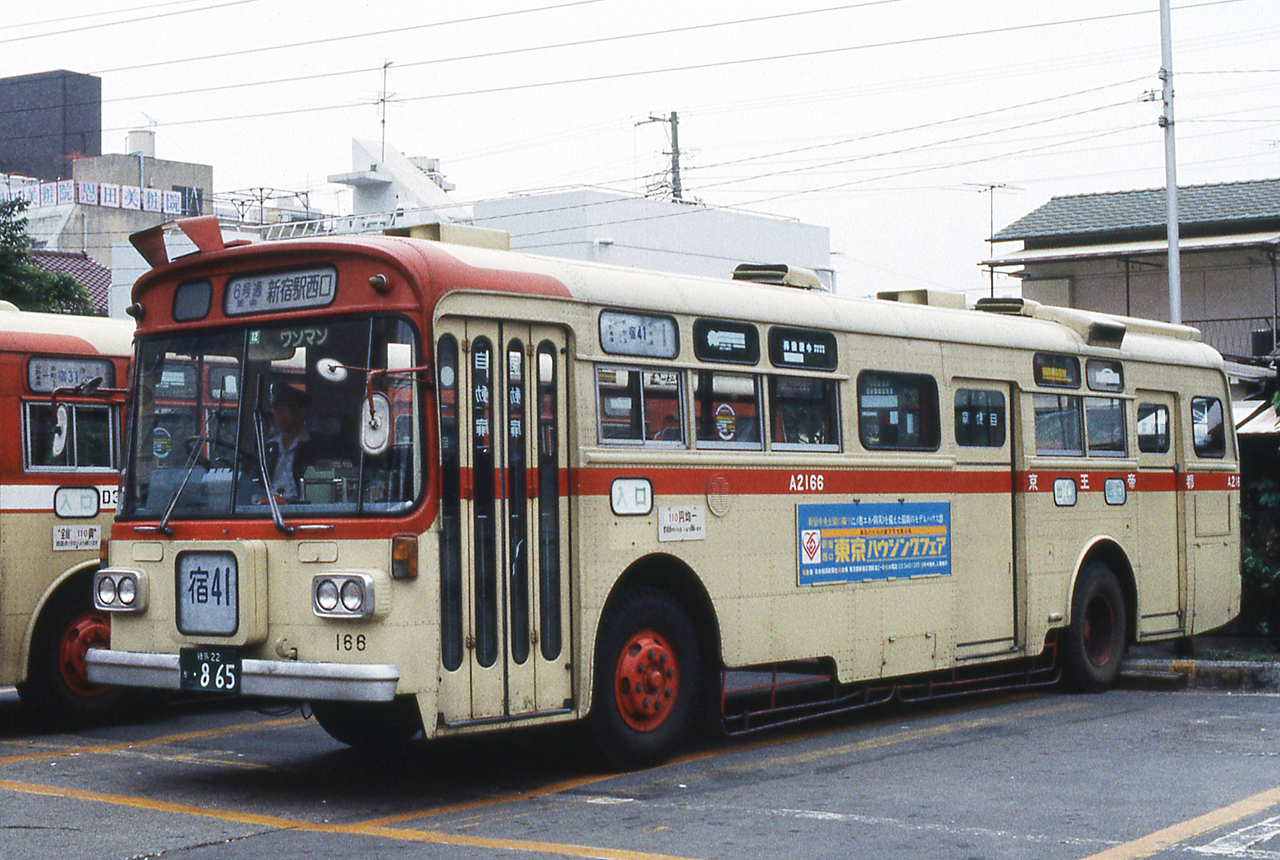
RE140（帝国）(前ドア両開き試作車) 京王帝都電鉄（撮影当時）
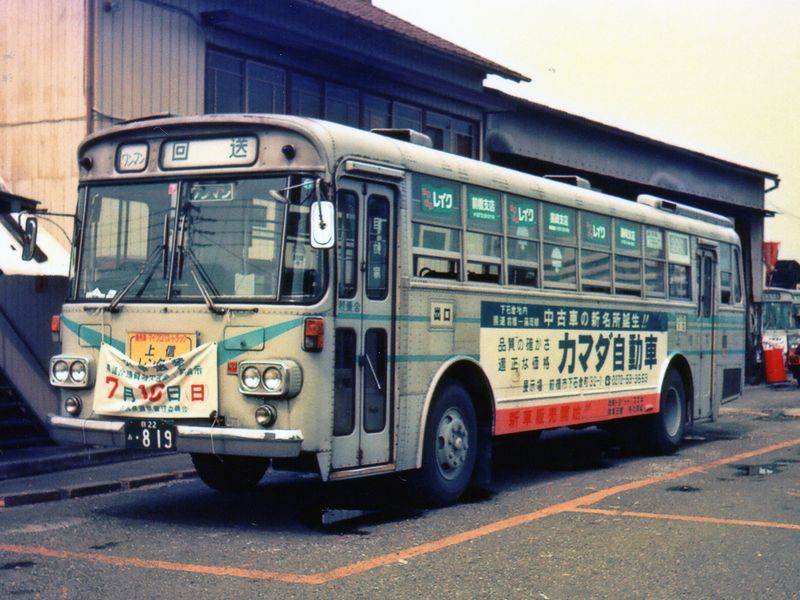
RE100（日野車体） 上信電鉄
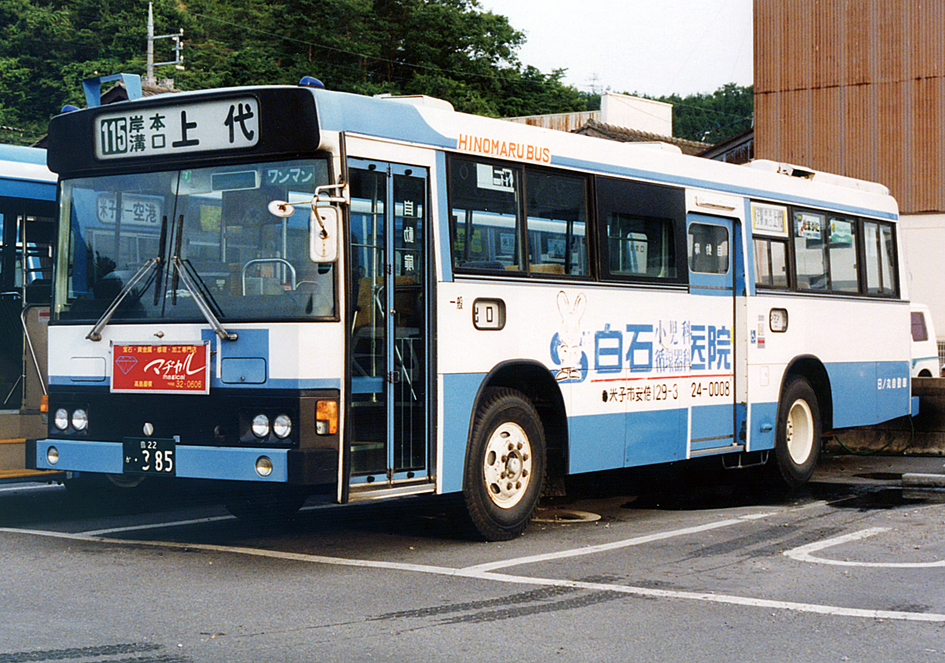
RE100P（日野車体を改造） 日ノ丸自動車
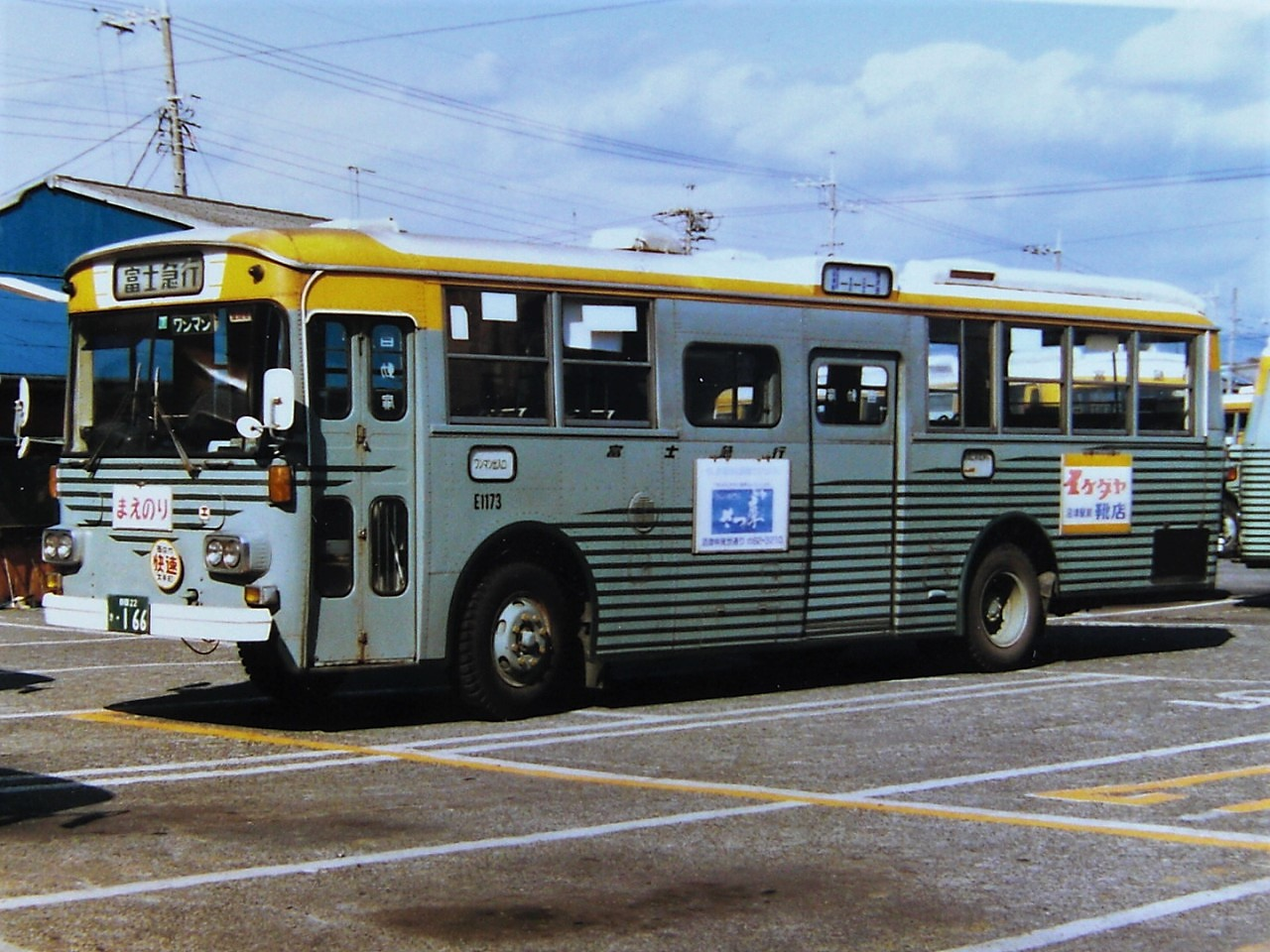
RE100（川崎） 富士急行
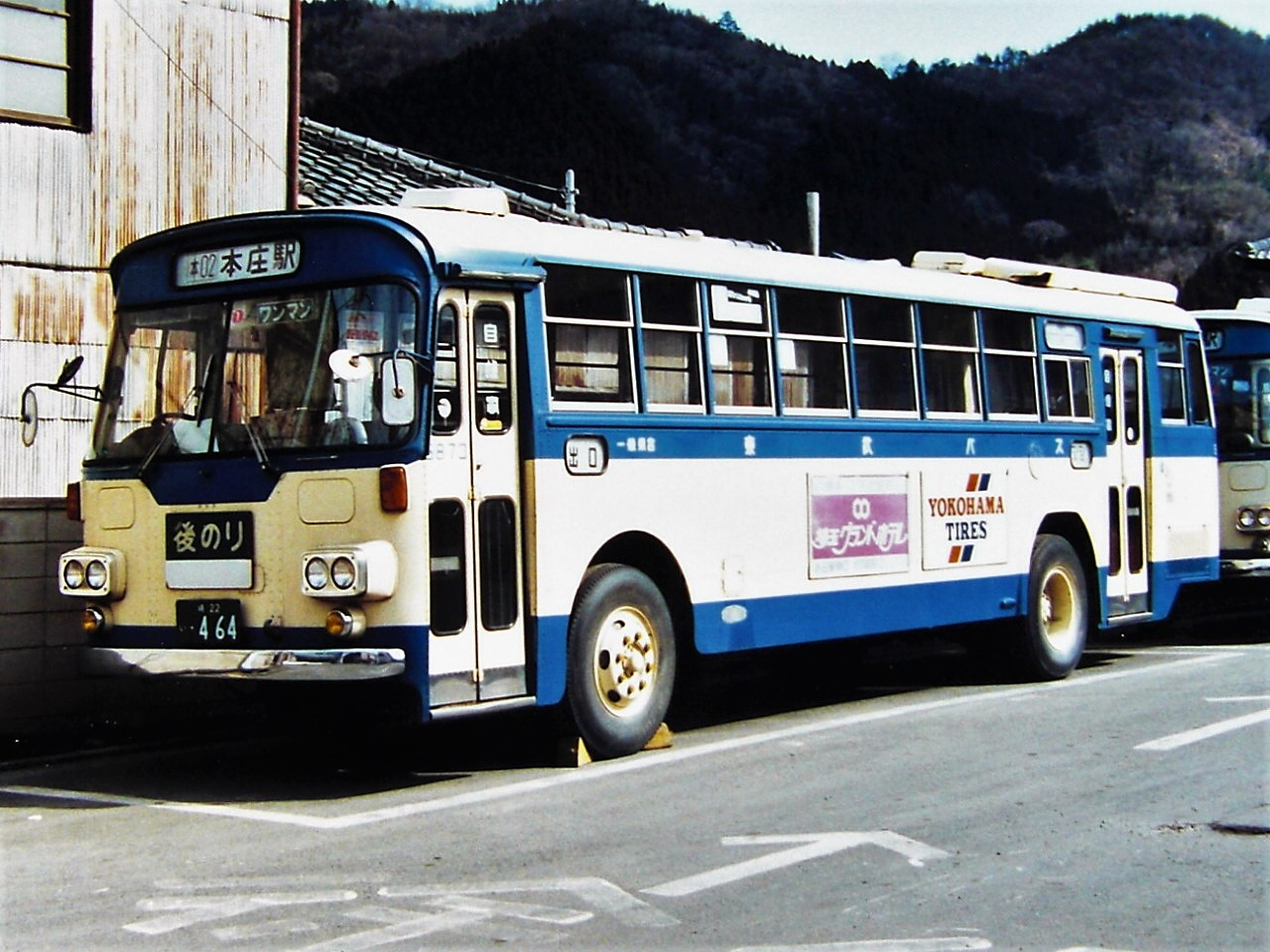
RE120（富士R13） 東武鉄道
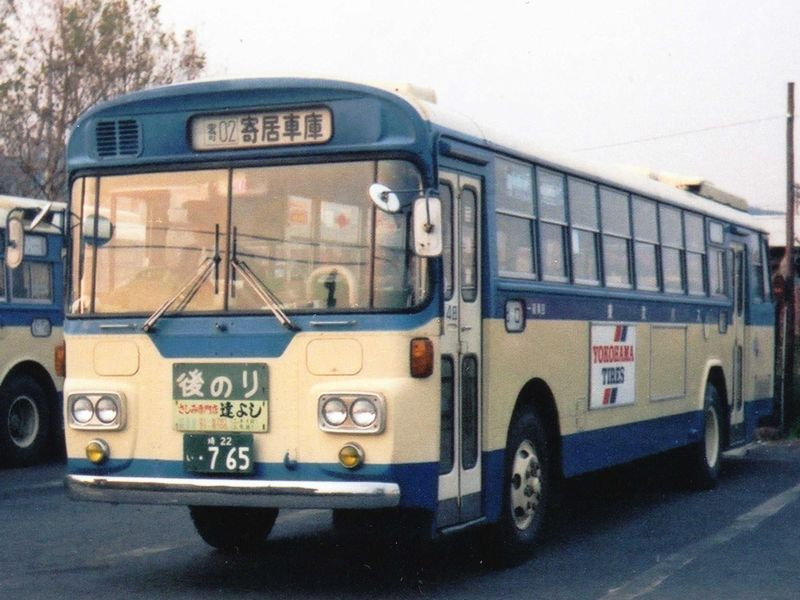
RE120（富士3E） 東武鉄道
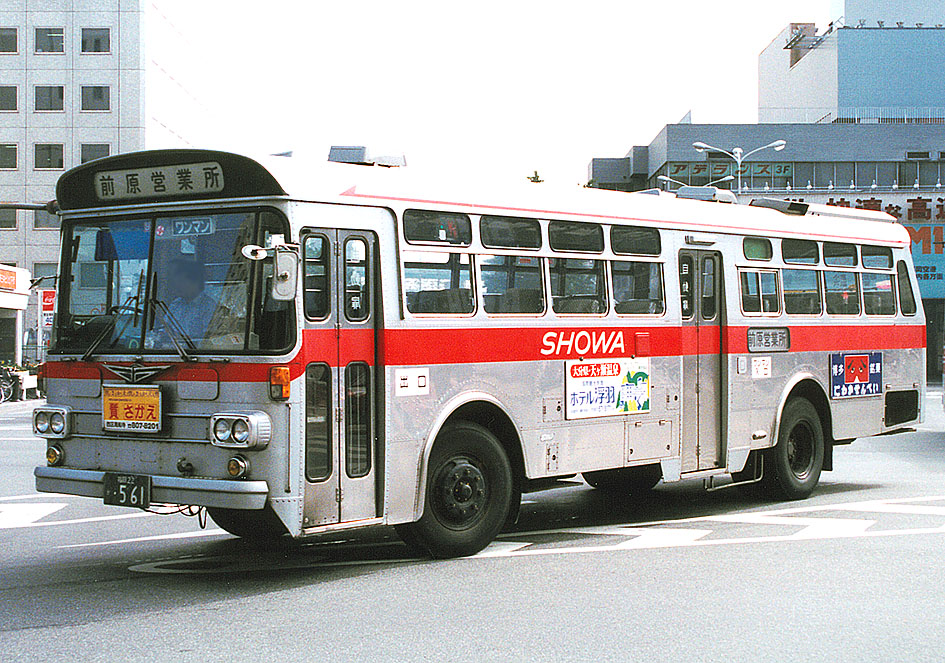
RE120（西工66MC） 昭和自動車

### K-RE101/RC301系

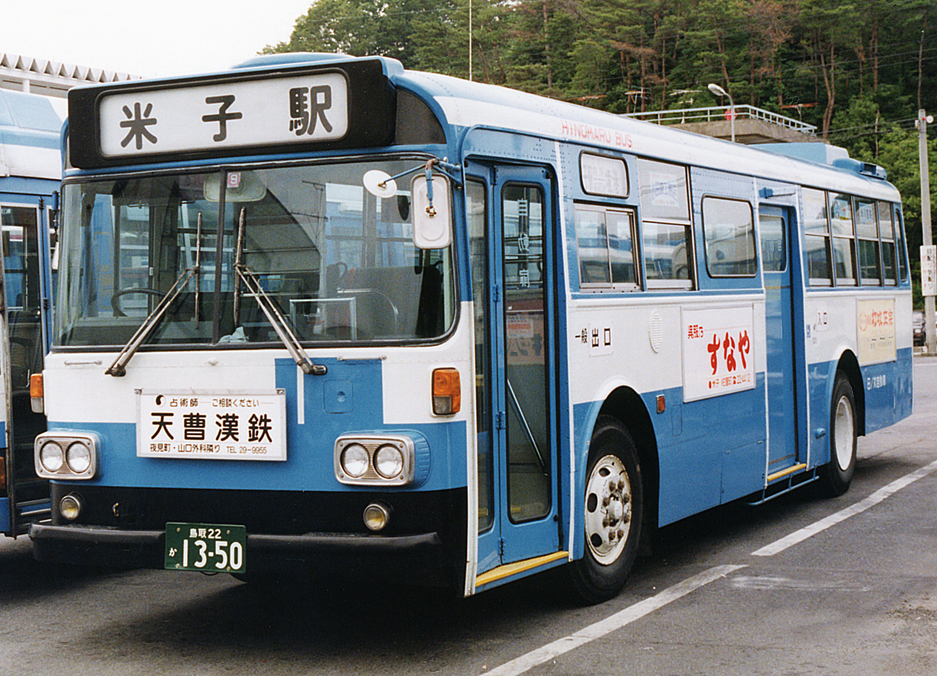
K-RC301 日ノ丸自動車
前面方向幕が大型化された車両

1979年に昭和54年排出ガス規制に適合してK-RE/RC系となった。ボディも一新され、前扉を拡幅して乗降性を改善し、前面方向幕の大型化に対応するなど、より快適で乗りやすい路線バス車両を目指した。また、この後のモデルチェンジは現在に至るまでディーゼル排ガス規制への対応が続くことになる。
排ガス規制対応と同時にエンジンの出力アップが行われ、K-RE101系はEB400型 (190ps) 、K-RC301系は直噴式ER200型 (225ps) に変更された。路線バスでも冷房車の普及に即して高出力化が求められ、従来のサブエンジン式から直結冷房（エンジンに冷房の動力を送るためのコンプレッサーを設置する方式）搭載を考慮したものであった。このためRC系は従来の観光向けから路線型RE系の高出力版という位置付けが強くなり、RE系とRC系で仕様が重複することとなった。
モデルチェンジにより、4速仕様または5速仕様の選択は残ったものの、先代モデルとは異なり運転操作でダブルクラッチの必要はなくなり、運転席周りも長方形一つを基本としたデザインに変更された。
ホイールベースはRE101・RC381 (4.8m)、RE121・RC301 (5.2m)、RE141・RC321 (5.67m) の3種類が用意され、エアサス車には型式末尾に従来と同様にPが付く。ホイールベース4.8mのRC系は当初設定されておらず1978年に追加された（エアサス車は型式認定を取得せず1982年まで改造扱いとなり、RE101P改型もしくはRC381改型となった。実質的にはRC381P型）。全長11m級の長尺車のRE141・RC321 (P) の納入先はこの頃から大都市圏に代わり、ニュータウン輸送や北海道の事業者が主力となり、特に北海道中央バス、旭川電気軌道などに多く納入された。
車体は純正の日野車体製以外に、富士と西工が存在した。富士は3Eと5Eでの架装例（北海道中央バス、東武鉄道、小湊鉄道、富山地方鉄道、遠州鉄道、京都バス等）がある。西工ではモノコックの53MCでの架装例以外に、末期にはスケルトンボディの58MCでの架装例がわずかに存在する。
1982年に本格的なスケルトンボディのRT/RU22系が登場した後も、RE/RC系はモノコックボディのまま並行して製造販売されていたが、RE/RC系と同じくリアアンダーフロアエンジン方式でスケルトンボディのHT/HU22系の登場により、1984年に製造を終了した。

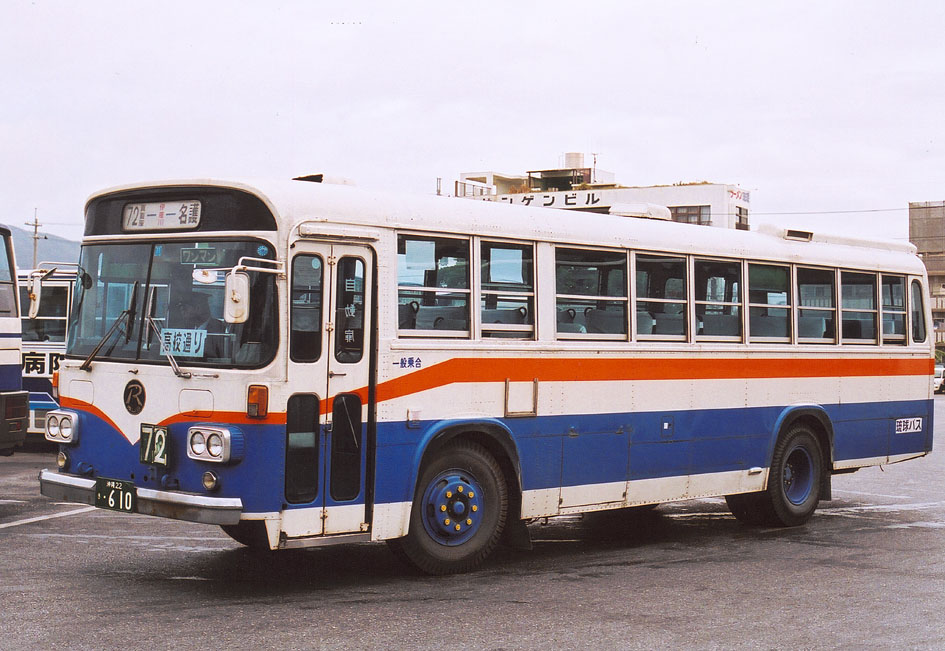
RE101（日野車体）琉球バス
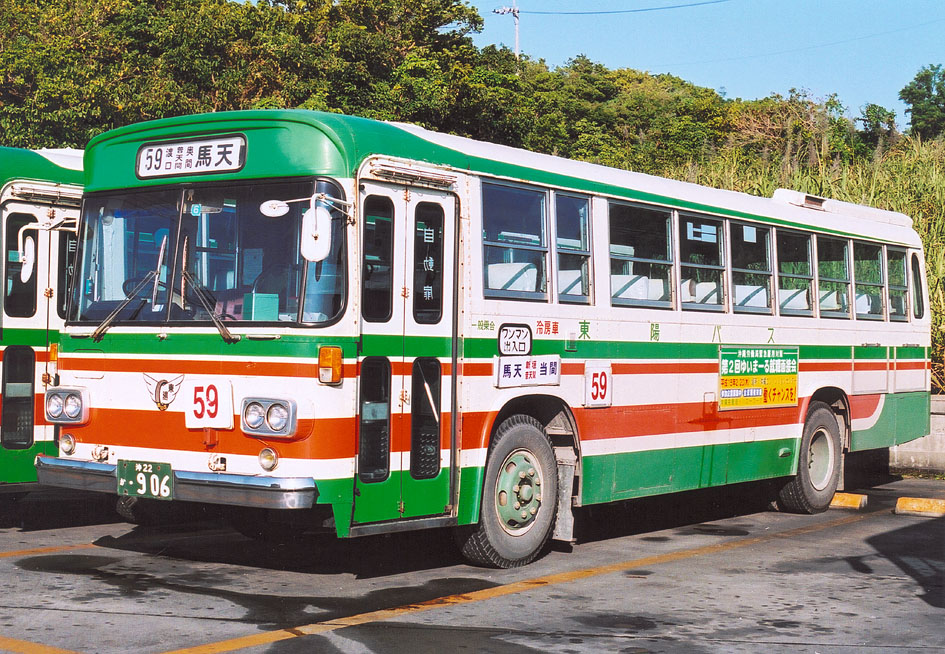
RE101（日野車体）東陽バス
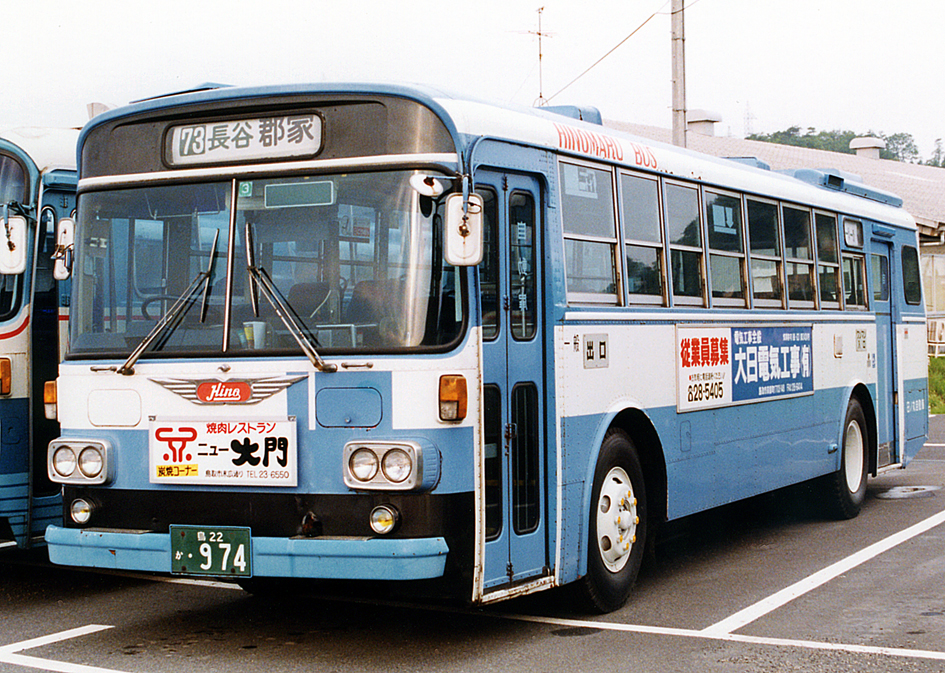
RE121（日野車体）日ノ丸自動車
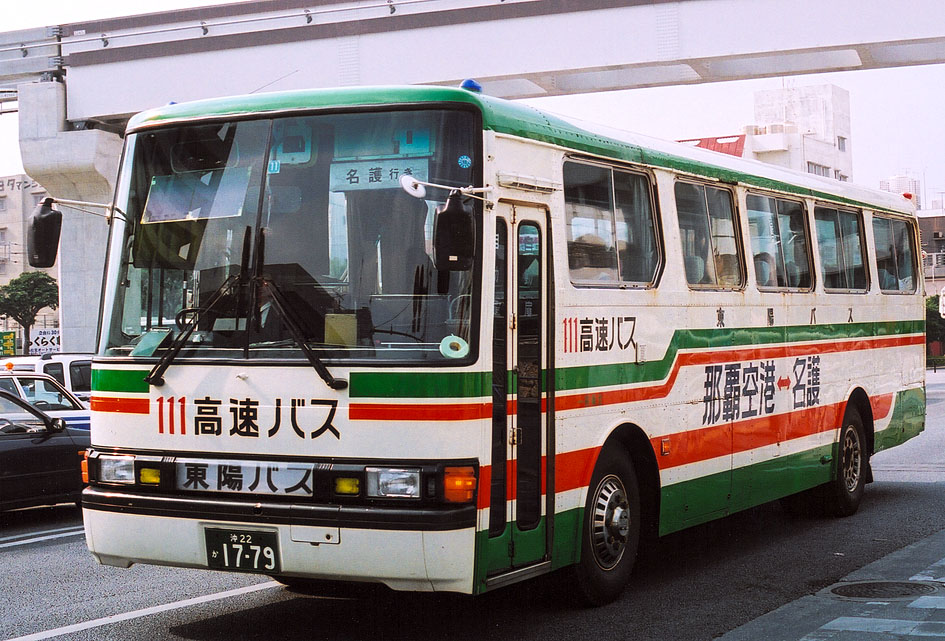
RE121P改（日野車体）東陽バス
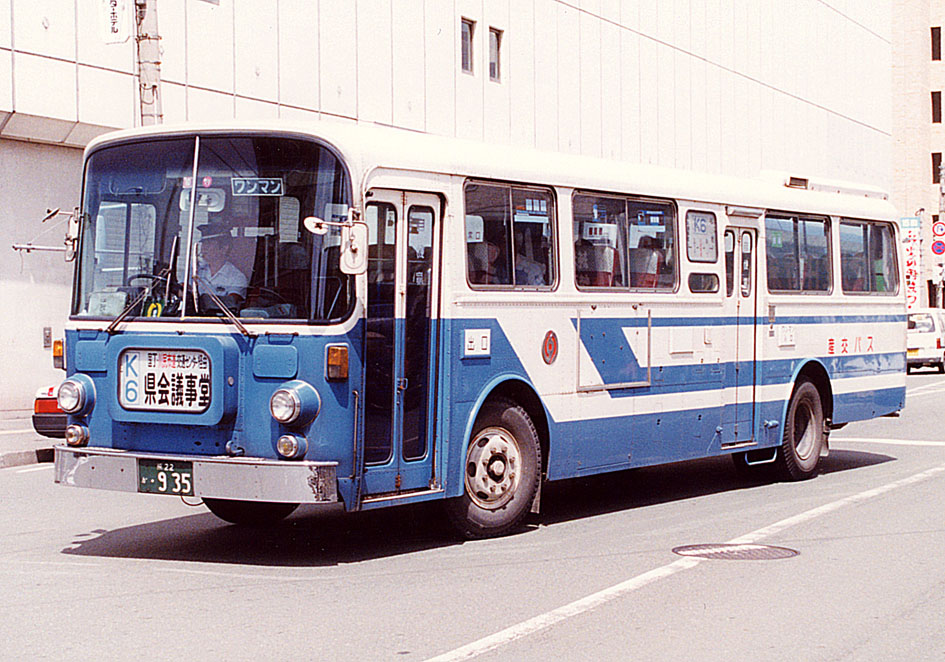
RC321P（日野車体、観光用からの改造車）九州産業交通
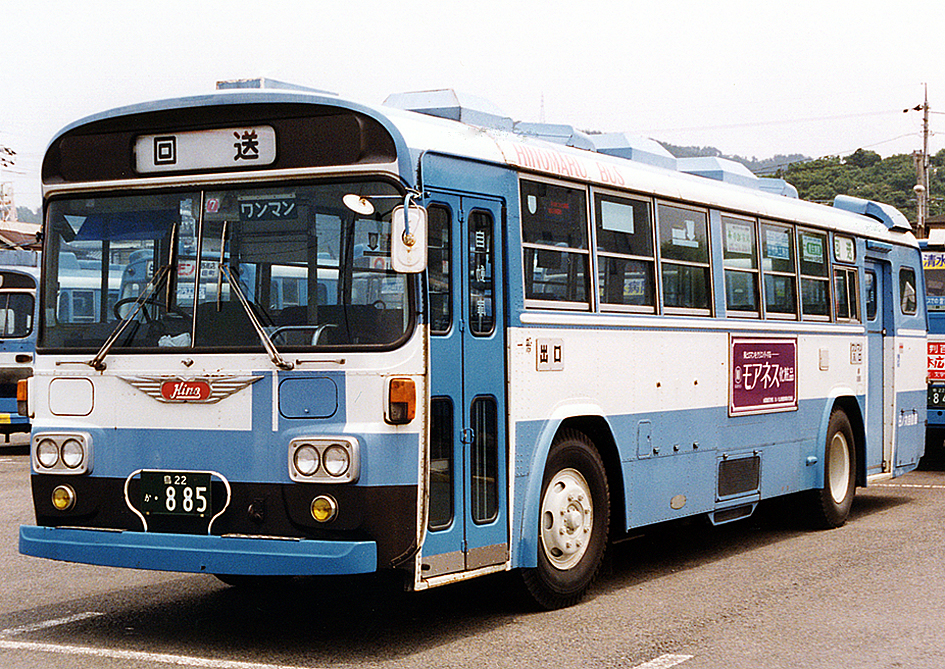
RE121（富士重3E）日ノ丸自動車
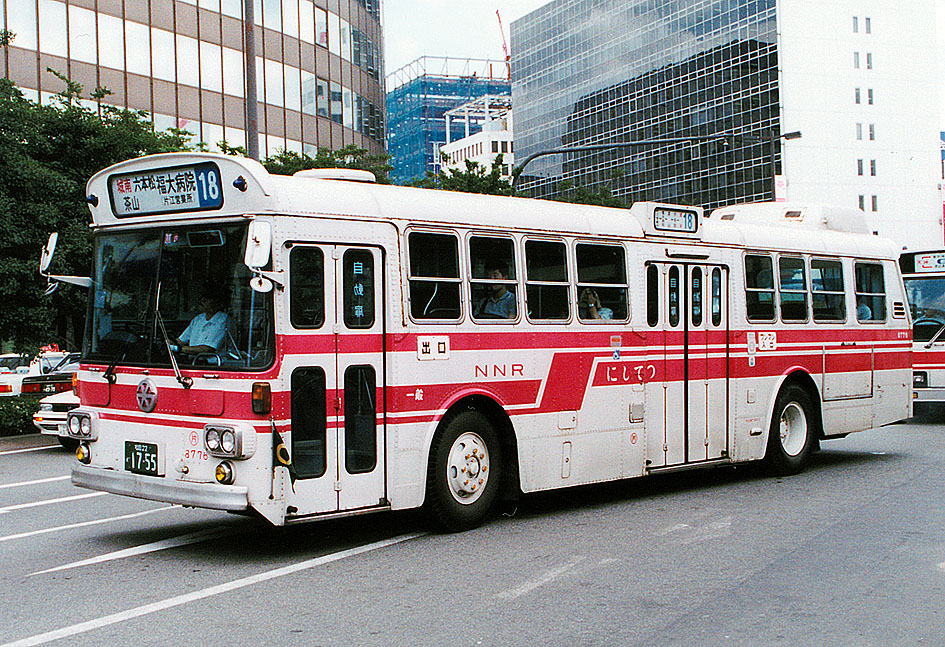
RE121（西工66MC）西日本鉄道
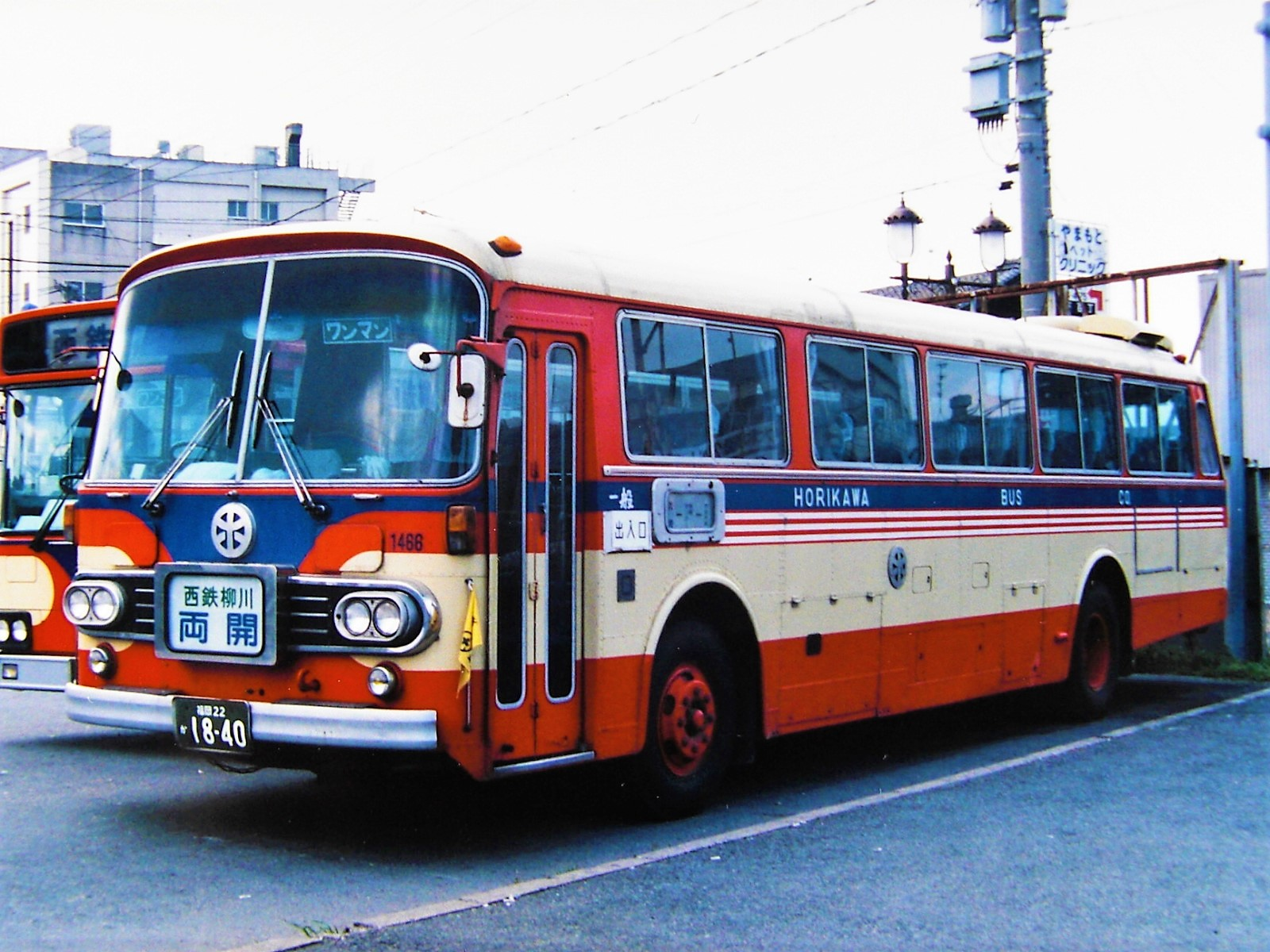
RC301P（西工66MC観光タイプ） 堀川バス
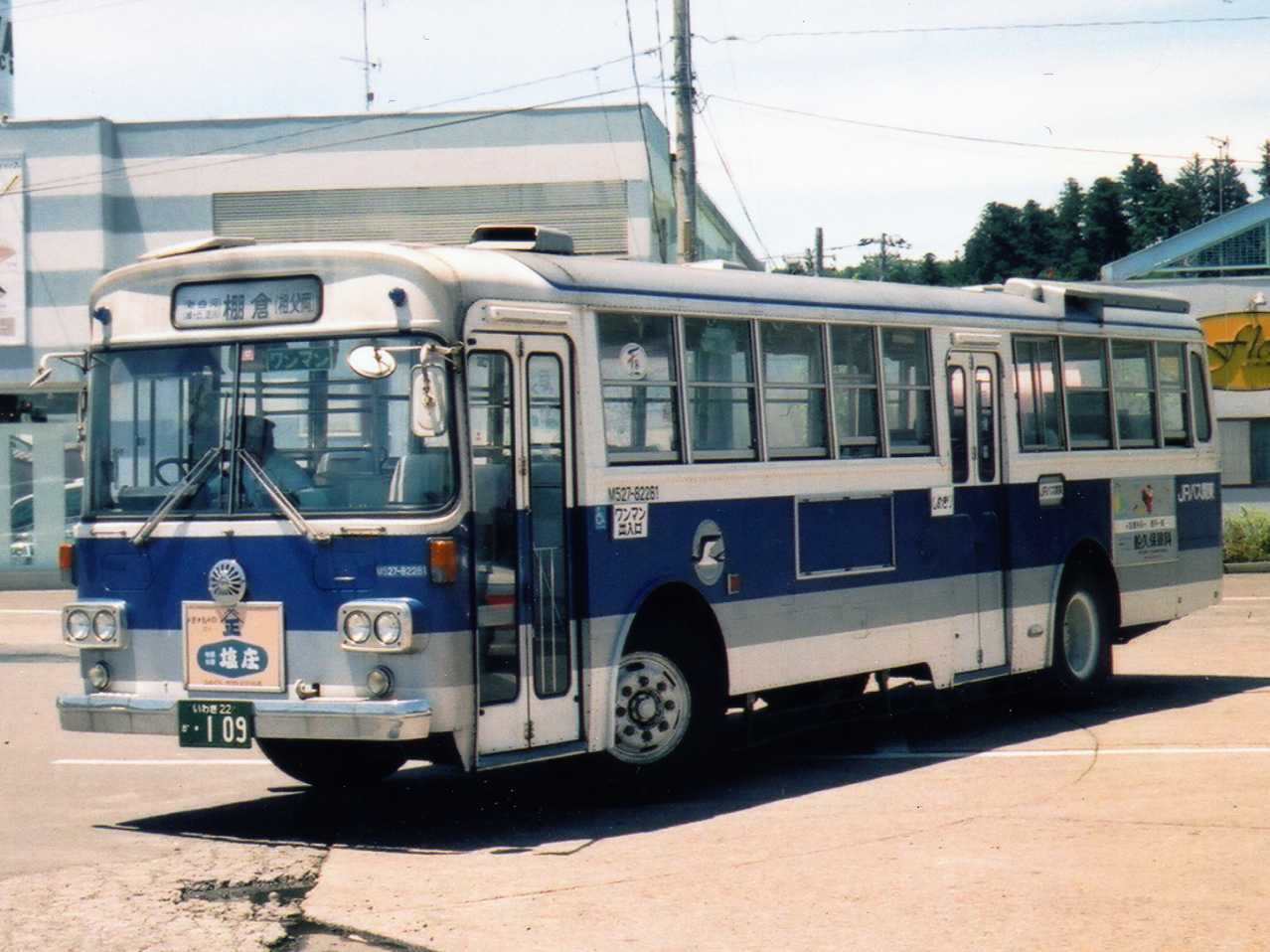
K-RC321 JRバス関東
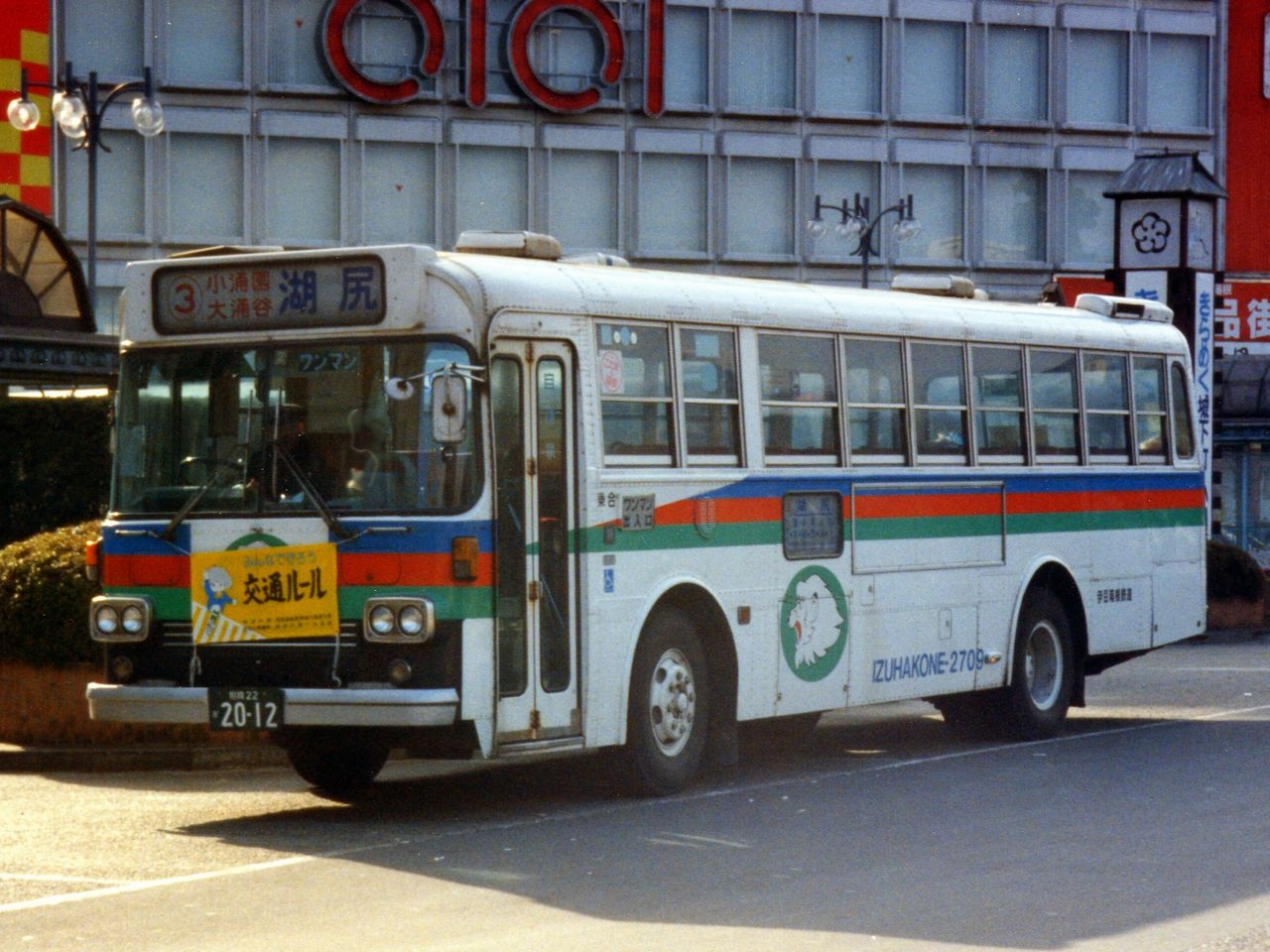
K-RC381 伊豆箱根鉄道
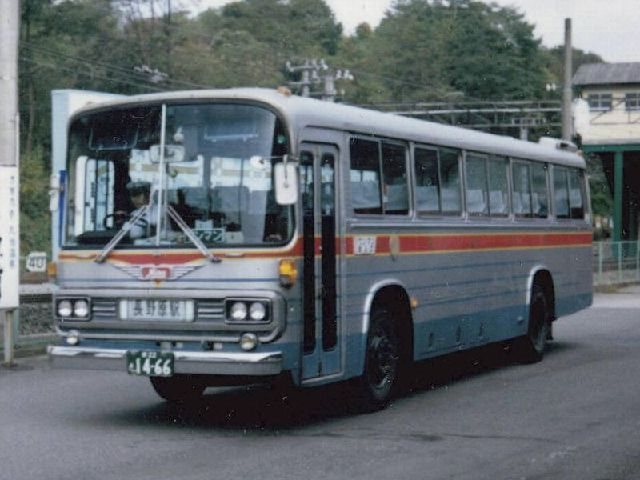
K-RC701P 草軽交通 RV系に準じた観光バス用ボディを架装したRC7系
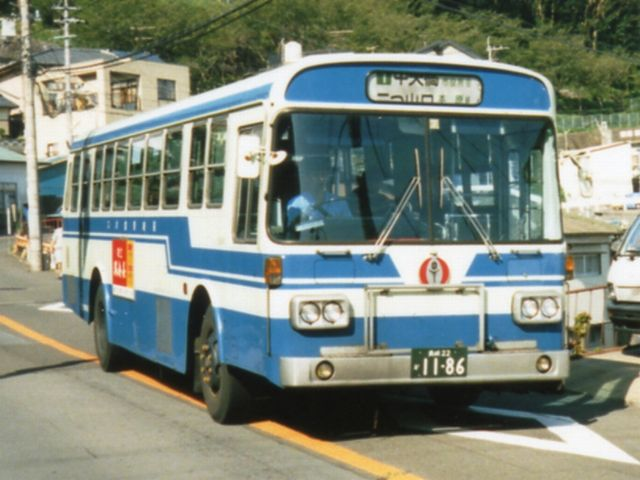
K-RC301（西工78MC） 長崎県交通局
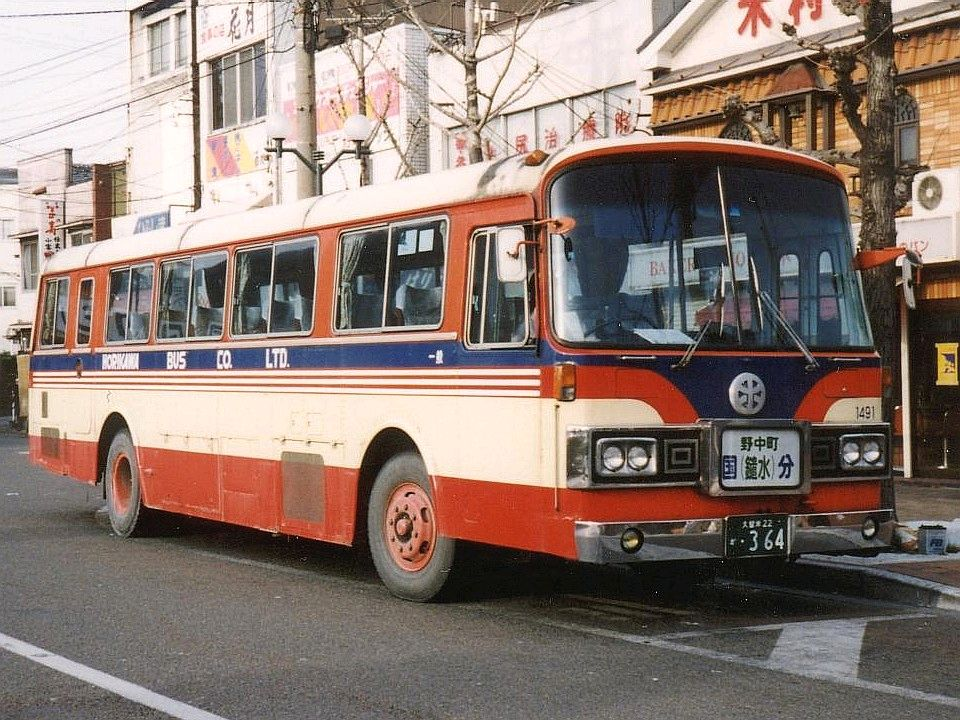
K-RC301P（西工78MC・観光バス用ボディ）堀川バス

#### 2階建てバス試作車
また同時に1979年、全長11.7m・ホイールベース6mの都市型3扉低床車のK-RE161型（リーフサス車のみ）が登場した。しかし混雑した道路での機動性に欠けるなどの問題で納入事業者は極端に少なく、1980年には販売中止されている。実際の発注・納入は1978年以降はないと思われる。
このK-RE161型都市型低床シャーシをベースとして、1982年には近畿日本鉄道（現：近鉄バス）が2階建てバスを試作した（RE161改型と呼ばれる。試作車のため正式な型式は持たない）。試作2階建てバスは路線用の設計であったが、路線バスとしての認可が得られず実際には貸切車として使われた。後軸が2軸となる一般的な2階建て車と異なり、後軸は1軸のみで後軸重は9,790kgであった。本格的な2階建てバスについてはその後グランビューに譲ることになった。

#### 輸出仕様
1980年代には海外輸出が盛んとなり、シンガポールやラオスなどにRE/RC系が輸出された。シンガポール輸出用にはRK176という12メートル級のロング車も存在した。現在は全車廃車となっている。後者の方は右側通行仕様の短尺車で、日本には存在しないキャブオーバーバスとなっている。

## RD系
モノコック車体時代の日野自動車が生産していた9m級大型バスはRDを名乗った。

### RD100系

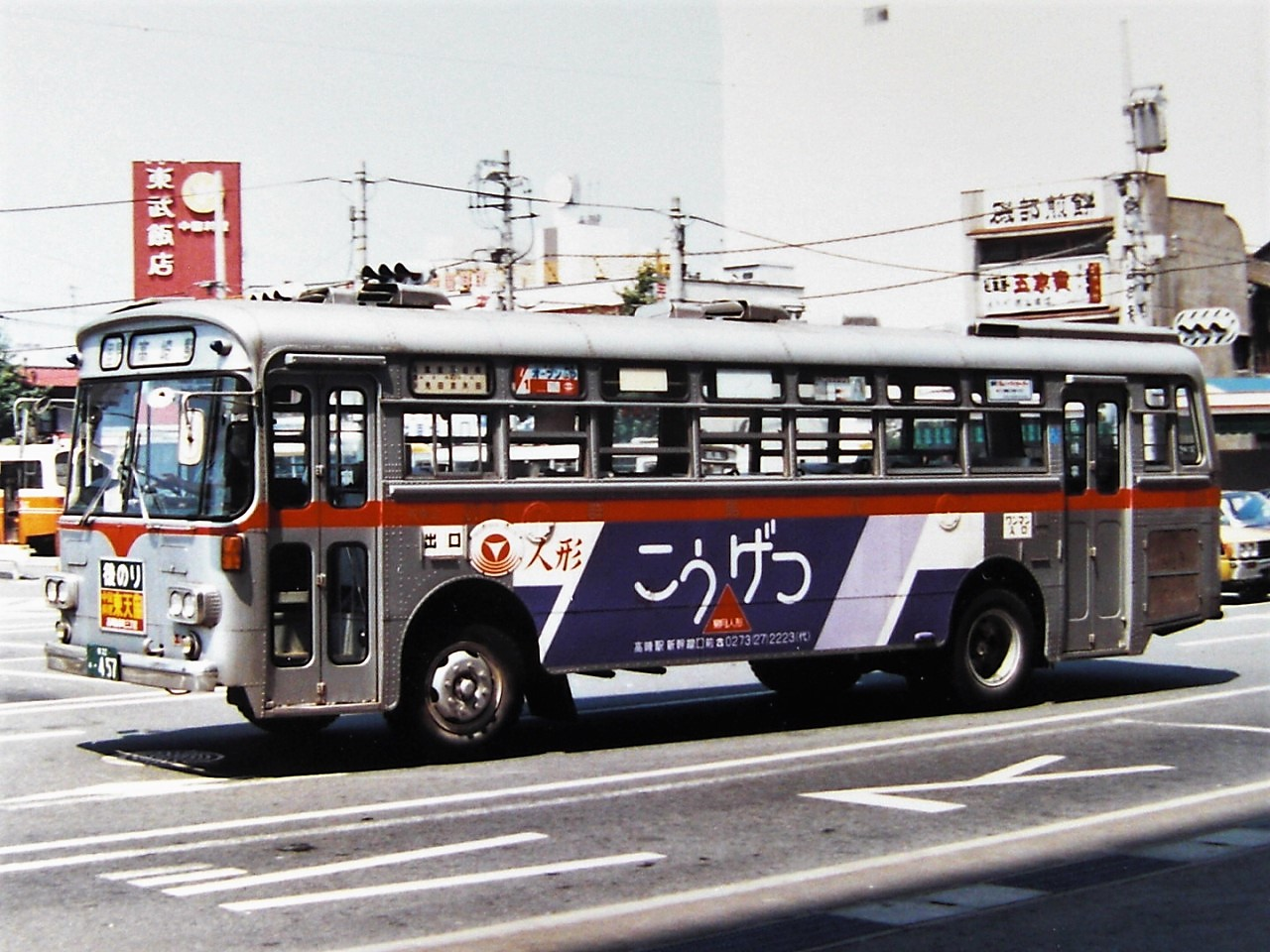
RD120（帝国） 群馬バス

1967年、主に狭隘路線や送迎などの自家用ニーズの高まりに応じて、9mクラスのリヤエンジンバスとして登場したのがRD100である。
エンジンは直列6気筒、予燃焼室式のDS70型（140ps）をリヤに縦置きした。エアサス仕様は設定されなかった。
このクラスの車両はいすゞ自動車のBA系や、三菱ふそう製MR510・MR520などが先行していた事から、BD/BTシリーズほどには一般的にならなかった。
当初はRD100のみであったが、1969年にホイールベースを4.8mに拡張、全長を9.7mにしたRD120が登場。ただし、RE100とホイールベースが同じでサイズに大差がないため尼崎市交通局など、ごく一部の事業者のみ採用するに留まった。 

### RD300 (K-RD301) 系
1975年、エンジンを中型バスRL100系のモデルチェンジ版であるRL300系の直6予燃焼室式であるEH300型（160ps）と共通化したうえで、登場したのがRD300系である。帝国自動車工業と金産自動車工業の合併による日野車体工業の移行と同時にモデルチェンジしたため、車体も変更され、エンジン通気孔も減らされている。
1979年、昭和54年排出ガス規制適合により、直6直噴式エンジンのEH700型（170ps）に変更し、K-RD301型に移行した。 

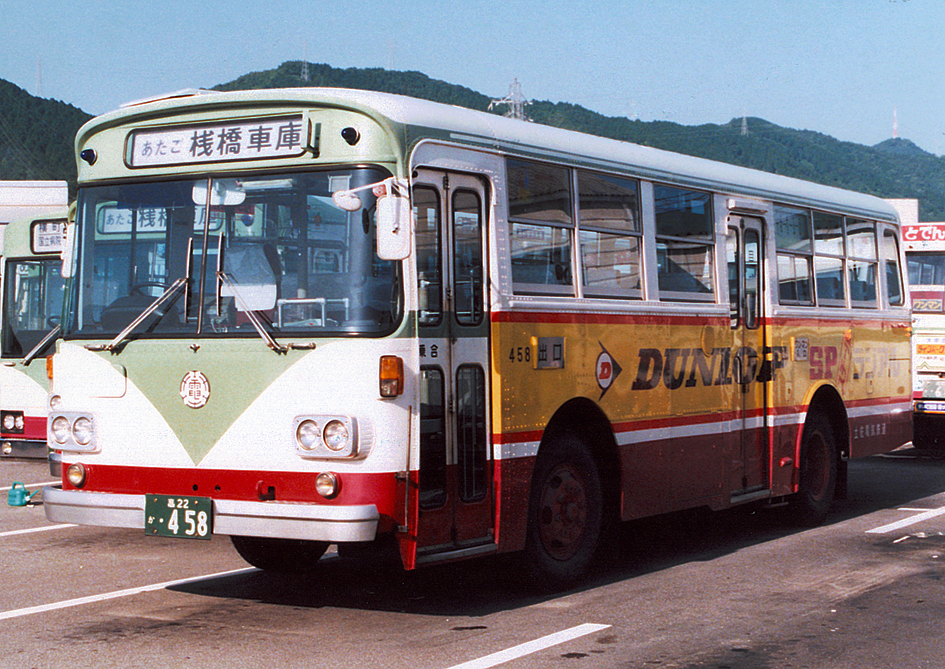
RD300 土佐電気鉄道
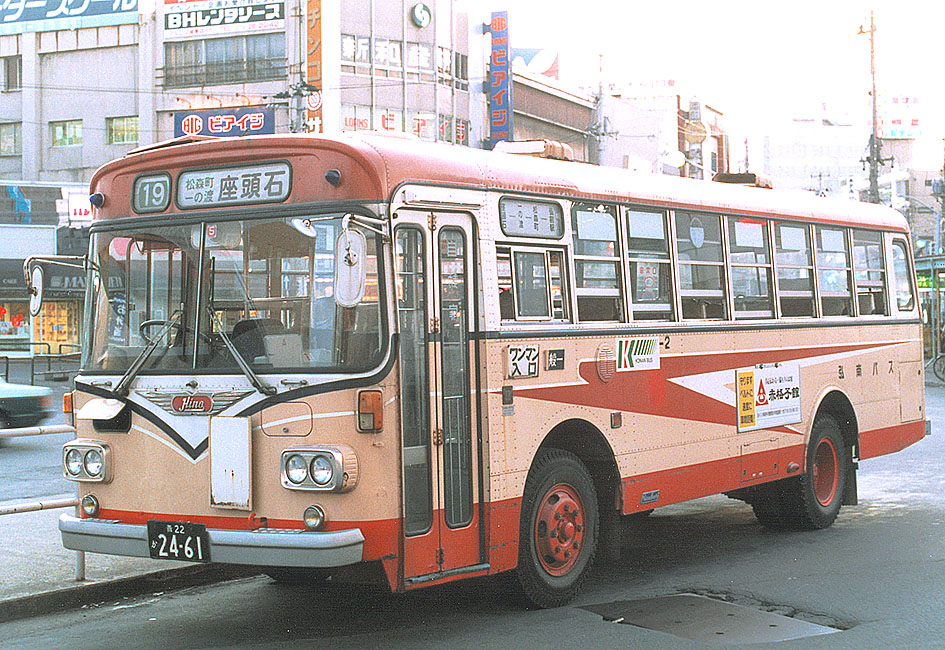
K-RD301 弘南バス
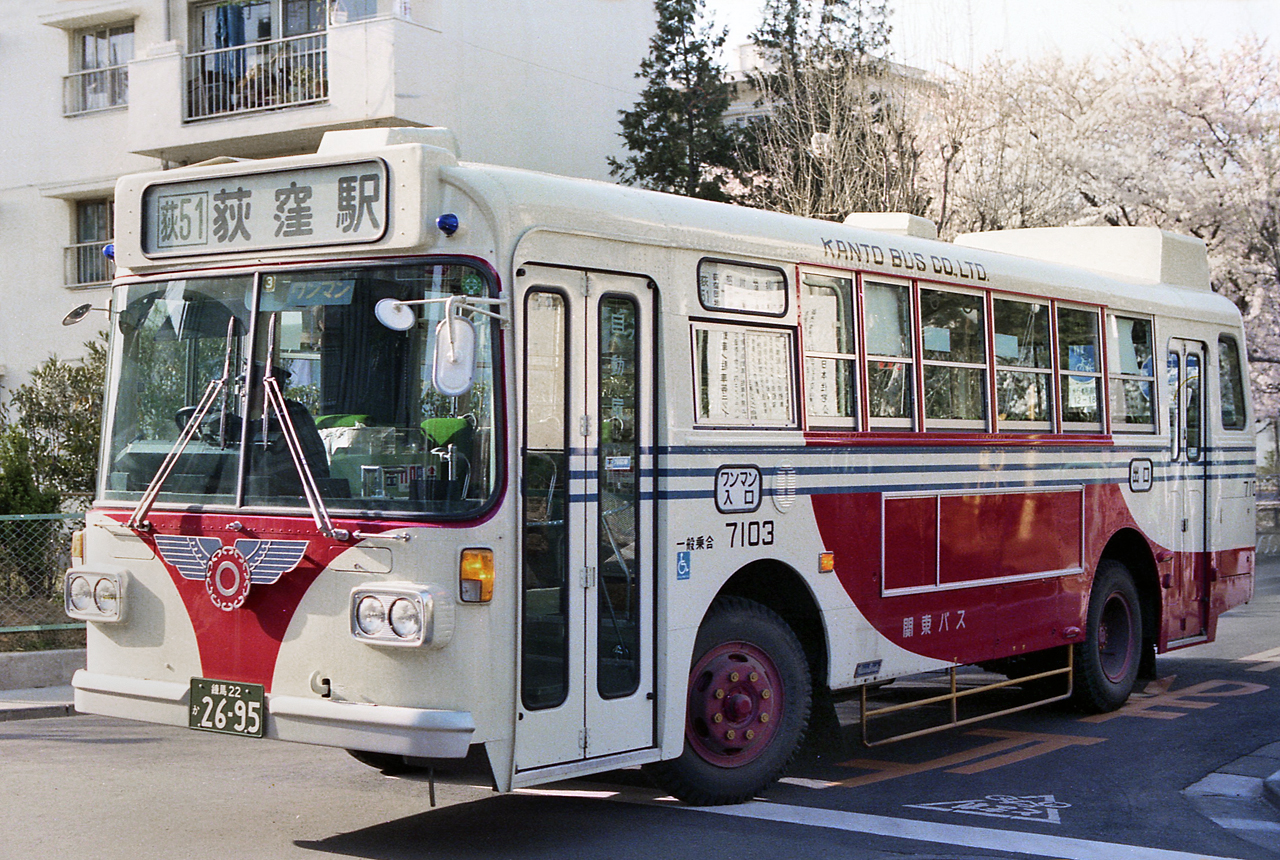
K-RD301 関東バス

## ブルーリボン（初代）
1982年に発売されたスケルトンボディの大型路線バスにブルーリボン（Blue Ribbon）の名が与えられ、ブルーリボンシティへの移行まで生産された。
のちにブルーリボンII（KV系）からの移行に伴い、同じくブルーリボンとしてKV系が製造されている。
ノンステップバスは#ノンステップバスを、ワンステップバスは#リフト付超低床バス・京急型ワンステップバスを参照。

### K- (P-) RT/RU22系

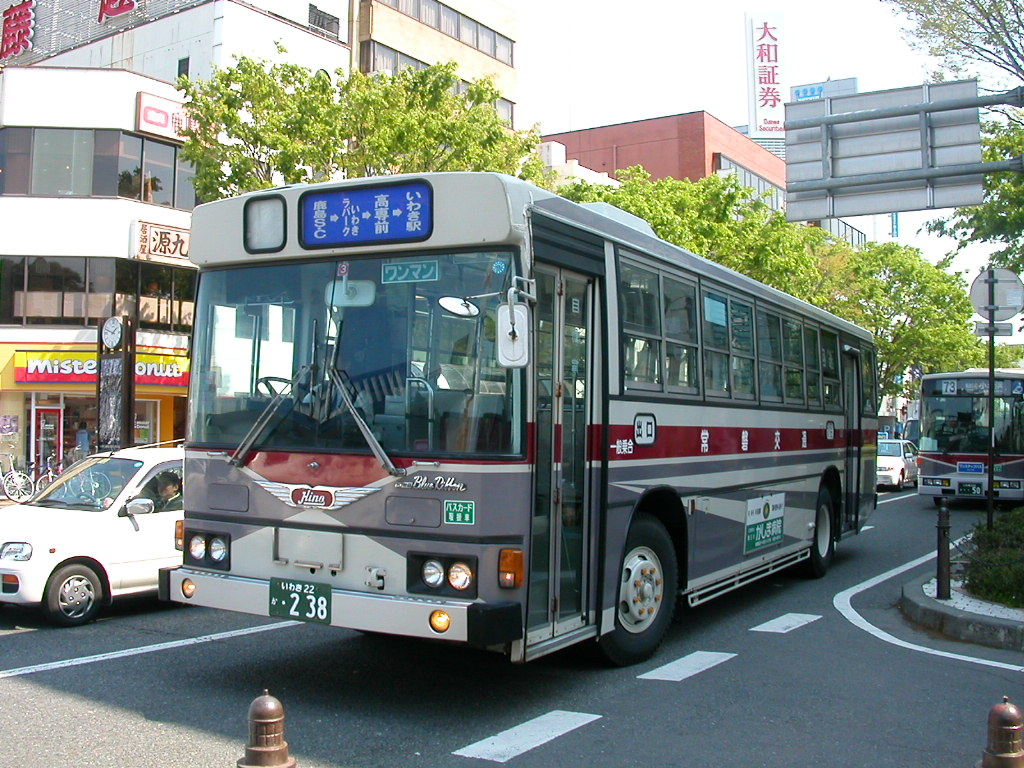
P-RT225AA 常磐交通自動車

観光バススケルトンRS系で採用されたスケルトンボディを、中型路線バスのレインボーRJに続いて大型路線バスにも採用し、バスボディの全面スケルトン化が実現した。RU6系観光バスと同じブルーリボンの名称が与えられ、従来のRE/RC系に変わる都市型路線車両として登場した。
1982年、昭和54年排出ガス規制に適合したK-RT/RU22系を発売。このシリーズは新開発のEM100型直噴エンジン (220ps) を搭載し、RB/RC系以来採用されてきた水平式（リアアンダーフロアーエンジン）を変更して垂直式（縦置き）とした。
RT/RU22系に搭載されたEM100型エンジンは、省燃費を目指し9.4Lという小排気量とされ、RE系のEB400型 (190ps) の9.8Lよりも排気量が少なかった。ちなみにRC3系のER200型  (225ps) は11.6Lであった。小排気量ゆえ回さないとパワーが出ず、そのため騒音が大きく実用燃費が悪いという問題があった。
従来の水平式エンジンはバス専用部品が多く、整備性向上とコスト削減を図ってトラックと共通の垂直式エンジンを採用したが、車内後部にデッドスペースが発生してエンジン直上の車体最後端まで座席を設けることができず、保守面からも従来の水平エンジンに慣れた整備士からは不評であった。
RT/RU22系は、1983年の昭和58年排出ガス規制に適合してP-RT/RU22系となりHT/HU系との併売となるが、上記のような点およびRE/RC系が並行生産されていたこともあって販売数が伸びず、1985年のHT/HU系のマイナーチェンジの際にRT/RU22系は製造打ち切りとなった。
RT/RU22系は日野車体製の純正ボディが圧倒的に多かったが、西工製が西日本鉄道、大阪市交通局、長崎県交通局など西日本の一部事業者に納入されている。その多くはスケルトンボディの58MCだが、初期にはモノコックボディの78MCに架装された例も存在する。富士重工製の架装は数えるほどしかなく小湊鉄道向けの2台が唯一の例と推測される。
また、日野車体製ボディにはKC-代の途中まで、RU60/63系（ブルーリボン観光バス）と同様の観光型フロントマスクも設定されていた。

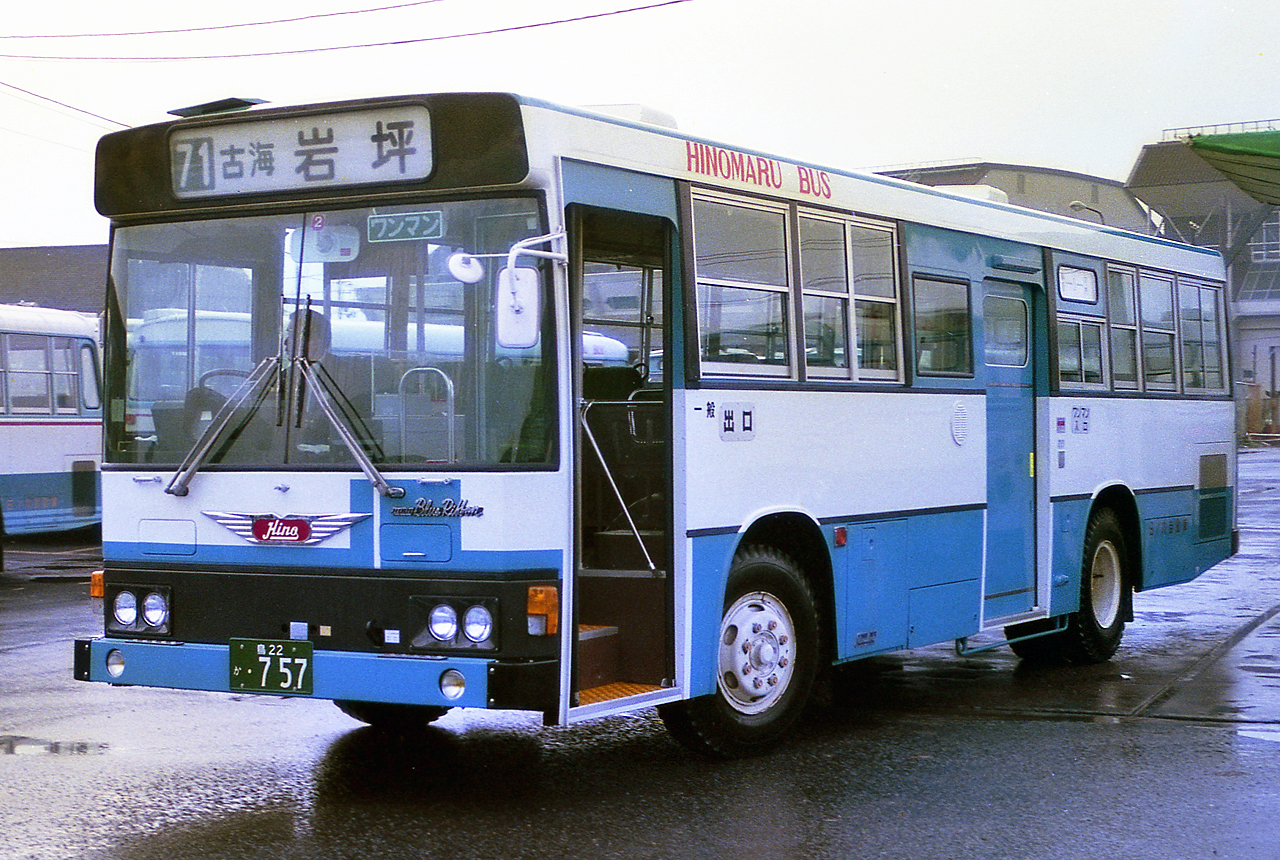
日ノ丸自動車 K-RT223AA
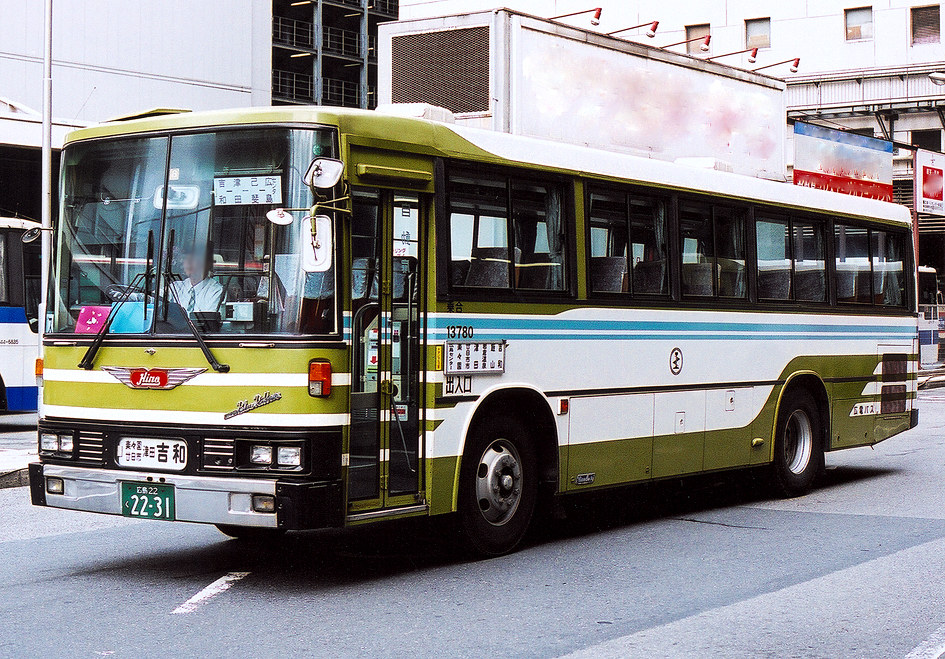
広島電鉄 K-RU223AA トップドア仕様、RU6A系に準じたボディを架装したもの
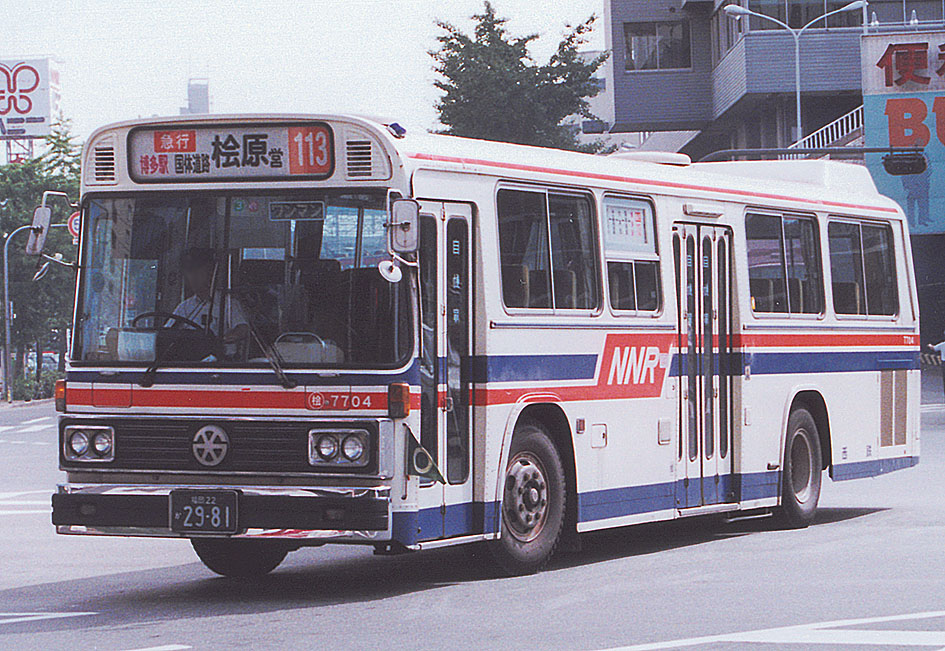
西日本鉄道 K-RU225AA 西工架装車 (78MC)

### P-HT/HU22系

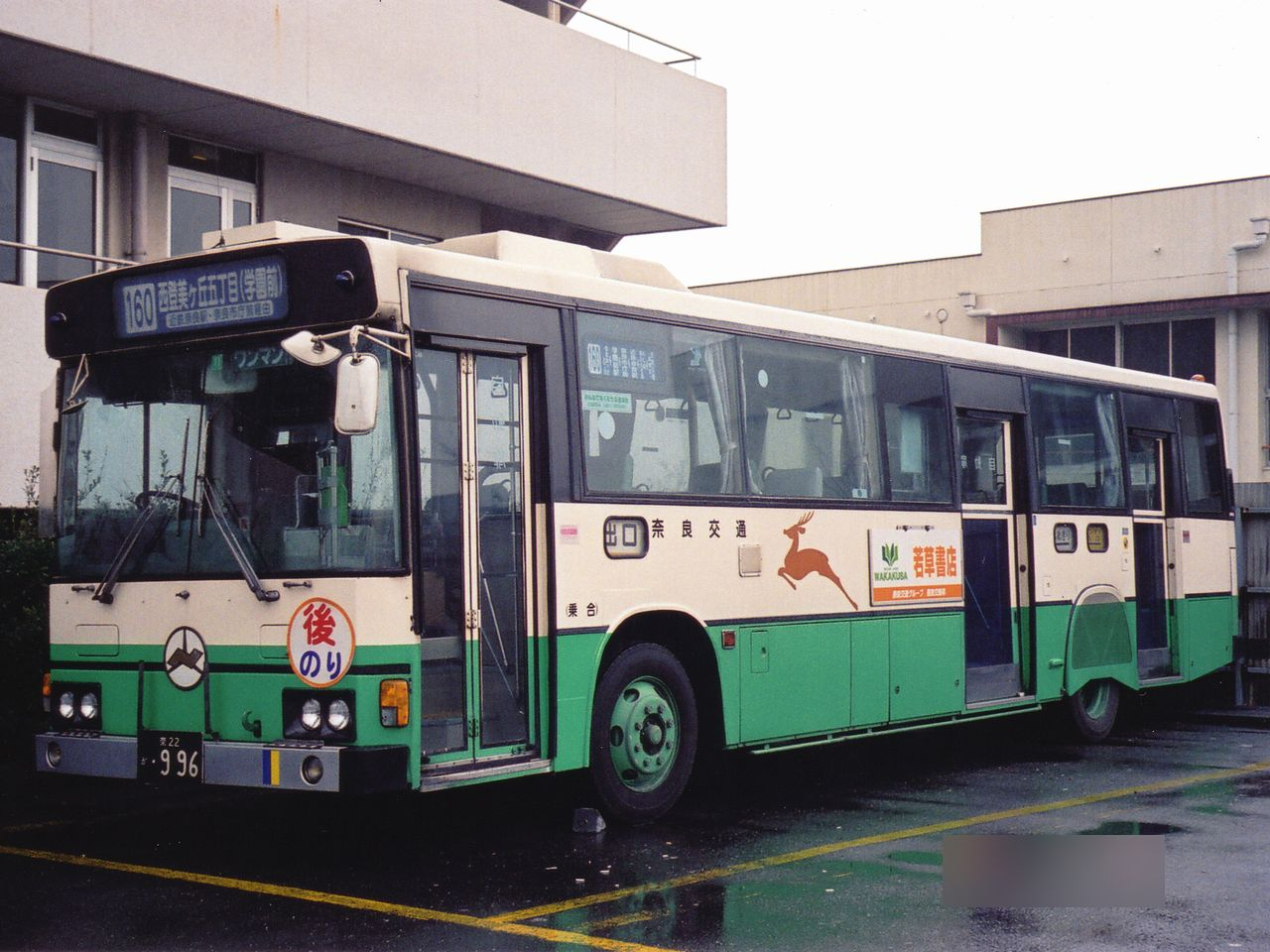
P-HU226AA 奈良交通（3扉車）

1983年、昭和58年排出ガス規制に適合したP-HT/HU22系を発売。このシリーズは、従来RC3系が搭載していたER200型エンジンを水平式（リアアンダーフロアーエンジン）として、RT/RU22系のスケルトンボディに搭載したもので、こちらが日野の標準的な大型路線車であったRE/RC系の正統派後継車両となる。
上述のRT/RU系と併売されていたが販売のメインはこちらに移り、1985年のモデルチェンジで両車種が統合されたため、このシリーズの製造期間は短い。ボディは日野車体製以外に富士製と西工製が存在する。

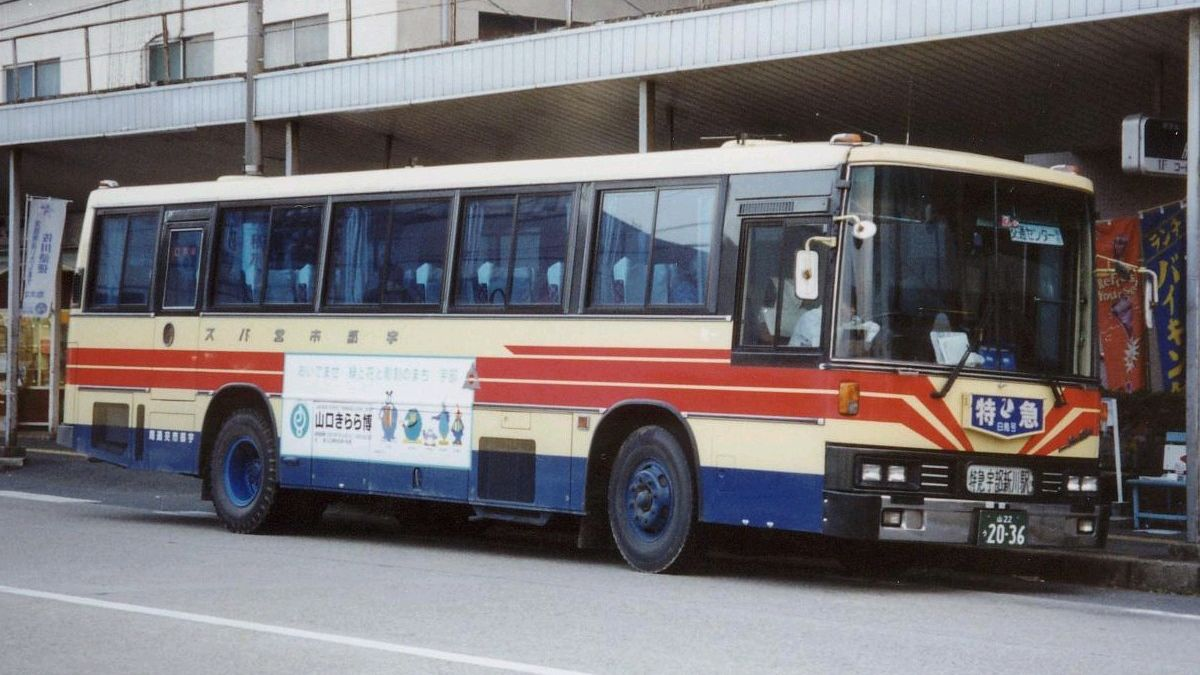
宇部市交通局 P-HU225AA トップドア仕様、RU6A系に準じたボディを架装したもの
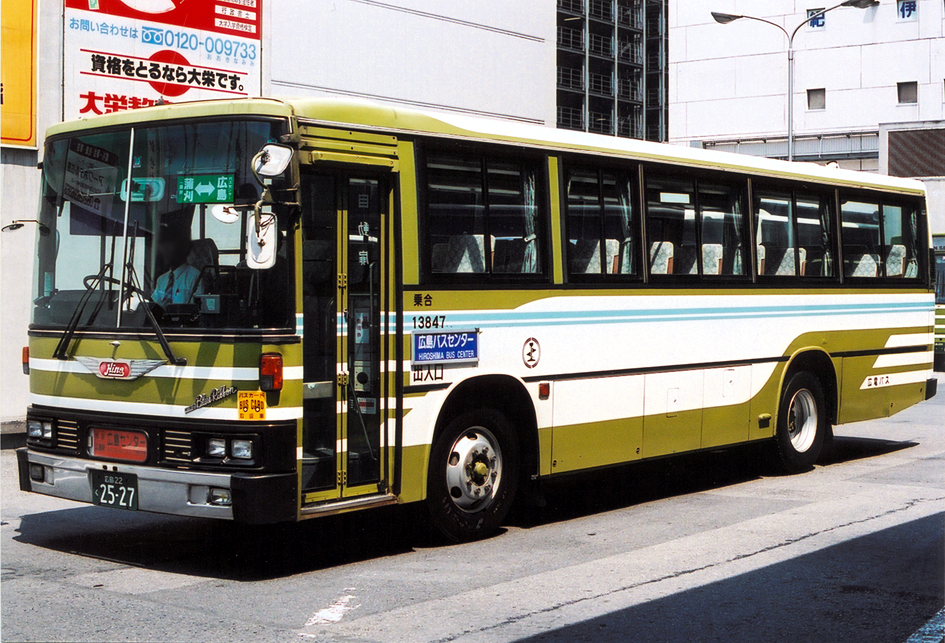
広島電鉄 P-HU223AA トップドア仕様、RU6A系に準じたボディを架装したもの

### P-HT/HU23、HT/HU27系

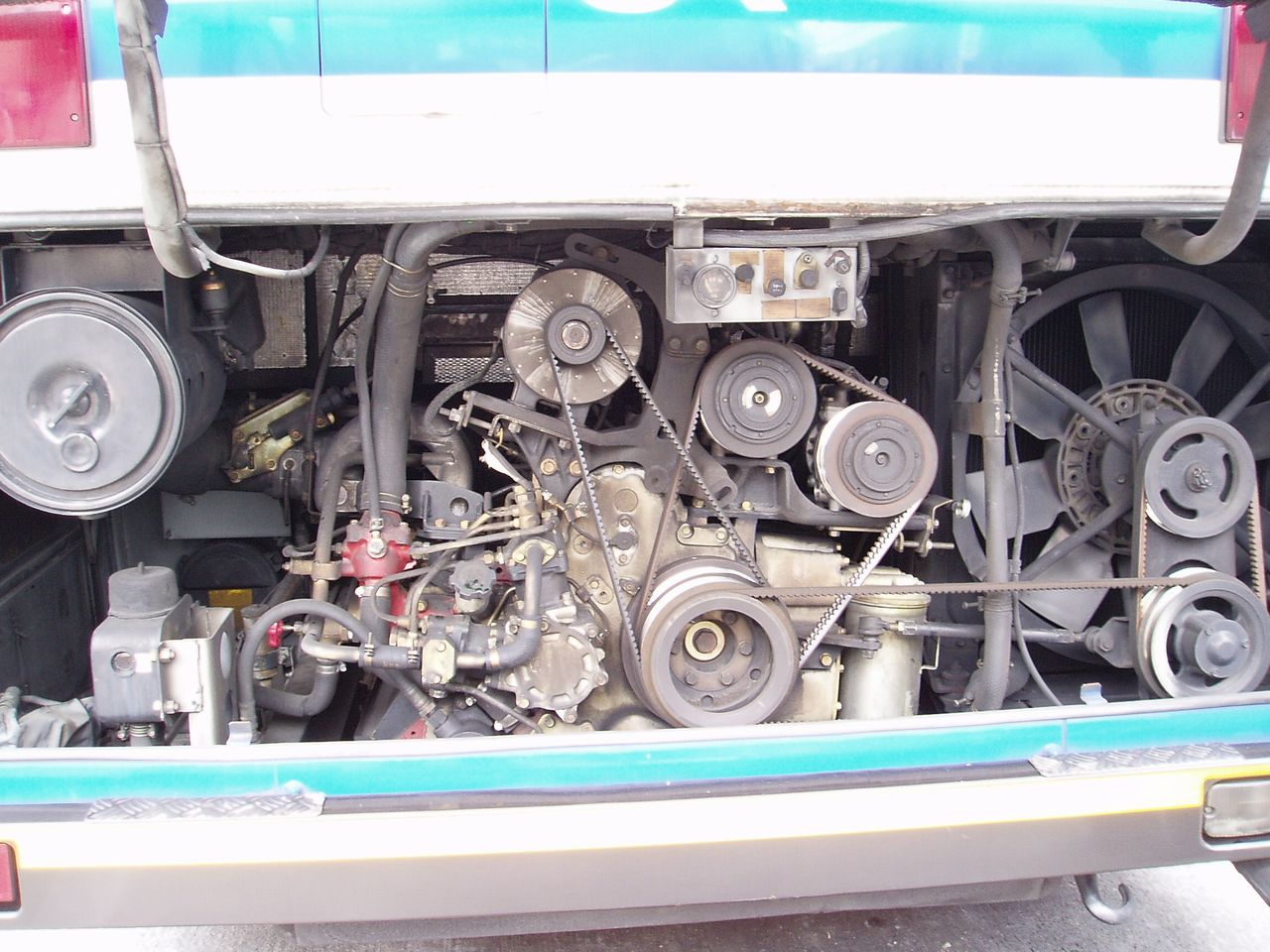
M10U型9.9Lエンジン (230ps)

1985年、ブルーリボン観光型の後期型（P-RU60/63B系）へのマイナーチェンジと同時に、RT/RU22系とHT/HU22系を統合する形で発売。日野車体製の純正ボディはリアスタイルの変更が行われ、角張った形状から丸みを帯びた形状となった。
このシリーズではエンジンが2種類設定された。P-HT/HU23系は、RT/RU系のEM100型をボアアップし水平式に改良したM10U型エンジン9.9L (230ps) を搭載。P-HT/HU27系はRC7系のEK200型エンジン13.3L (270ps) の高出力エンジンを搭載した。
ホイールベースは、短尺（4.8m、型式末尾が3）・標準尺（5.2m、末尾が5）・長尺（5.67m、末尾が6）の3種類が用意された（当初は高出力の短尺車と低出力のHU長尺車の設定はなかった）。サスペンションはHT（リーフサス）・HU（エアサス）の2種類、路線用は床の高さがツーステップ標準床と低床車（一般低床・都市型低床）の3種類が設定されていた。
またこのシリーズでは、同年に発売された2階建てバスのグランビュー (RY) で初採用されたフィンガーシフト「FFシフト」が設定され、電気と空気圧を使用した軽いシフトチェンジ操作で運転者の負担軽減を図った。特にシフトチェンジ時のエアー音がその後の日野製バスの特徴ともなった。
さらなるイージードライブ化を目指し、世界初となる電子機械式オートマチック「EEドライブ」を1986年に追加。これはトルクコンバーター式のオートマチックとは異なり、マニュアルシフトをベースにシフトチェンジを自動化したセミオートマチックトランスミッションで、高トルク仕様のみの設定であった。
「EEドライブ」搭載車は、日野車の大口ユーザーであった近畿日本鉄道を皮切りに、機械式AT車を積極採用した京王帝都電鉄や関東バス、公営事業者の東京都交通局、横浜市交通局、大阪市交通局などに投入された。実際には発進時・変速時のショックや運転者の意図するシフトチェンジが行われないなどの欠点も多く、上記の事業者を除けば京都バス、奈良交通、西日本鉄道、京都市交通局、神戸市交通局、仙台市交通局などで少数の採用にとどまる程度で普及はしなかった。また採用事業者でも通常はHOLD段に入れておいて手動でシフトチェンジを行うことが一般化し、経年変化による乗り心地の悪化を招いたほか、手動シフトチェンジを行うために燃費のばらつきもあった。整備面でもギアチェンジを行うアクチュエーター関連の故障が多かったとされる。
なお、KC-HT/HU2M系にもEEドライブ搭載車が存在するが、こちらは横浜市営および大阪市営に数台が在籍しているのみだと思われる。1998年のKC-HT/HU2M系のマイナーチェンジ時に、EEドライブの設定は廃止された。

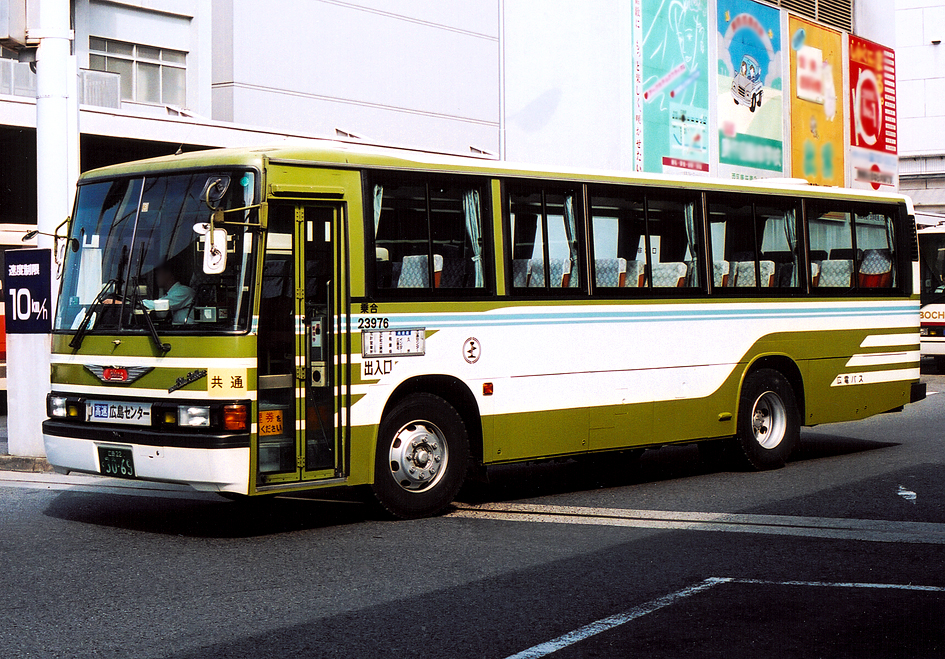
広島電鉄 P-HU273BA トップドア仕様、RU6B系に準じたボディを架装したもの
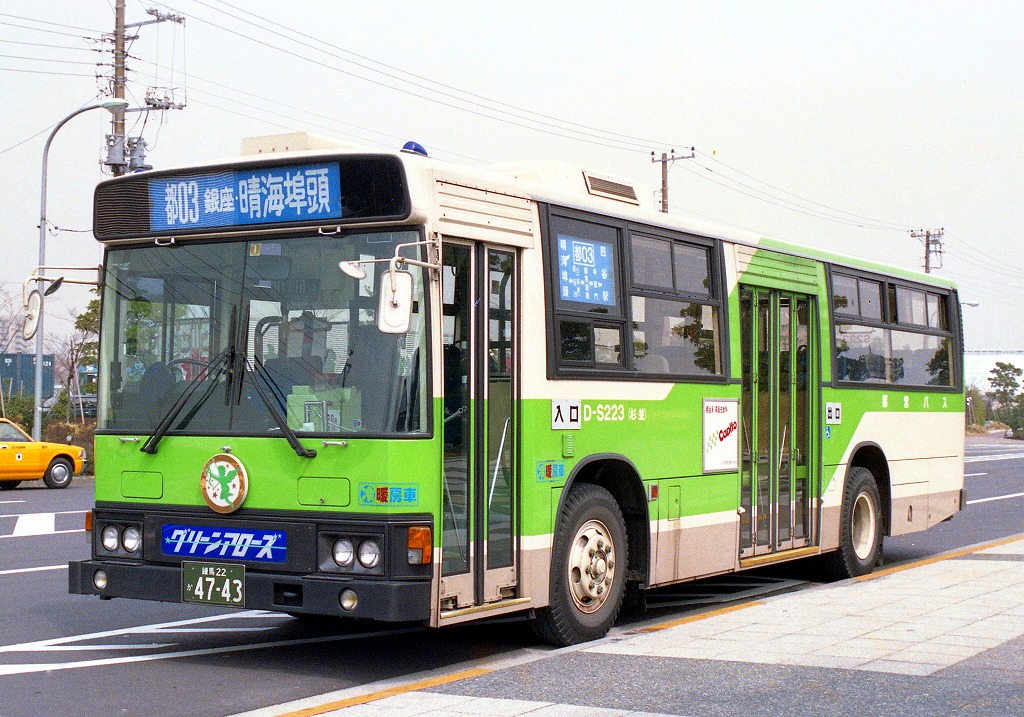
都営バス P-HU233BA 前扉グライドスライドドア、逆T字窓
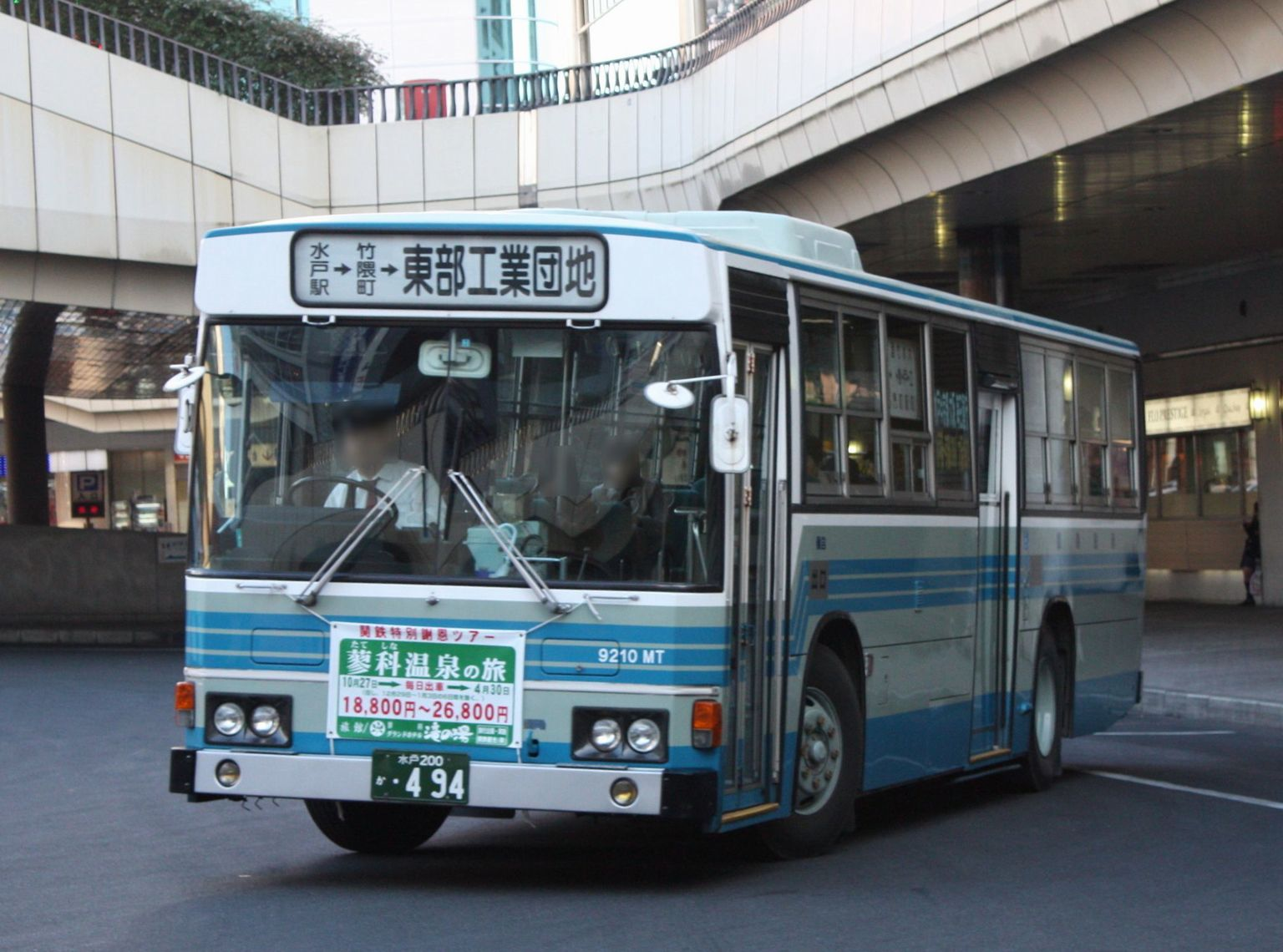
関東鉄道 P-HT235BA
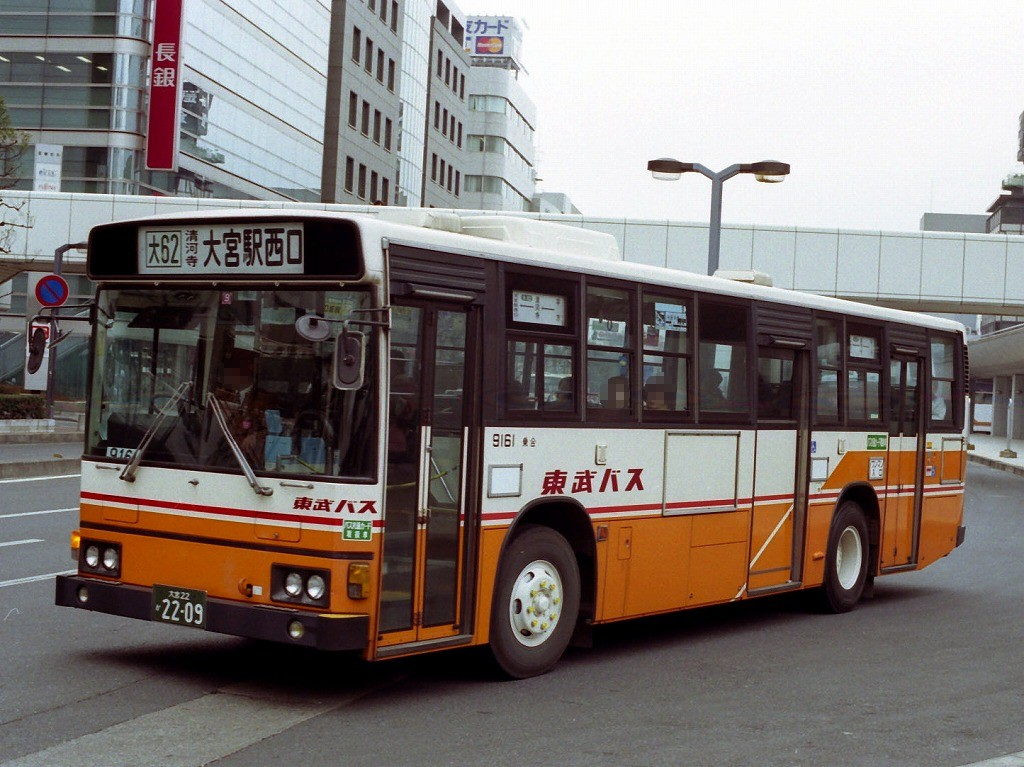
東武バス P-HT235BA 3扉仕様、中扉引戸・後扉折戸
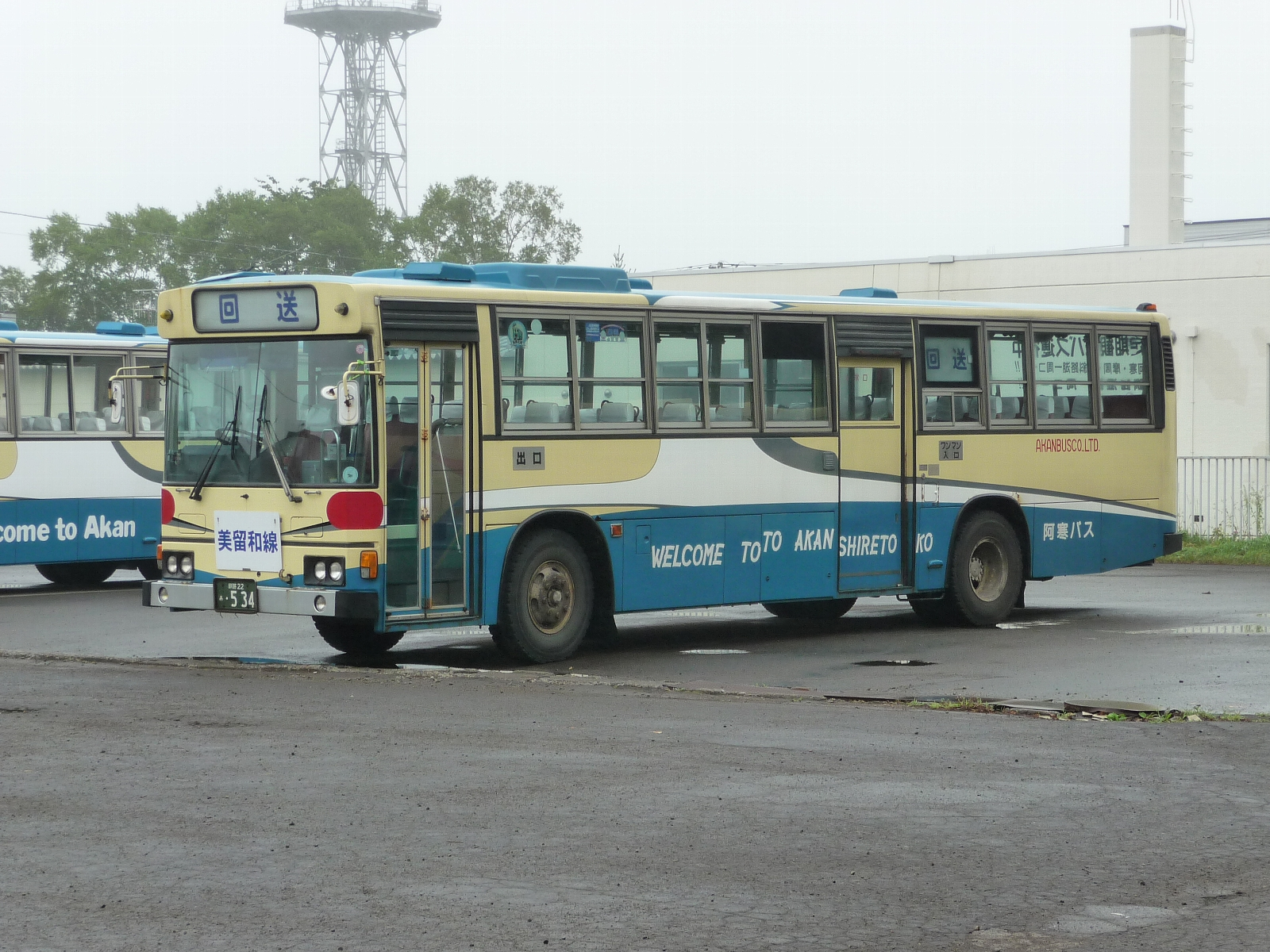
阿寒バス P-HU276BA
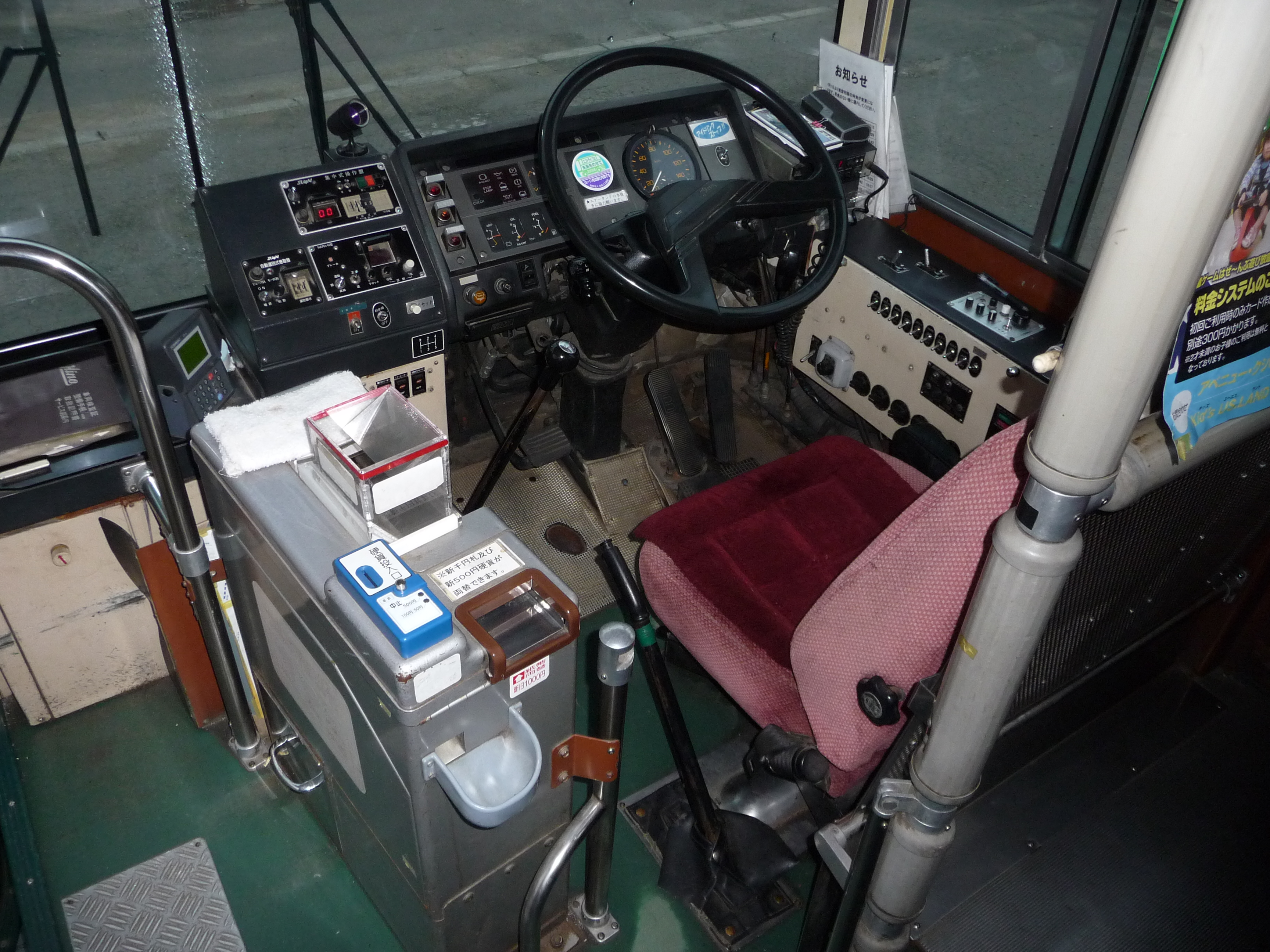
阿寒バス P-HU276BAの運転席
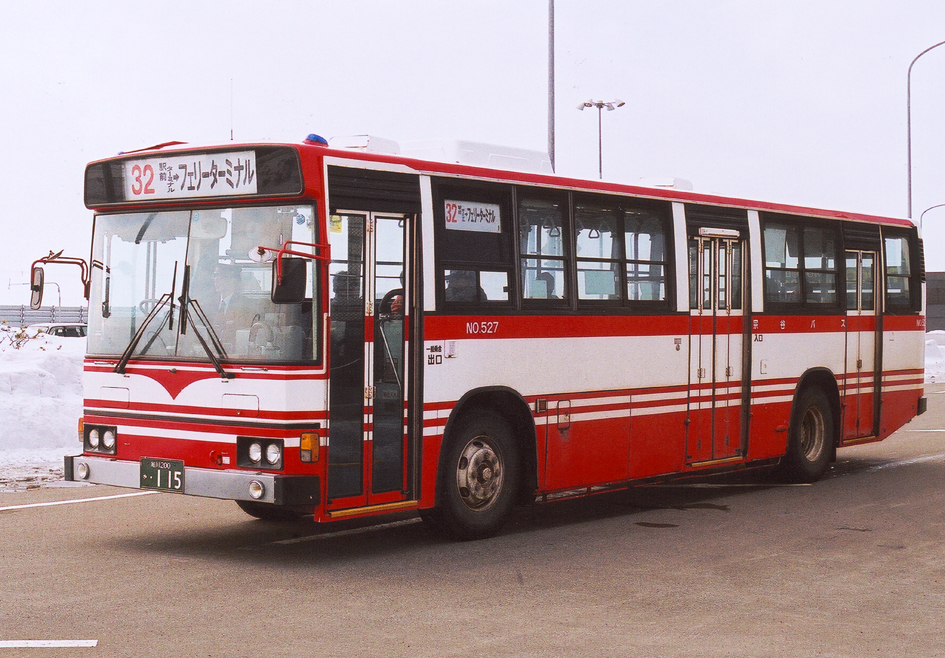
宗谷バス P-HT276BA 3扉仕様、中扉4枚折戸・後扉折戸
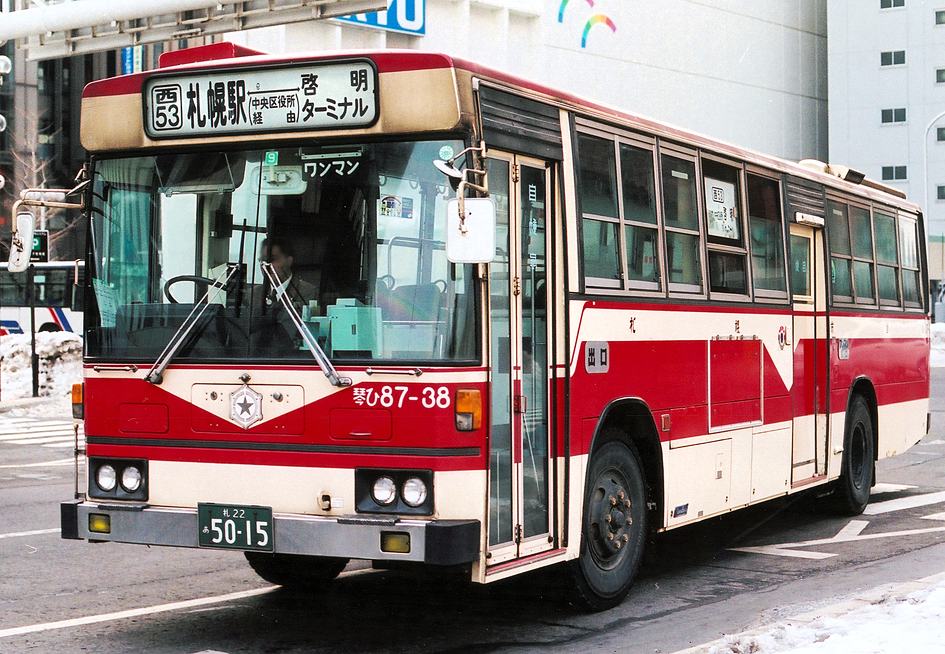
札幌市交通局 P-HU236BA
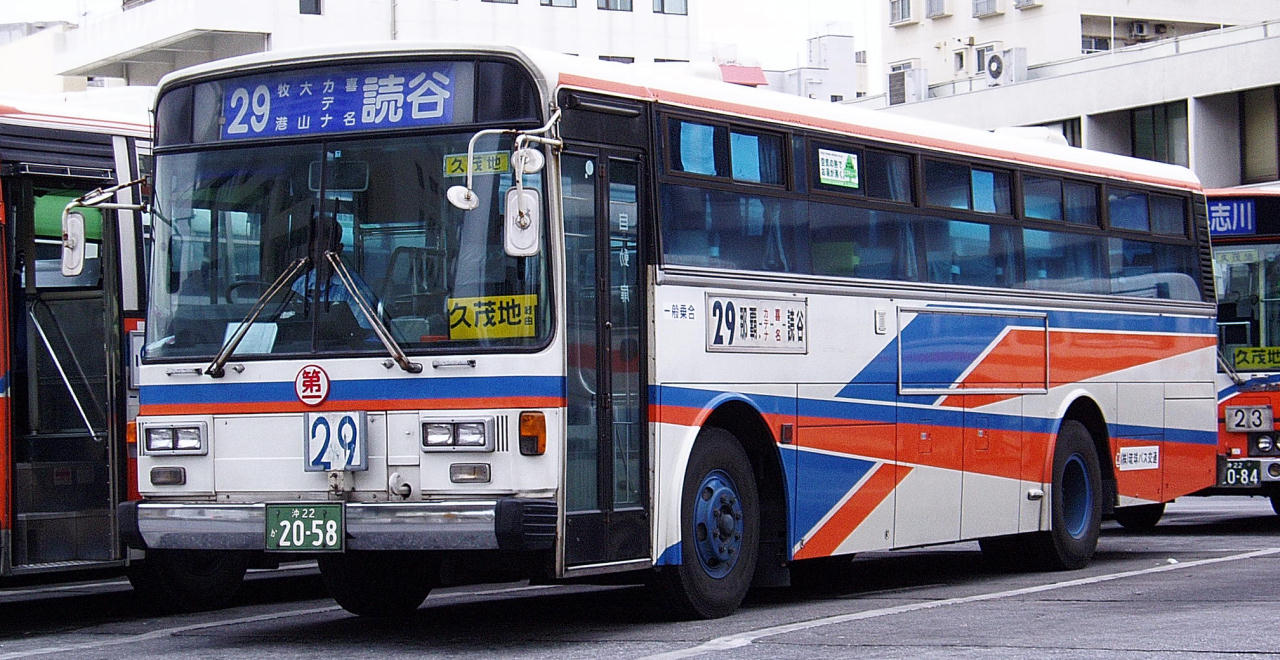
琉球バス交通 P-HT235BA トップドア仕様、富士重工架装車 (5E)
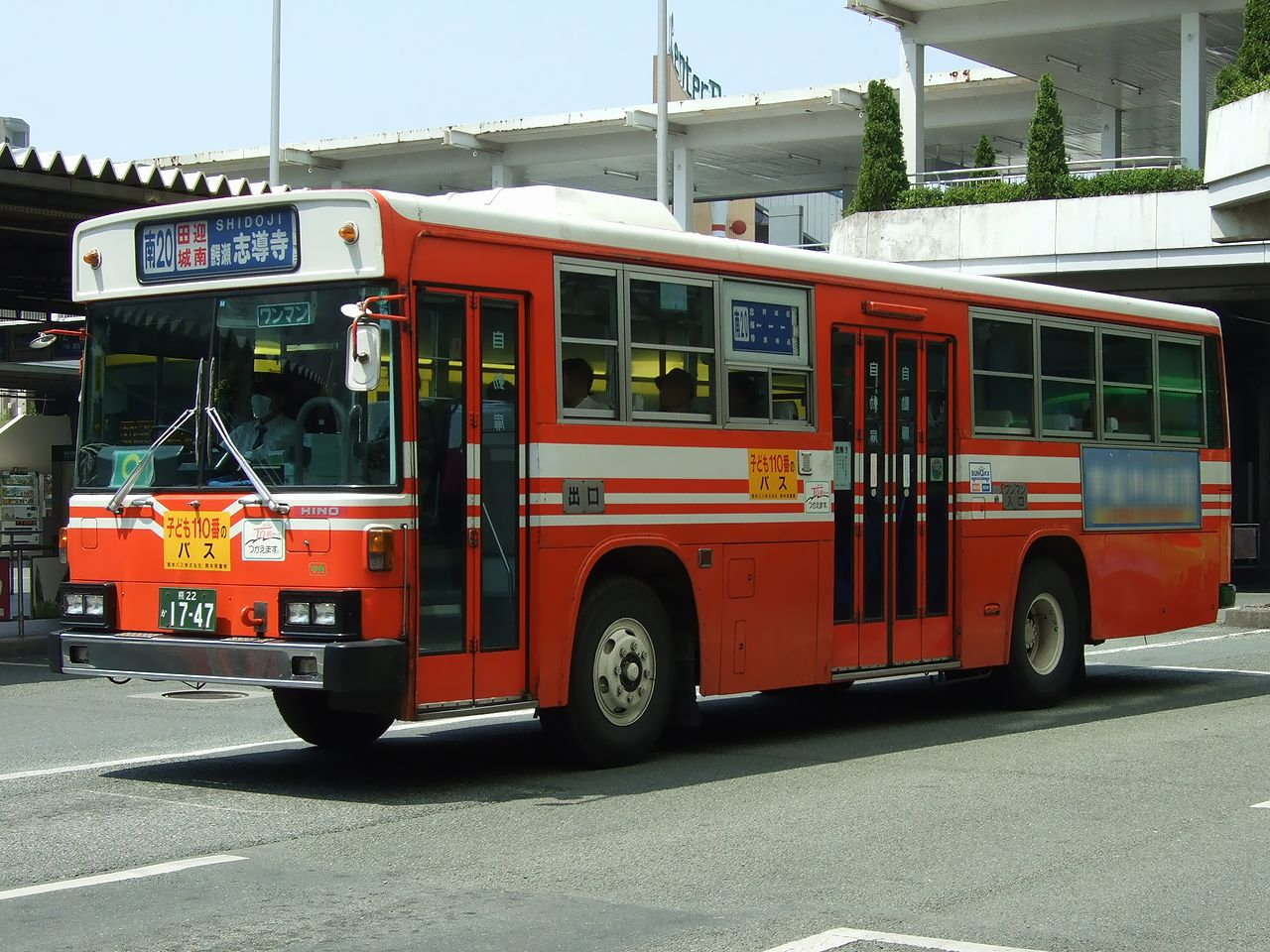
熊本バス P-HT233BA 西工架装車 (58MC)
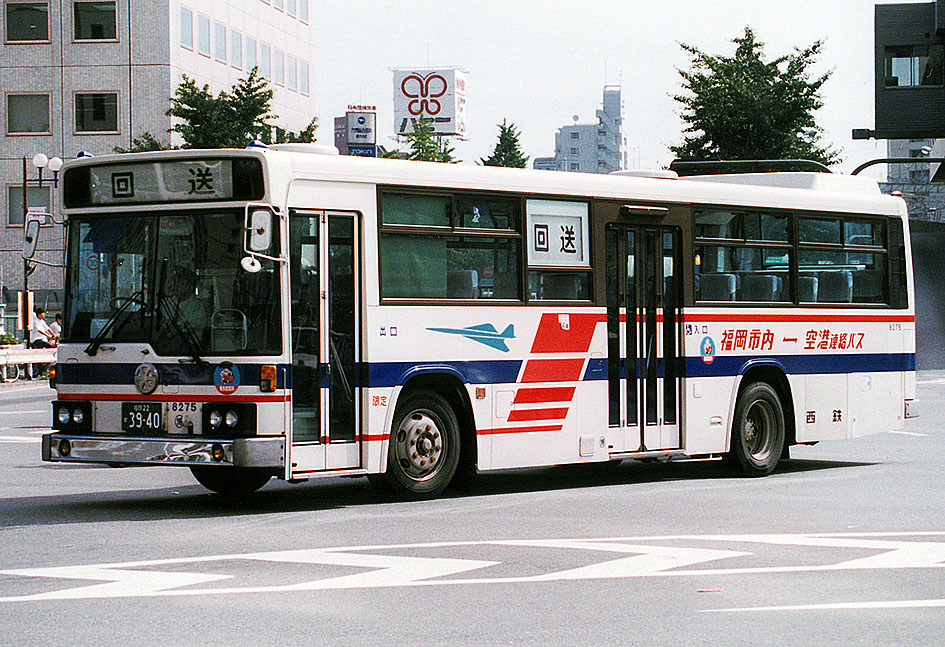
西日本鉄道 P-HU235BA 西工架装車 (58MC)

#### 輸出仕様
1980年代には海外輸出も盛んで、RE/RC系に引き続きシンガポールとラオスに当車が輸出された。シンガポールにはHT228KとHT238が輸出され、日本仕様には存在しない12m級のロング仕様だった。またリアライトは米粒型ライトで、中央位置ではなくバンパーの上に設置されていた。前中扉仕様で当初は非冷房仕様・黒ゴム付き車両だったが、後に冷房車の後期仕様が1989年頃まで輸出された。2013年時点では全廃となっている。
ラオスでは日野ブルーリボンの右側通行対応版として輸出された。扉は前後扉で非冷房、屋根には荷物を載せる荷台が付けられていた。また先代のRC同様にキャブオーバーバス仕様となっていた。

### U-HT/HU2M、HT/HU3K系
1990年、平成元年排出ガス規制に適合したU-HT/HU2M系を発売。EK200型エンジンはK13U型に型式変更され、型式はHT/HU3K系となったが、出力には変化はない。エンジンワンキー操作が標準設定された。
日野車体製の純正ボディでは、U-代以降は前面方向幕部分両端の形状が前絞りになった。この代から、角型4灯ヘッドライトと安全窓がオプションで設定された。なお、角型4灯ヘッドライトはKC-代から標準化されている。

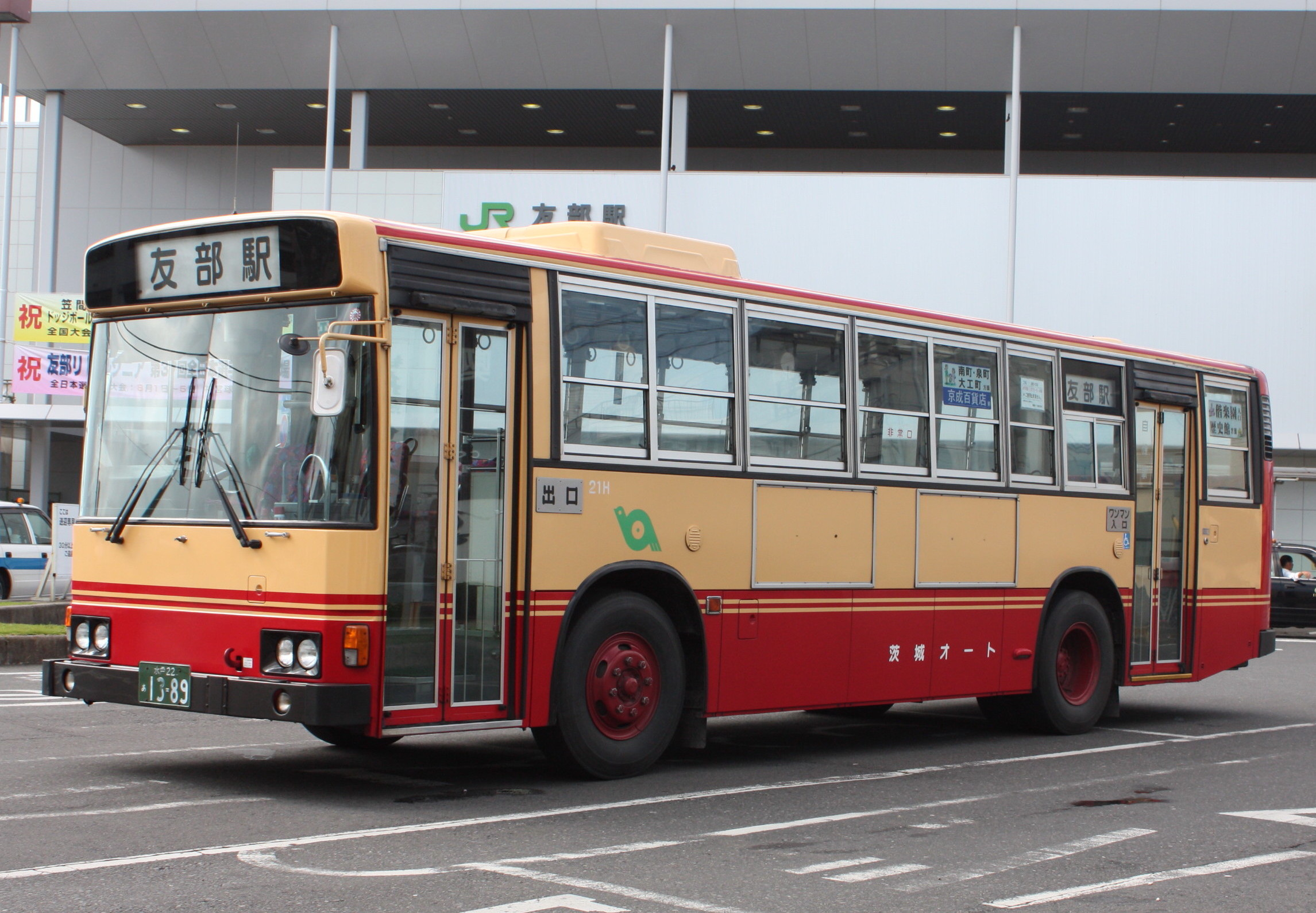
茨城オート U-HT2MLAA
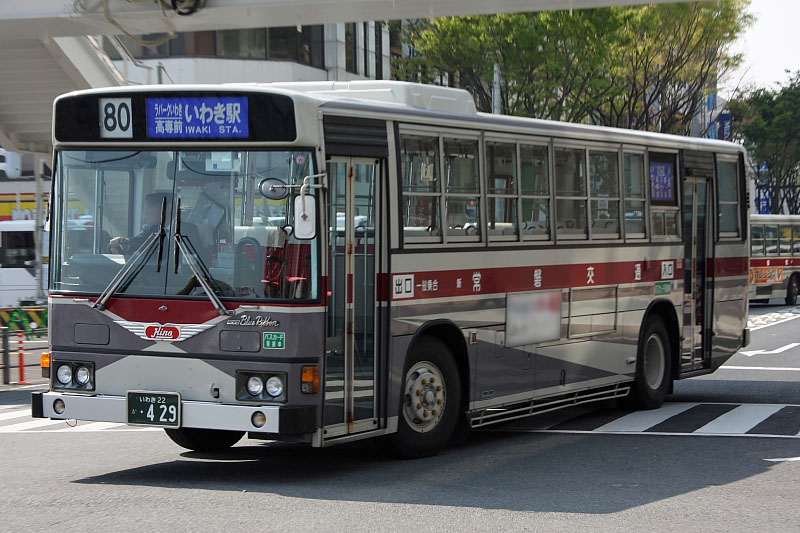
新常磐交通 U-HT2MMAA
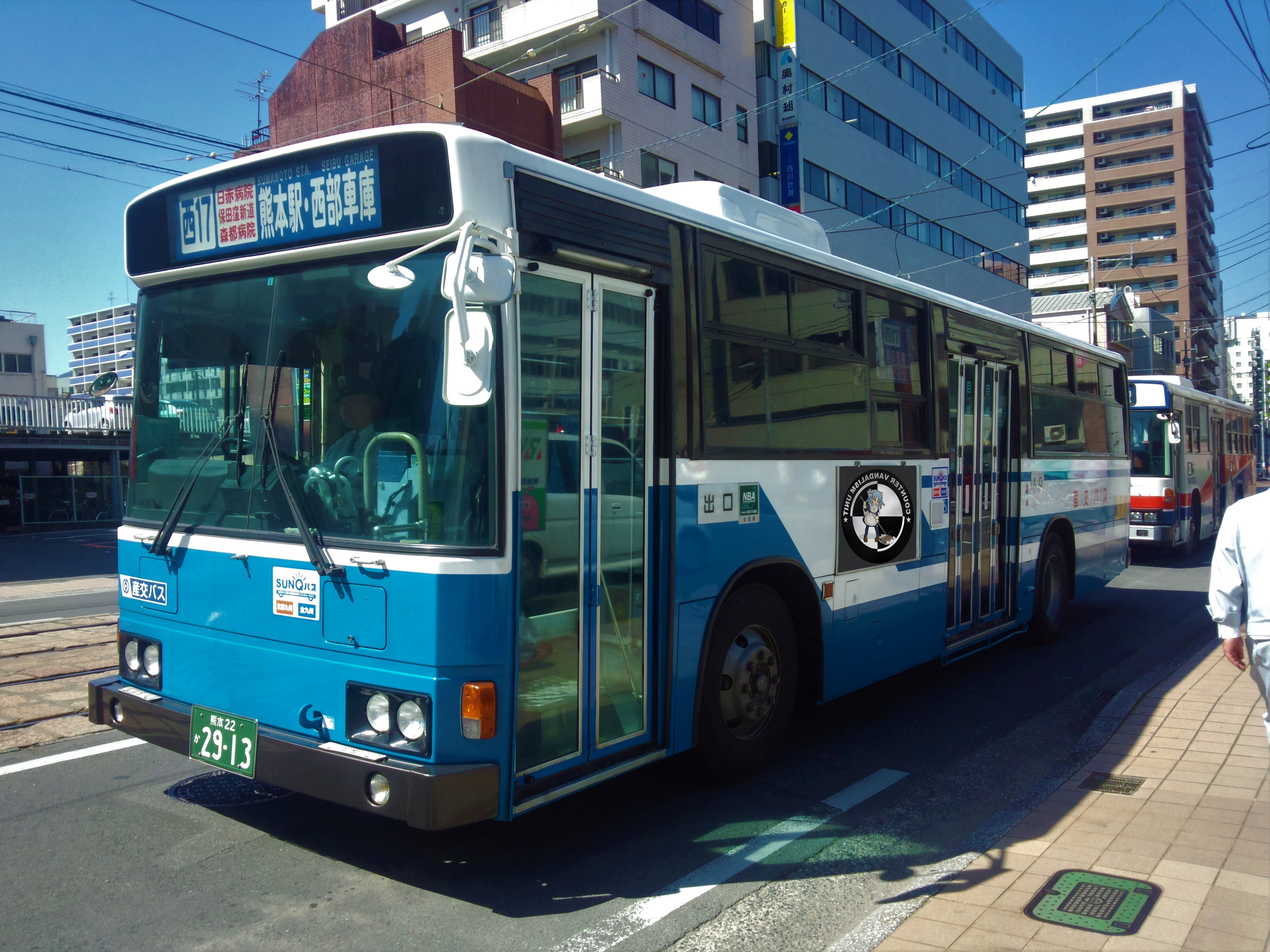
九州産業交通 U-HT2MMAA
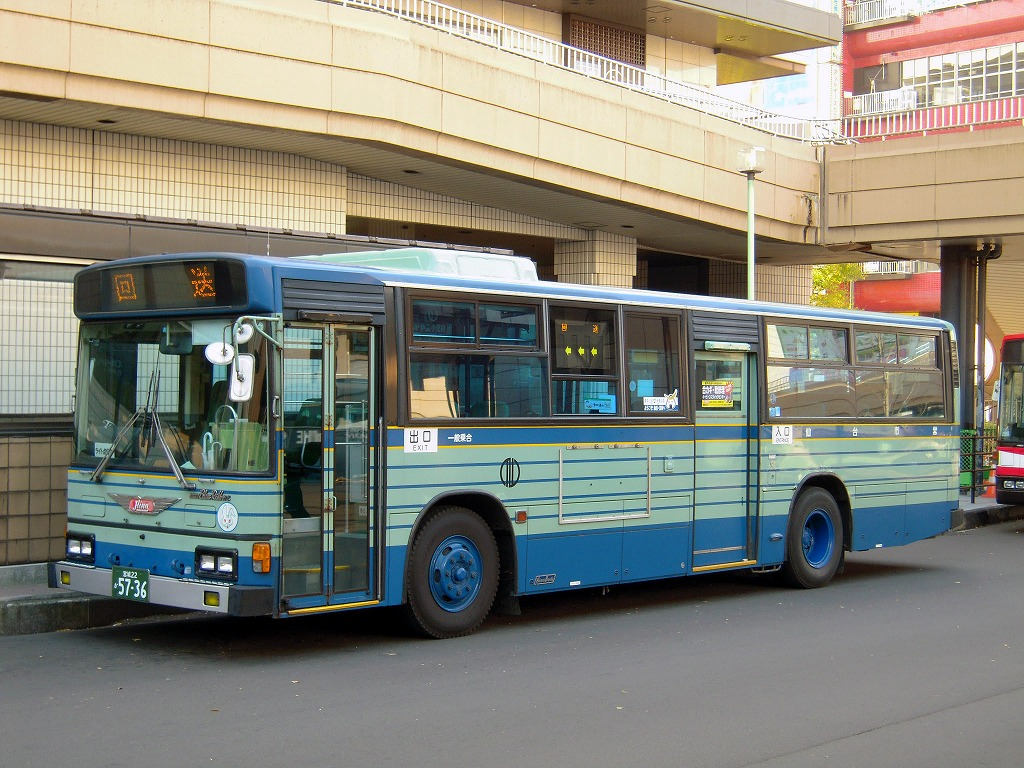
仙台市交通局 U-HU2MMAA
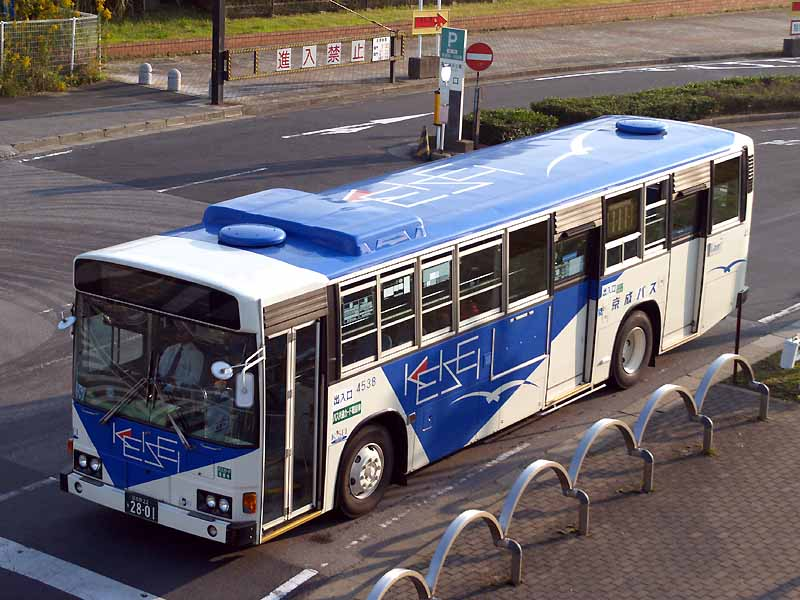
京成バス U-HU2MPAA
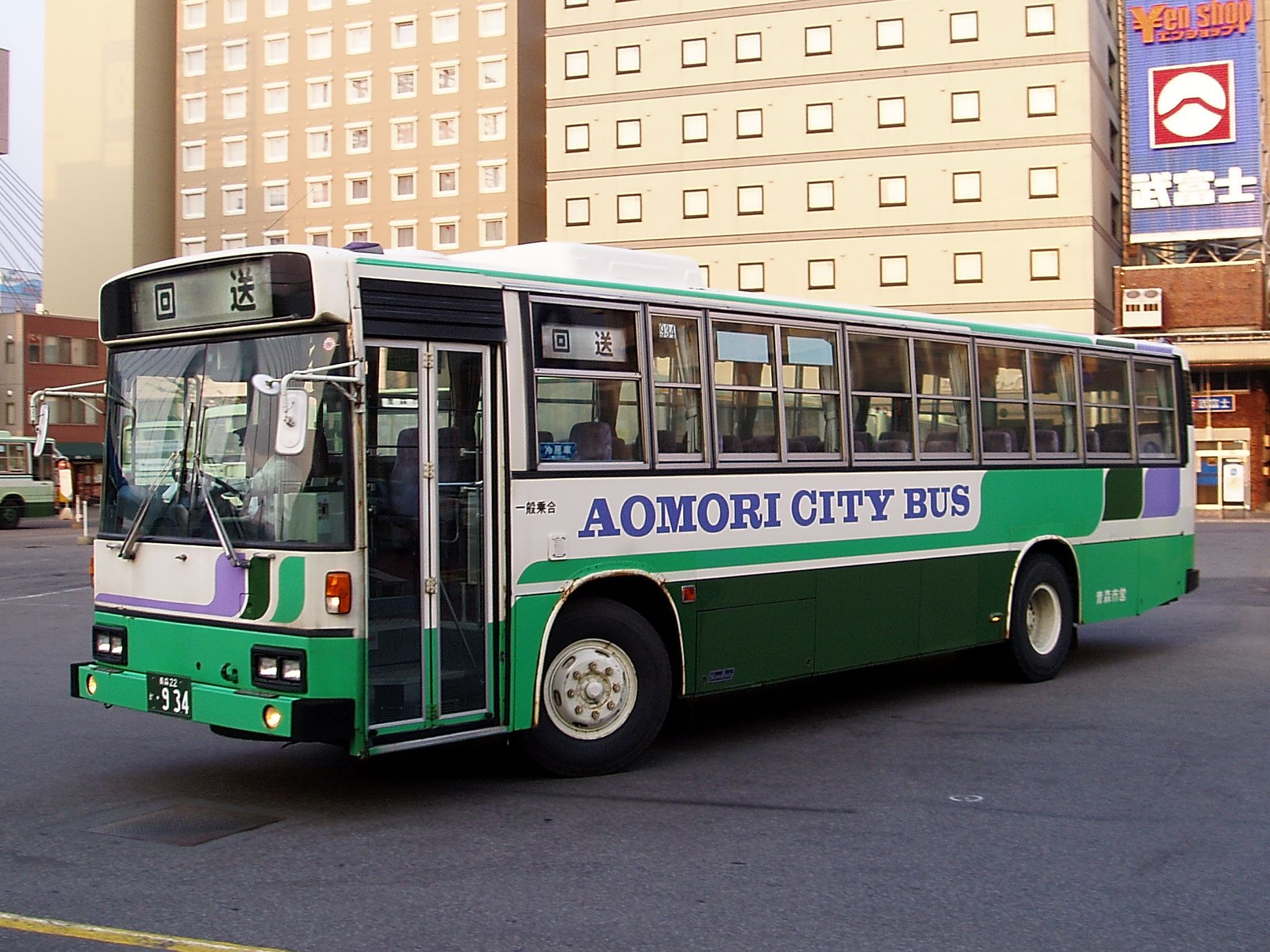
青森市企業局企業部 U-HU3KMAA
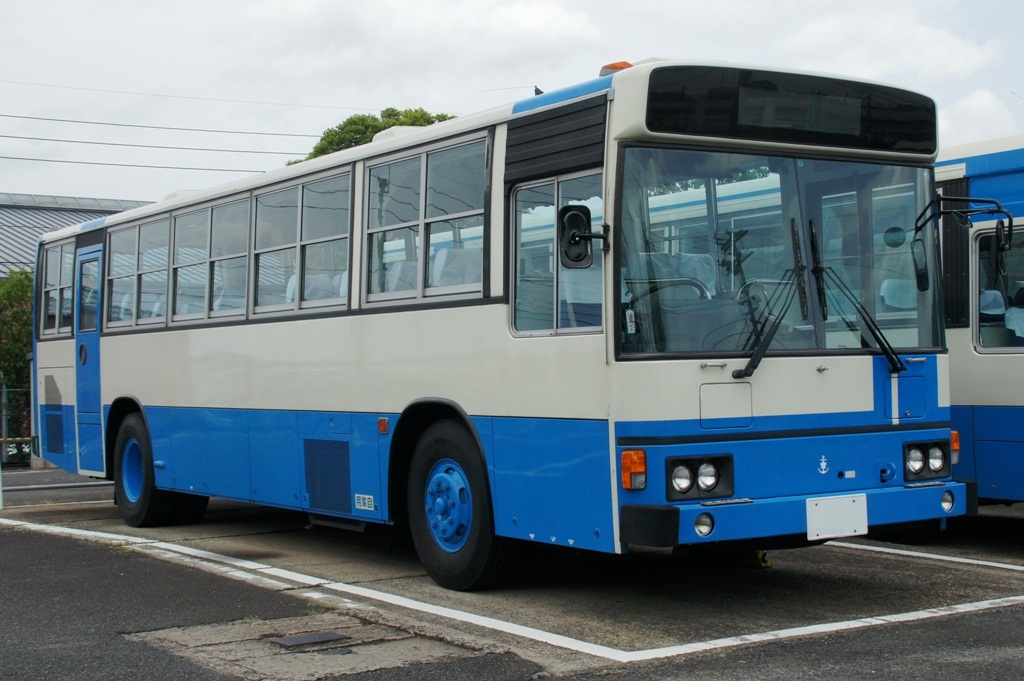
海上自衛隊 U-HT3KPAA
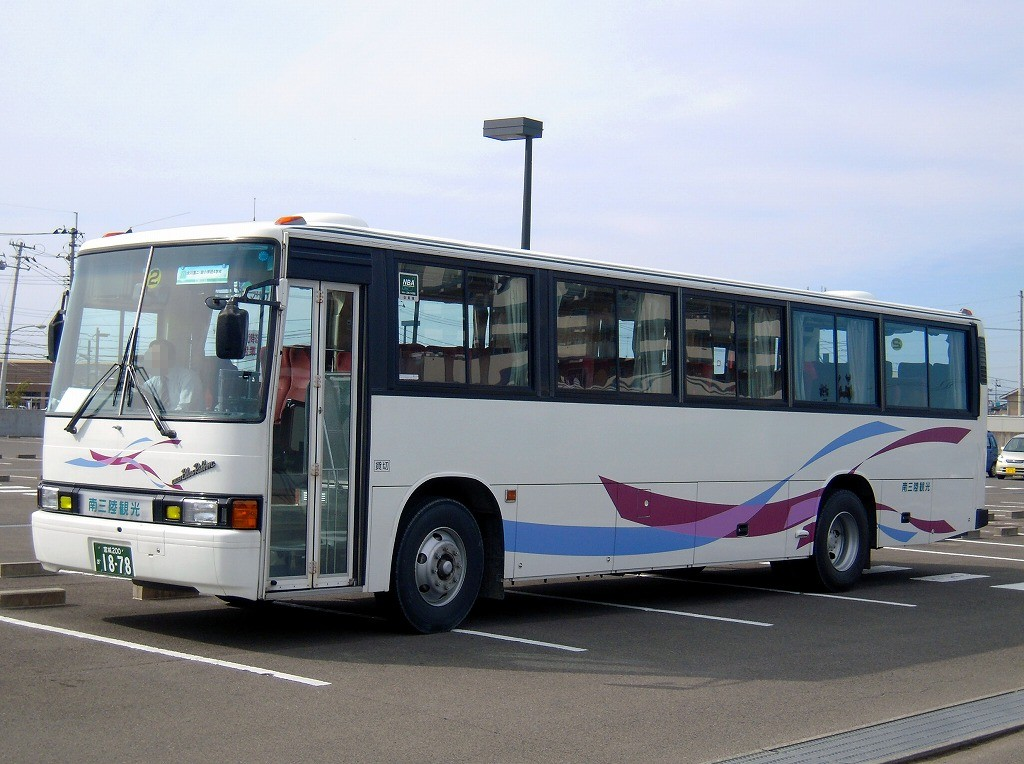
南三陸観光 U-HU3KPAA トップドア仕様、RU6B系に準じたボディを架装したもの
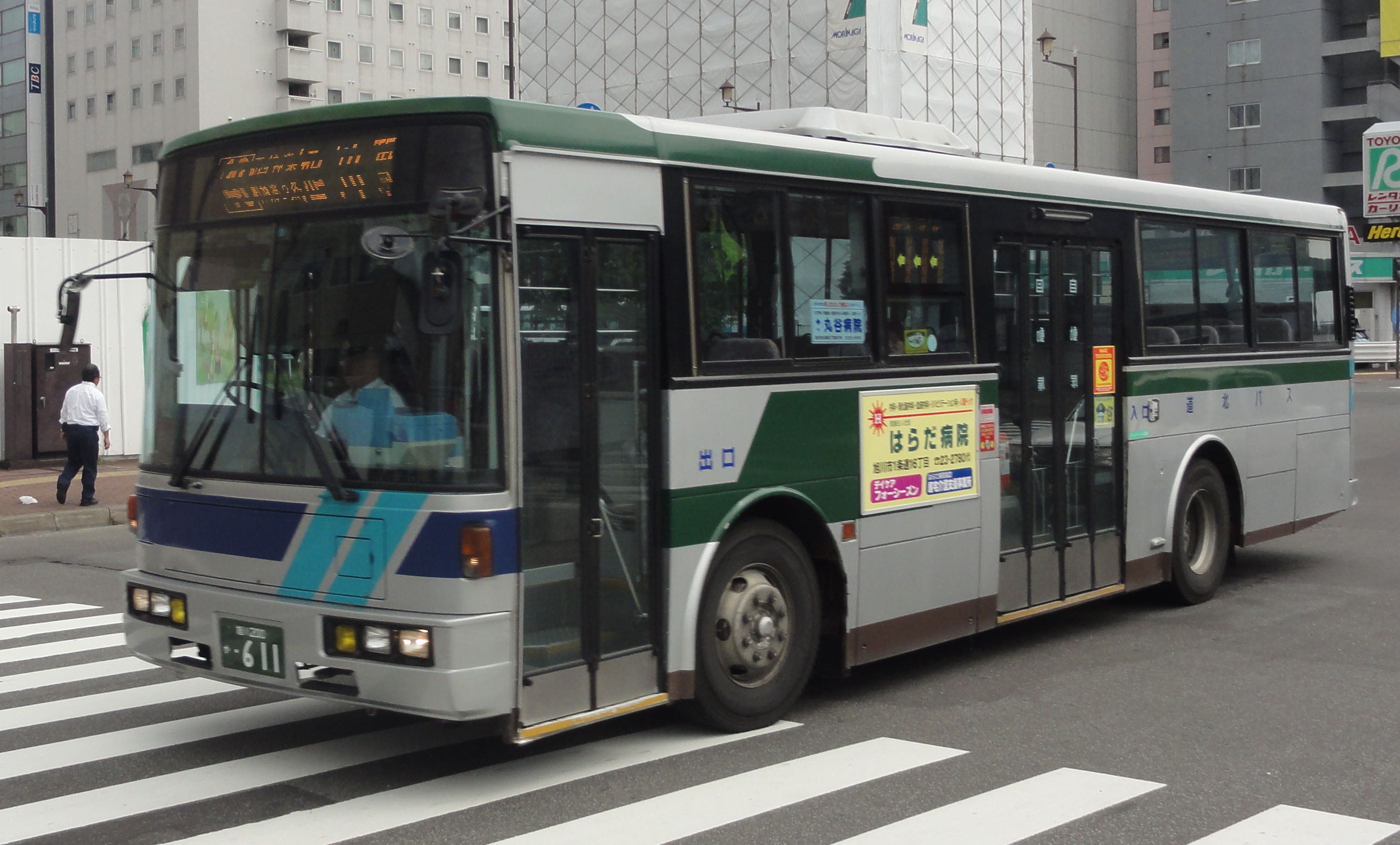
道北バス U-HT2MMAA改 富士重工 (7E) 架装車
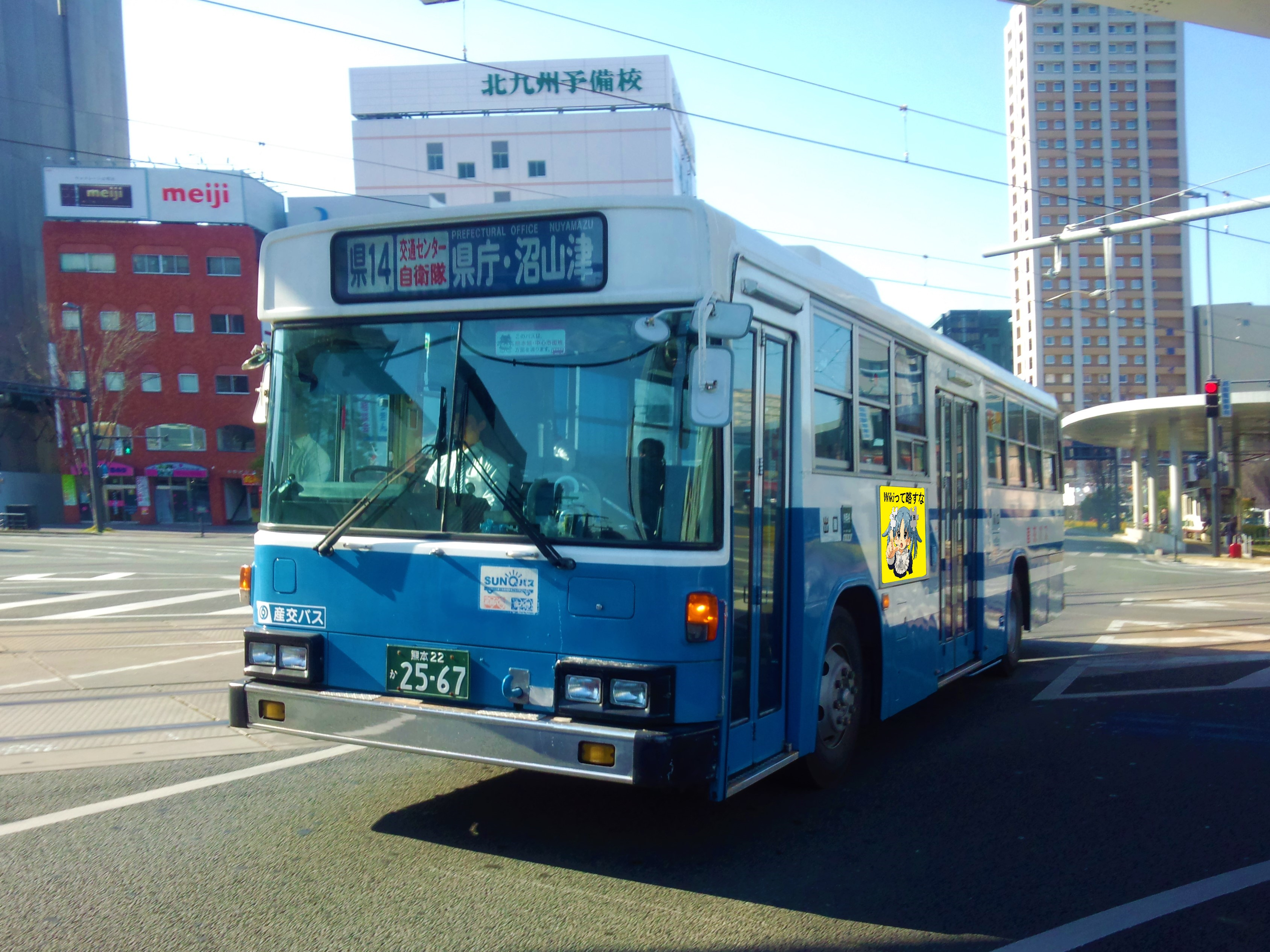
九州産業交通 U-HT2MMAA 西工B-Ⅰ架装車（58MC）
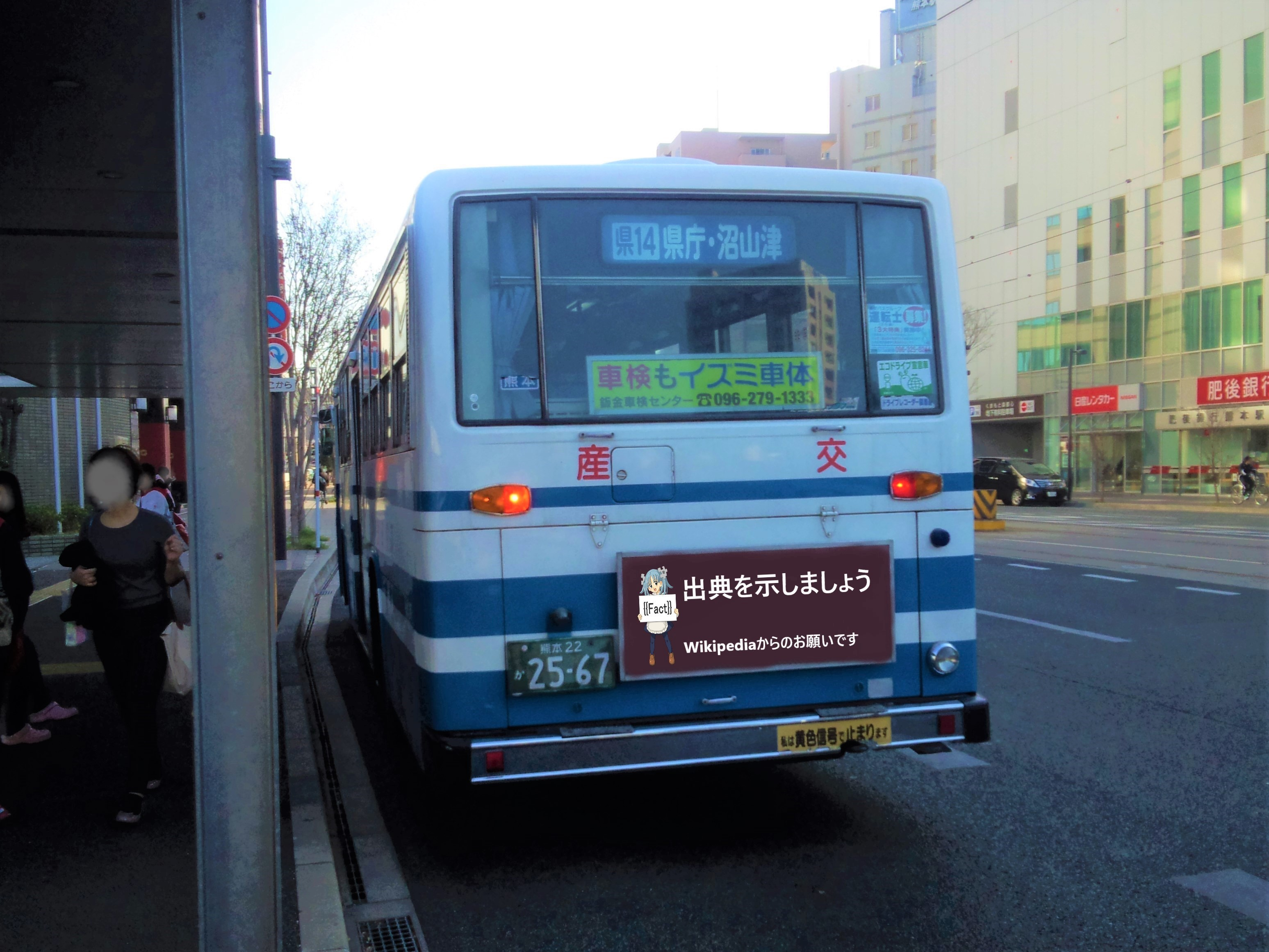
九州産業交通 U-HT2MMAA 西工B-Ⅰ架装車（58MC）リア

### KC-HT/HU2M、HT/HU3K系
1995年、平成6年排出ガス規制に適合したKC-HT/HU系を発売。ヘッドライトが角型4灯に統一された（それまでは丸型4灯が標準で角型4灯はオプション）。
1998年に衝撃吸収式ステアリングホイールが装備された。それ以前の車両では、日野自動車のコーポレートマークが一新された後であっても、旧ロゴが入ったステアリングホイールが継続していた。また一部でセレガ初期車と同じデザインのステアリングホイールが採用された車両もあった。
また1999年から、観光マスクにはブルーリボン観光形（RU60/63系）タイプに加え、初代セレガタイプも追加された。

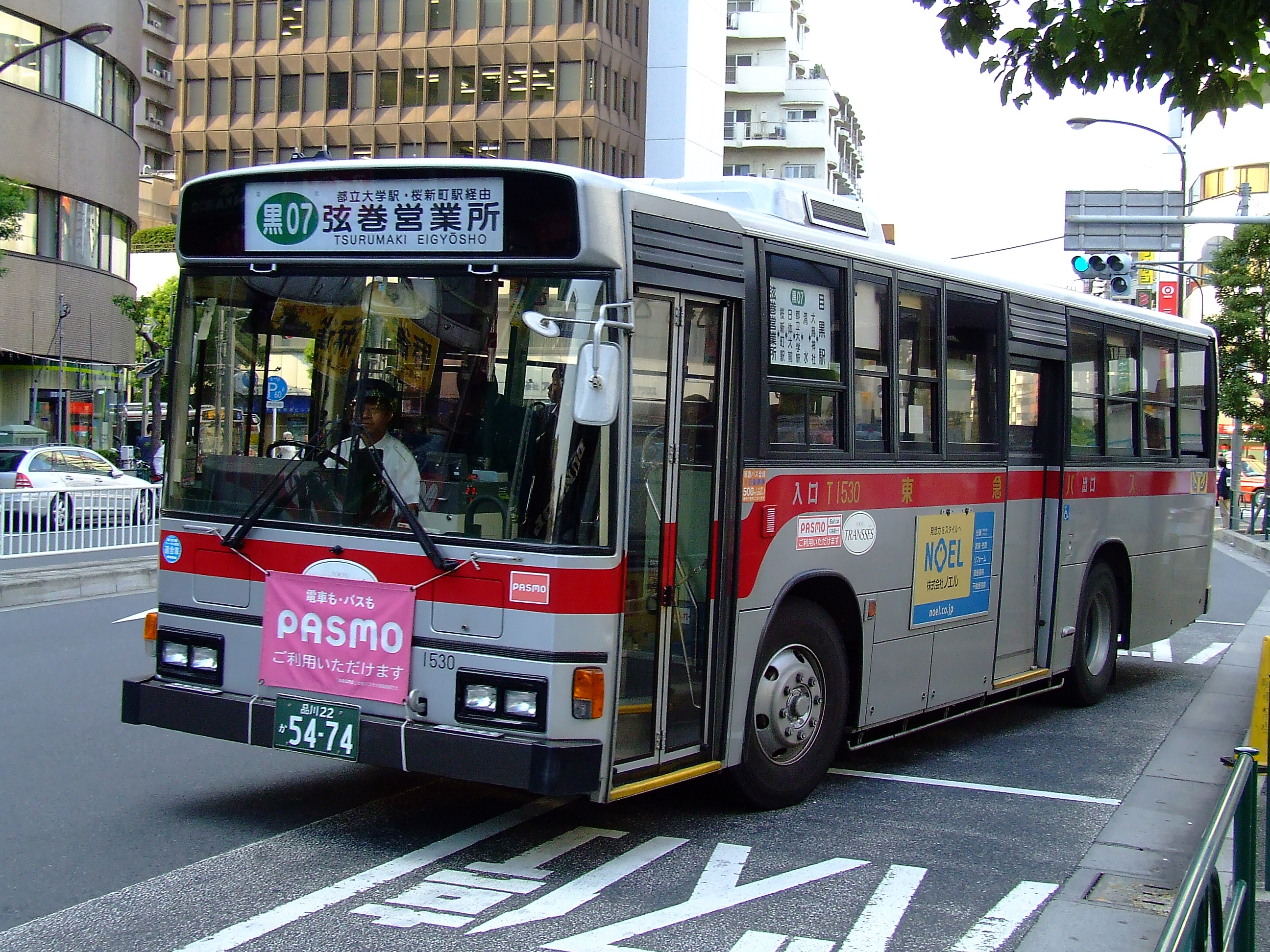
東急バス KC-HT2MLCA
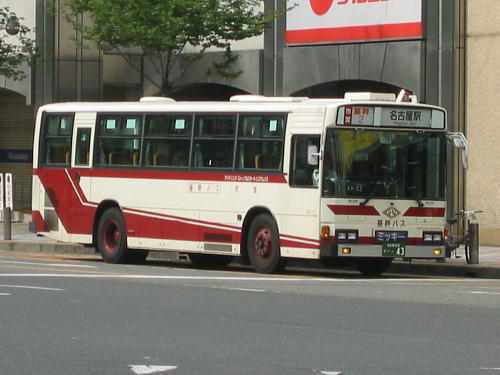
名古屋市交通局 基幹2 KC-HU2MMCA
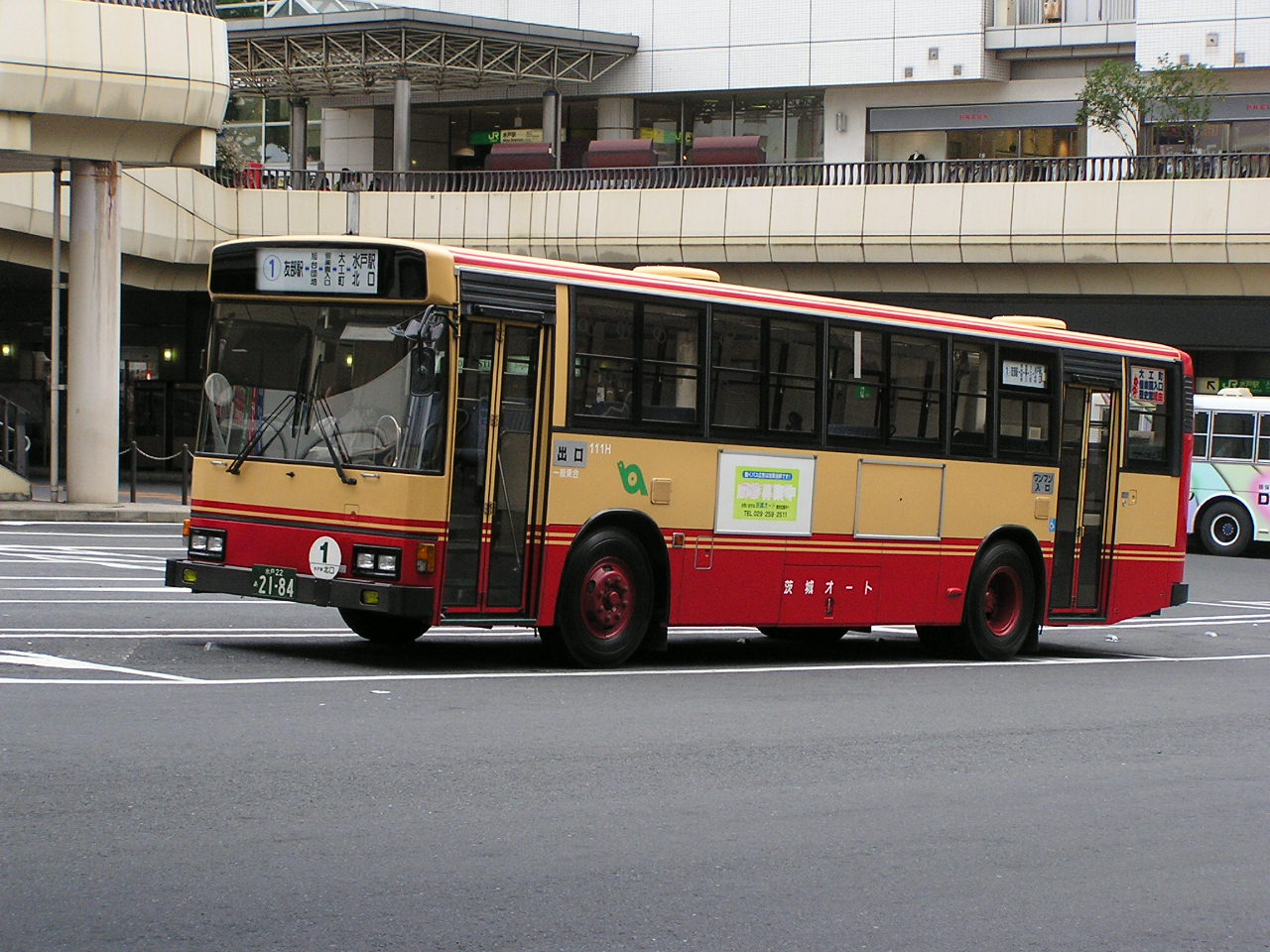
茨城オート KC-HT2MMCA
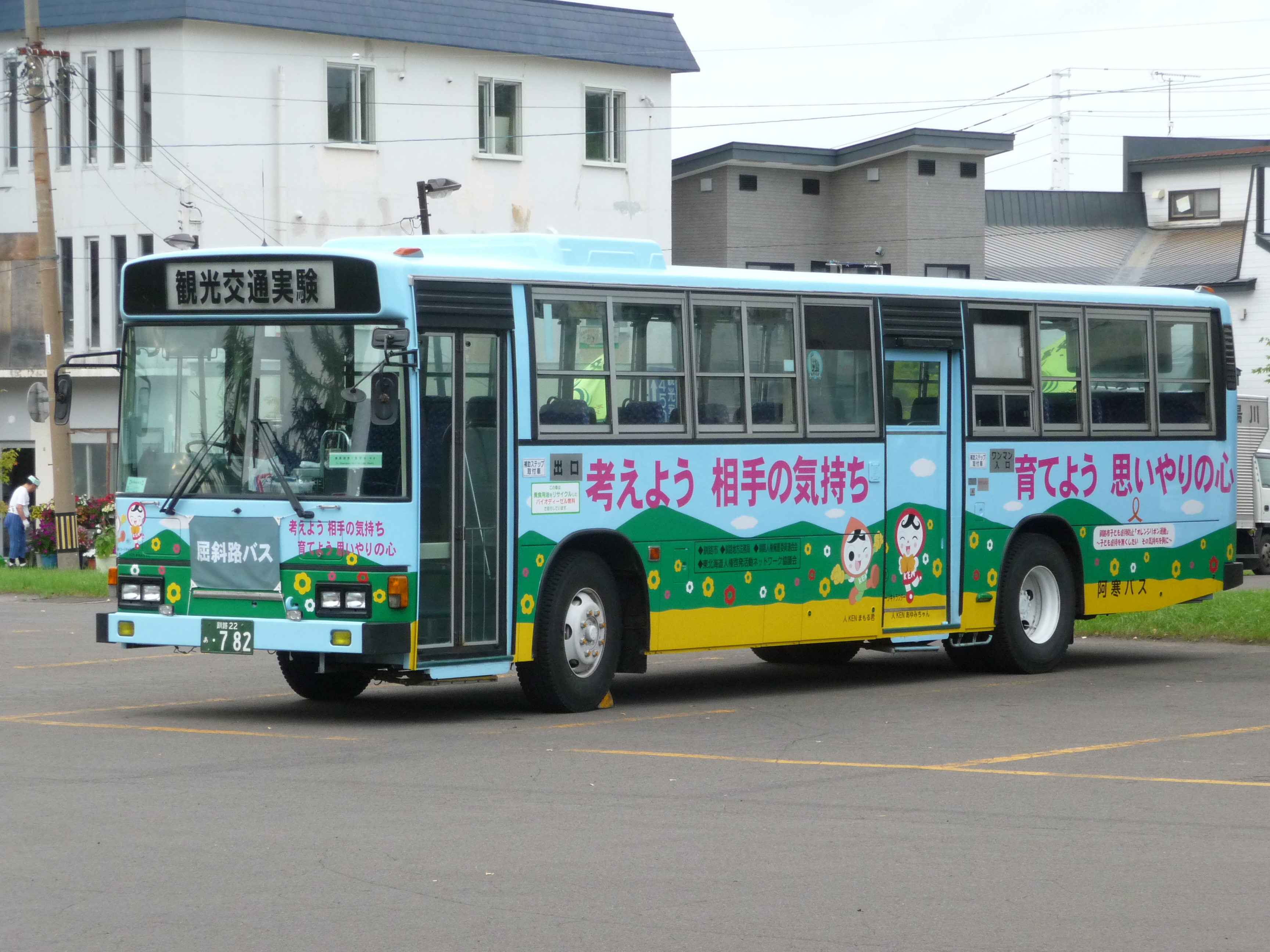
阿寒バス KC-HU3KPCA
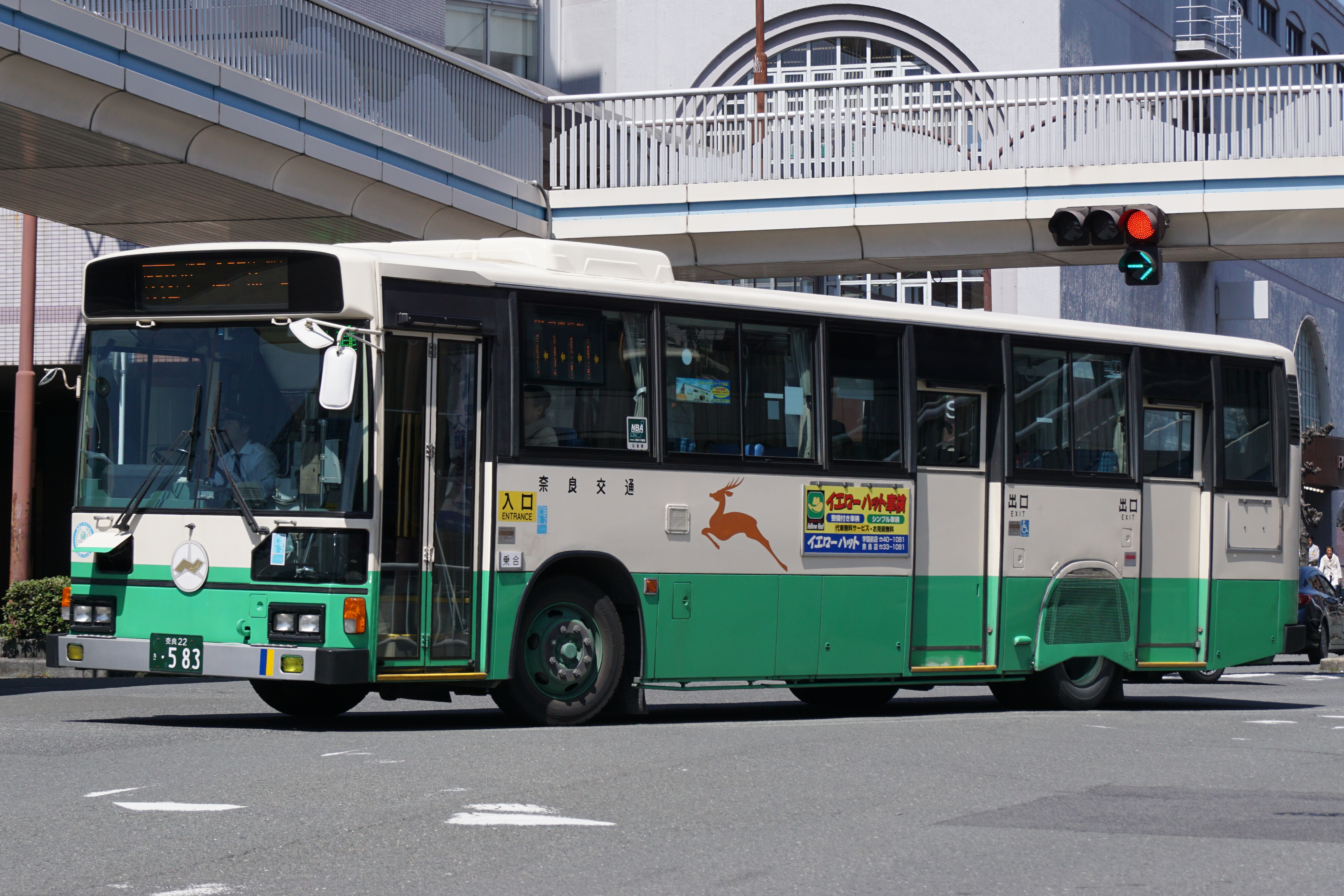
奈良交通 KC-HU2MPCA 3扉仕様
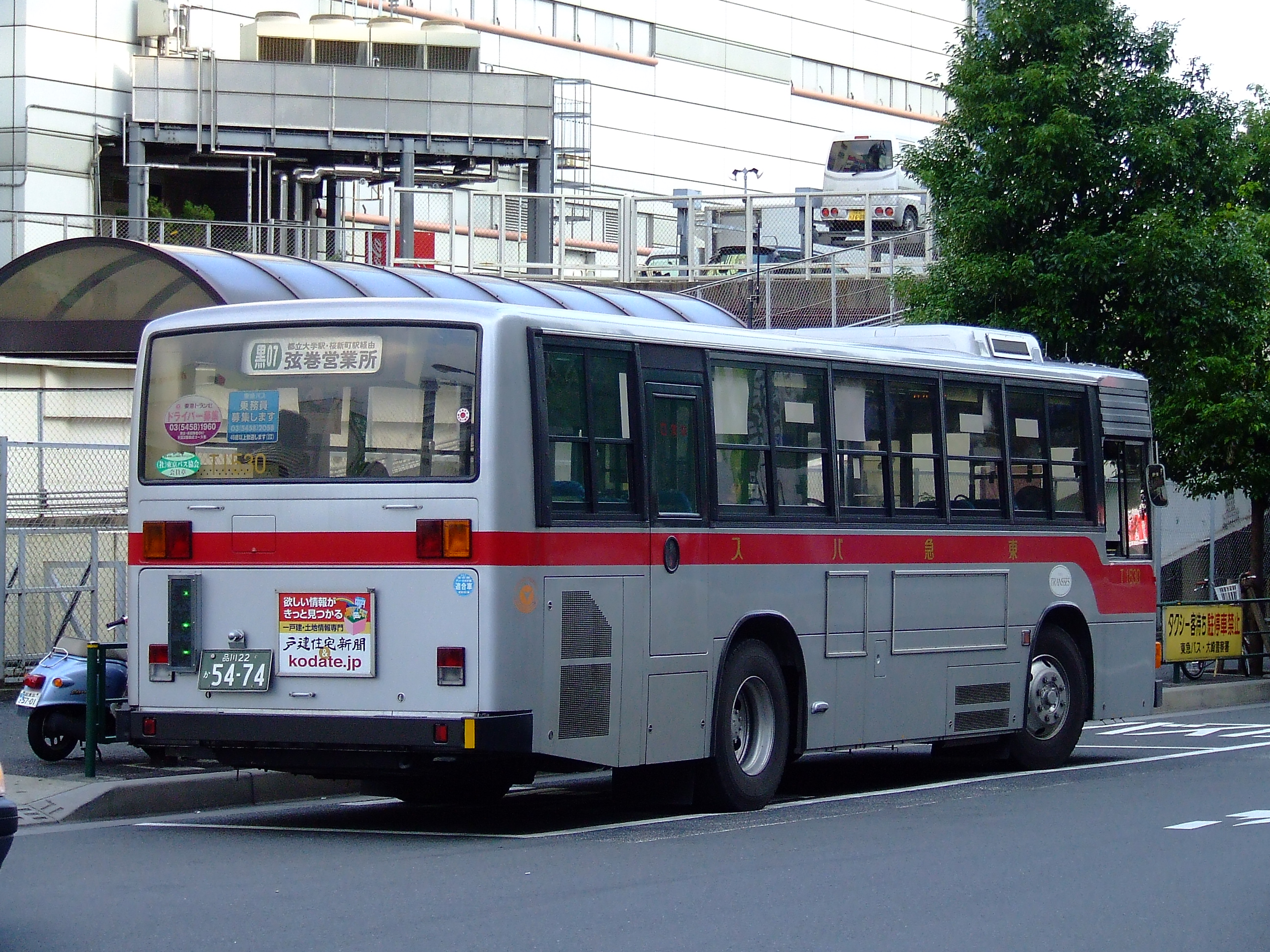
東急バス KC-HT2MLCA 車体後部
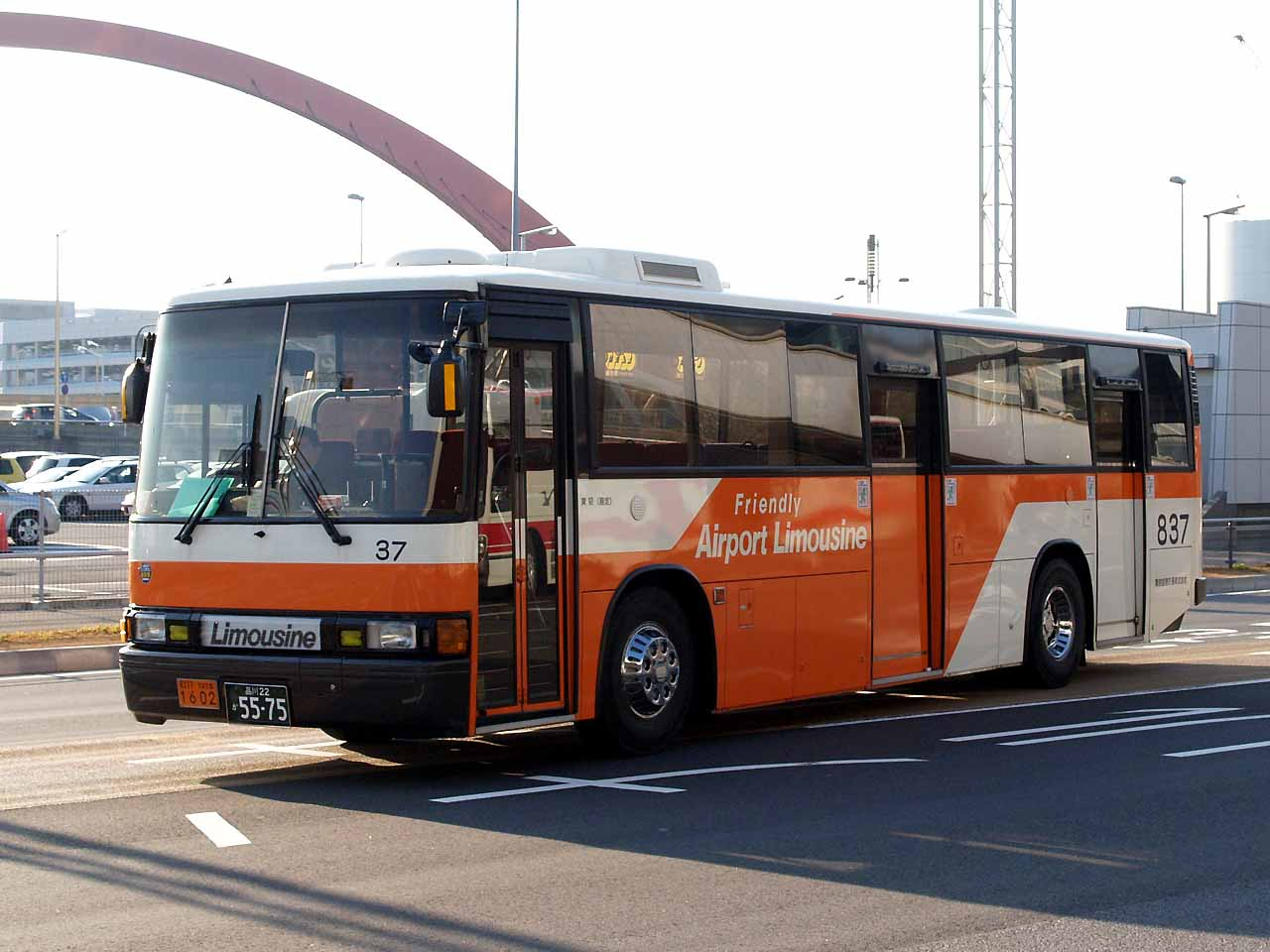
東京空港交通 KC-HU2MPCA 3扉、RU6B系に準じたフロントマスクを採用
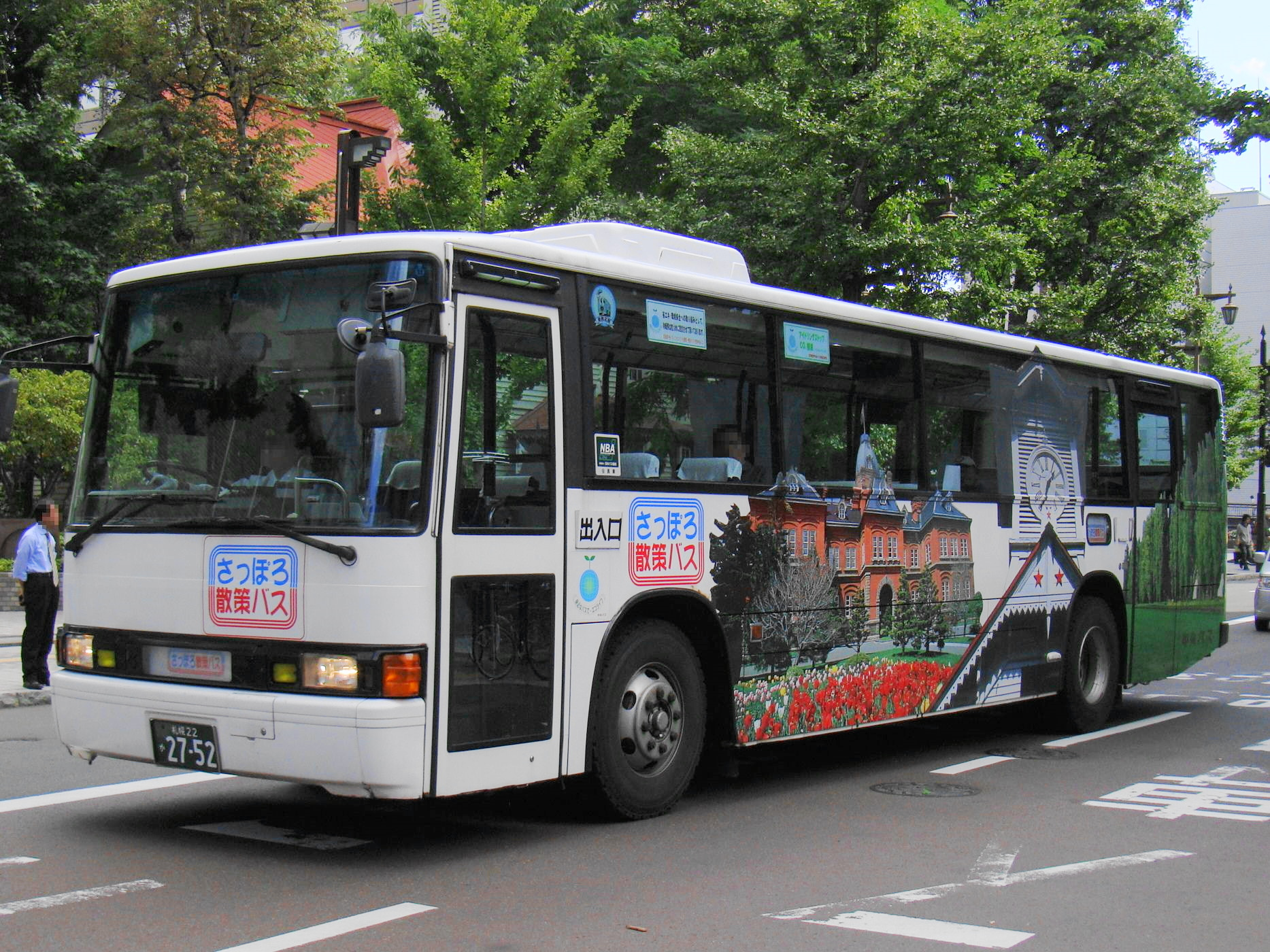
北海道中央バス KC-HU3KPCA 2扉、同
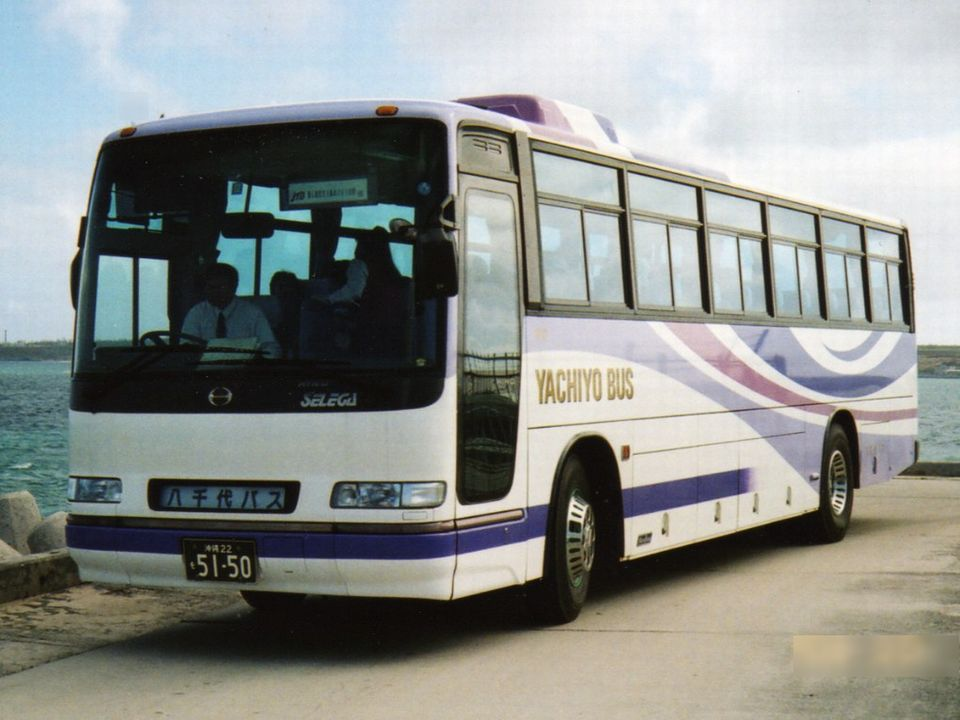
八千代バス KC-HU3KPCA 初代セレガに準じたフロントマスクを採用
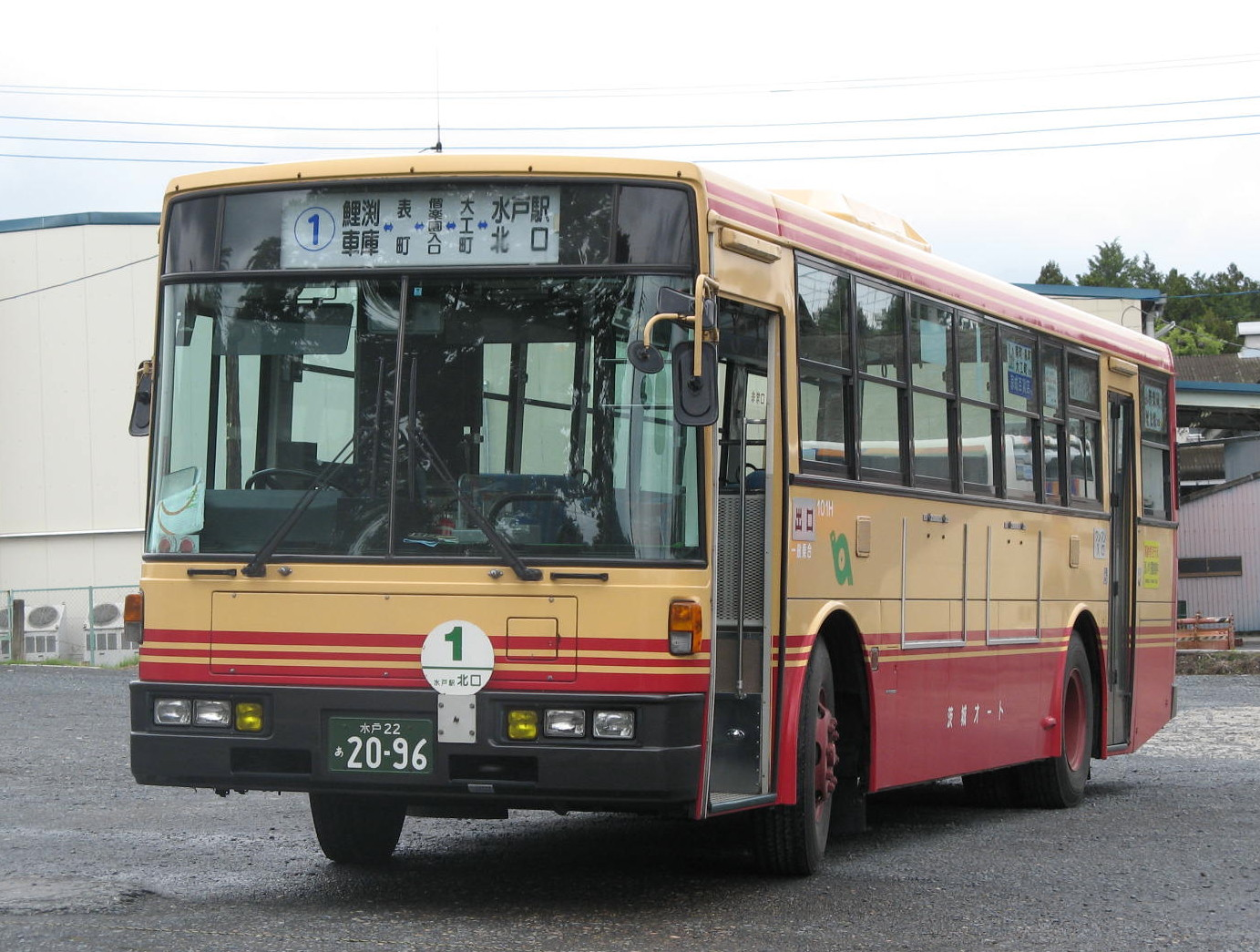
茨城オート KC-HT2MMCA 富士重工7E架装車
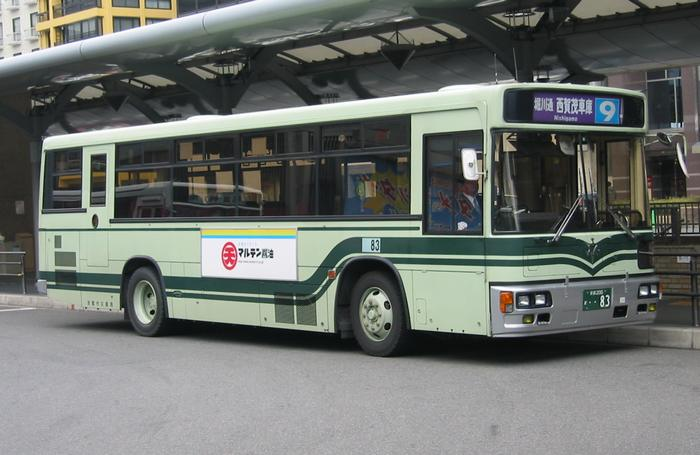
京都市交通局 KC-HU2MLCA 西工架装車 (96MC) ワンステップ
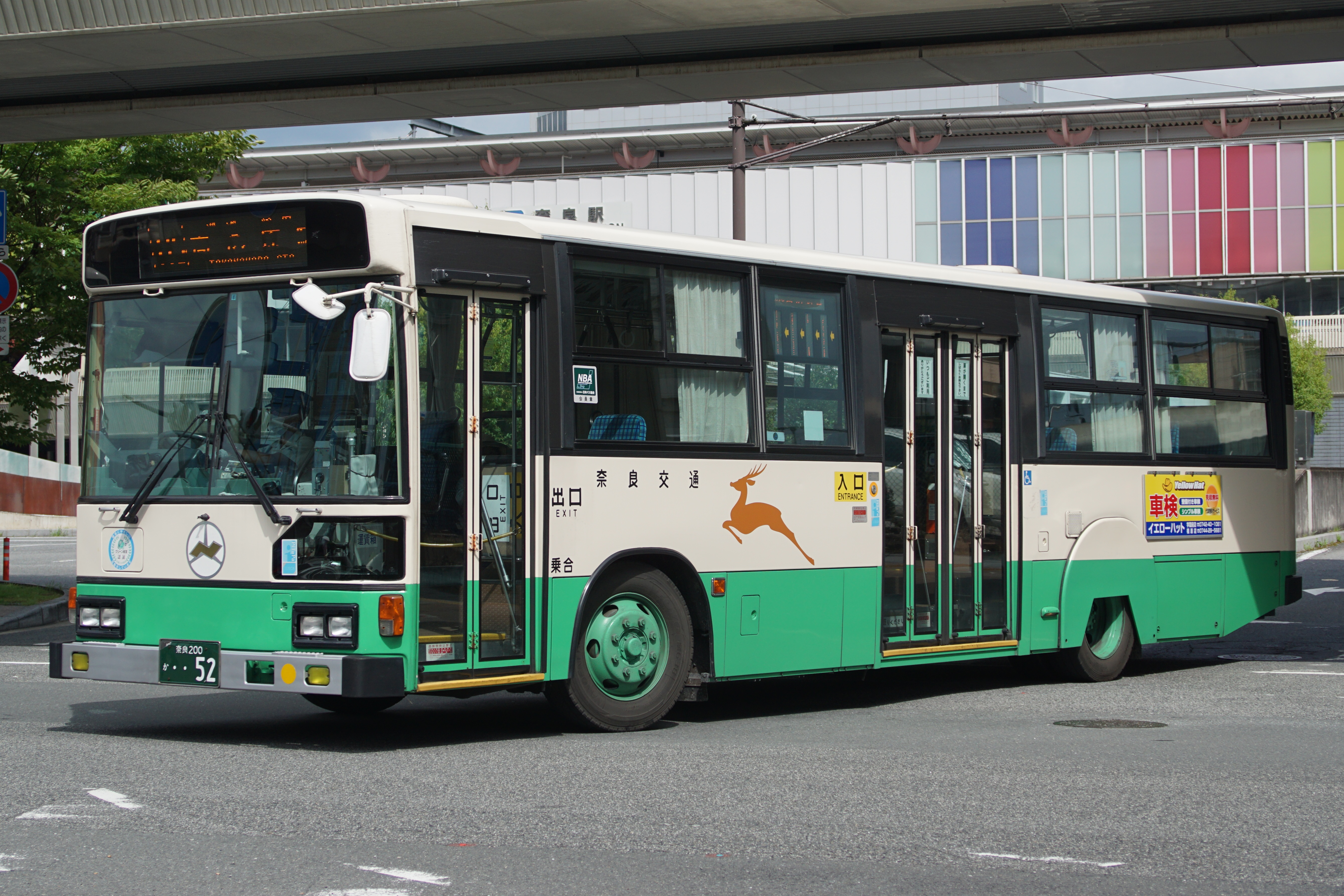
奈良交通 KC-HU2MMCA ワンステップ4枚折戸仕様
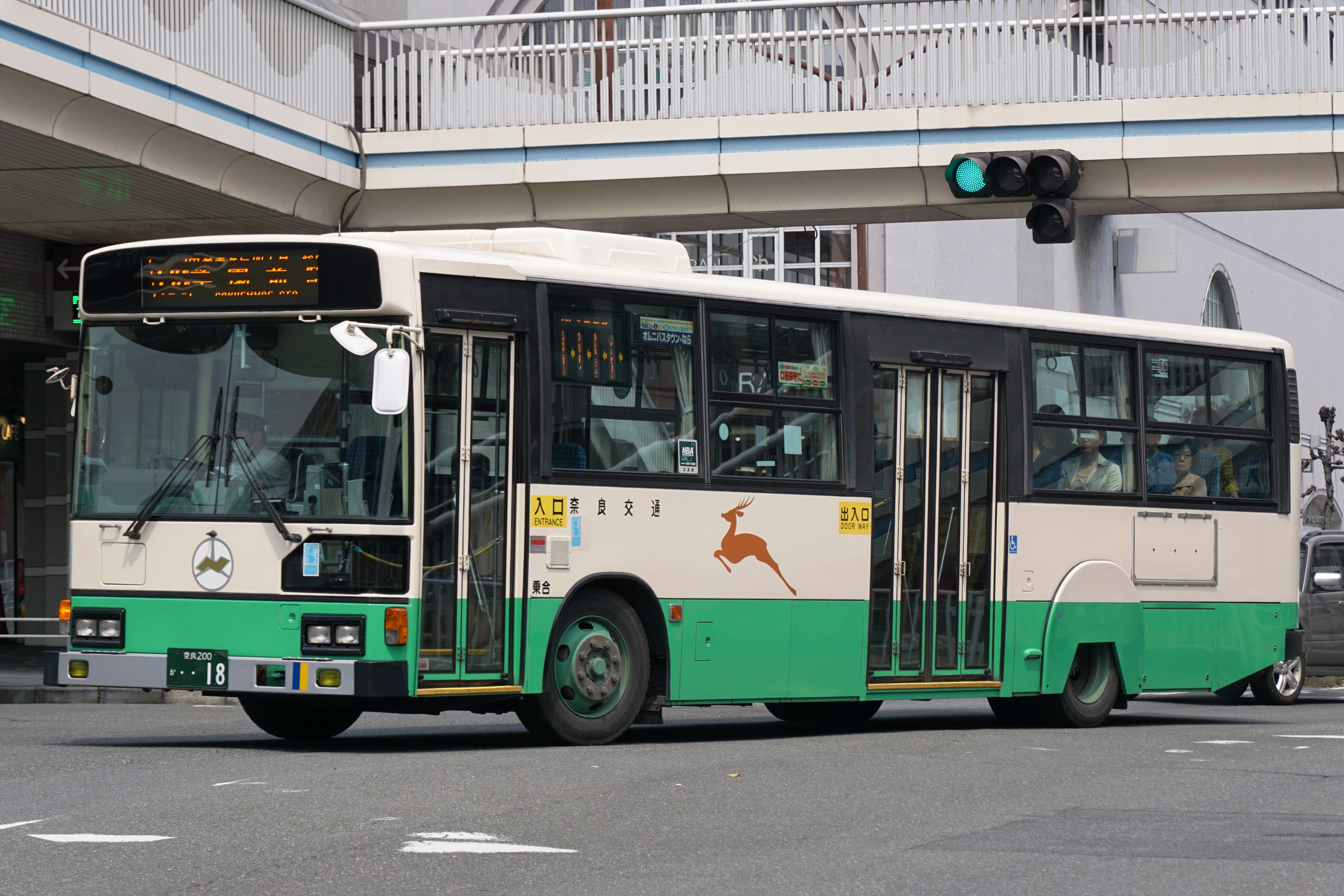
奈良交通 KC-HU2MPCA改 ワンステップ4枚折戸仕様

### リフト付超低床バス・京急型ワンステップバス
1991年に東京都交通局向けに初めてワンステップ超低床車が組立自動車として登場する。後部までワンステップ低床で、3ドアが最大の特徴であった。
1992年製からは2ドア化され、中ドアには車いす用のリフトが取り付けられる。いわゆるリフト付超低床バスと呼ばれる車両である。特注の高価な車両のため、都営以外の納入例は大阪市交通局（前・後扉車、現在は関東自動車へ譲渡）と熊本市交通局（現熊本都市バス）のみである。1996年まで製造された。
車体の構造が通常のツーステップバスと大幅に異なり、エンジンを右側にオフセット。駆動系の動力部分も右側に寄せ、スペースがなくなったラジエーターはファンを電動２基にして左側に移設。リヤサスペンションを小型ベローズ4個のワイドエアサスにすることでドロップアクスルとし、後部までの低床に対応している。よくエンジンを「直立にした」と言われているがこれは誤りで、横倒しのままである。組立自動車扱いのため排ガス規制記号が付かず、型式はHU2MLで、平成6年排出ガス規制対応を機に形式証明を取得しKC-HU2MLCSとなった。
なお、これとは別に1988年に京浜急行電鉄（現: 京浜急行バス）向けに、都市型低床車をベースにした前中扉間のワンステップバスを改造車扱いで納入している。いわゆる京急型ワンステップバスと呼ばれる車両である。当初は改造扱いで型式末尾に「改」が入っていたが、1993年からは正式発売された（当初はHT系のみ、HU系は1996年に追加された）。

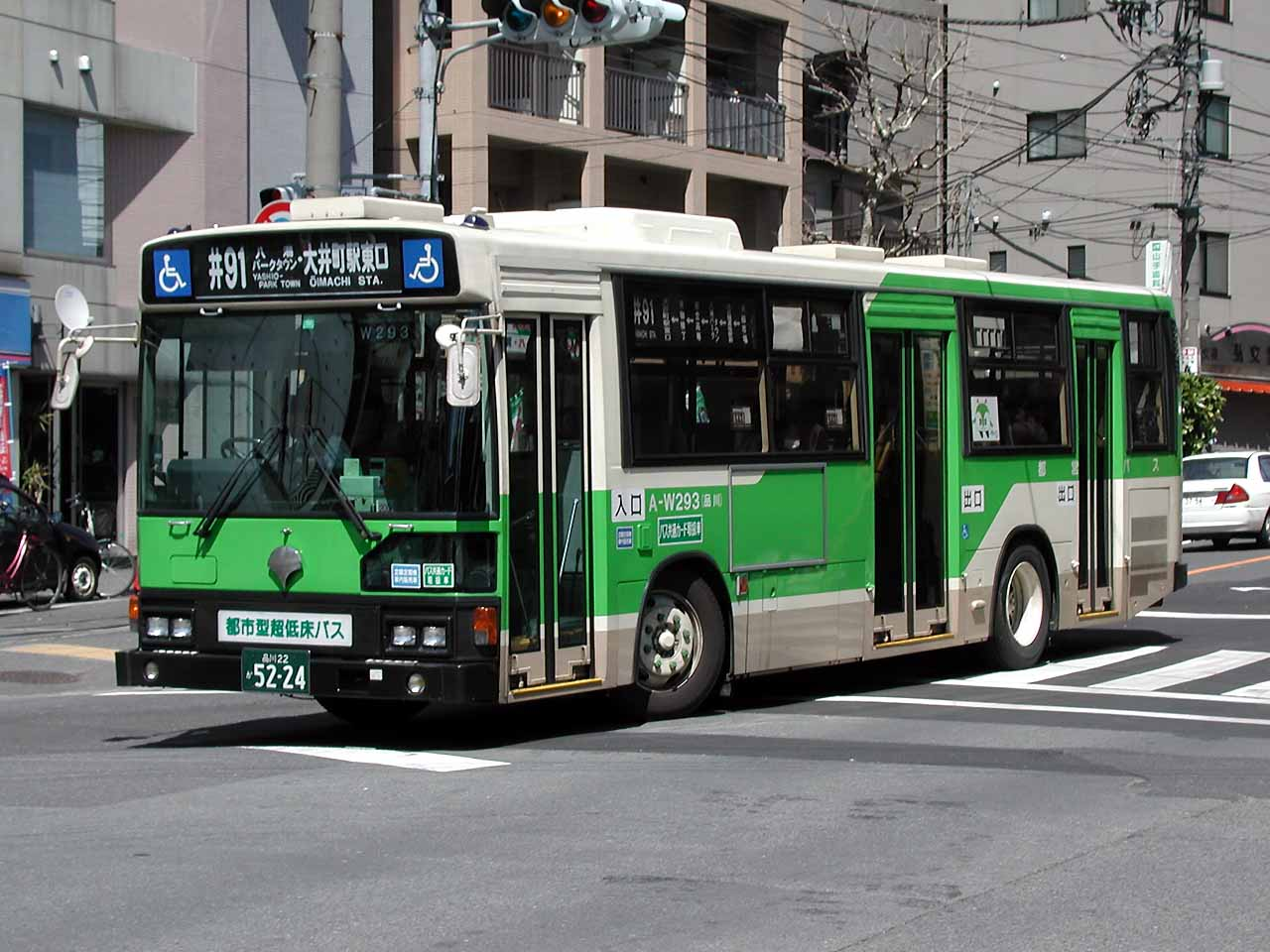
東京都交通局 スロープ付き超低床バス HU2ML
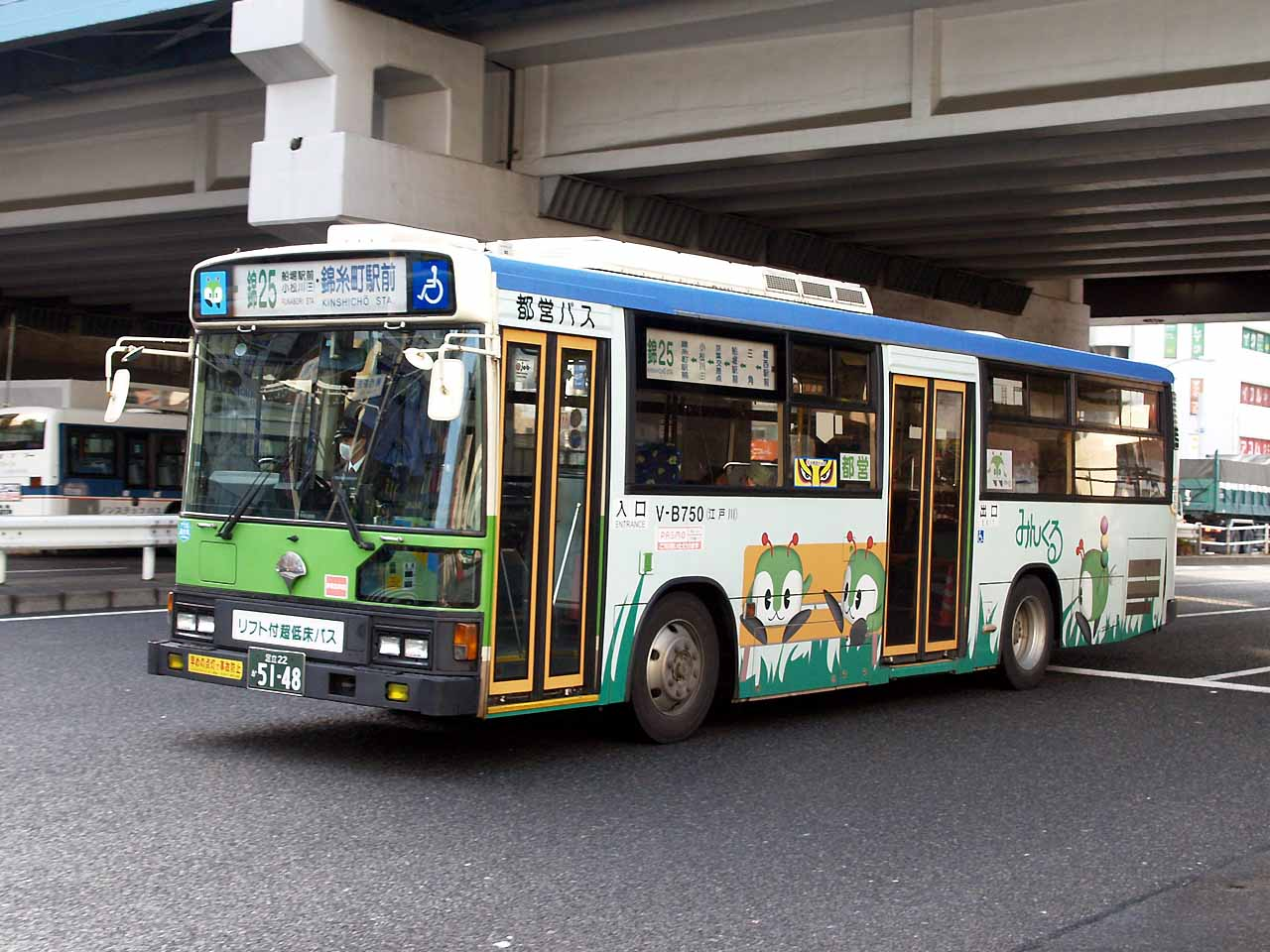
東京都交通局 リフト付き超低床バス KC-HU2MLCS
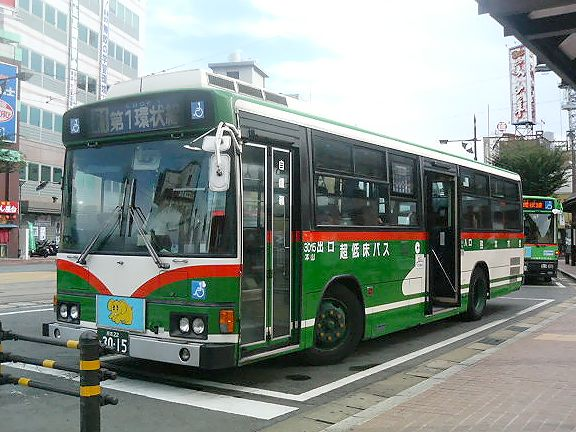
熊本都市バス リフト付き超低床バス HU2ML（熊本市交通局時代、塗装変更前）

### ノンステップバス
CNG車については#CNGノンステップバスを参照。
1997年の東京モーターショーに日野自動車初のノンステップバスが出品される。当初は組立自動車扱いで一部事業者に販売される。この当時の形式名はHU2PM/HU2PP（規制記号なし）で、HU2PMが東京都交通局・横浜市交通局・南海バスなど計12台、HU2PPが遠州鉄道に1台生産された。その後、1998年10月に排ガス規制に適合し、正式に型式証明を取得し発売された。
車体構造は前年に登場した日産ディーゼルUAノンステップに近く、エンジンを最後部に垂直横置き、リヤオーバーハング部分を短縮、かつホイールベースを延ばすことでホイールベース間のノンステップエリアを拡大しているが、その影響で中扉より後ろは3列13席しか配置できず、前後の間隔を詰めて4列にすることもできない設計が災いし、他のノンステップバスに比べるとあまり普及していなかった。型式はKC-HU2PMCEが全長10.52m（ホイールベース5.11m）、KC-HU2PPCEが全長10.98m（ホイールベース5.57m）である。エンジンはそれまでトラック専用であったP11C-TI (250ps) を搭載、トランスミッションはZF製オートマチックトランスミッション"ECOMAT"（標準は4速、オプションで5速）を採用している。なお、先行販売されたロットは側面後部の非常口窓周り（右側）と冷却水給水口周り（左側）が樹脂製パーツでブラックアウトされていない点で識別できる。
また、基本的には前中グライドスライドもしくは前グライドスライド/中引戸の2扉であるが、M尺には車体後部にドアを設けた3ドア仕様も存在しており神戸市バスと南海バスに導入された。こちらの型式はKC-HU2PMCFである。

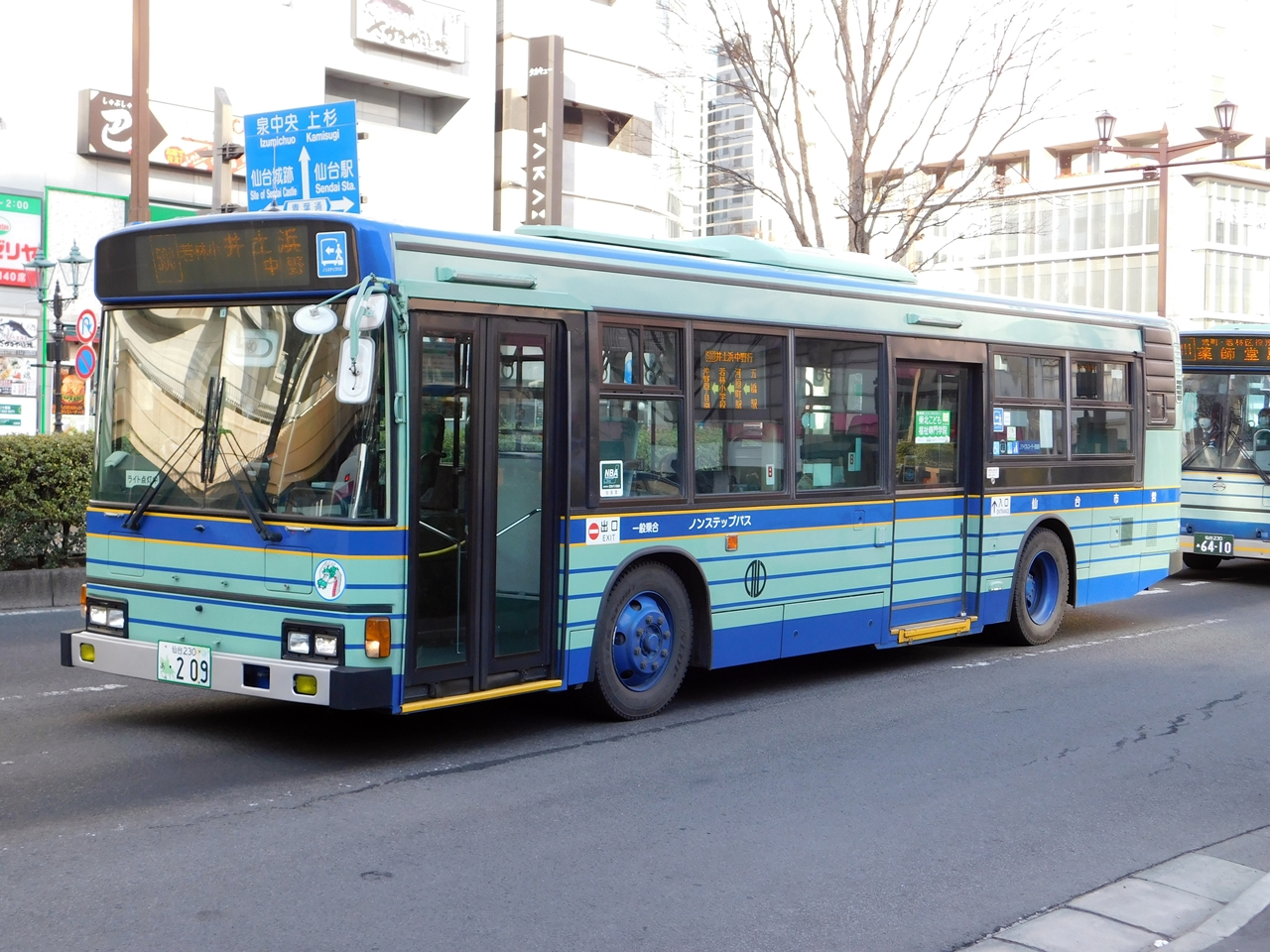
ノンステップ車 仙台市交通局 KC-HU2PMCE
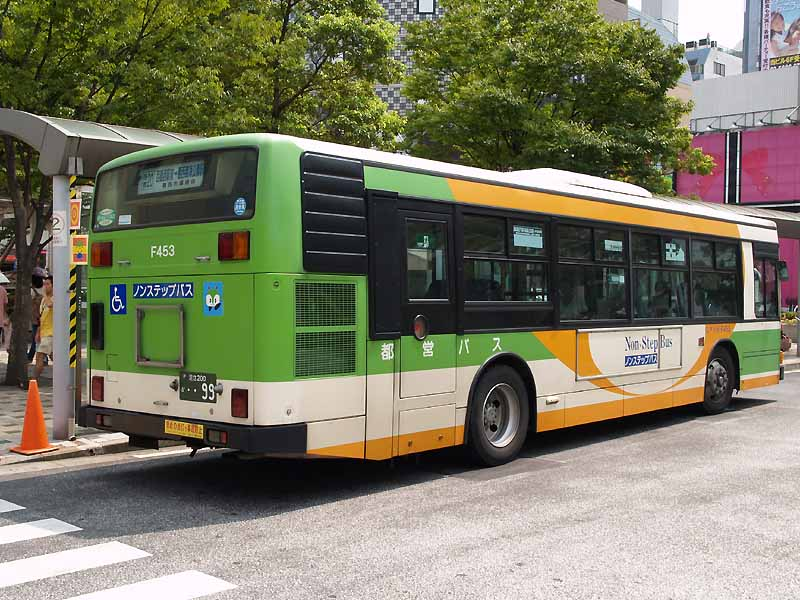
ノンステップ車後部 型式取得後（1999年） 東京都交通局 KC-HU2PMCE
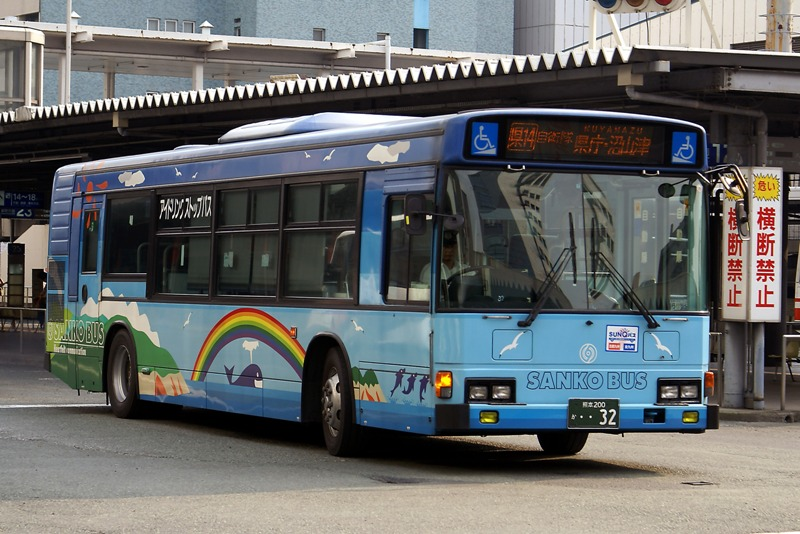
ノンステップ車 九州産業交通 KC-HU2PPCE
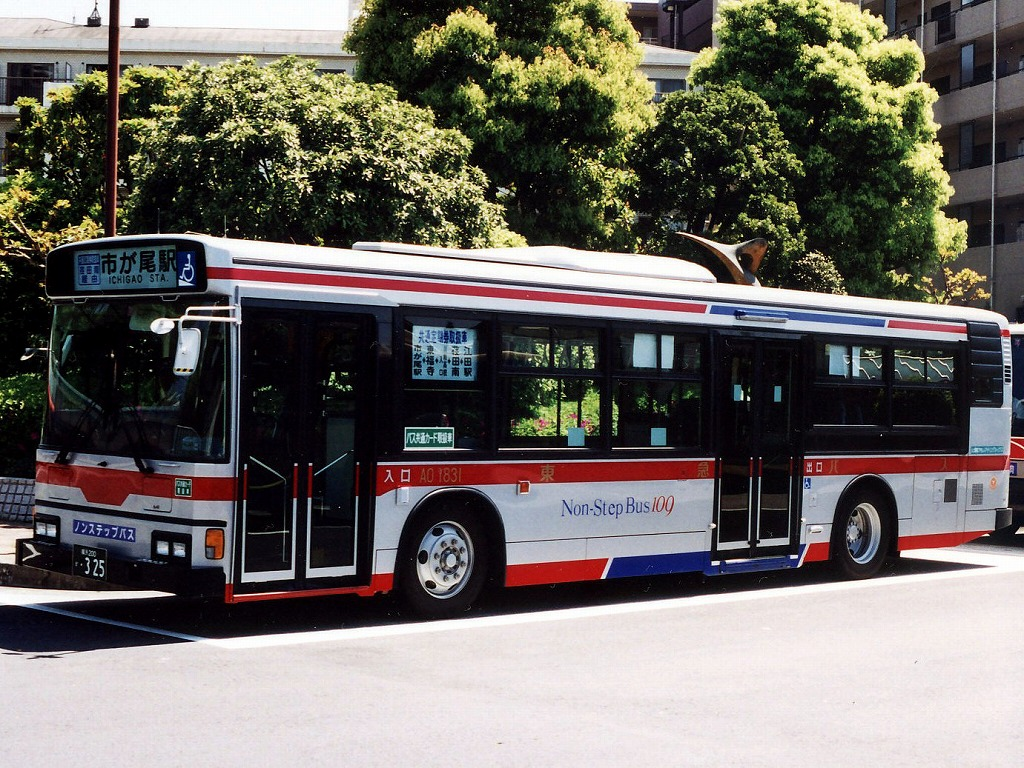
ノンステップ車 東急バス KC-HU2PPCE
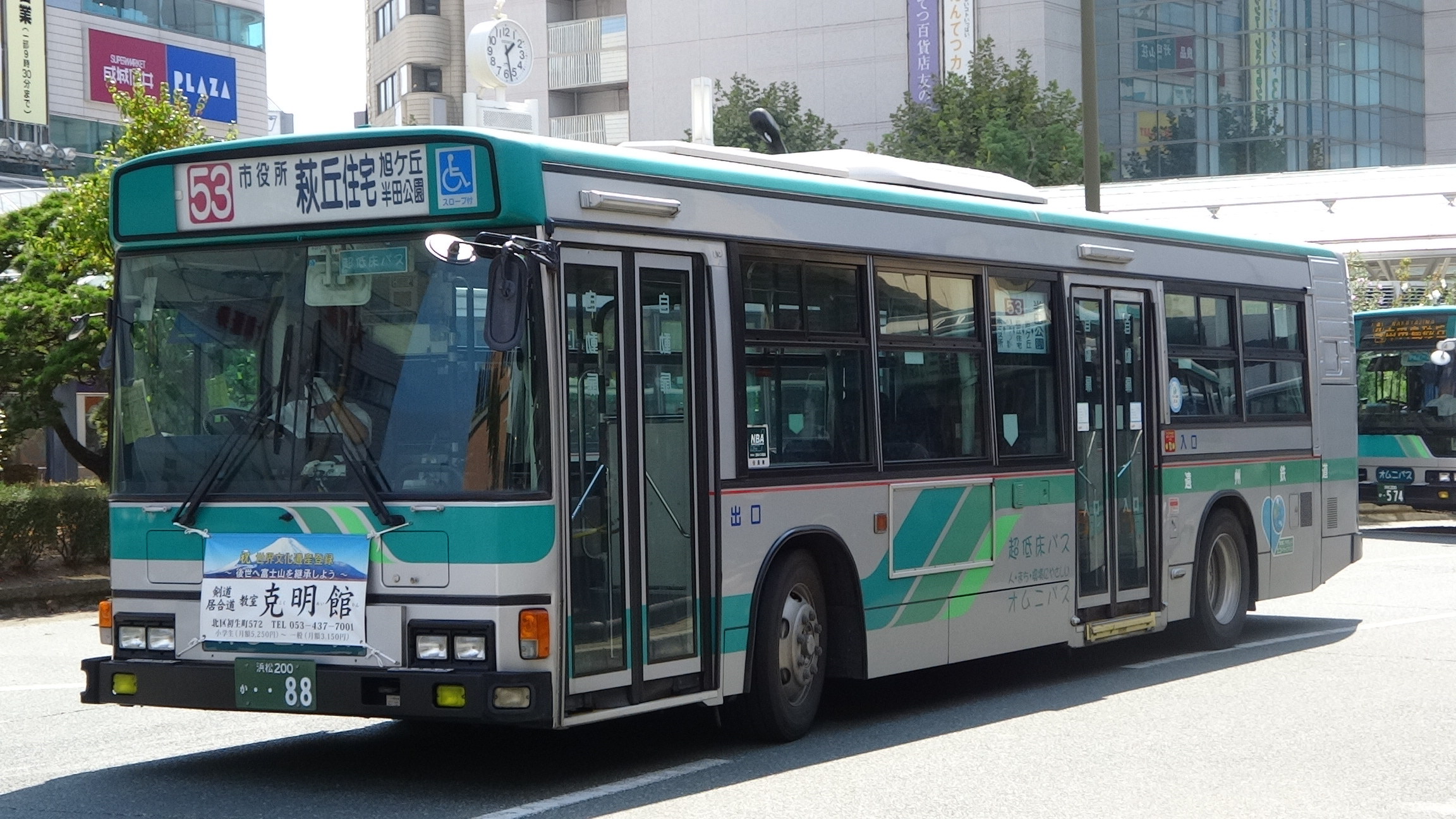
ノンステップ車 後部シルバーアウト仕様（2000年） 遠州鉄道 KC-HU2PPCE

### CNGノンステップバス
このノンステップバスで初めて設定されたCNG車は型式がKC-HU2PMCE改となった。
東京都交通局に1台だけ導入され、扉は前グライドスライド・中引戸が採用された。2012年12月に除籍された。

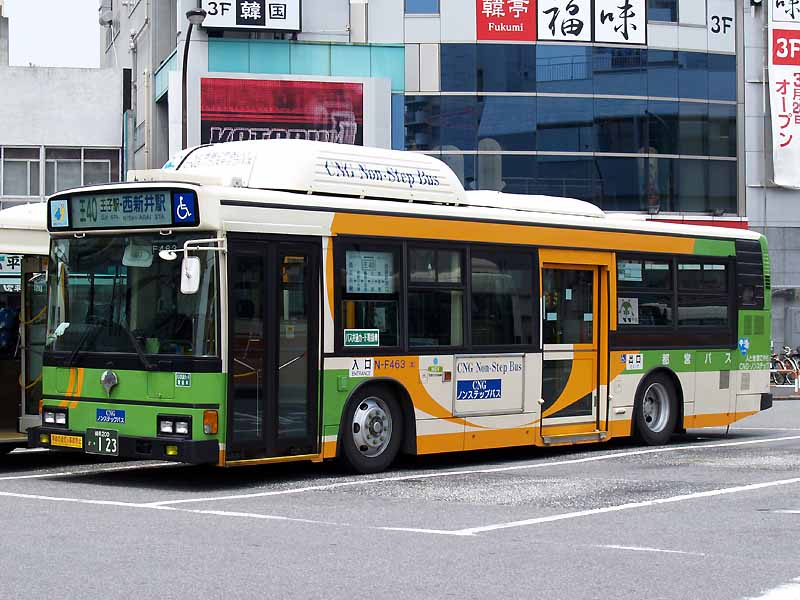
CNGノンステップ 東京都交通局 KC-HU2PMCE改

### HIMR
1991年に本格的な電気ディーゼルハイブリッドバス（パラレルマイルドハイブリッド）として、HIMR（ハイエムアール、Hybrid Inverter-controlled Motor & Retarder system）が試作され、公営交通などで試験運行が行われた。
設計思想は回生ブレーキの原理で制動時のエネルギーを回収して効率を高め、加速時のディーゼルエンジンの負荷を下げることで排気ガス中の有害排出物の低減を目的とするものである。日野自動車の鈴木孝によれば、源流は高過給小型エンジンのエンジンブレーキ不足対策にフライホイールにコアを取付け電気ブレーキとする研究からで、これはモーターになるのではないかという発想から始まったとし、当初から低公害車としてハイブリッドにしようという高邁な発想ではなかったとしている。
実際のアイデアおよび開発は、日野自動車の鈴木孝幸グループによって行われたが、鈴木孝幸によれば発想は日毎かかわっていたエンジン動力計の一種、ワードレオナード方式の電気動力計から得たとしており、応用する事で補助動力およびエンジンブレーキ時の回生に使えるのでは、また燃費改善にも繋がるのではないかというものだったとしている。
1991年に開発に着手した当時は鉛蓄電池を使用しており、まだパワーエレクトロニクスが開発途上の段階で、大電力半導体素子の開発には半導体メーカーの協力が不可欠であった。日野自動車は1973年に名古屋市営バスに日野BT900を1台納入して1979年まで運行した実績はあったものの、まだ電気関係の経験が浅かったため、電気式ハイブリッドシステムの開発には困難が伴い、HIMRは開発が難航した。
コアとなる技術は、フライホイール部分に収まる薄型モーター/ジェネレーターおよび電力の往復を制御するインバーターである。薄型モーター/ジェネレーターは澤藤電機の協力のもと開発が進んだが、インバーターの開発は極めて難渋し、最終的に東芝の協力を得て完成した。当初は運行しているバス会社で故障が頻発したが、開発者たちの尽力により徐々に解決された。
そして1994年に正式発売された。エンジンは通常のHT/HU2M系と同じM10U型を用いていた。当初は改造扱いのため型式がU-HT2MLAA改だったが、型式指定を受けた後はU-HT2MLAHとなった。
1995年にHIMRは平成6年排出ガス規制適合に併せ第二世代へ移行し、中型用エンジンを用いたバスに変更された。従来の大型車と共通のM10U型エンジンから、中型車用のJ08C型 (240ps) に過給器を取り付け使用している。そのため、エンジンは垂直シリンダー型となり、型式もKC-RU1JLCH（ホイールベース4.8m）/KC-RU1JMCH（同5.2m）/KC-RU1JPCH（同5.67m。足利工業大学のスクールバス用として1999年に1台のみ納入）となった。
なお、関東バスでは全国で唯一、富士重工製の7E車体を架装したHIMRを2台所有していた（2008年7月までに除籍、1台が岩手県交通に移籍後2010年12月廃車済）。また阪急バスでは全国で唯一、HIMRに西日本車体工業製の車体（58MCおよび96MC）を架装している。

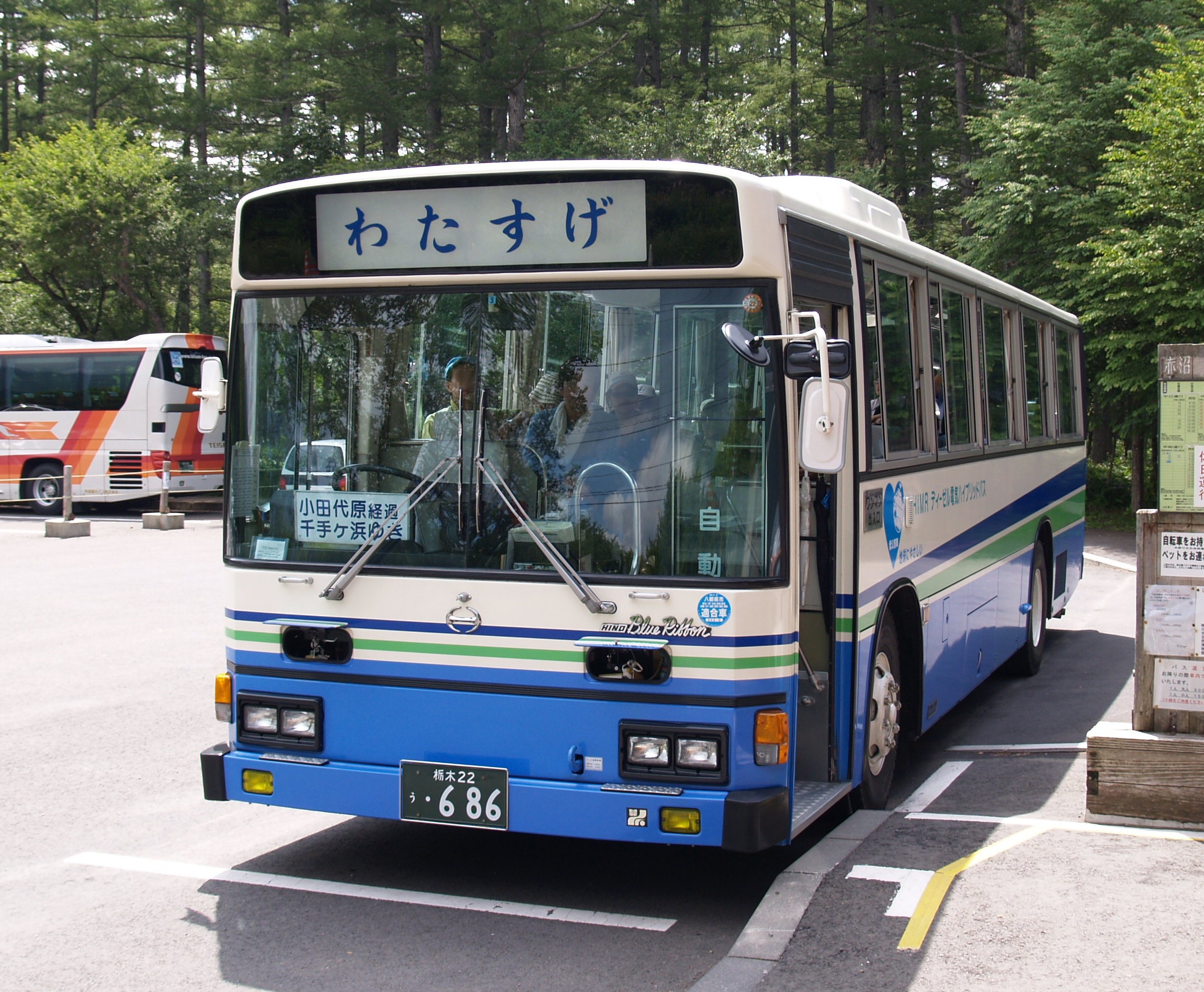
日光交通「わたすげ号」 HIMR U-HU2MMA
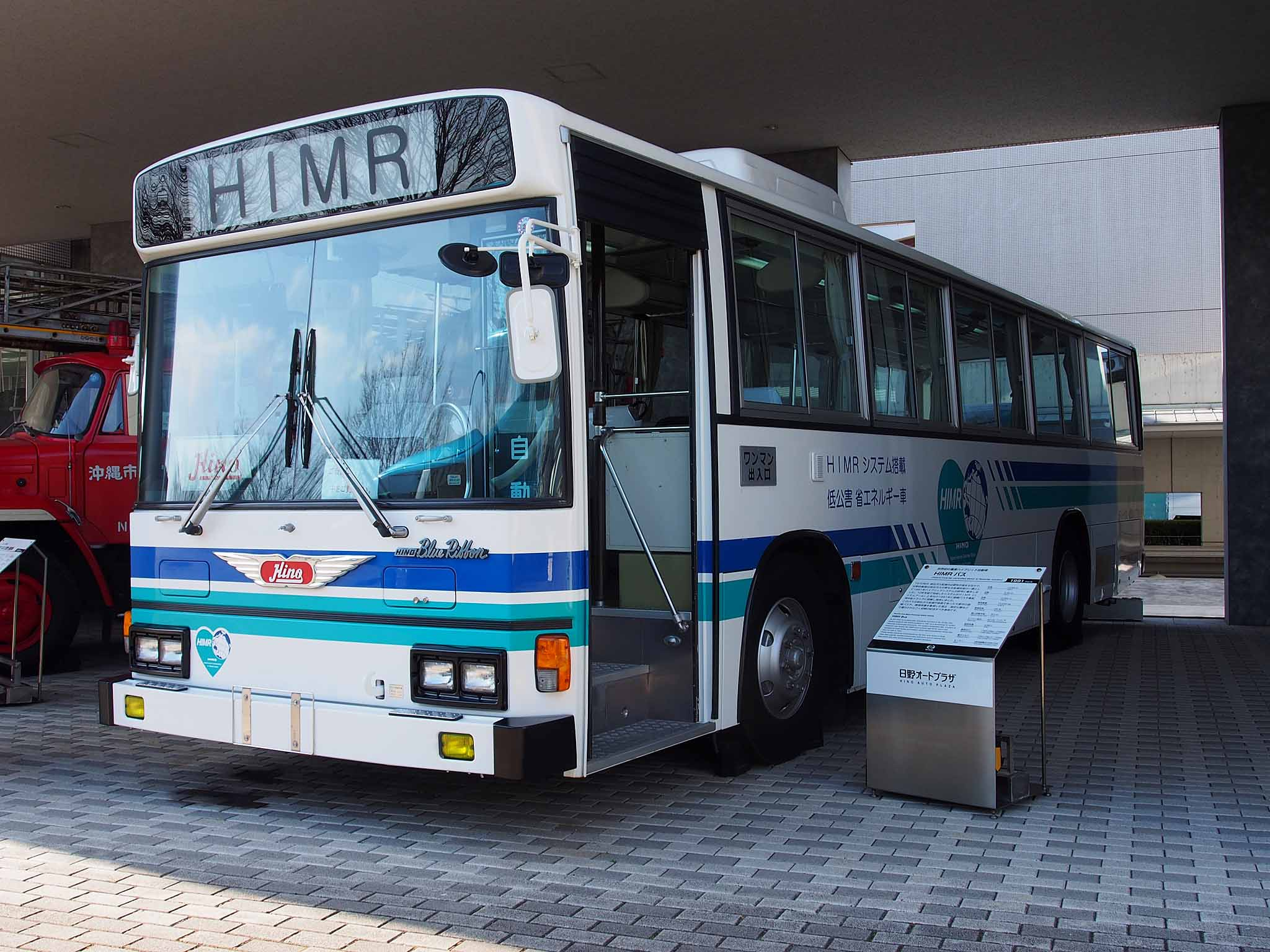
日野オートプラザ保存車 HIMR U-HU2MMA 元・日光交通「わたすげ号」
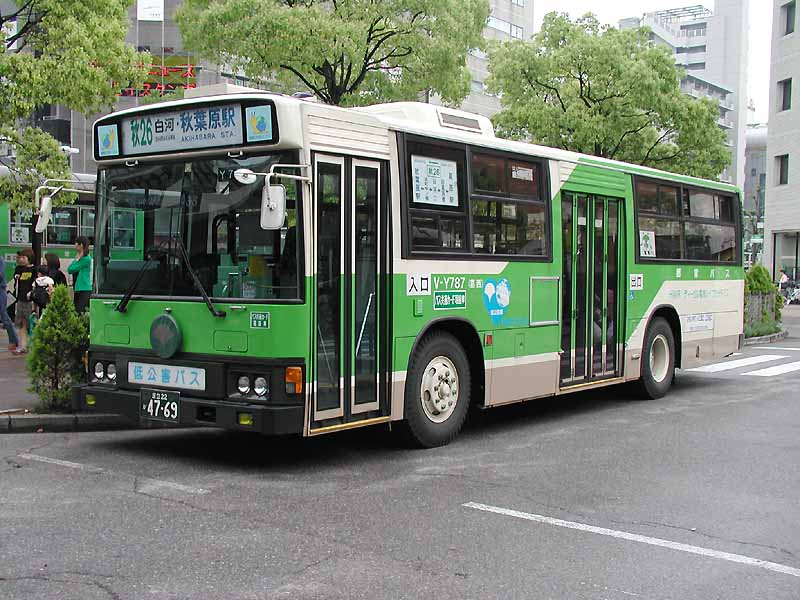
東京都交通局 HIMR U-HU2MLA改
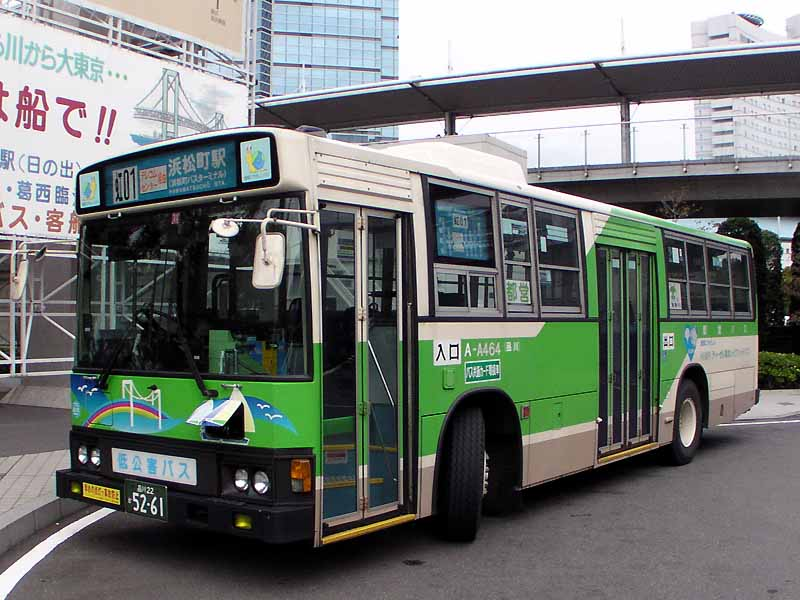
東京都交通局 HIMR U-HT2MLAH
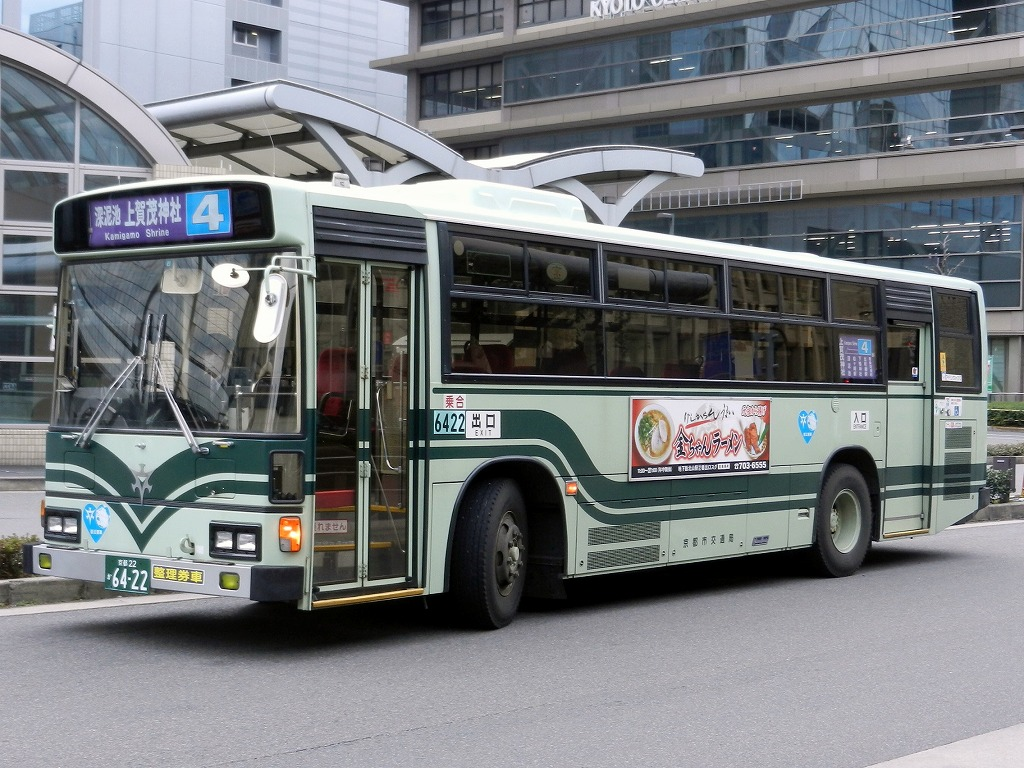
京都市交通局 HIMR KC-RU1JLCH
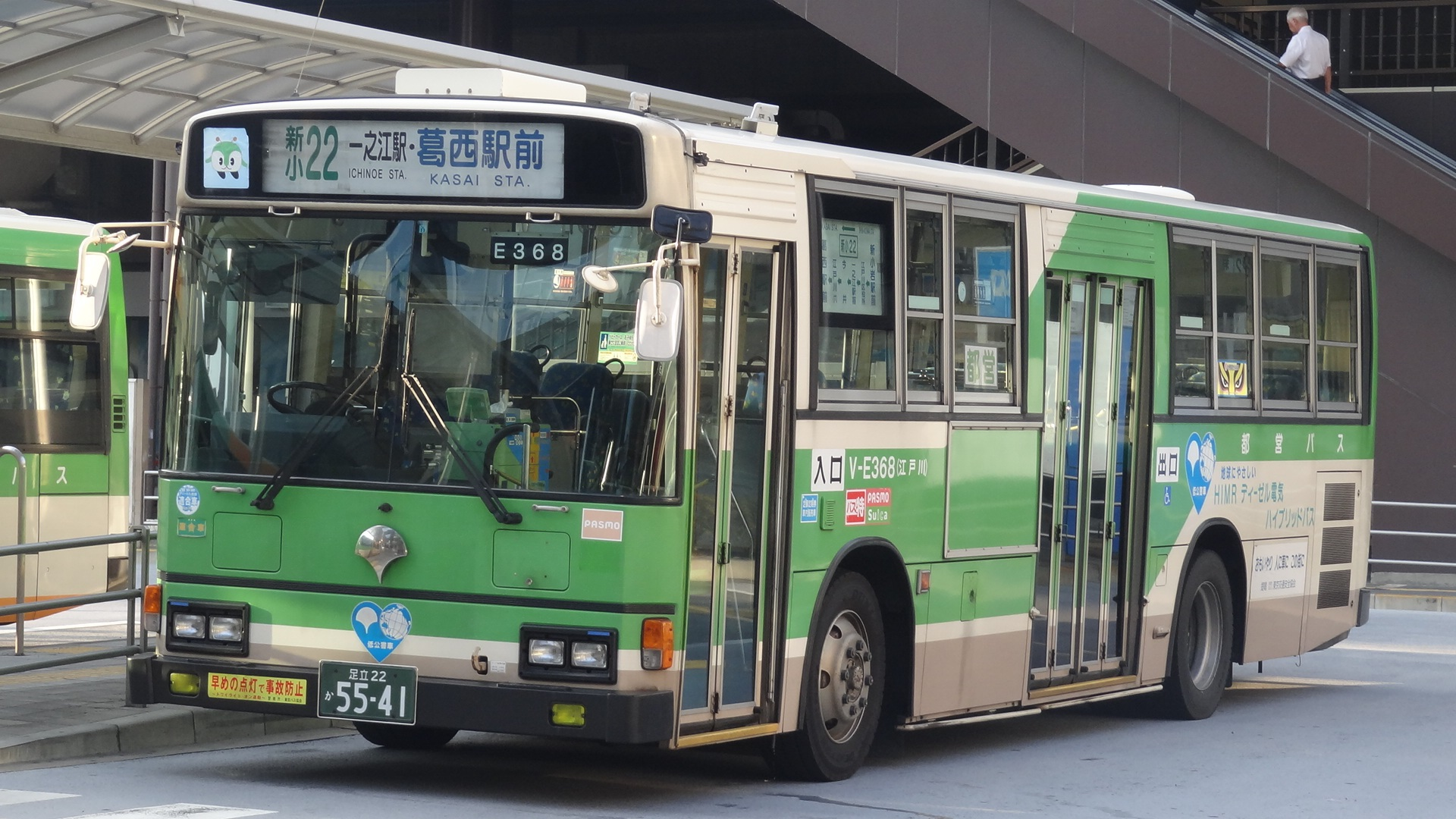
東京都交通局 HIMR KC-RU1JLCH デンソービルトインクーラー搭載車
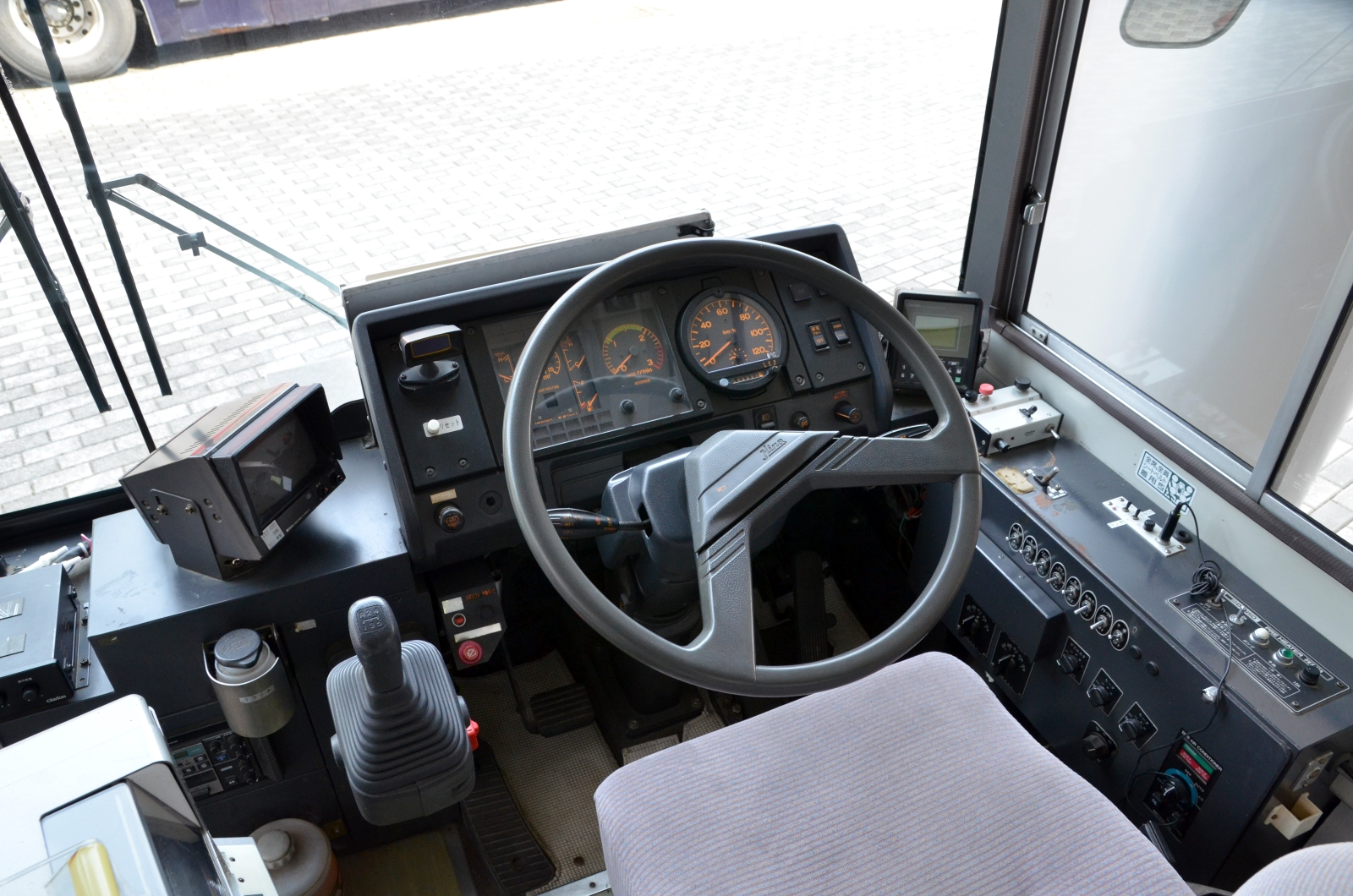
運転席（日野オートプラザ保存車）
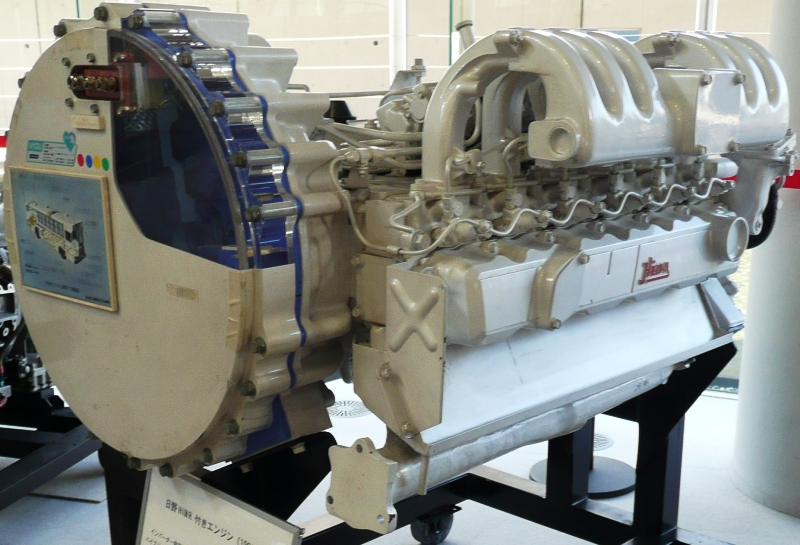
HIMR付きM10U型エンジン（日野オートプラザ展示品）

### 9m大型バス
ブルーリボンシリーズの全長9m、車体幅2.5mの9m大型バスは1984年にRD系の後継としてRK系（型式: P-RK172AA）が登場する。RK系は中型車レインボーRJ系のシャーシ（車輪やサスペンションなど）を広げて用い、9m大型バスというより2.5m幅中型バスという方が正しいバスであった。RU17系登場後も、1990年まで設定された。エンジンは中型車用のH07C型 (175ps) を用いている。
1986年にRT/RU17系（型式: P-RT174AA/P-RU174AA）が登場する。シャーシは通常の大型車の物を使い、エンジンはRK系と同じ中型車用のH07C型 (180ps) を用いている。RT/RU17系は平成元年排出ガス規制 (U-) にあわせて1990年にRU3H系（型式: U-RU3HJAA）に変更される。リーフサスの設定が無くなり、エアサスのみの設定になる。エンジンは中型車と共通のH07D型 (195ps) を用いている。
さらに、RU3H系は1995年に平成6年排ガス規制にあわせ、RU1J系（型式: KC-RU1JJCA）に変更される。エンジンは排ガス規制に適合したJ08C〈j-ii〉型 (215ps) に変更された。この世代に作られたRU1J系で、1996年秋に北海道中央バスに納入された車両には、富士重工製路線ボディー（17E系）を架装した車両が1台のみ存在している。
2000年の平成11年排ガス規制適合に際しては、大型車に併せてボディスタイルの変更が行われ、ブルーリボンシティの車体デザインとなった。型式はKL-HU1JJEAとなり、エンジンはそのままJ08C型が搭載され垂直配置にもかかわらずHUとなった。ツーステップ車のみの設定で交通バリアフリー法への適合が行われず、自家用も含め2002年で製造中止となった。路線車向けの車両も、北海道中央バスが十数台程導入した程度である。

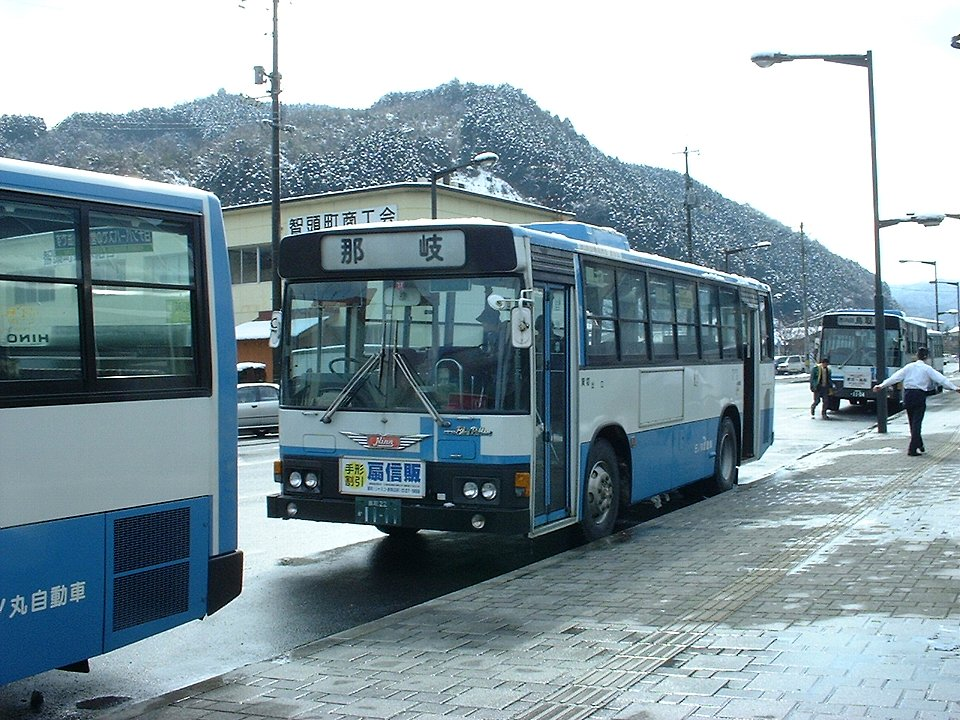
日ノ丸自動車 P-RU174AA
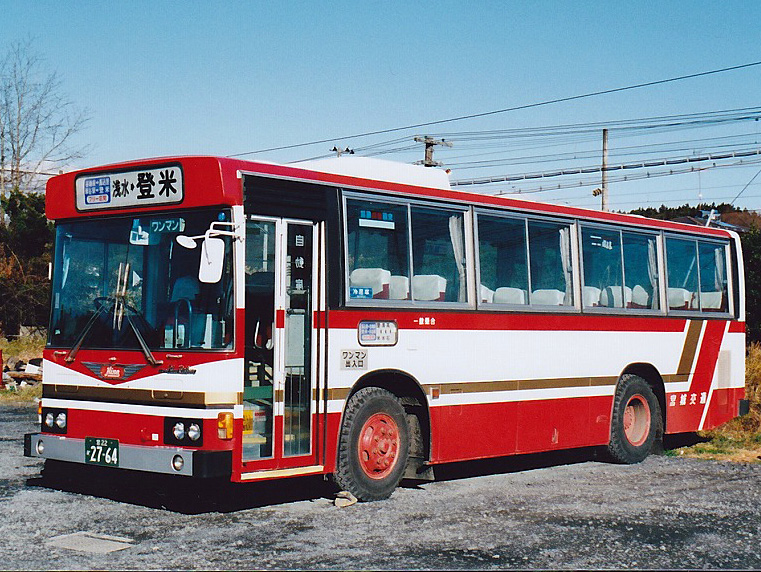
宮城交通 （前扉仕様） P-RU174AA
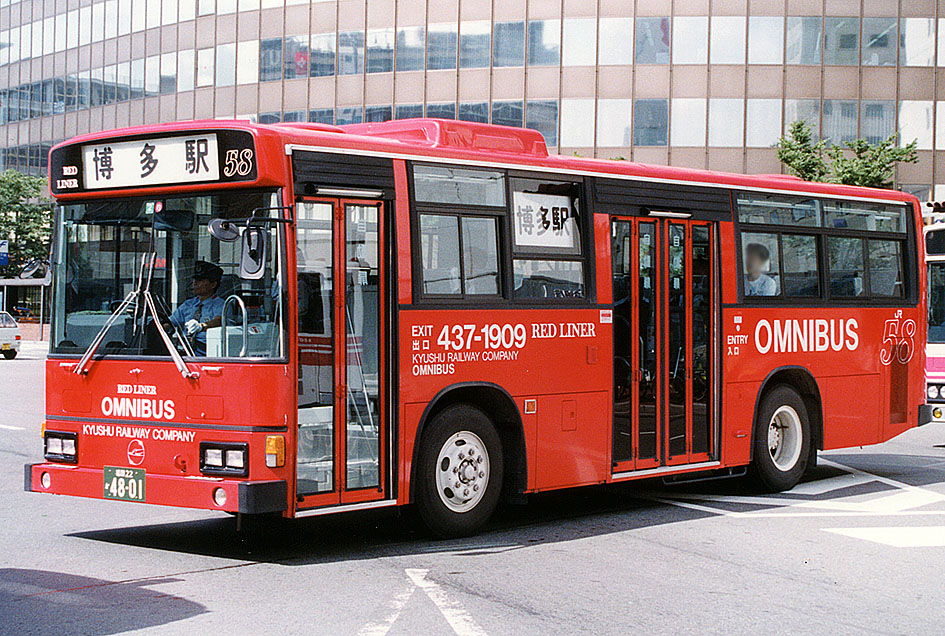
九州旅客鉄道（当時） U-RU3HJAA
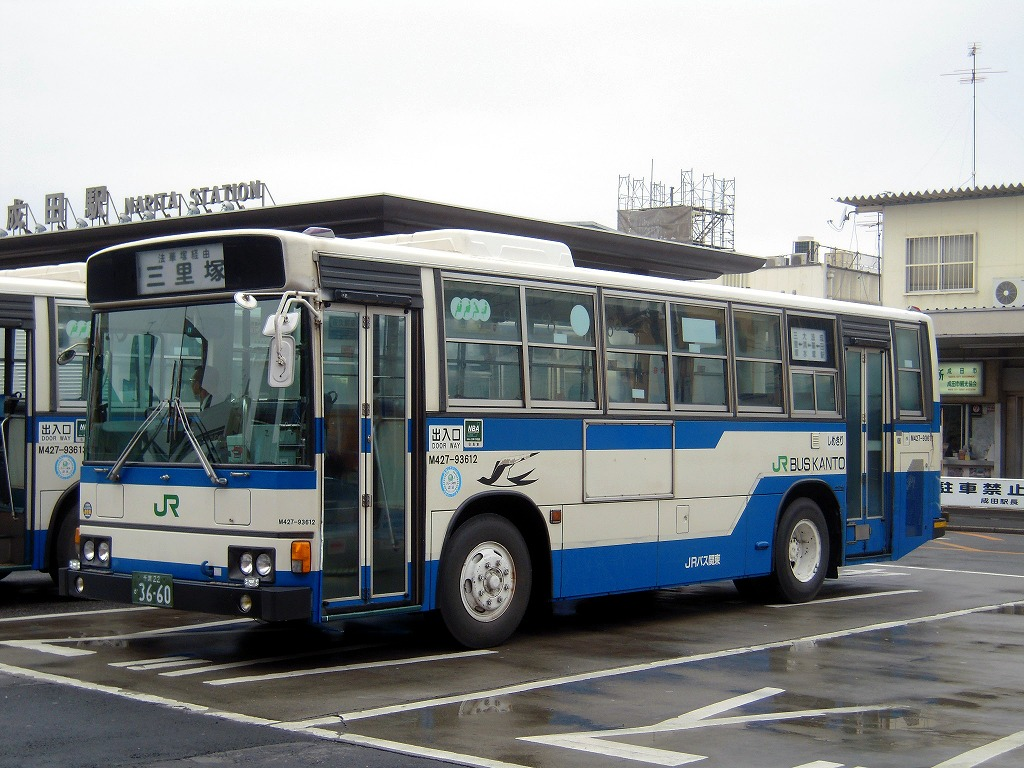
ジェイアールバス関東 U-RU3HJAA
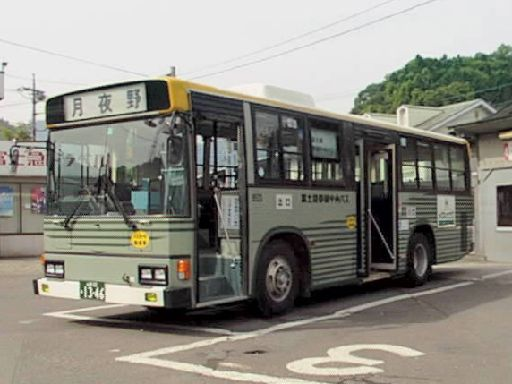
富士急山梨バス （リフトバス仕様） KC-RU1JJCA

### 輸出先での使用例
タイでは、HU3系シャーシに国内車体メーカー製のバスボディ（冷房付き・非ワンマン仕様）を架装し、バンコク大量輸送公社（BMTA）によりバンコク都市圏で路線バスとして使用されている。

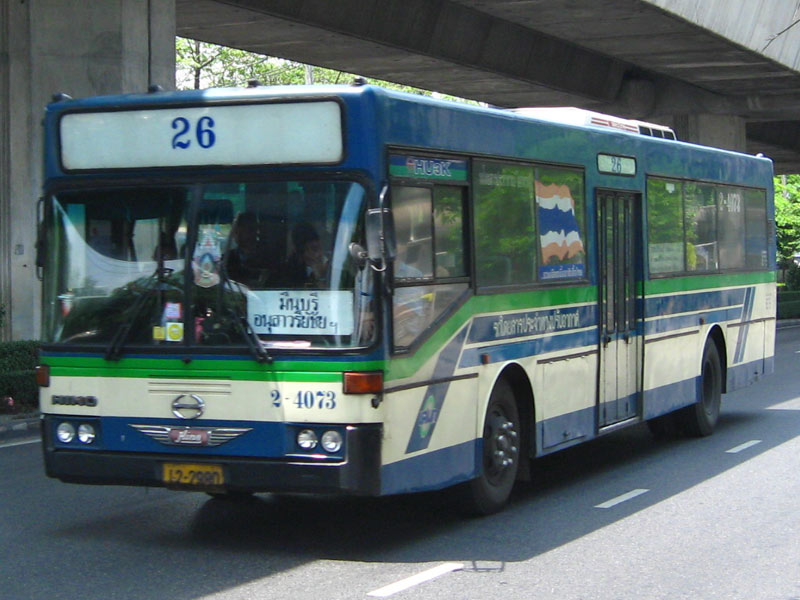
バンコク大量輸送公社 HU3KKSKL

## ブルーリボンシティ
ブルーリボンシティ（Blue Ribbon City）は、2000年6月にブルーリボンHT/HU2M系とHT/HU3K系（、ノンステップはHU2P系）に平成11年排ガス規制適合を行い、1985年に続いて二度目となる大幅なマイナーチェンジをする形でHU2P系として登場。バス愛好家などからは省略して、BRCやブルシチなどと呼ばれている。ブルーリボンシティは路線車としてはノンステップバスとワンステップバスが設定され、自家用と特装車としてツーステップバスが設定されているが、後述のとおり実際にはツーステップ路線車の納入例も存在する。
ここでは、どのモデルにも共通する事項についてのみ述べた上で、ノンステップモデル・ワンステップモデル・ツーステップモデルに区分してそれぞれの節にて述べる。なお、9m車（KL-HU1JJEA）については#9m大型バスを参照のこと。
ブルーリボンからのモデルチェンジに際し、エンジンが変更された（ノンステップを除く）ほか、前面形状の大幅な変更および車体の改良が施された。
エンジンは従来のM10U型とK13U型が排ガス規制に対応できなくなったため、従来ノンステップバスにのみ使われていたP11C型がブルーリボンシティ（ディーゼル車）のすべてのモデルに搭載されている。
車体の前面下部のドア側に今までオプション扱いだった小窓（視野拡大窓・セイフティウィンドウ）が標準装備され、今までの直線的な形状からセレガRを連想させる曲線の多い形状になったため、バンパーとヘッドライトが一体化され、外部ドアコックがナンバープレートの裏に設置されている。方向幕周りについても形状を変更している。前面以外は従来のブルーリボンからほとんど変化していないが、ワンステップ・ツーステップでは左側面最後部の窓が固定式1枚窓に変更された。
フルノンステップバス・ワンステップバス・ツーステップバスのみの設定だったブルーリボンシティと重複しない前中ノンステップバス（部分超低床車）のみが設定されていたブルーリボンIIに、ワンステップバスが設定された2005年1月以後もブルーリボンシティはワンステップバスを含め引き続き生産されていた。これはブルーリボンシティに設定されていたツーステップバス（自家用車・教習車）や高出力ワンステップバスがブルーリボンIIには2005年9月1日まで設定がなかったためである。
新短期排出ガス規制により2005年8月に後述するハイブリッド車を除き製造を終了。

### フルノンステップバス
ブルーリボンノンステップの登場から2年あまりの2000年に排ガス規制に併せて改良が行われた。登場から2年あまりのため、駆動系などの構造面では大きな変更は行われず車体の一部の改良にとどまり、他のブルーリボンのワンステップバスモデルなどと共通で前面下部の変更が行われ、セイフティウインドウが標準装備となった程度である。扉も前モデル（3扉を除く）同様、前グライドスライド/中引戸または前中グライドスライドが生産されている。型式はKL-HU2PMEEがホイールベース5.11m、KL-HU2PPEEがホイールベース5.57mで、エンジンは排ガス規制対応以外は前モデルから変化無く、P11C-TI〈pt-i〉 (250PS) を車体の最後部に垂直横置きで搭載している。なお、トランスミッションも変更はなされずZF製オートマチックトランスミッション"ECOMAT"（標準は4速、郊外型P尺のみ5速）の採用となっている他、面後部の非常口窓周り（右側）と冷却水給水口周り（左側）も引き続き樹脂製パーツでブラックアウトされている。
燃料電池車"FCHV-BUS"や、2005年日本国際博覧会協会IMTS-00系気動車のベース車にもなっている。

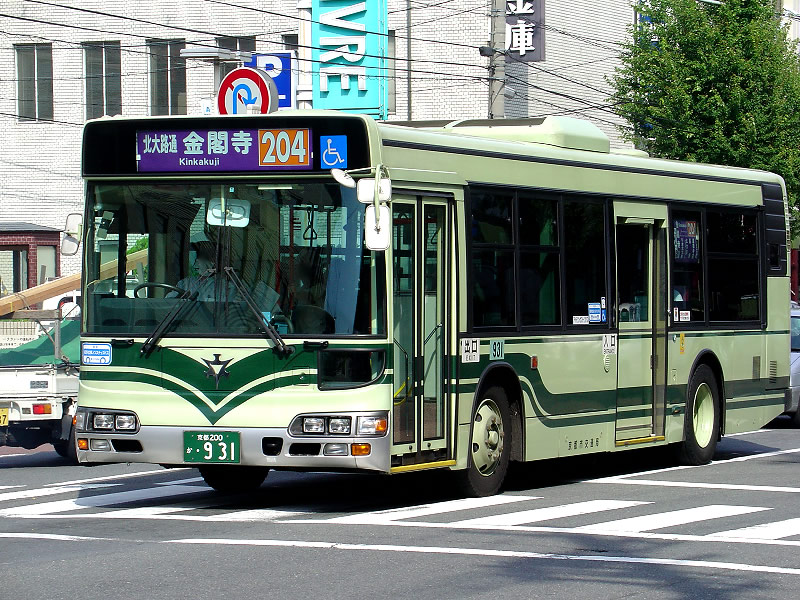
ノンステップ 京都市交通局 KL-HU2PMEE
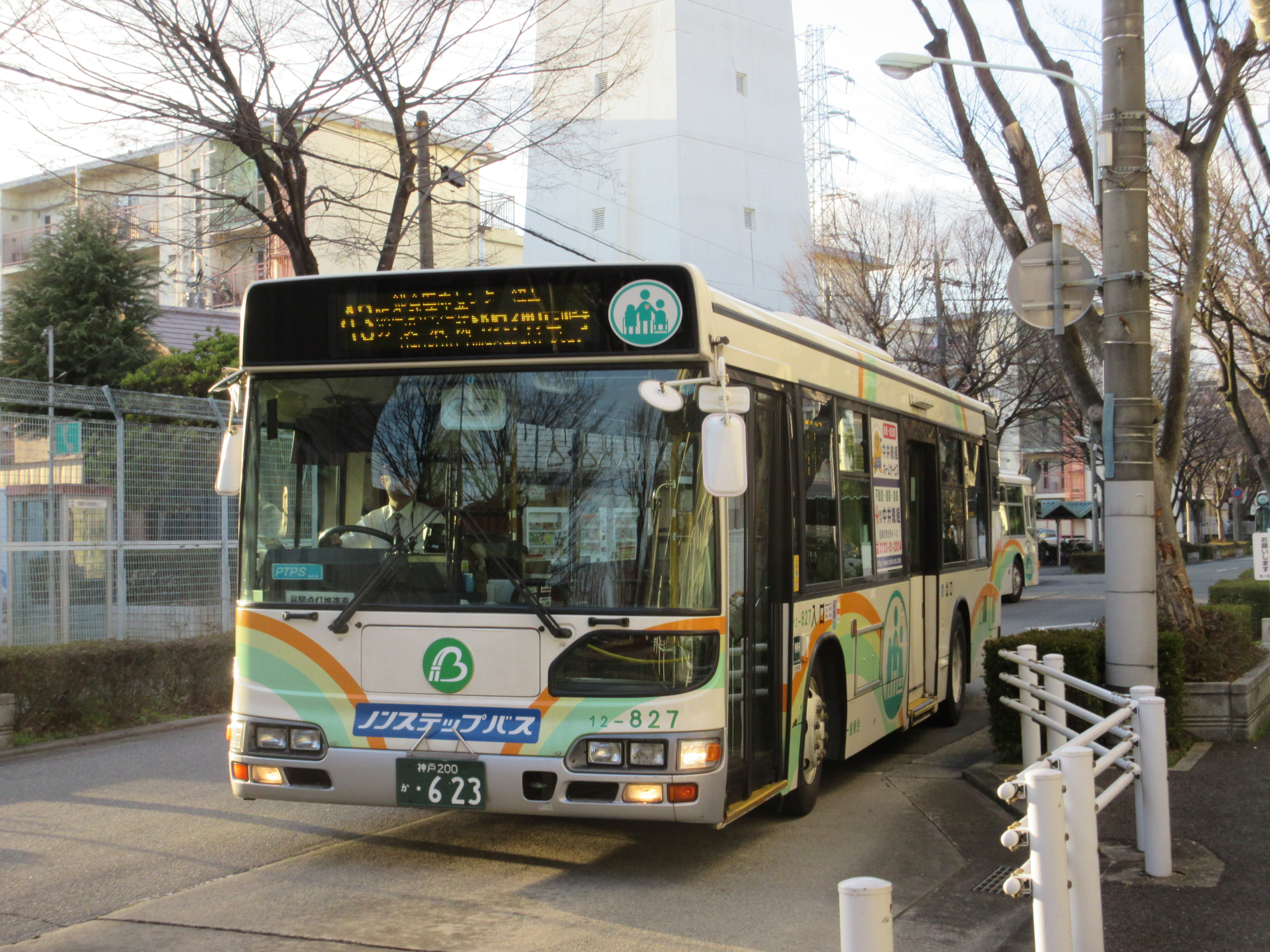
ノンステップ 阪神バス（尼崎市内線車両[注釈 7]） KL-HU2PMEE
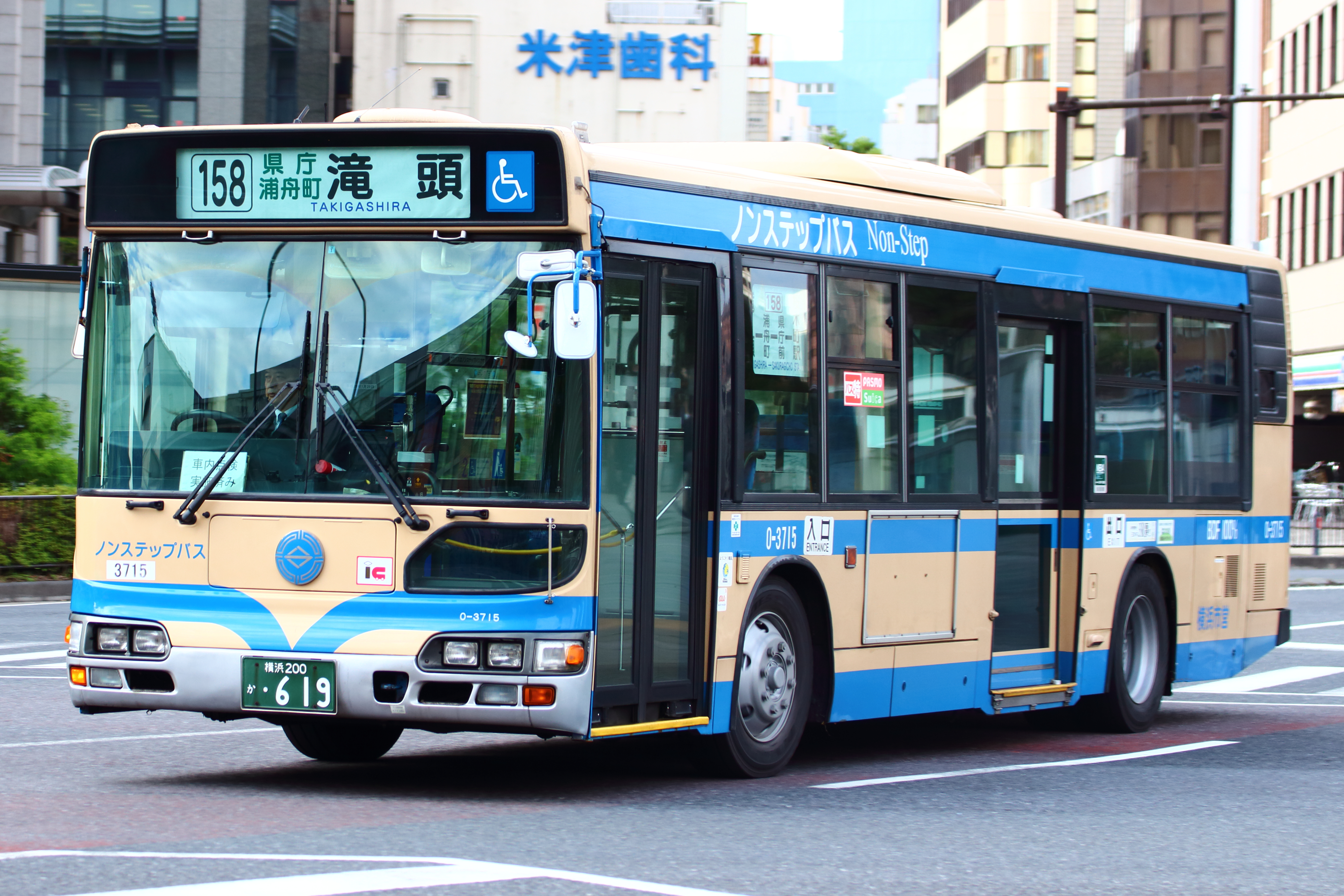
ノンステップ 横浜市交通局 KL-HU2PMEE
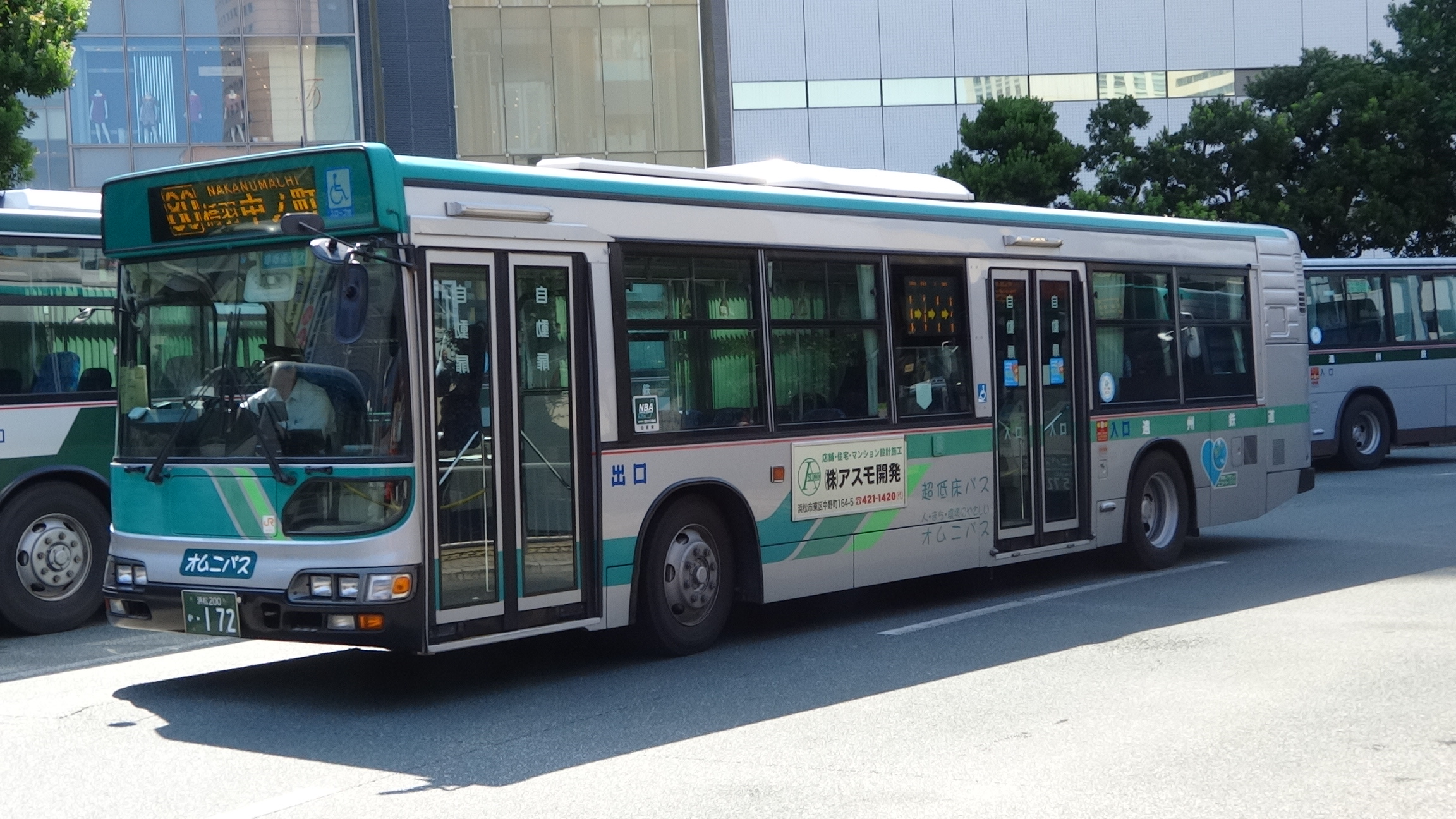
ノンステップ 後部シルバーアウト仕様 遠州鉄道 KL-HU2PPEE

### ワンステップバス
ノンステップバスと異なり、P11Cエンジンは垂直縦置き搭載されておりトランスミッションもフィンガーシフトMT（標準はOD付5速、オプションで直結5速）、4AT(250ps仕様にオプション。型式に改が付く)を採用している。また250ps仕様と300馬力仕様ではギア比が違う。多岐用途に対応する為にファイルギア違いもオプション設定された。(標準は250ps仕様が4.875、300ps仕様が5.428)
250ps仕様には3種類(OD…4.625、直結…4.300or5.428)
300ps仕様には2種類(OD…4.875、直結…5.428)
採用されたP11C-TI〈pt-i〉型エンジンは排気量10.520cc、出力250psの過給器付きエンジンである。垂直搭載されたため、車体後部にデッドスペースが生じているが、エンジンの小型化により、車内へのエンジンの張り出しはそれほど大きくない。日野自動車としては低床化が進んだため、水平式のリアアンダーフロアエンジンのメリットが薄れたとして、垂直式エンジンをRT/RU系以来久々に路線バスに採用した。
なお、HT/HU3K系の後継となる高出力エンジンとして、過給圧を変更した最高出力300psのP11C-TI〈pt-v〉型が用意されている。
型式はKL-HU2P*EAとなり、エンジンが垂直配置にもかかわらずHU系となった。また、ホイルベースはHT/HU2M系から変わり、HU2PLが4.8m、HU2PMが5.2m、HU2PRが5.915mとなった。
扉は前中2扉で、前（二枚）折戸・中引戸のほかオプションで前（二枚）折戸・中四枚折戸も選択できる。

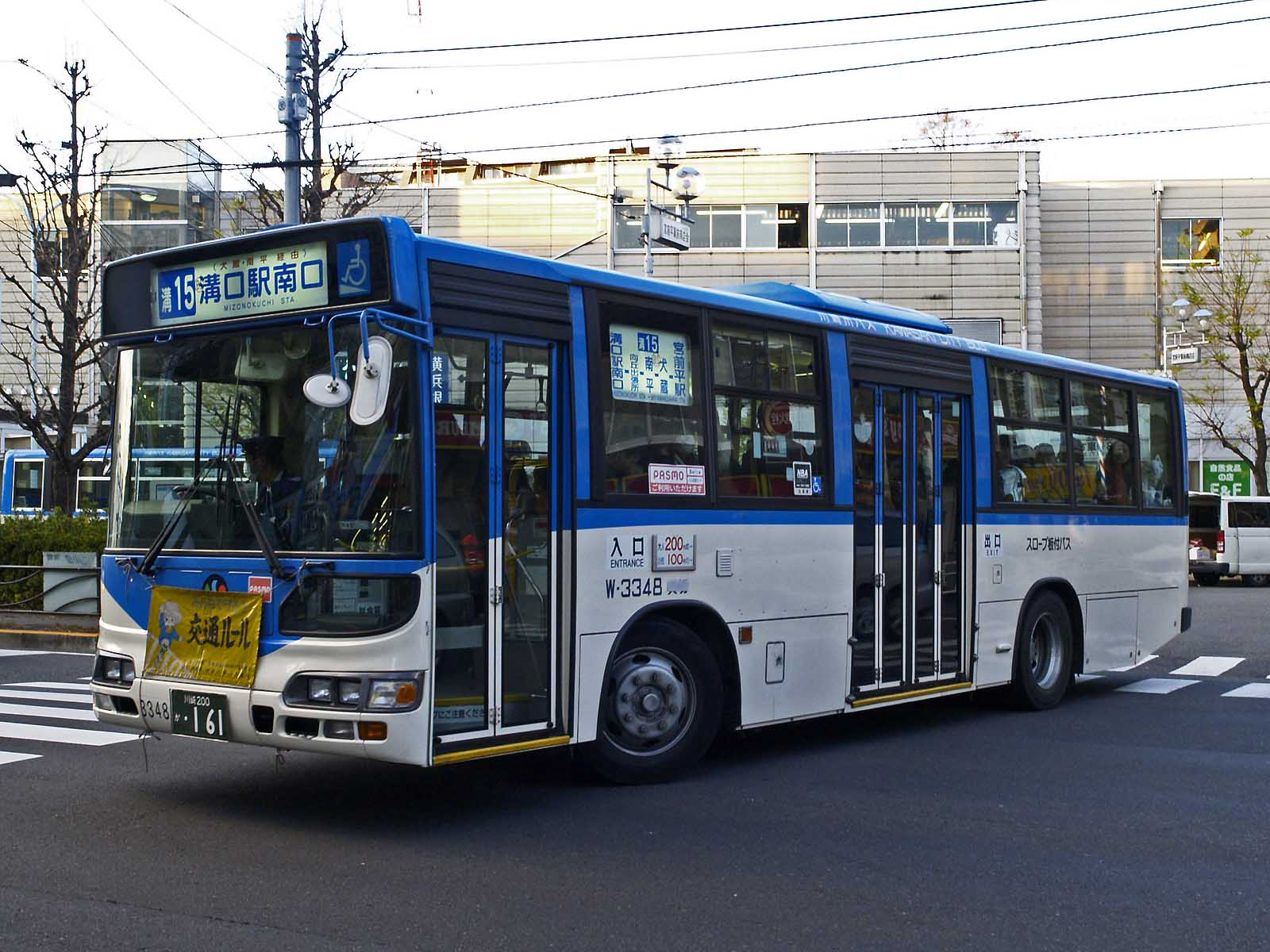
ワンステップ（前期型） 川崎市交通局 KL-HU2PLEA
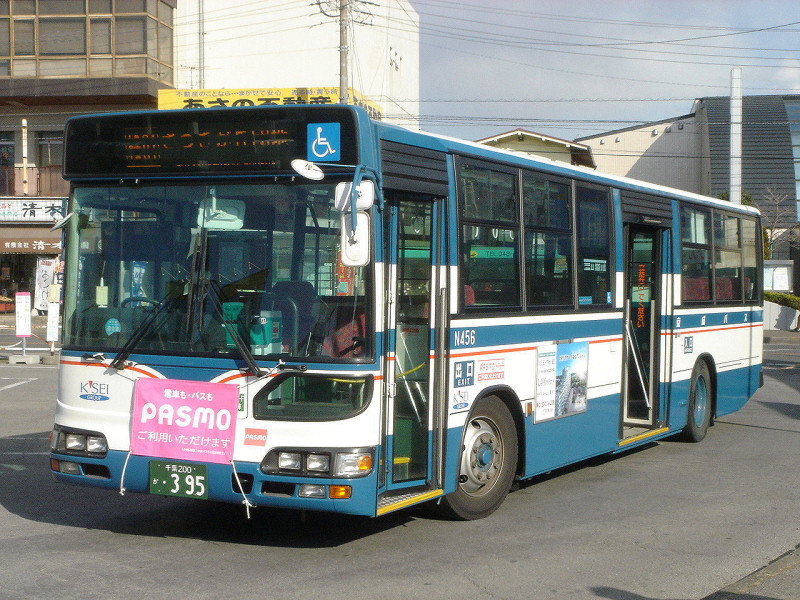
ワンステップ（前期型） 京成バス KL-HU2PREA
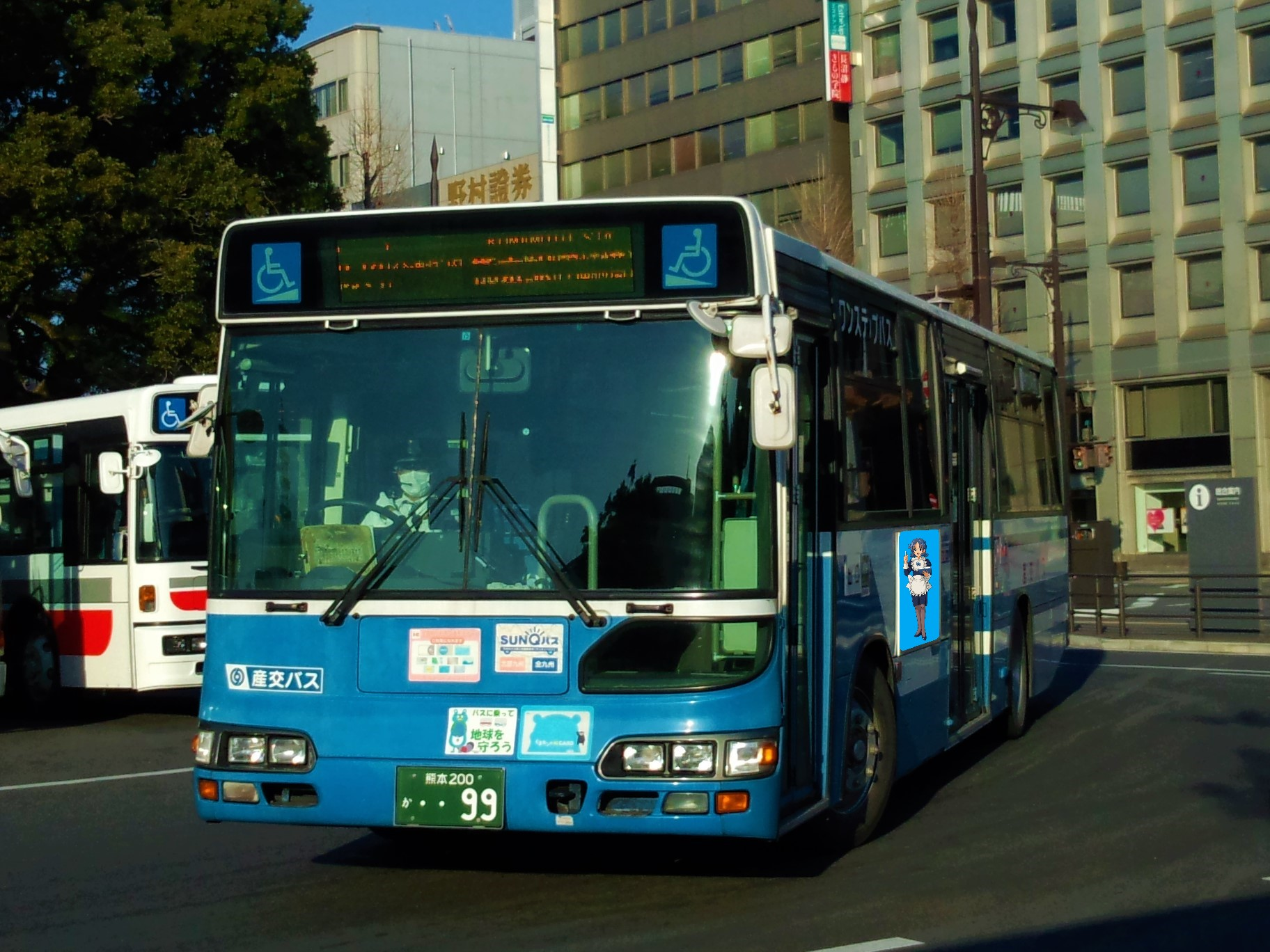
ワンステップ（前期型） 九州産業交通 KL-HU2PMEA
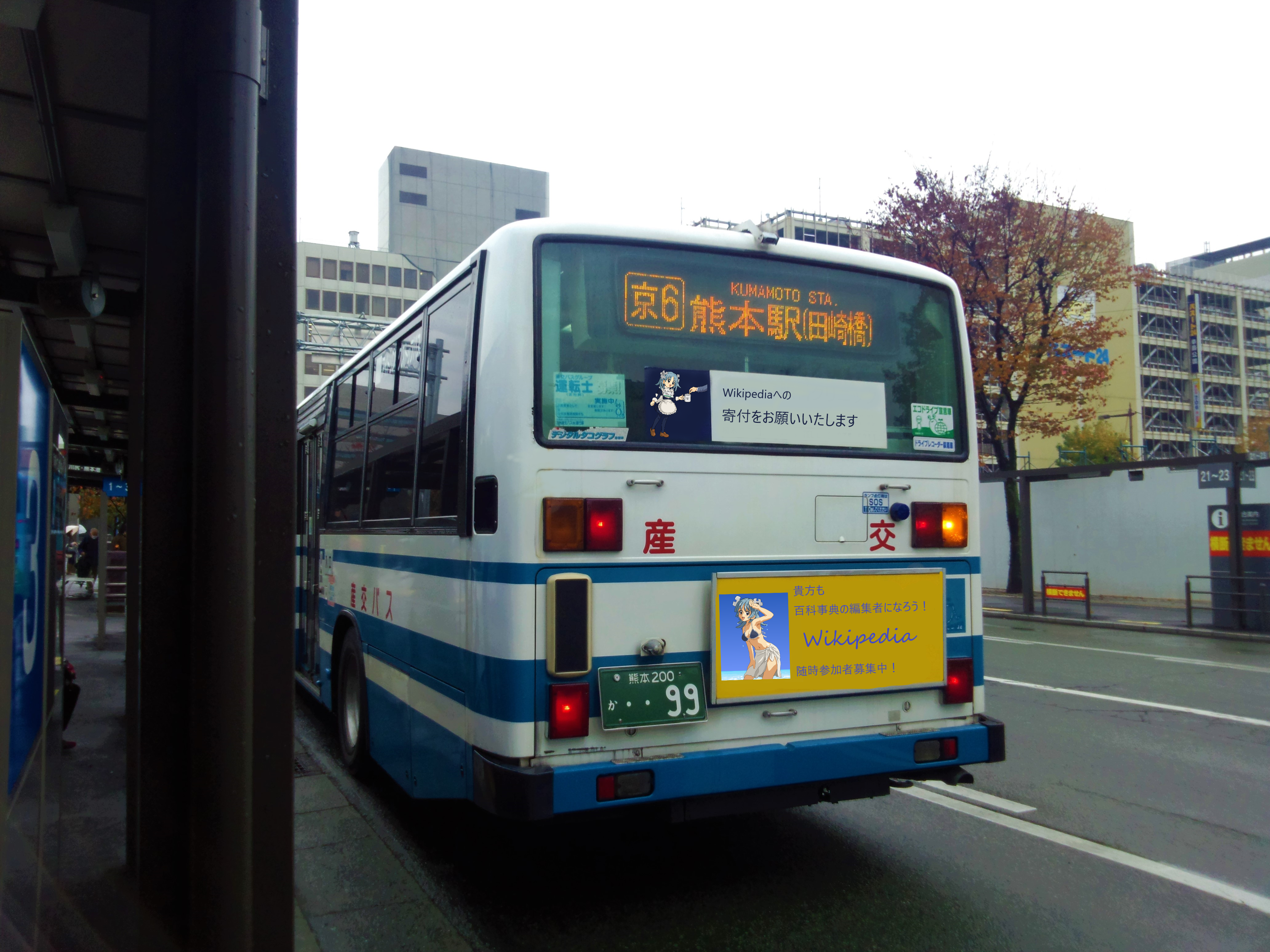
ワンステップ（前期型）リア 九州産業交通 KL-HU2PMEA
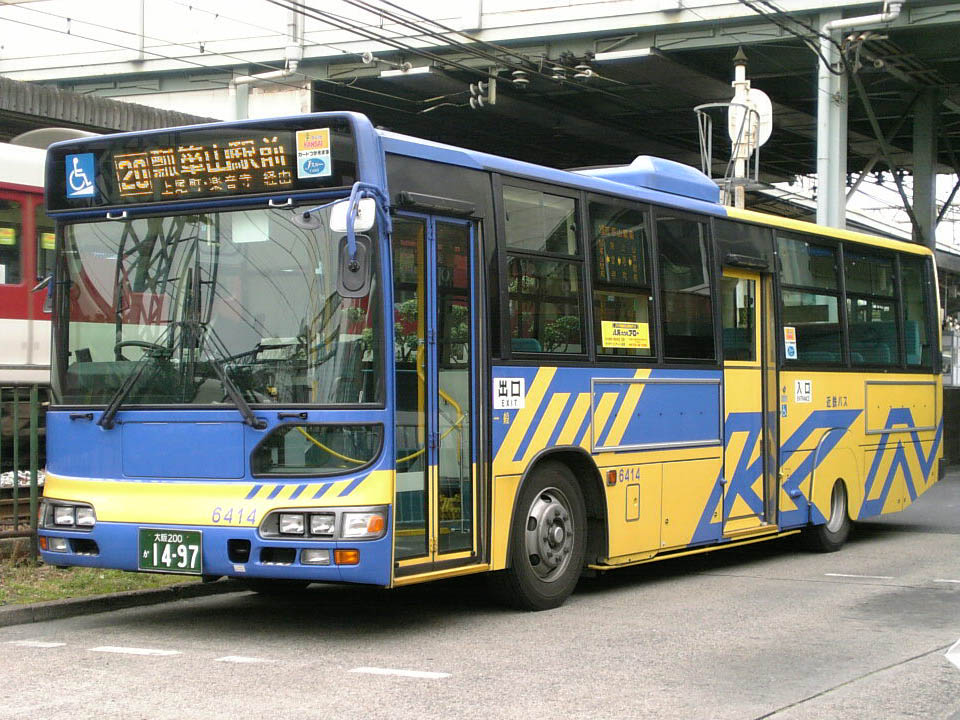
ワンステップ（後期型） 近鉄バス KL-HU2PLEA
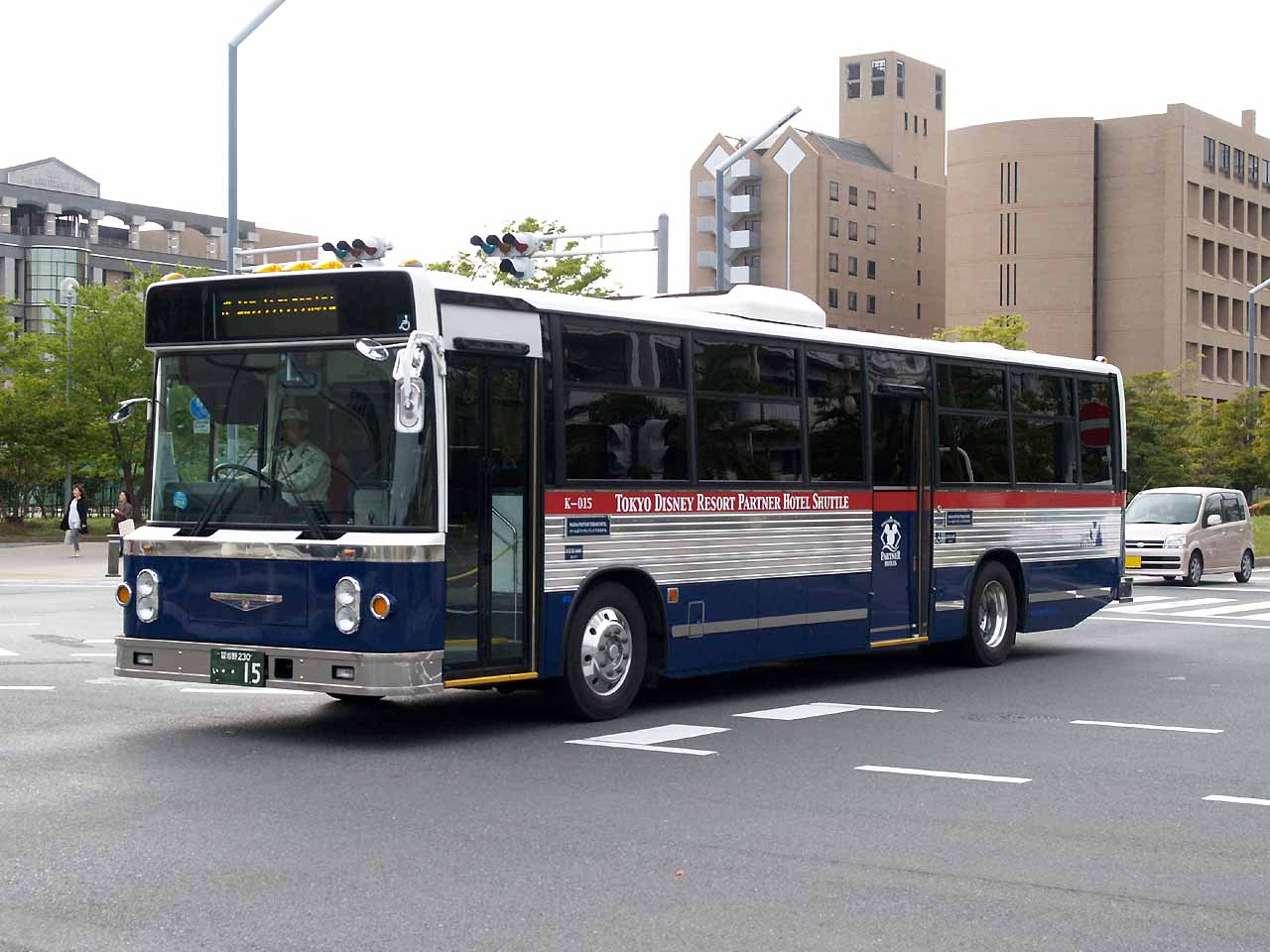
ワンステップ 京成トランジットバス KL-HU2PREA改 東京特殊車体改造
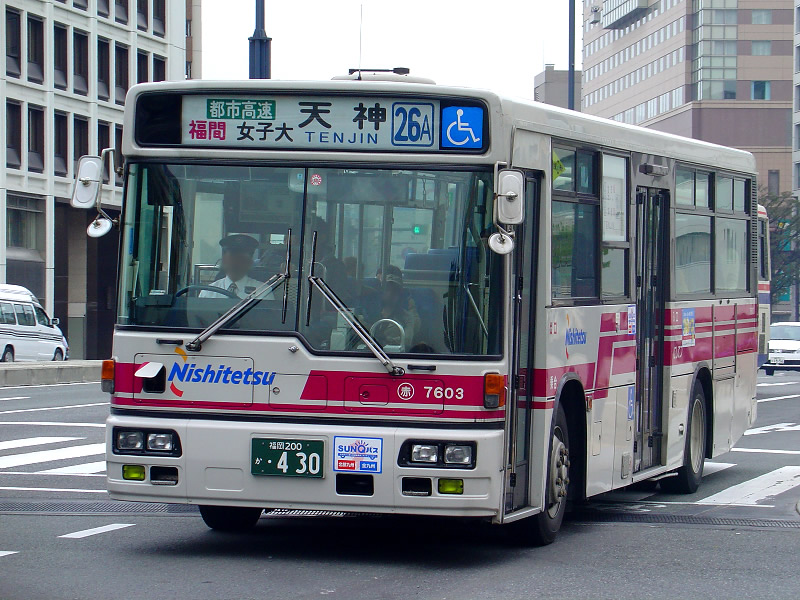
ワンステップ 西日本鉄道 KL-HU2PMEA 西工B-Ⅱ架装車（96MC）
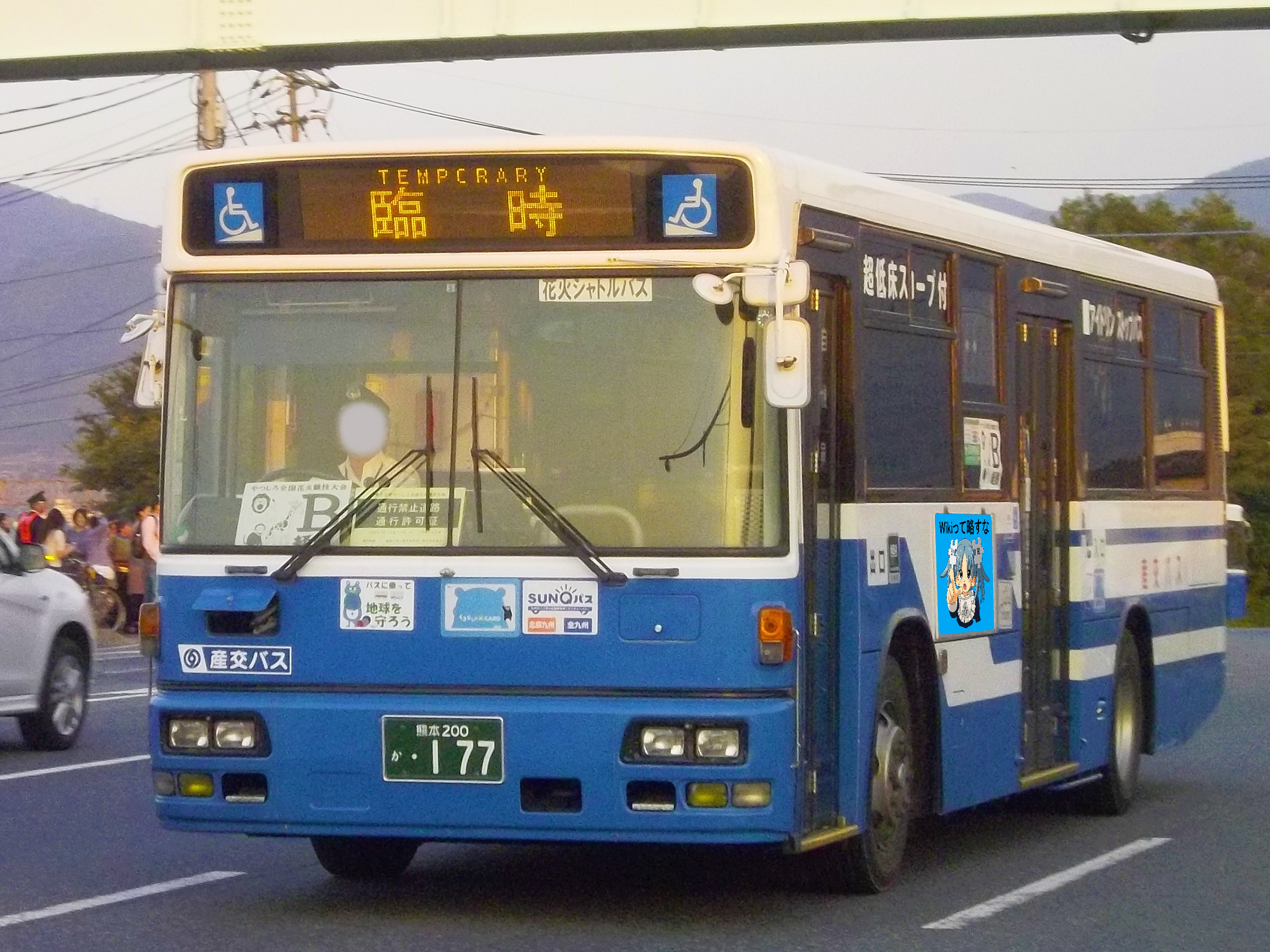
ワンステップ 九州産業交通 KL-HU2PMEA 西工B-Ⅰ架装車（96MC）

### ツーステップバス

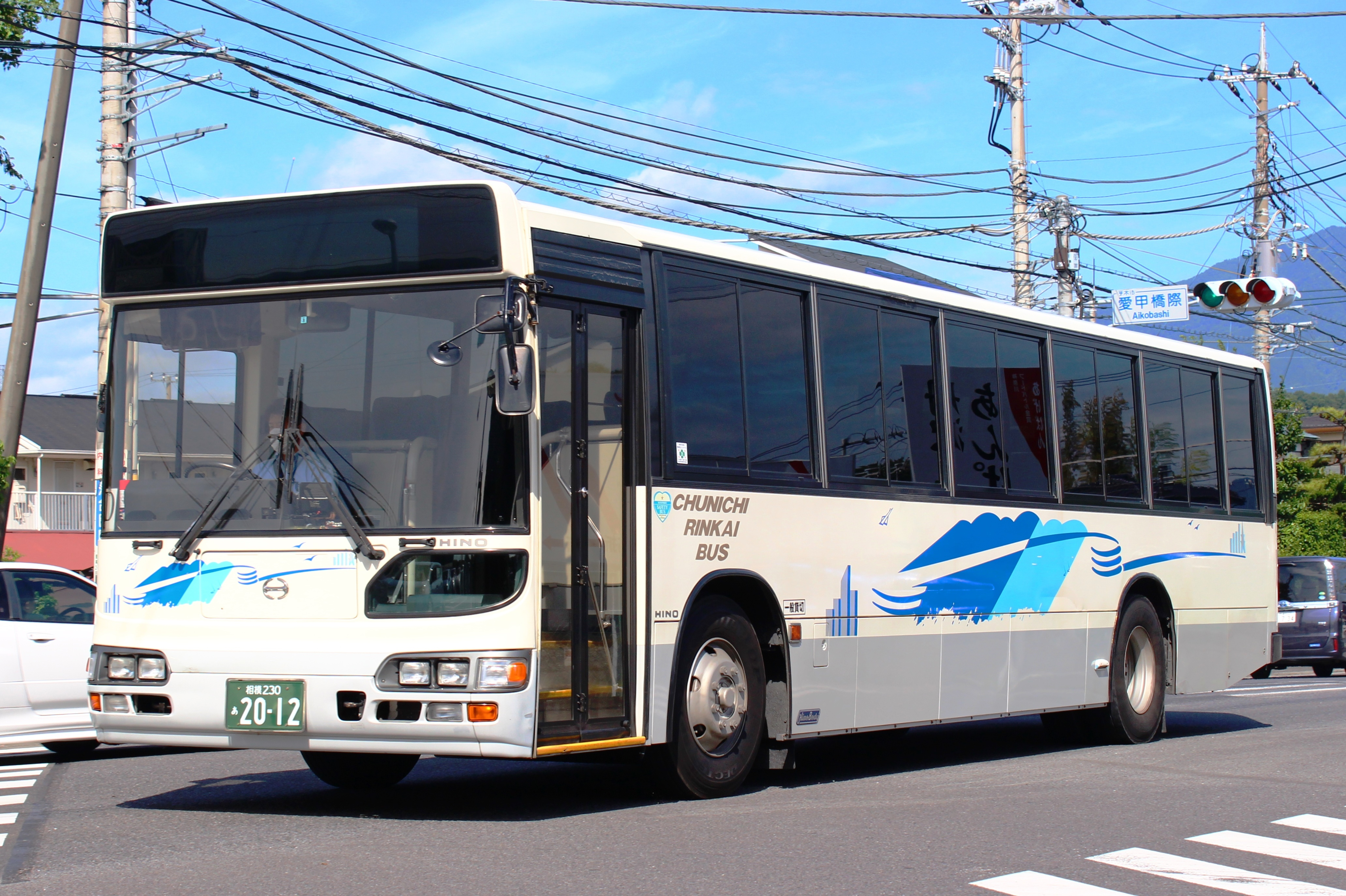
ブルーリボンシティ ツーステップ
（前期型・トップドア）
KL-HU2PREA 中日臨海バス

ツーステップバス（KL-HT/HU2PL/M/REA）は原則として自家用（観光マスクもオプション設定）または検診車などの特装のみの設定であるが、名古屋ガイドウェイバス、ちばフラワーバス、明石市交通部、阪神電気鉄道、南国交通、函館バス、道南バスなど向けに初期に路線車としても製造された。2002年以降は自家用および高速用にのみ納入されている。
基本仕様は車いす非対応でフィンガーシフト5MT「FFシフト」（標準のODまたはオプションで直結）、エアサスのトップドアとなっている。ただし路線向けでは函館バスなど一部を除き一般に前中扉を採用し、多くは前折戸・中引戸（ワンステップモデルの標準仕様と同等）で製造された。なお、明石市交通部（当時）や阪神電鉄では前後扉（前折戸・後引戸）を採用し、さらに阪神の車両は板バネ（リーフサス）のHT2P系となっている。また、名古屋ガイドウェイバスではZF製4AT「ECOMAT」（ノンステップモデルで標準採用）を選択の上で、中扉が四枚折戸（GB-2000形）または車いす対応リフト付き仕様で中扉はグライドスライドドア（GB-2100形）となっていた（既に廃車）。同社は後述するブルーリボンシティハイブリッドのリフト付ツーステップ仕様車（前中グライドスライドドア）も特注にて導入している。
P11Cエンジンは垂直縦置きで、ワンステップバス同様の高出力や標準出力に加え、出力220psの低出力エンジンも設定されている。ただし、特装車の場合は基本的に高出力車となる。
当モデル誕生と同時期に観光タイプのセレガはセレガRにマイナーチェンジしたが、前述した自家用仕様にオプション設定されている観光マスクについては従来のセレガタイプのままである。

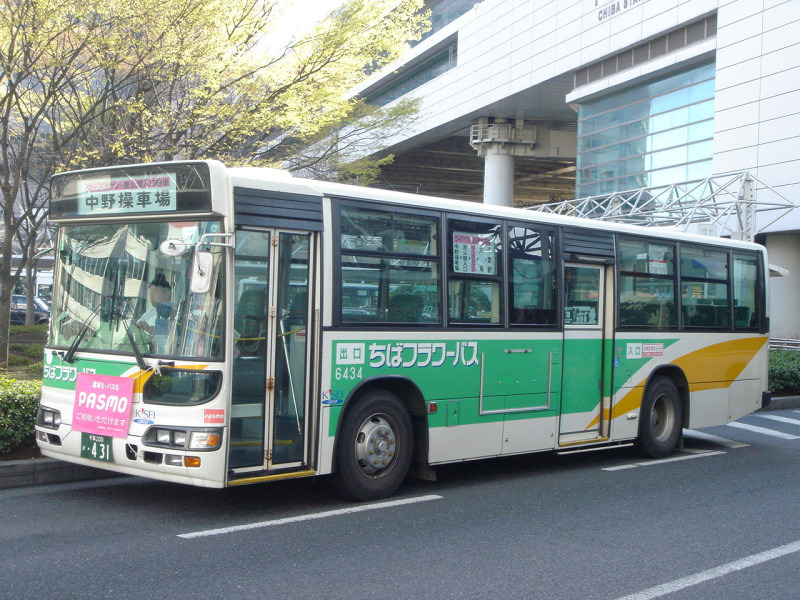
ツーステップ（前期型） ちばフラワーバス KL-HU2PMEA
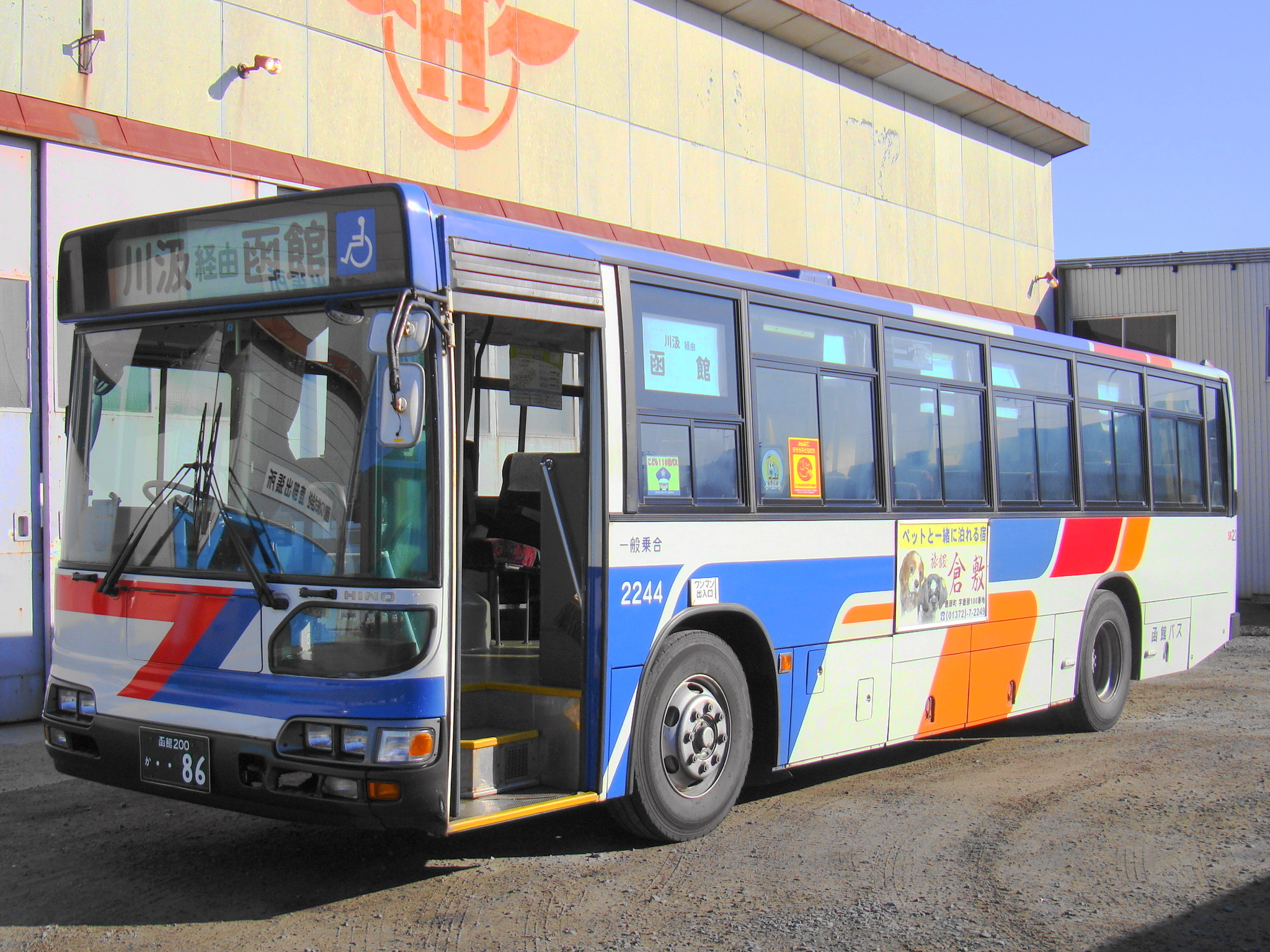
ツーステップ（トップドア） 函館バス KL-HU2PMEA
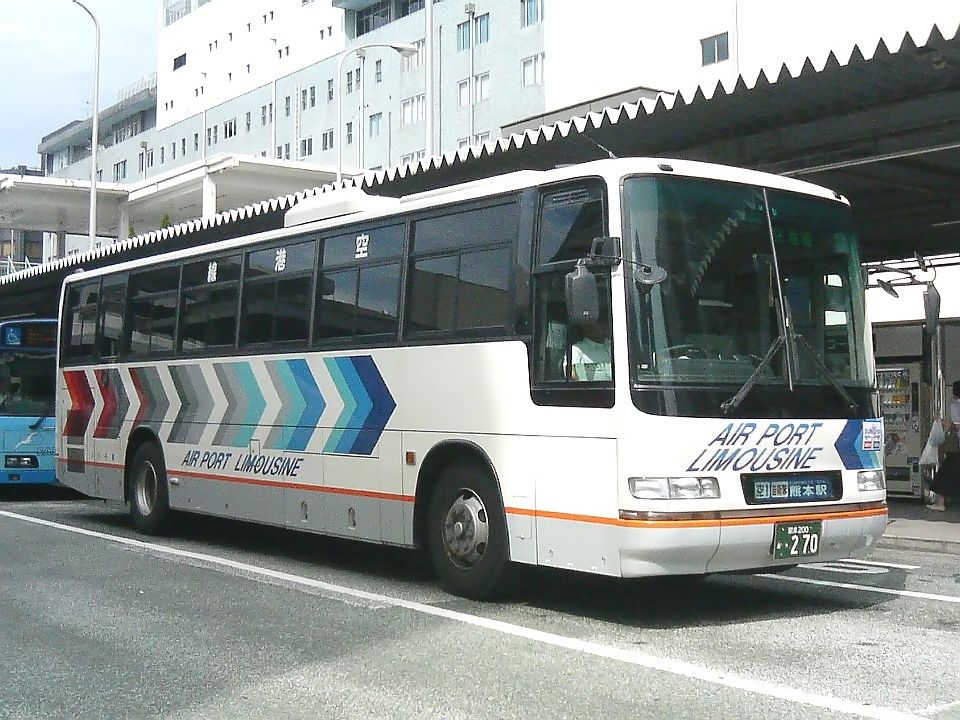
ツーステップ （セレガに準じた車体を採用） 九州産業交通 KL-HU2PREA
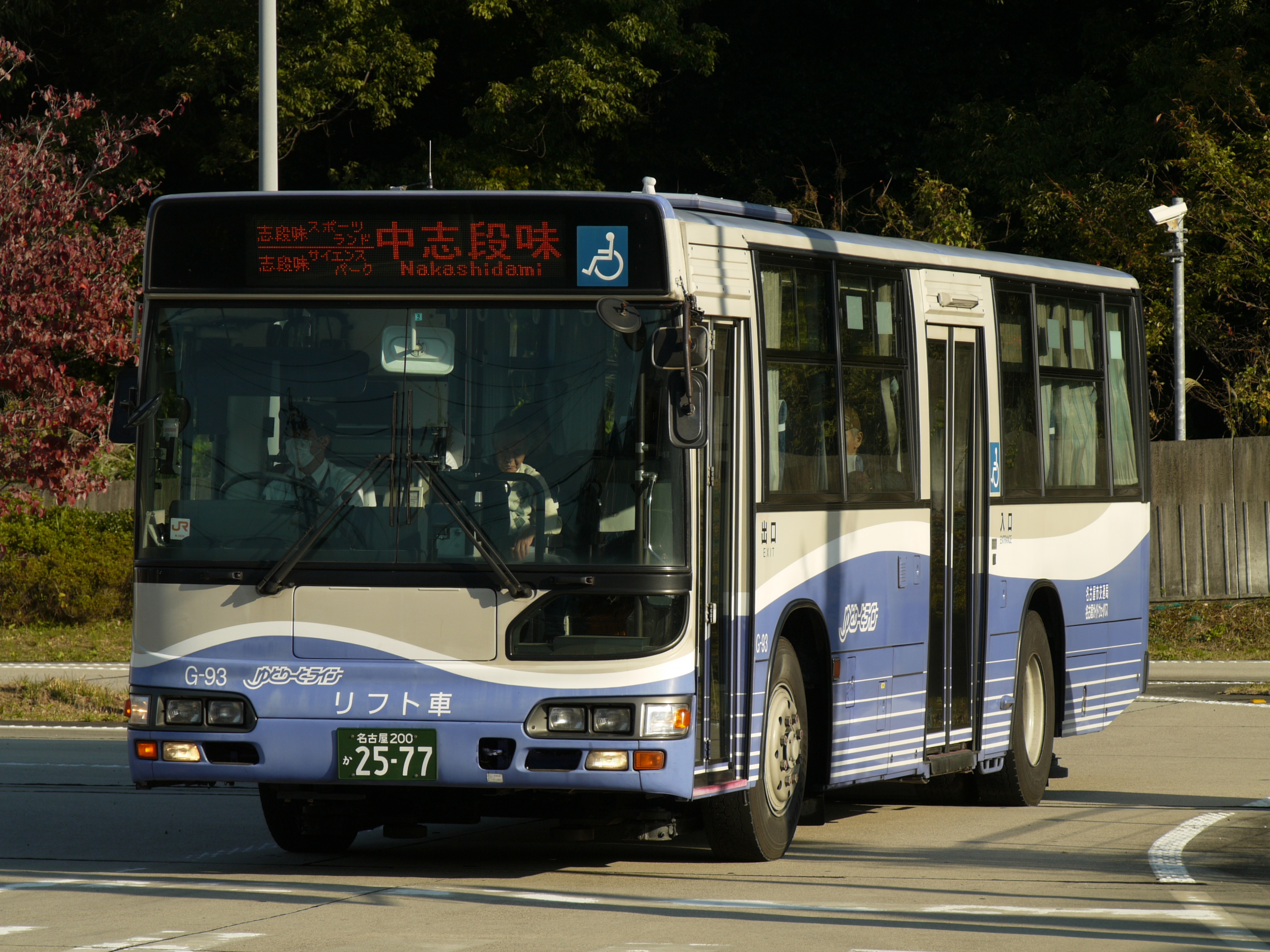
リフト付ツーステップ（中グライドスライド） AT車 名古屋ガイドウェイバス KL-HU2PMEA改
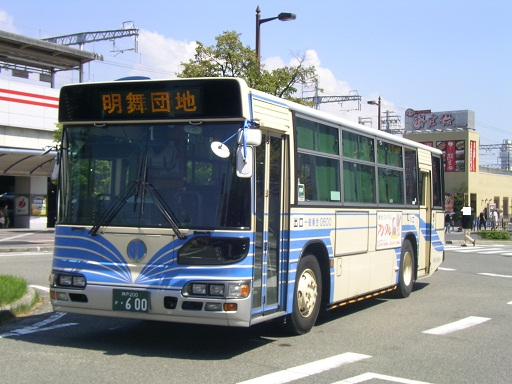
ツーステップ（エアサス・前後扉） 明石市交通部 KL-HU2PLEA
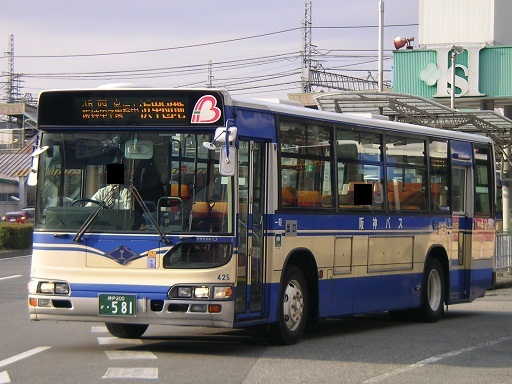
ツーステップ（リーフサス・前後扉） 阪神バス（阪神線車両） KL-HT2PMEA

### CNG
CNG車（KL-HU2P*EE改）はノンステップバスのみ製造され、近鉄バス・京阪バス・名古屋市交通局・南海バスに導入された。ディーゼルノンステップ同様足回りなど基本は前モデルを踏襲しており、扉は前グライドスライド・中引戸仕様のみの製造。
現在は全車両が廃車になり現存しない。

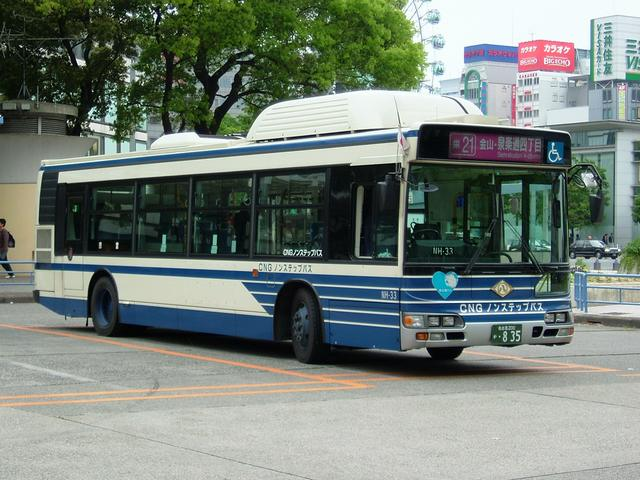
CNGノンステップ 名古屋市交通局 KL-HU2PPEE改

### ハイブリッドシリーズ
ブルーリボンシティのハイブリッドシリーズとしては試作車などを除きマイルドハイブリッドシステムが採用された。

#### ブルーリボンシティ HIMR
ブルーリボンシティへの移行から1年3ヶ月後の2001年9月、ハイブリッド車もブルーリボン HIMRとしてラインアップされ、HM-HU1J系となった。エンジンは前モデル (KC-) に引き続きJ08C-1M型（TI付、240PS）を搭載するが、型式が再びHUに戻された。本モデルよりワンステップバス化（フロア高555mm）され、さらに、内板色、シート配置、室内灯、握り棒等にノンステップバス標準化仕様がいち早く採用された。導入したのはアルピコ交通のみ。
型式はWB4.8m車がHM-HU1JLEP、WB5.2m車がHM-HU1JMEPである。

#### ブルーリボンシティ ハイブリッド
2005年1月、ブルーリボンシティHIMRはノンステップバスへと進化し、セレガRとともにHIMRからハイブリッドバスへと名称変更した（のちにハイブリッドシリーズに変更）。ブルーリボンシティ ハイブリッドでは、バッテリーをトヨタ・プリウスのニッケル水素電池（4基）に変更、インバータユニットを小型化し、これらを屋根上へ搭載することにより、前輪から中扉間のノンステップ化が実現、CNGノンステップ車をヒントに屋根上にバッテリーを搭載した。車内は後部を段上げした前中ノンステップバス（部分超低床車）として中ドアより後ろはワンステップ車同様で5列を確保している。ディーゼル車やCNG車のブルーリボンシティが生産中止となった後も、ジェイ・バス小松事業所で2015年中頃まで生産されていたほか、後述のとおり名古屋ガイドウェイバス向けにツーステップ仕様車も特注生産されている。
マイルドハイブリッド方式であるため他社製ハイブリッドバスと比べると安価であり、例としてLJG-HU系では車両本体価格は10.9m（ホイールベース5.2m）車で2949万円となっている。そうした要因も手伝ってか、ブルーリボンシティハイブリッドは2010年6月時点で450台以上が販売されている。

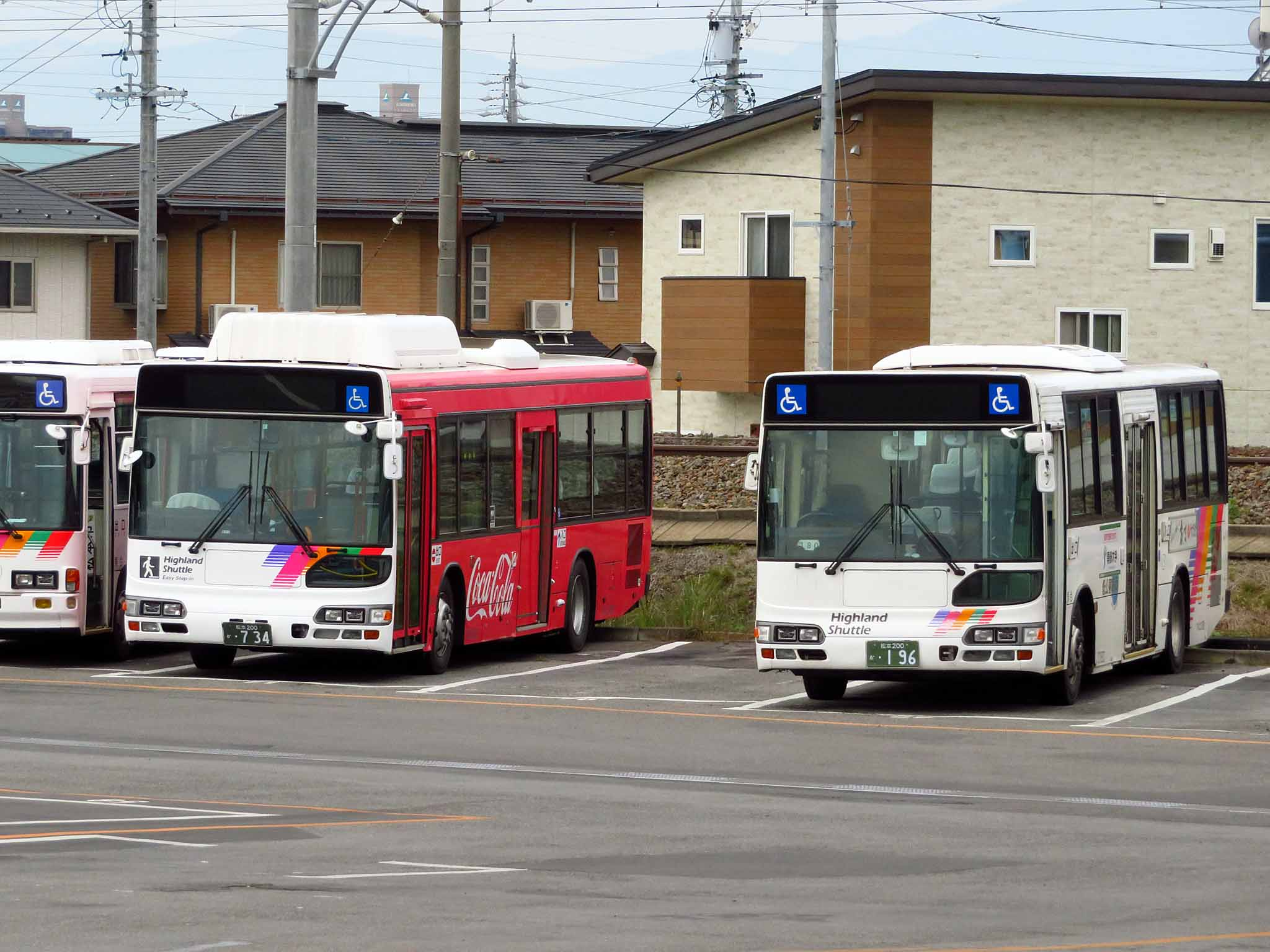
ブルーリボンシティ ハイブリッド（左）とHIMR（右）
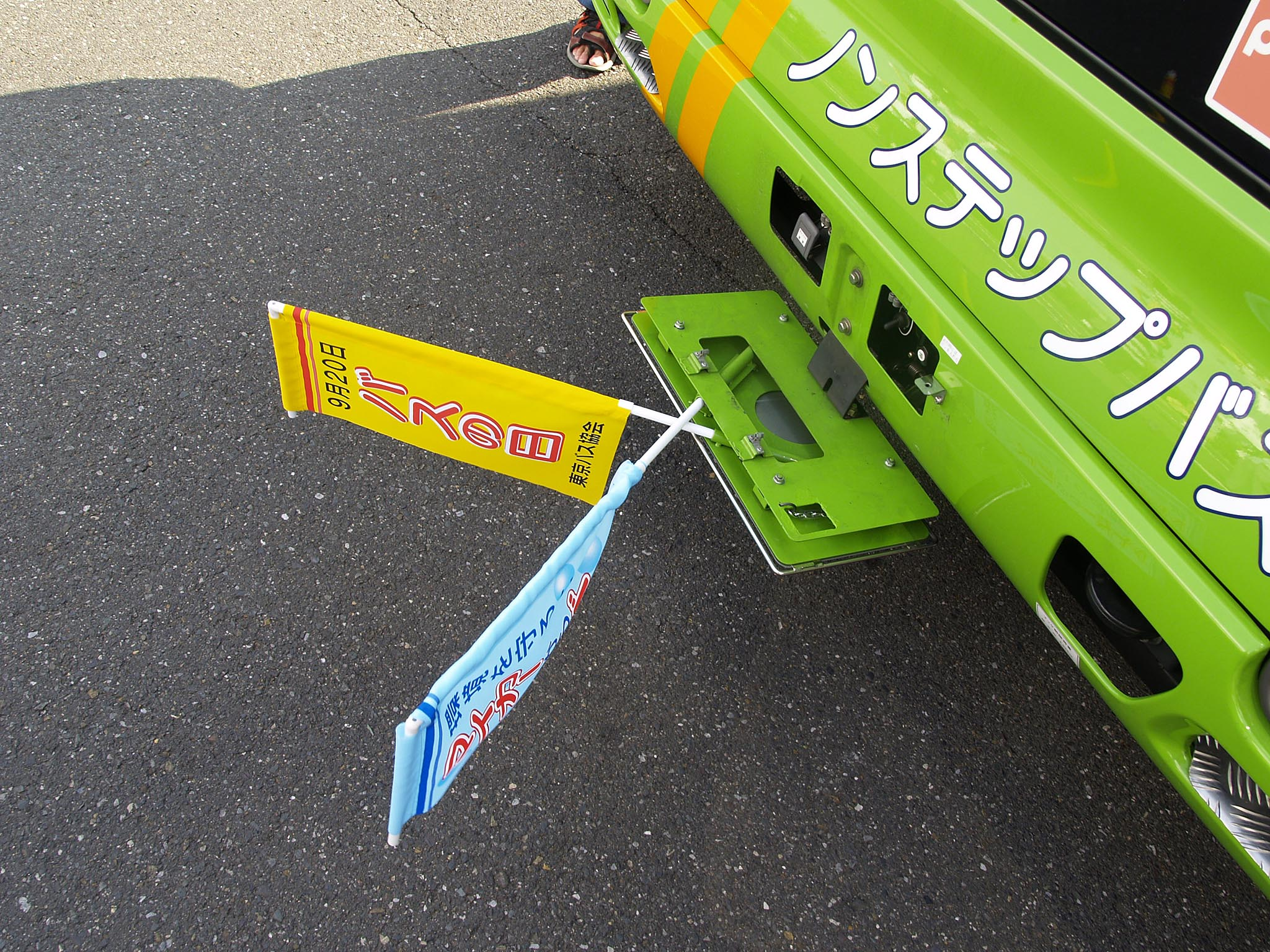
フロントドアコックはナンバープレートの裏に隠れている
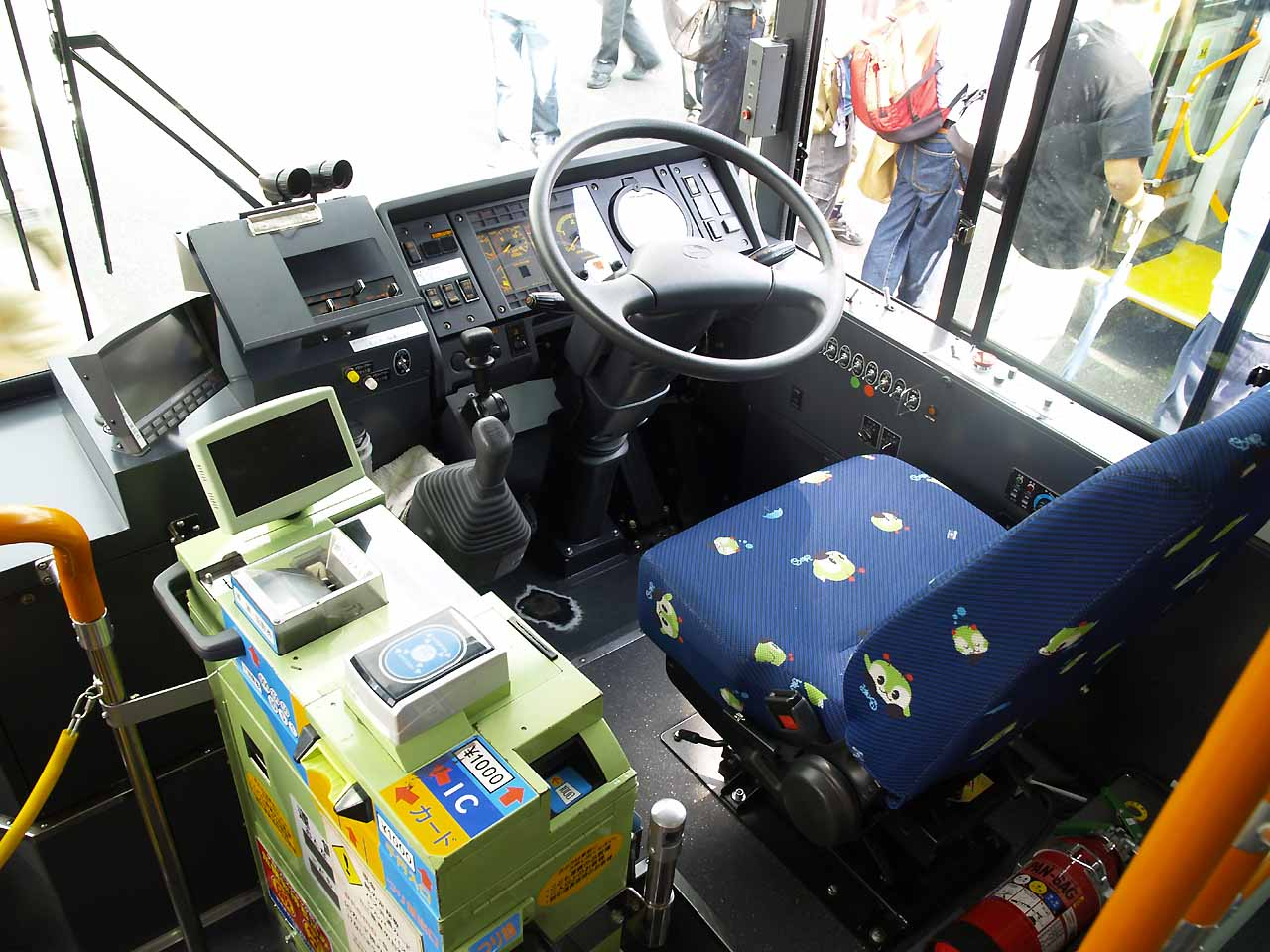
運転席
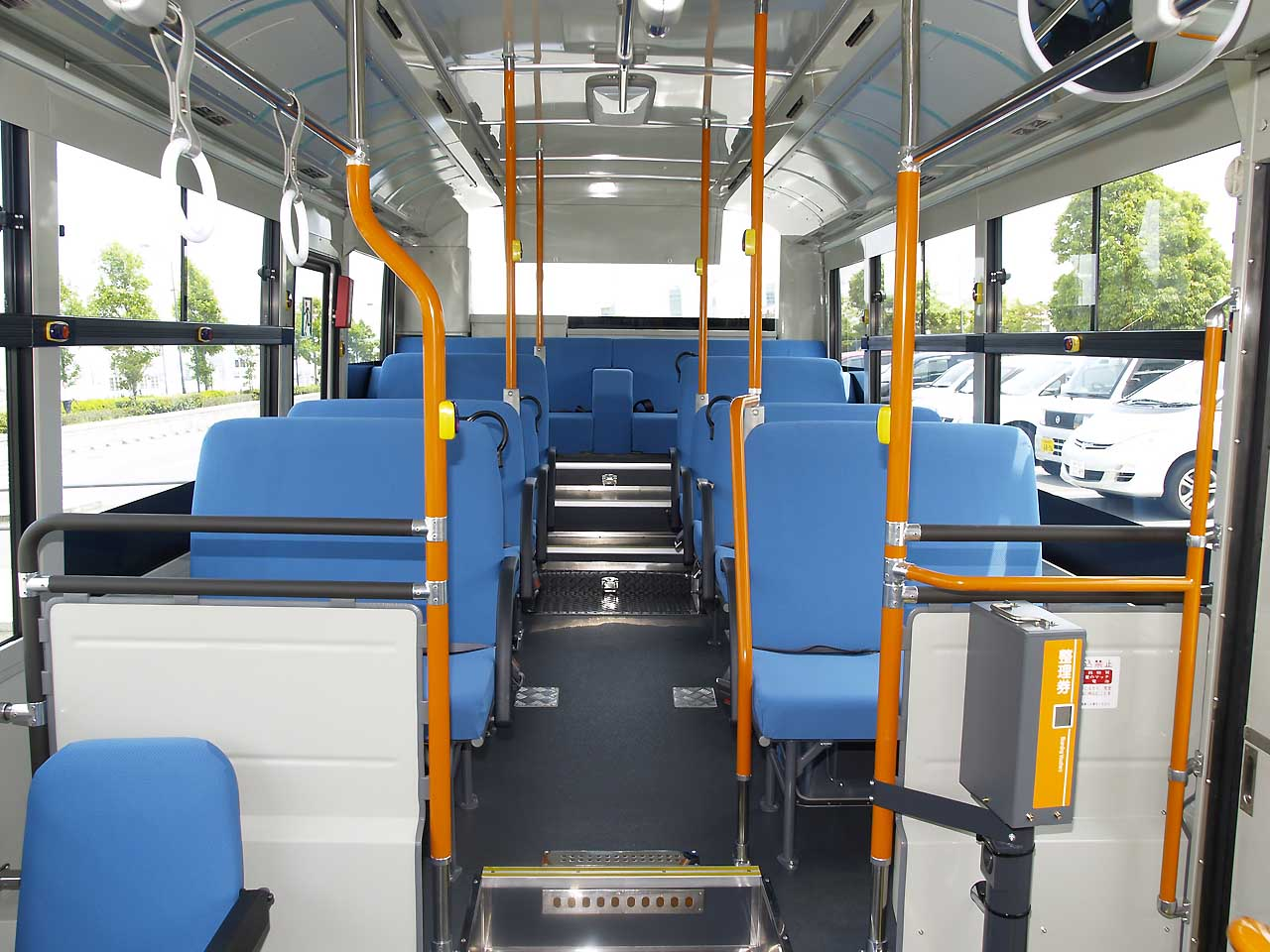
後部座席 ACG-車とBJG-車の最後列は大型の肘掛けが備わって2+2人掛けとなる。

##### ACG-HU8J系
前述のとおりHIMRからモデルチェンジされエンジンは7,700ccのJ08E-1M型（TI付、240PS）に変更された。平成17年新長期排出ガス規制に適合している。2006年生産分からマイナーチェンジが実施され、国土交通省2005年以降標準仕様ノンステップバス認定制度に適合（標準仕様ノンステップバス認定ステッカーが緑色になっている）した他、さらに、灯火器保安基準適合によりボディ側面に反射器が取り付けられ、リアコンビネーションランプの位置がバンパー直上に変更されている。なお、この世代とBJG-車では最後列は座席中央に大型の肘掛けが備わって4席となる（通常は5席）。
型式はWB4.8m車がACG-HU8JLFP、WB5.2m車がACG-HU8JMFPである。

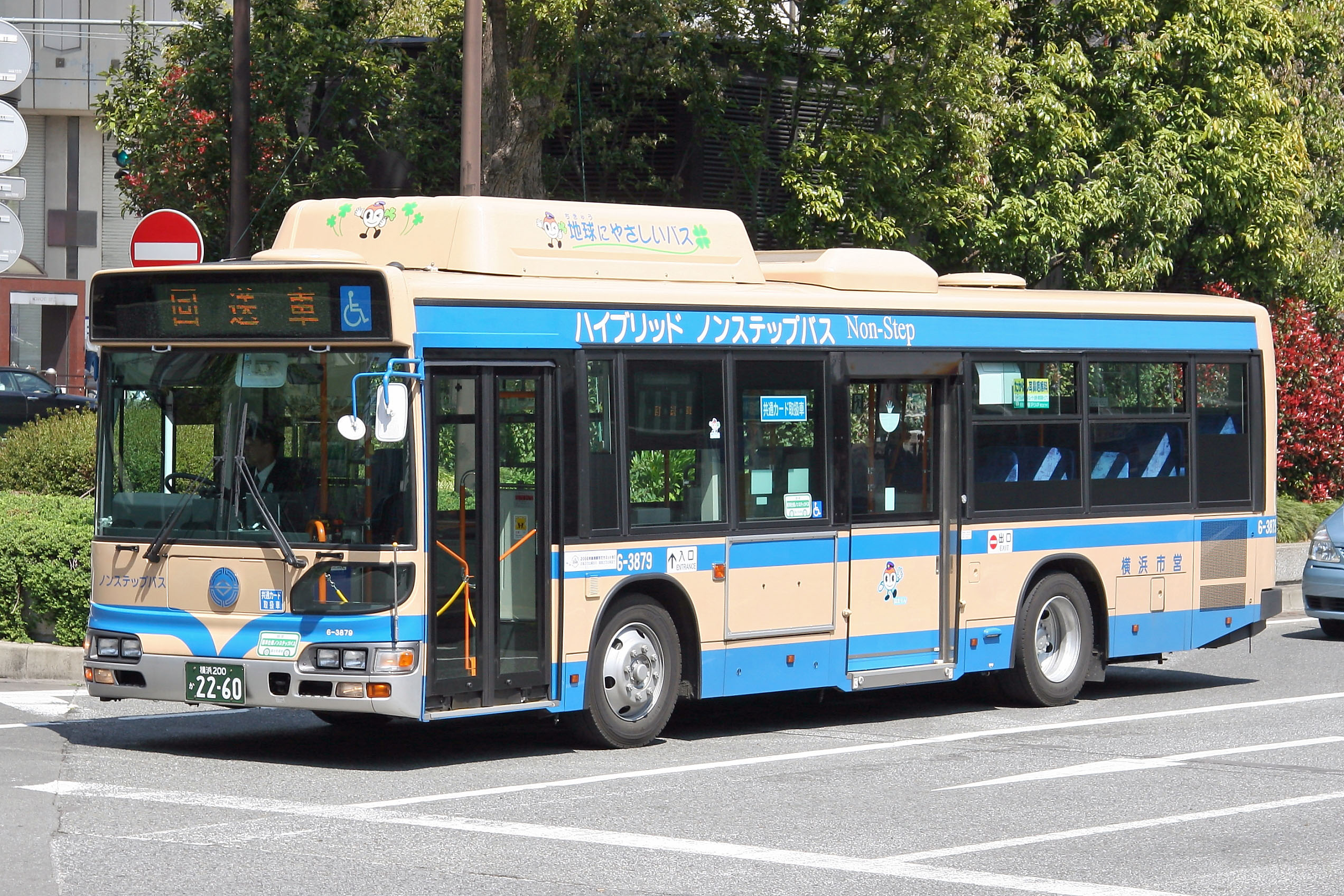
ハイブリッドノンステップ （灯火器保安基準適合後） 横浜市交通局 ACG-HU8JLFP
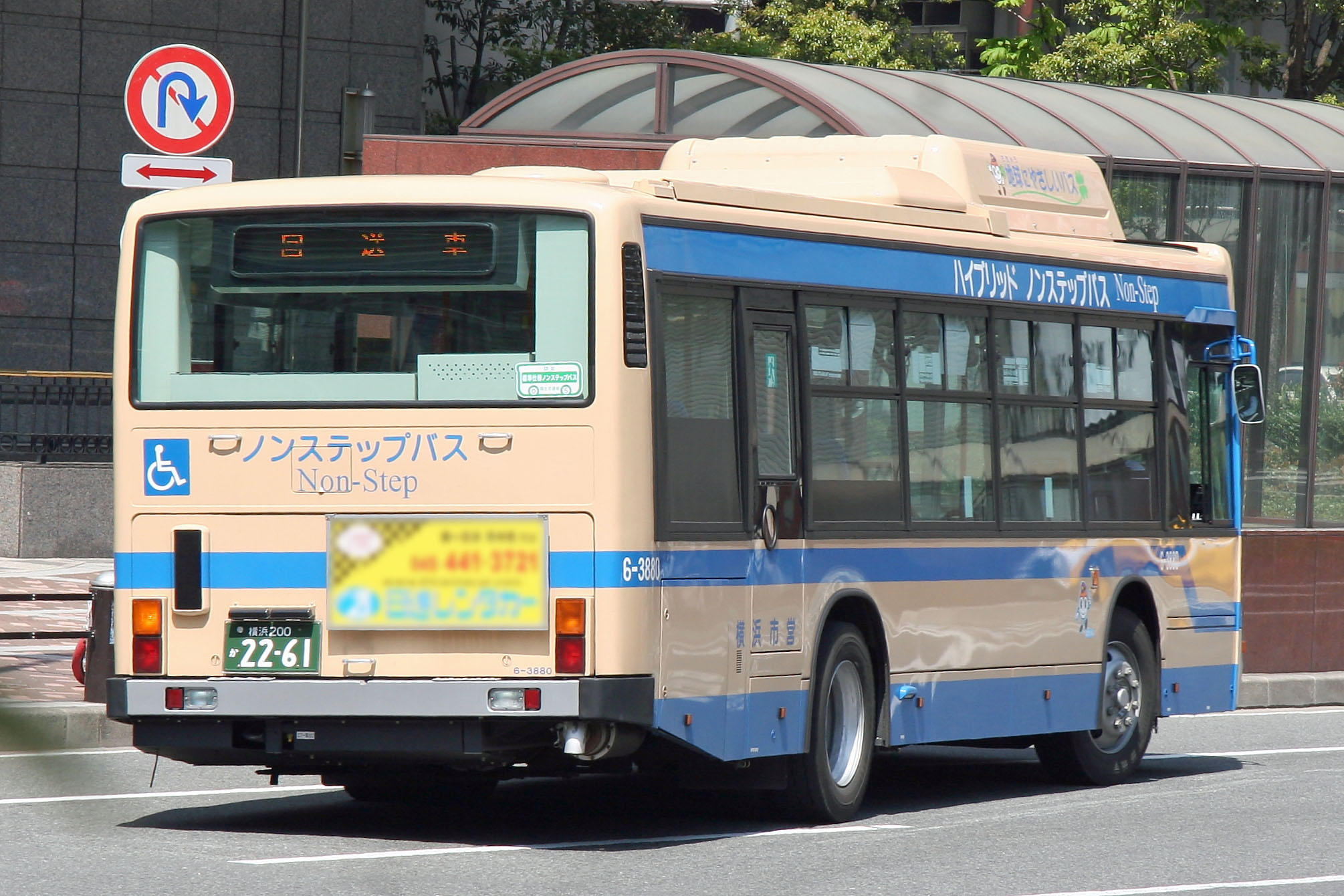
ハイブリッドノンステップ （灯火器保安基準適合後） 横浜市交通局 ACG-HU8JLFP（後部）

##### BJG-HU8J系
2007年7月18日には、平成27年重量車燃費基準に適合した車種へとマイナーチェンジされた。この世代でも引き続き最後列は座席中央に大型の肘掛けが備わって4席となっている（通常は5席）。
型式はWB4.8m車がBJG-HU8JLFP、WB5.2m車がBJG-HU8JMFPである。

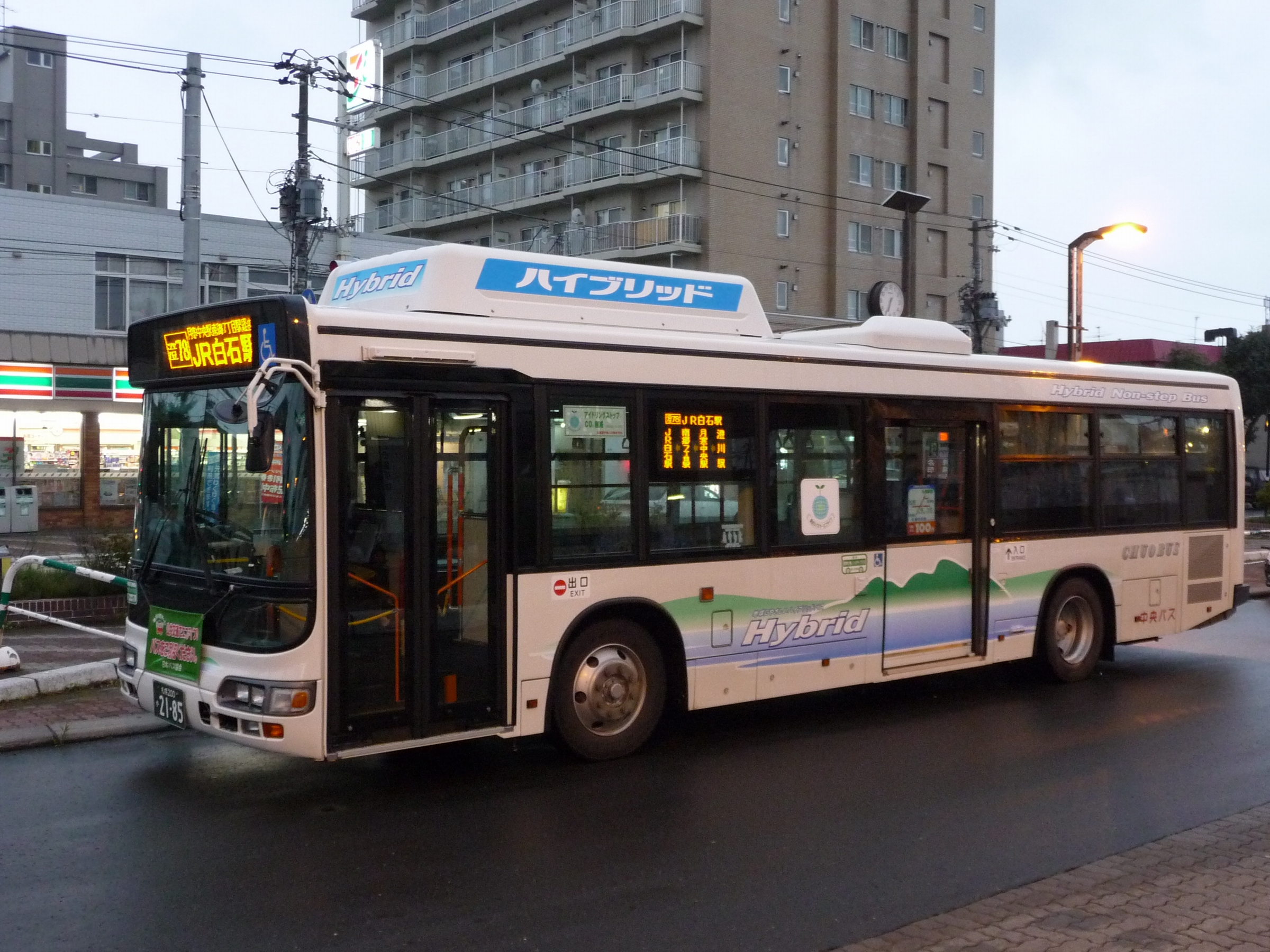
ハイブリッドノンステップ 北海道中央バス BJG-HU8JMFP
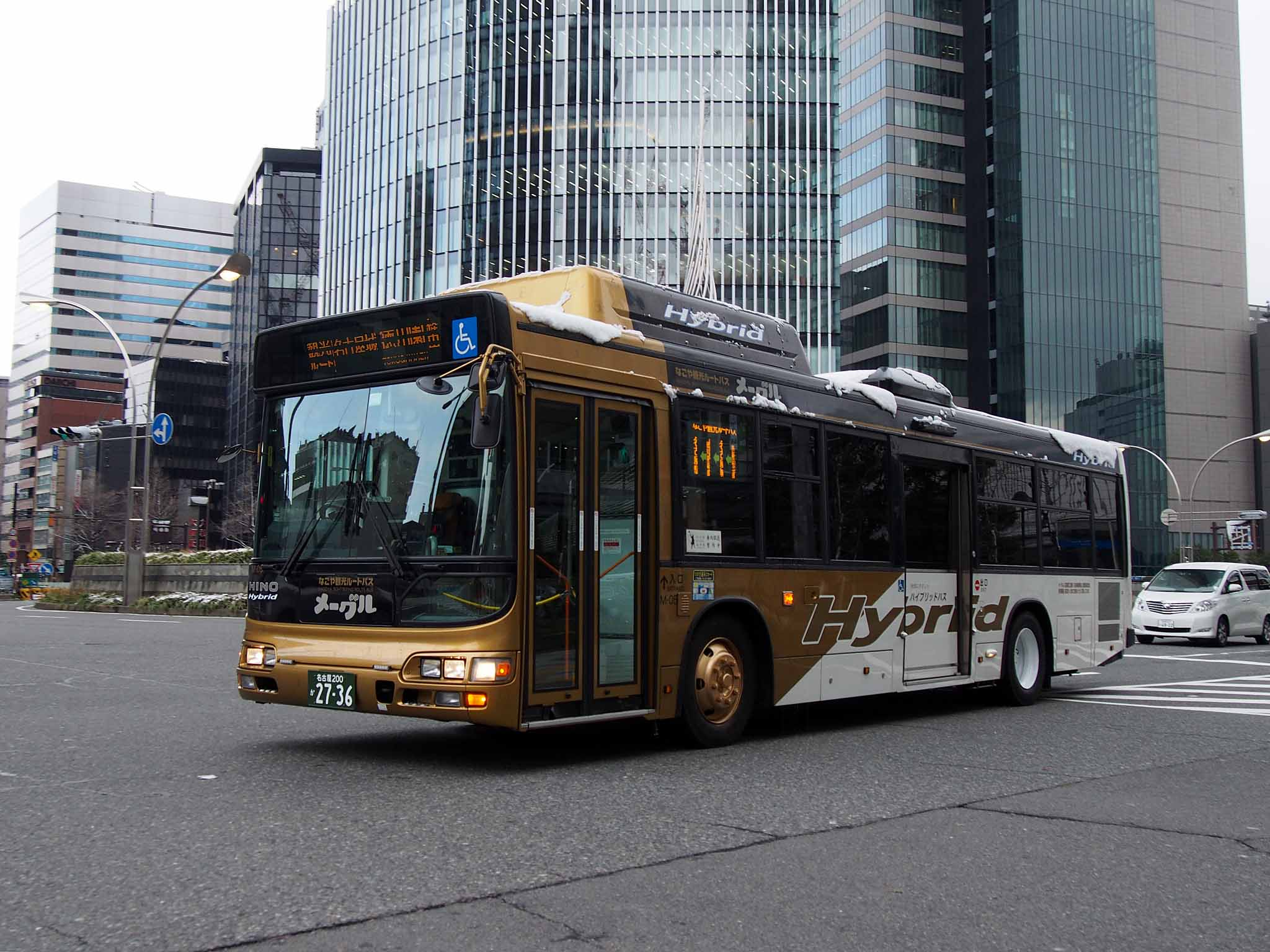
ハイブリッドノンステップ 名古屋市交通局　メーグル専用車 BJG-HU8JMFP
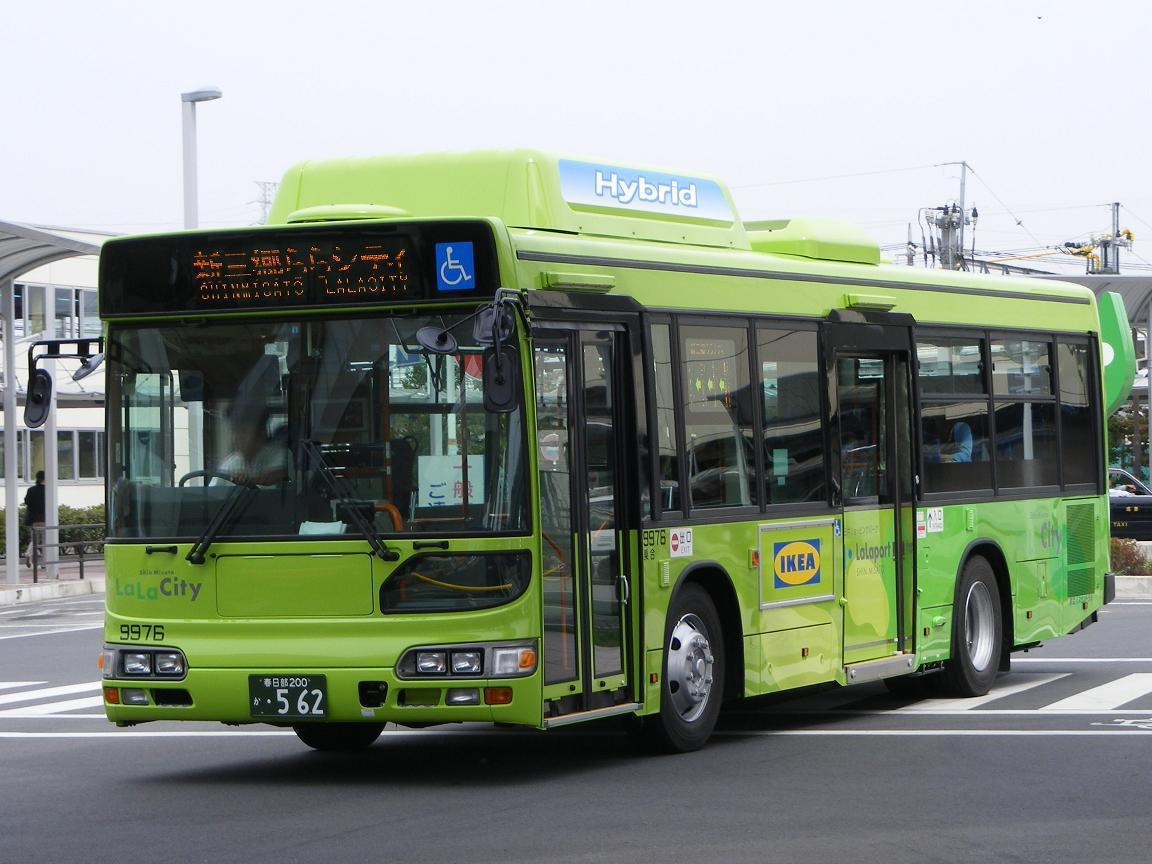
ハイブリッドノンステップ 東武バス BJG-HU8JLFP

##### LJG-HU8J系
2010年6月15日から平成21年排出ガス規制に適合させるためマイナーチェンジが施され、型式はHU8J*GPで発売。エンジンはJ08E-1Mのままだが、同時期に改良されたレンジャー（LKG-車）同様エアループ技術を採用、各部の改良が施されて最高出力は206kW (280PS) に引き上げられる。外見では冷房コンプレッサーが電動式に改められて屋根上の本体に組み込まれたことで冷房の筐体が大型化、ホイールが8スタッドボルトからISO対応10スタッドボルトに変更される。また車内は最後部の座席が2+2人掛けから5人掛けに変更される。

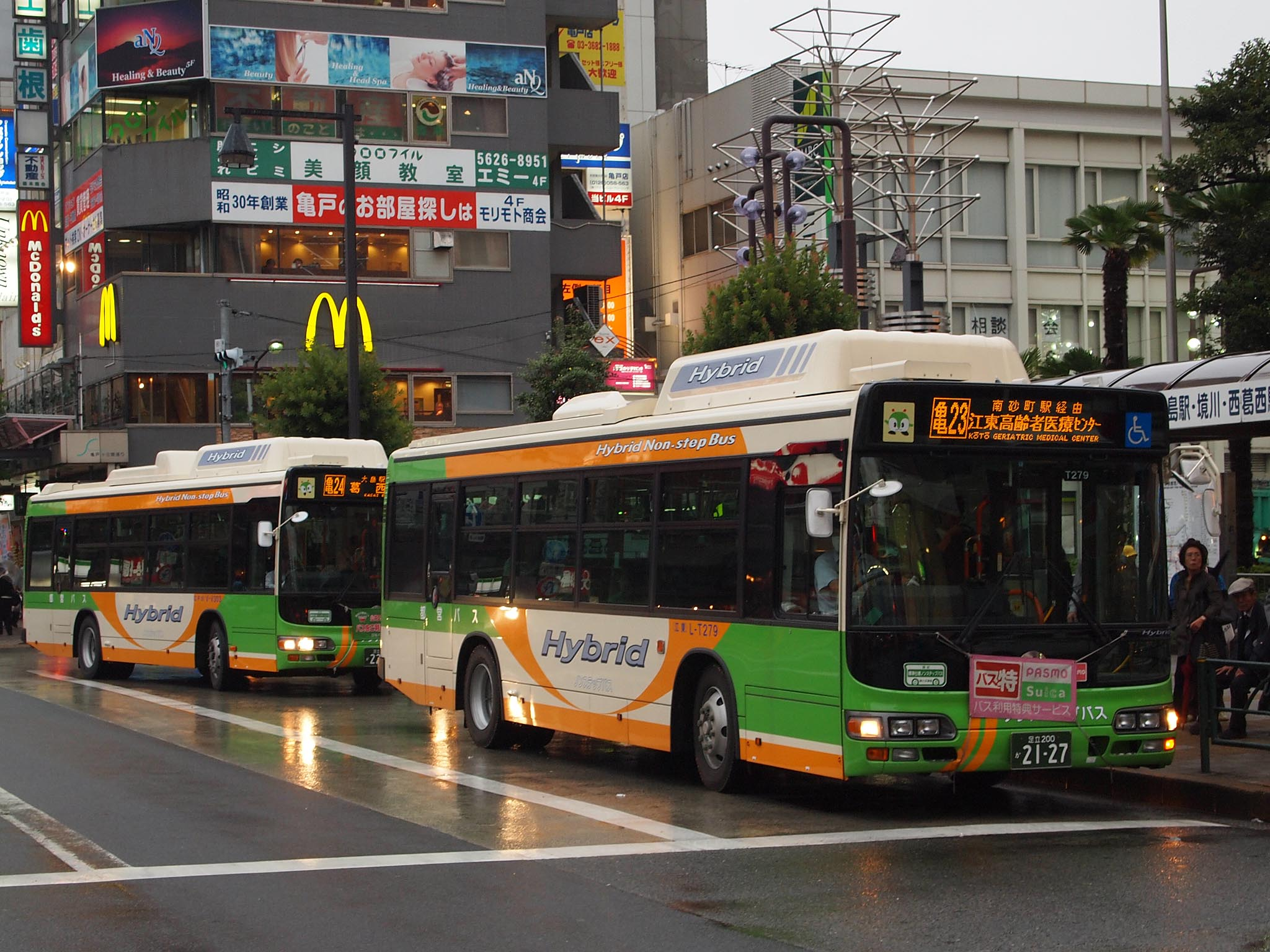
BJG-車（前）とLJG-車（後ろ）の比較
LJG-車は冷房の筐体が大型化されている

2012年4月に名古屋ガイドウェイバスに試作車としてリフト付きツーステップで中扉をグライドスライドドアとした仕様が納入されたが、営業に就くことなく現在は事業用車両となっている。
型式はWB4.8m車がLJG-HU8JLGP、WB5.2m車がLJG-HU8JMGPである。

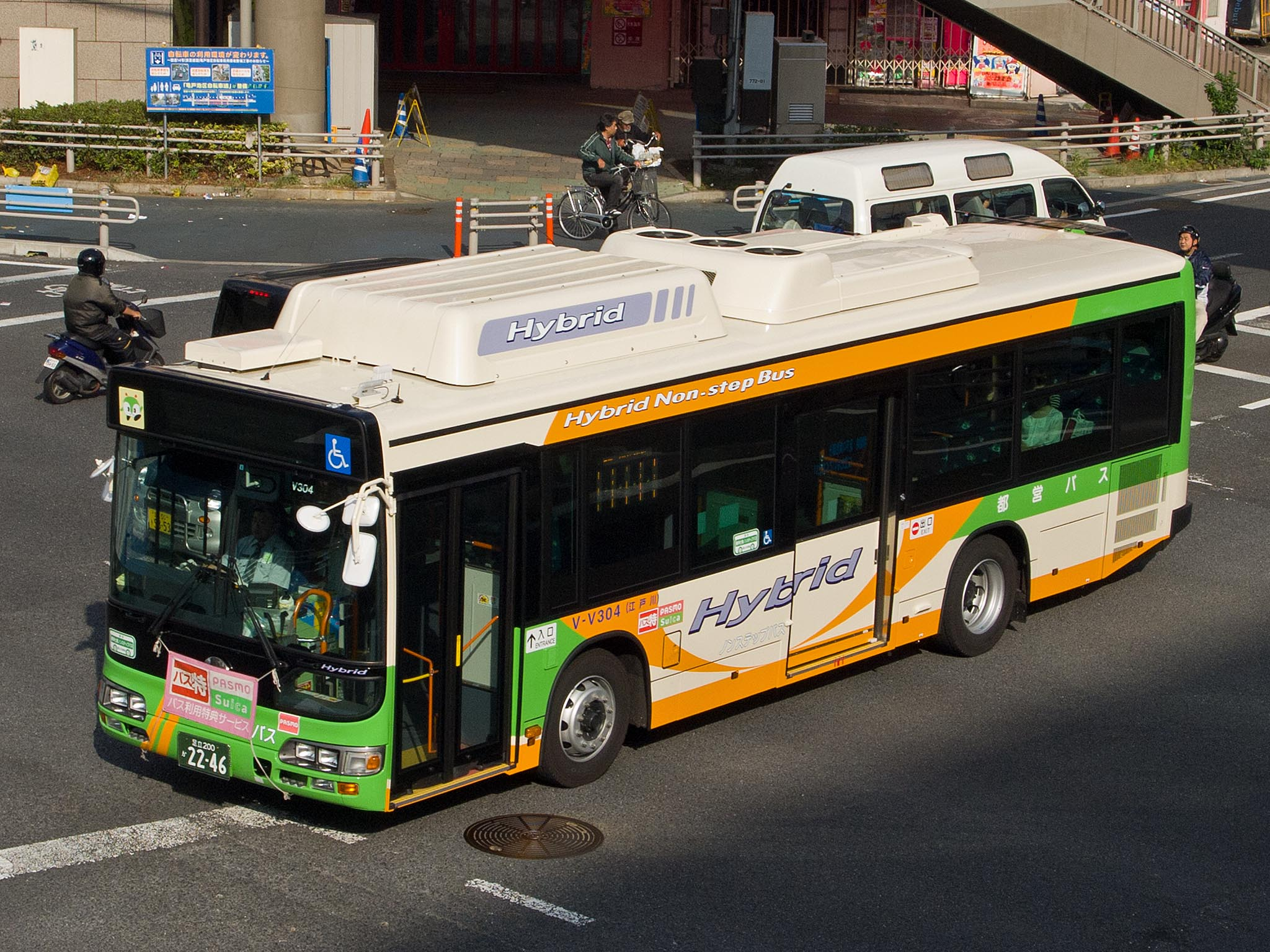
東京都交通局 LJG-HU8JLGP
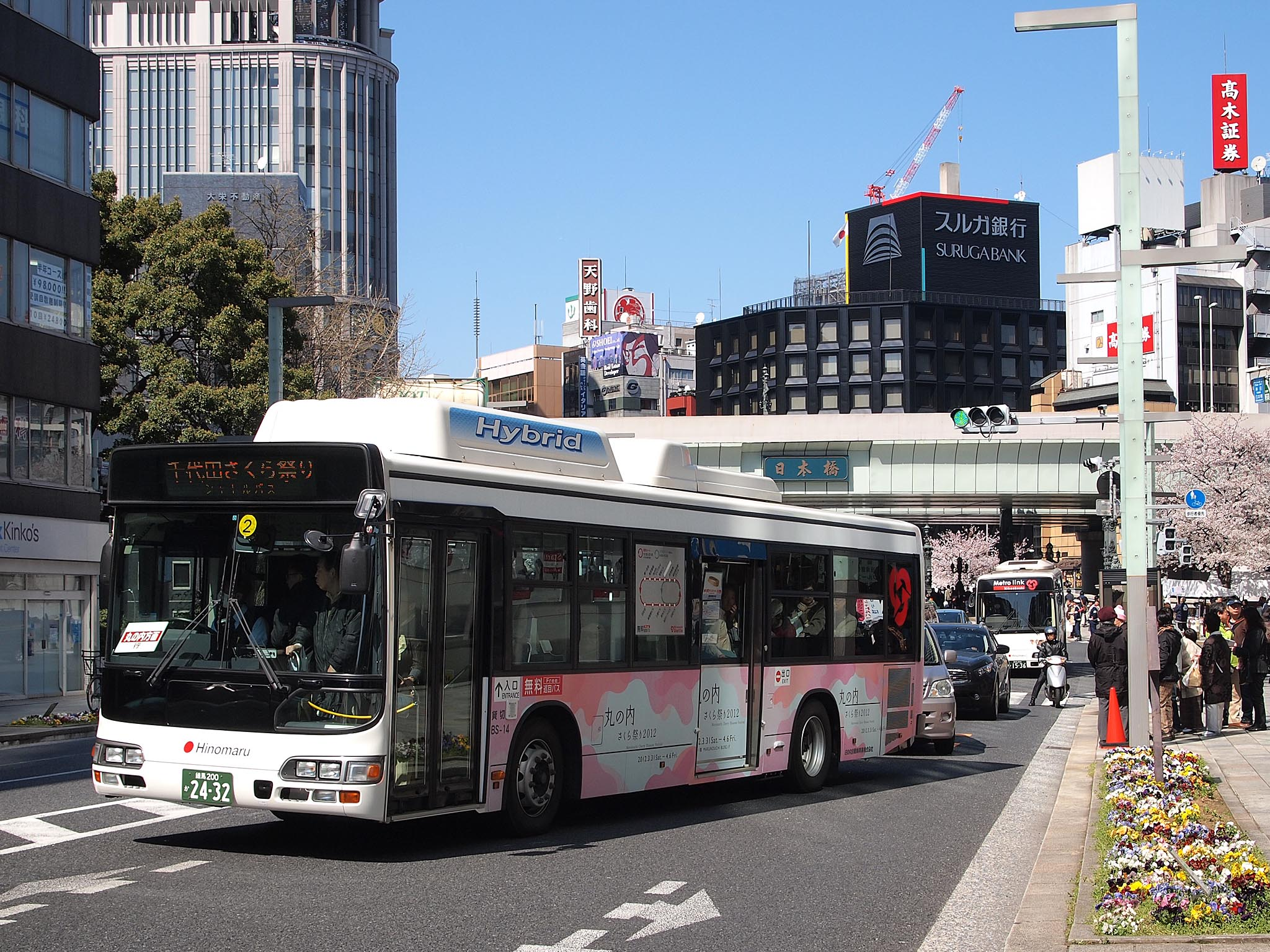
日の丸自動車興業 LJG-HU8JMGP
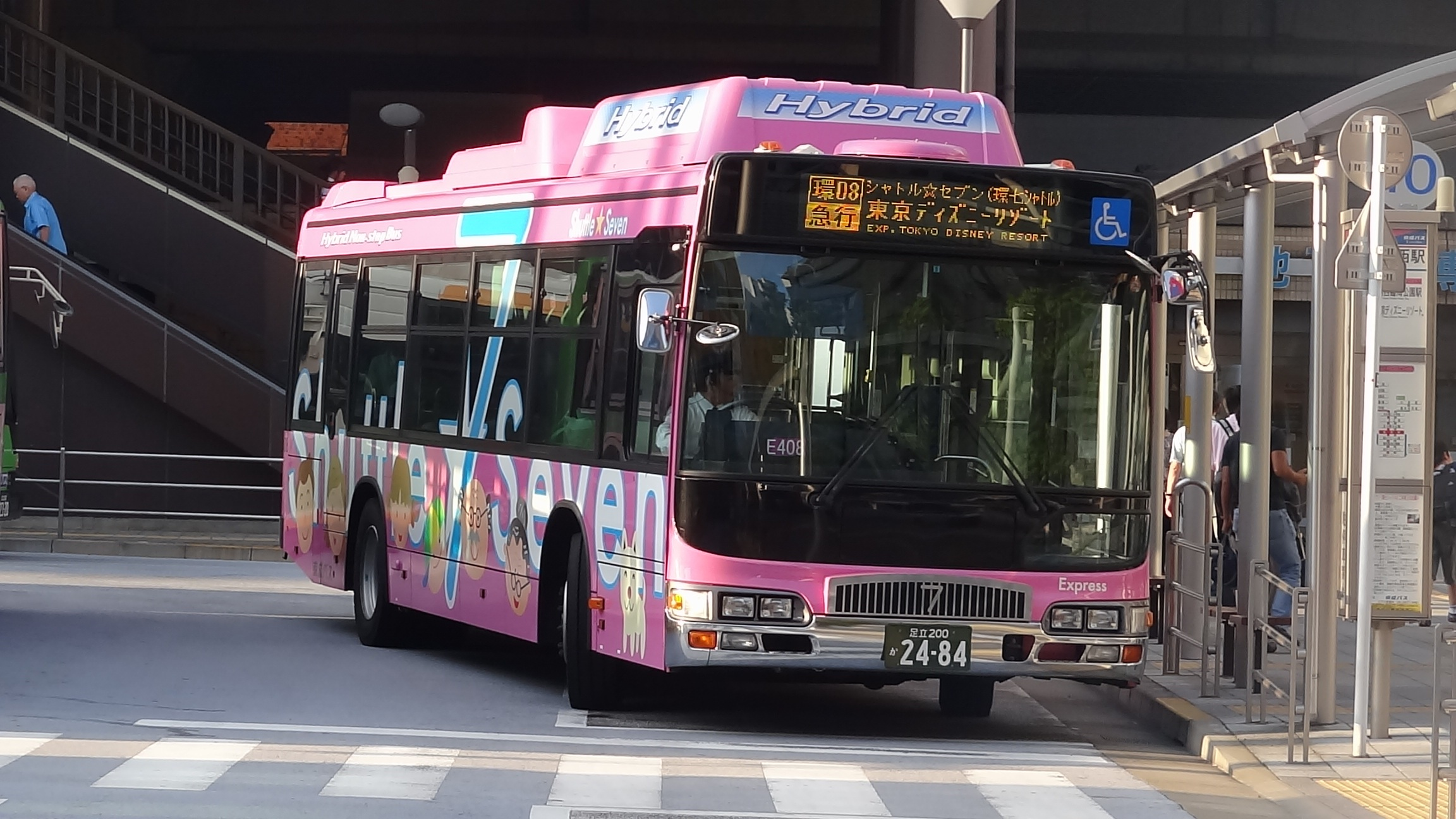
京成バス（環七シャトル仕樣） LJG-HU8JMGP

##### LNG-HU8J系
2012年5月10日に一部マイナーチェンジが施された。変更点は、燃費基準を+5%達成した他、2012年7月のシートおよびシートベルトに関する保安基準の改正や新ワンマンバス構造要件に適合などの変更がされている。前述の通り燃費基準を+5%達成しているため、外観ではリアウィンドウの「平成27年度燃費基準達成車」のステッカーが「平成27年度燃費基準+5%達成車」に変更され、主な識別点となっている。なお、いすゞ側はエルガハイブリッドが発売されているため、この車種は販売されていない。車両本体価格は10.9m（ホイールベース5.2m）車で2970万円で21万円値上げされている。このモデルには、案内輪などを装備するため、構造上ノンステップ化が不可能とされている名古屋ガイドウェイバスの専用車両としてリフト付ツーステップ化を施し中扉をグライドスライドドアとした車両がGB-2110形として製造され、営業運転に就いている。
型式はWB4.8m車がLNG-HU8JLGP、WB5.2m車がLNG-HU8JMGPである。

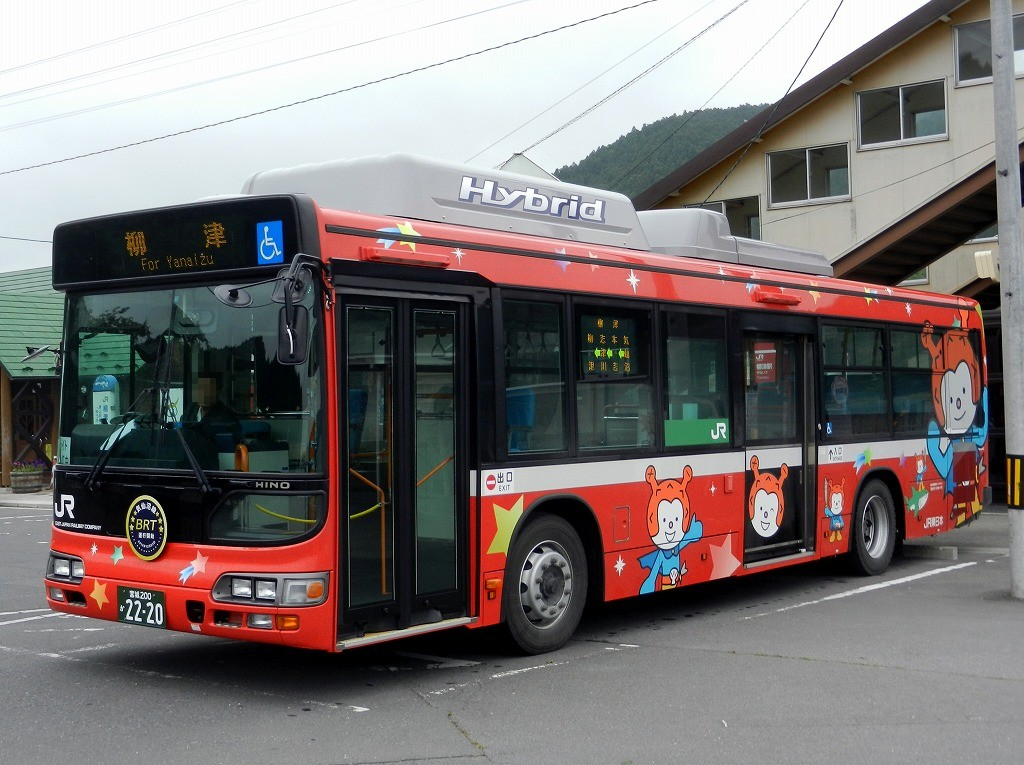
JR東日本 LNG-HU8JMGP
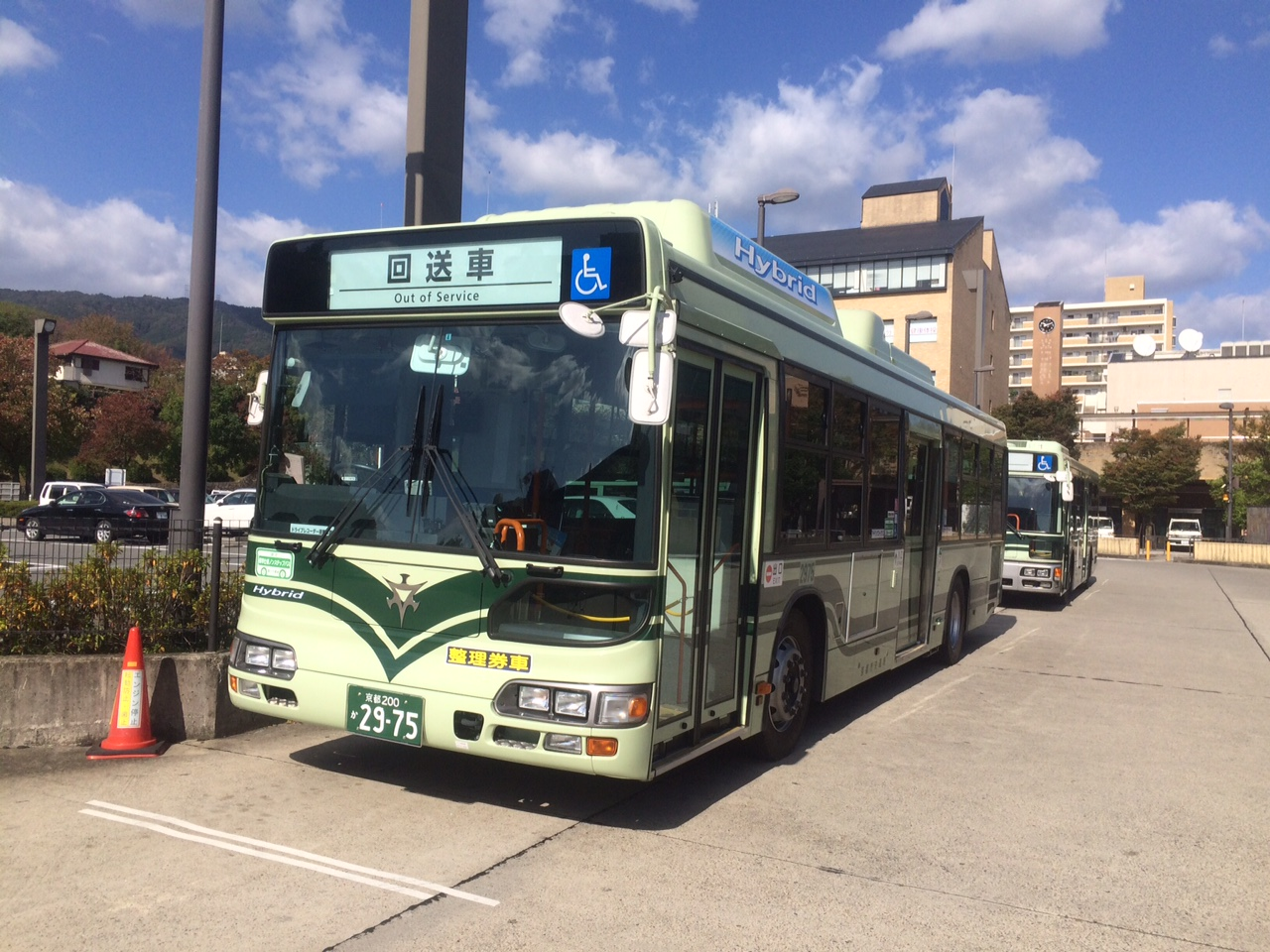
京都市交通局 LNG-HU8JMGP
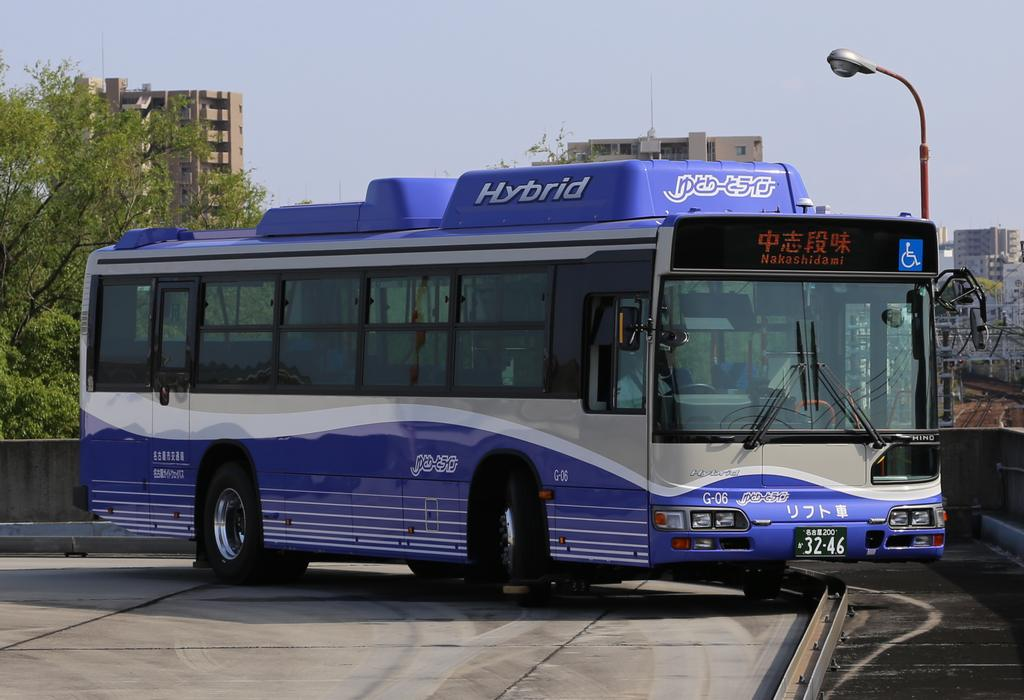
名古屋市交通局 名古屋ガイドウェイバス LNG-HU8JLGP改

##### IPTハイブリッドバス（非接触給電システム）
IPTハイブリッドバスはあらかじめ路面に供給コイルを備え付け、その上に停車した車両が車両床下に搭載した車載コイルを通じて給電を行う方式のハイブリッドバスである。IPTはInductive Power Transferの略で日本語では「非接触大電力充電」や「非接触給電システム」などと訳される。
国土交通省の推進する「次世代低公害車開発・実用化促進プロジェクト」の一環であり、同システムを用いた大型観光バス・セレガRが2004年の第38回東京モーターショーに出品されているが、停留所の間隔が短く、かつ決まった場所に停車する市街地の路線バスに適したシステムであり、現在は路線バス中心で開発が進められている。実際には走行に必要なエネルギーを全て電気でまかなうことを目標とし、排出ガスの大幅な低減が期待されている。
2008年の洞爺湖サミットを控え、データリサーチおよび低公害車への取り組みを各国へアピールすることを目的に、日本空港ビルデングが羽田京急バスに委託して運行する羽田空港ターミナル間無料連絡バスにおいて2008年2月15日から同年2月29日まで試験走行が行われた。2008年7月の洞爺湖サミットでは国際メディアセンターのシャトルバスとして活躍、10月16・17日には国土交通省主催で上高地での試験走行を行った。
2009年には2016年夏季オリンピック招致活動の一環として、東京都交通局に貸与して都営バス深川営業所の都05系統「グリーンアローズ」（東京駅 - 銀座4丁目 - 晴海埠頭）で4月13日から4月27日まで試験走行を行った。
また6月6日・7日には横浜赤レンガ倉庫で開催された低公害車のイベント「エコカーワールド」に出展、桜木町駅からのシャトルバスを兼ねた試乗車を務めた。
2011年には車体側面にも車載コイルを装着した試作車が登場、こちらも都営バスに貸与され、深川営業所の都05系統で1月31日から2月14日の平日に実証運行を行い、東京駅と晴海埠頭に給電コイルを仮設した。2011年12月2日から12月18日には内外装を改めた車両が登場、三度都営バス深川営業所に貸与されて貸切扱いで豊洲駅から東京ビッグサイトの間で実証運行を行い、東京ビッグサイトに給電コイルを仮設した。今後は他の場所での運行も検討されている。
羽田空港および都営バスで試験走行に供されていた車両では、モーターで走行する領域を広げるべく、屋根上の二次電池をニッケル水素電池からリチウムイオン電池（512ボルト・容量80Ah）に、エンジンはJ08E型177kw (240PS) からリエッセのJ05D型132kW (180PS) に変更されている。また客室に機器を増設したため後部の座席が6席減少している。

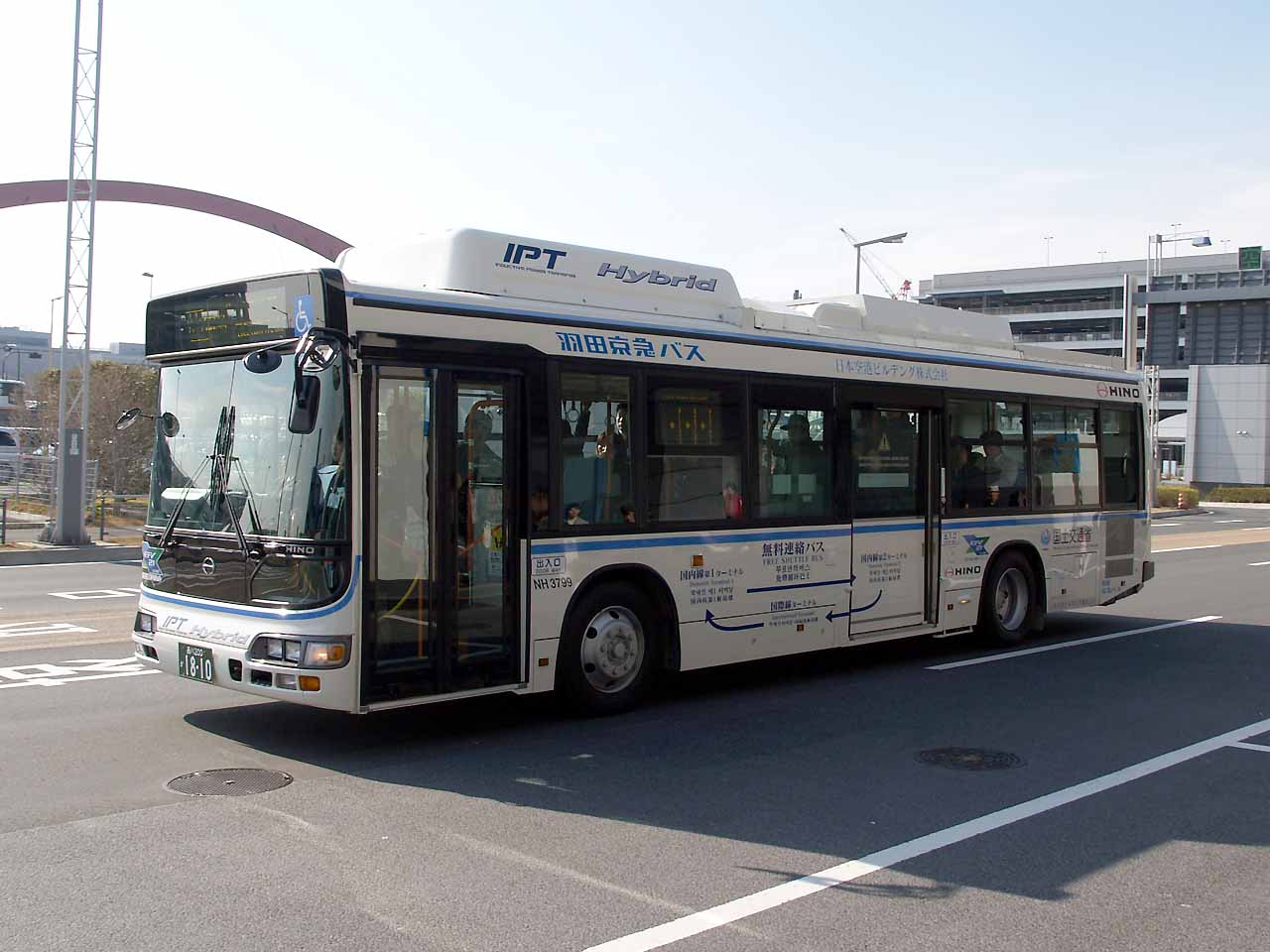
IPTハイブリッド車 HU8JMFP改 羽田京急バス
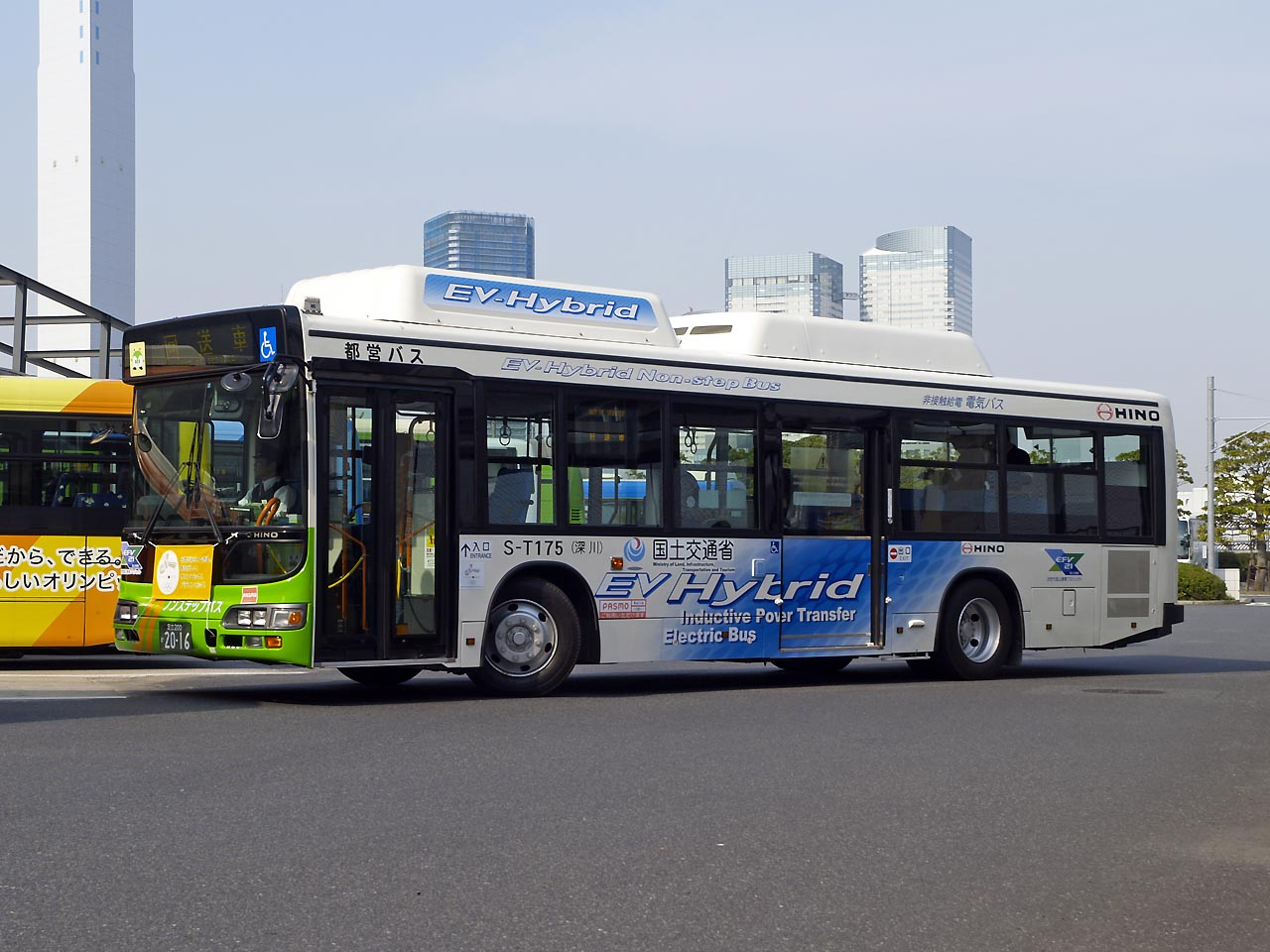
東京都交通局（2009年バージョン）
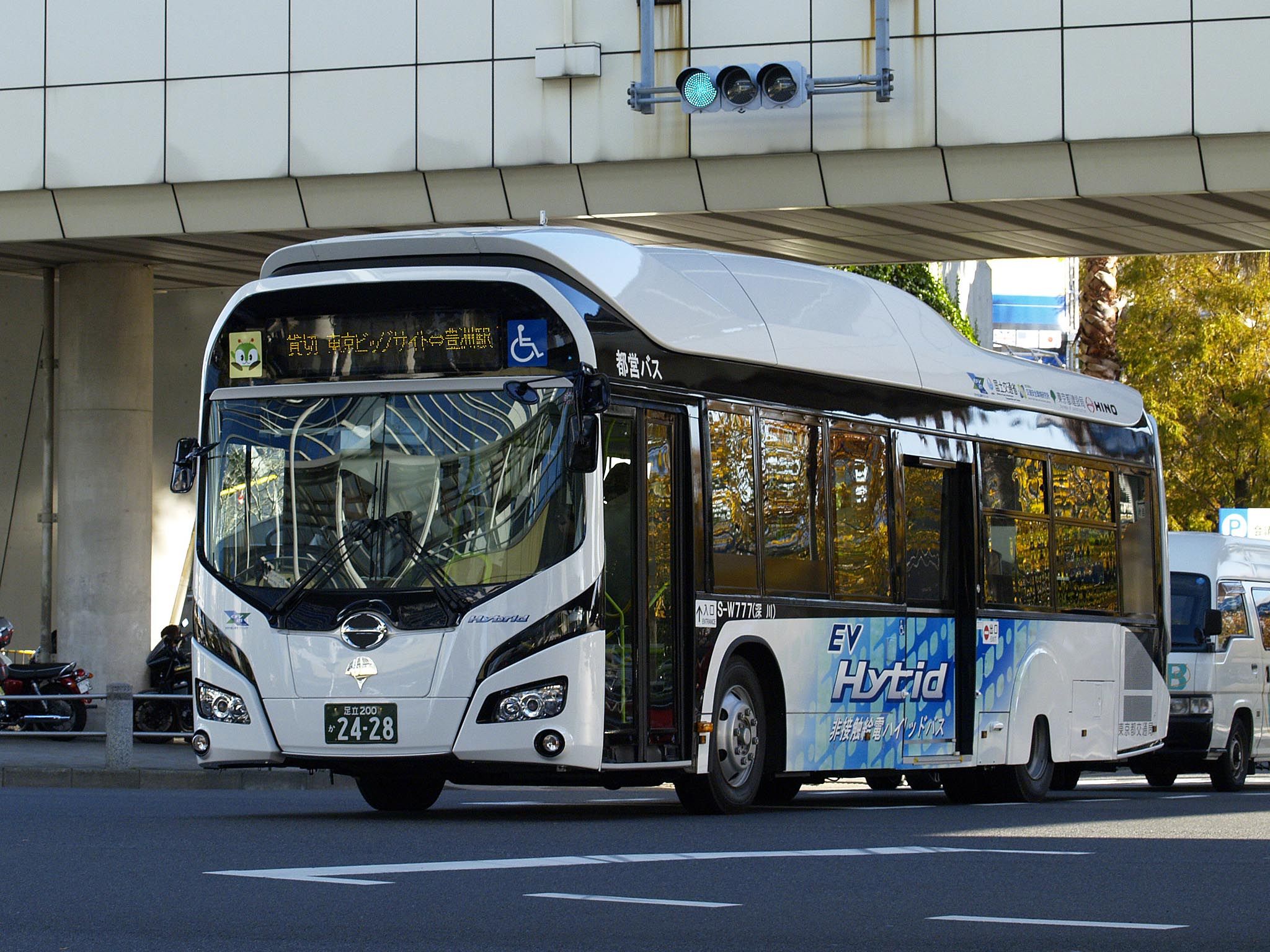
東京都交通局（2011年バージョン）

##### ハイブリッド（AMT）試作車
AMTのフルハイブリッド試作車として、2014年にブルーリボンシティハイブリッド（LNG-HU8JLGP）のボディをベースに短尺のHU8JLGP改のみが製造され試験運行を行った。
ボディ以外の運転席インパネや走行機器類は現行のブルーリボン（2代目）ハイブリッドと同等仕様であるが、ブルーリボンハイブリッド（HL系）とは異なりジェイ・バスの宇都宮事業所ではなく小松事業所にて製造。

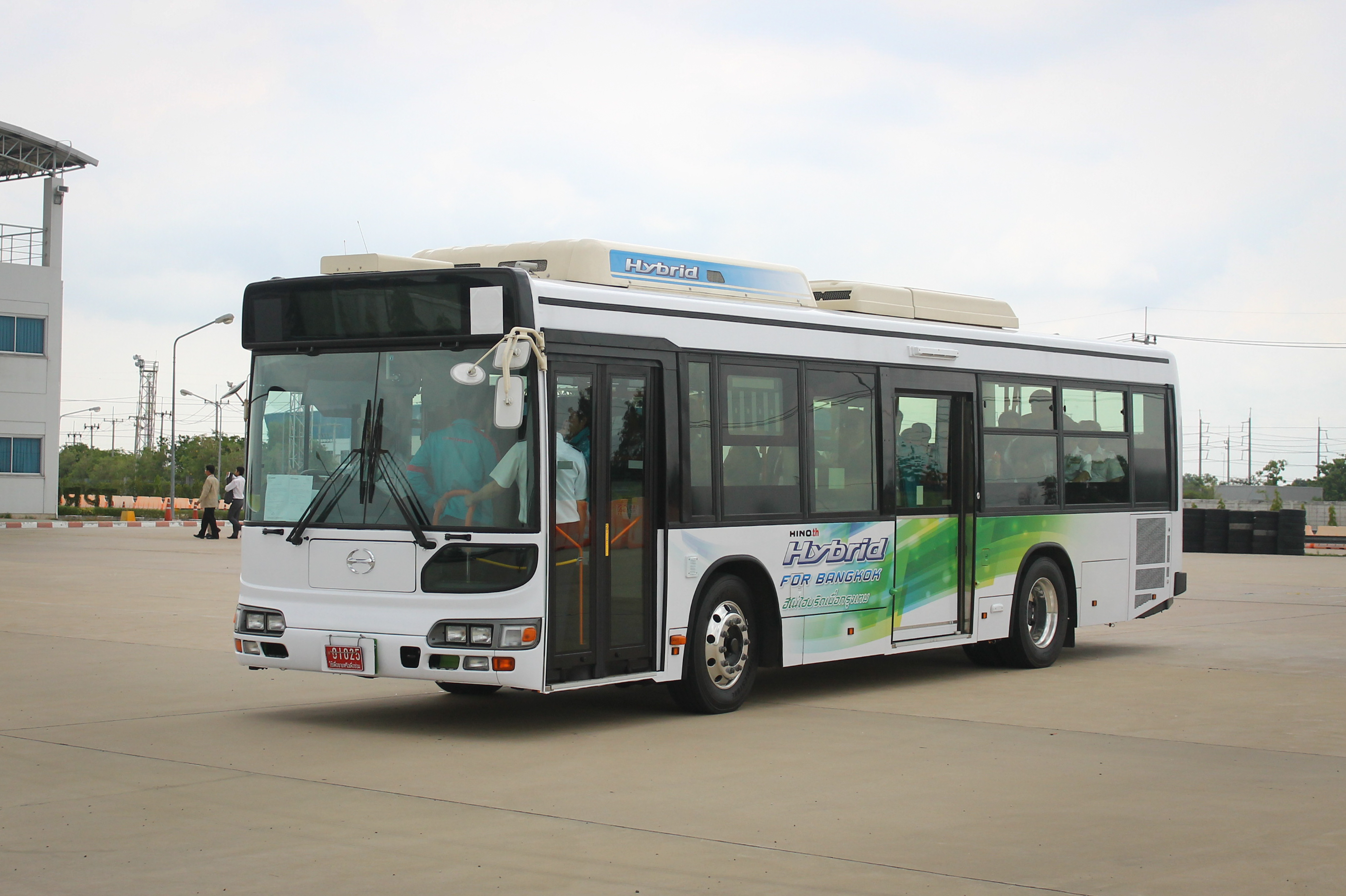
HU8JLGP改 タイ王国内にて

### 燃料電池バス
KL-HU2PMEEをベースに親会社であるトヨタ自動車と共同開発したもの。
第1世代・第2世代・第3世代と三種類の仕様があり第3世代は2005年日本国際博覧会（愛・地球博）の長久手会場と瀬戸会場を結ぶシャトルバスとして8台（実際には何らかの事情で9台）が製作された。万博閉幕後も使用されている。また、前面や客室は日野・セレガ（2代目）に似た形状の車両も制作されている。
その後モデルチェンジが実施されトヨタ自動車よりFCバスとして正式発売を開始したが、以降については当該記事を参照。

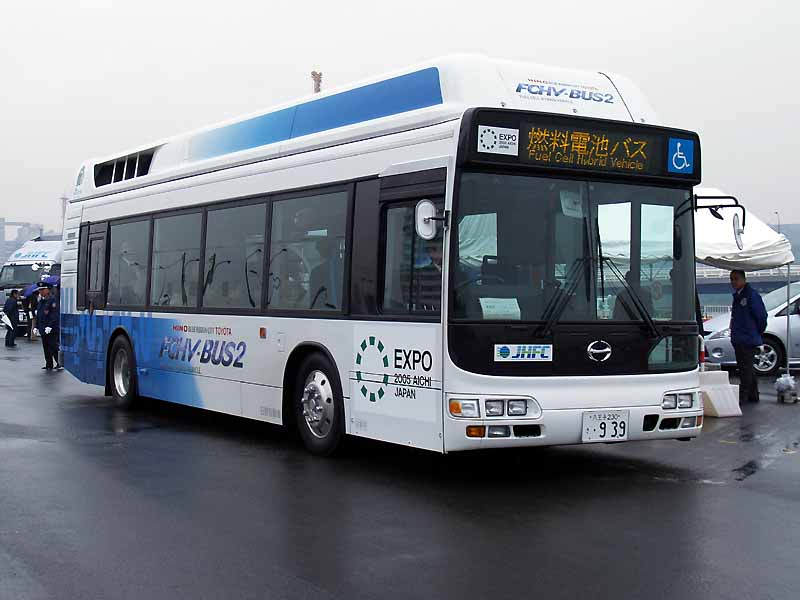
2002年の東京モーターショーに出品されていたFCHV-BUS （第1世代：日野自動車所有）
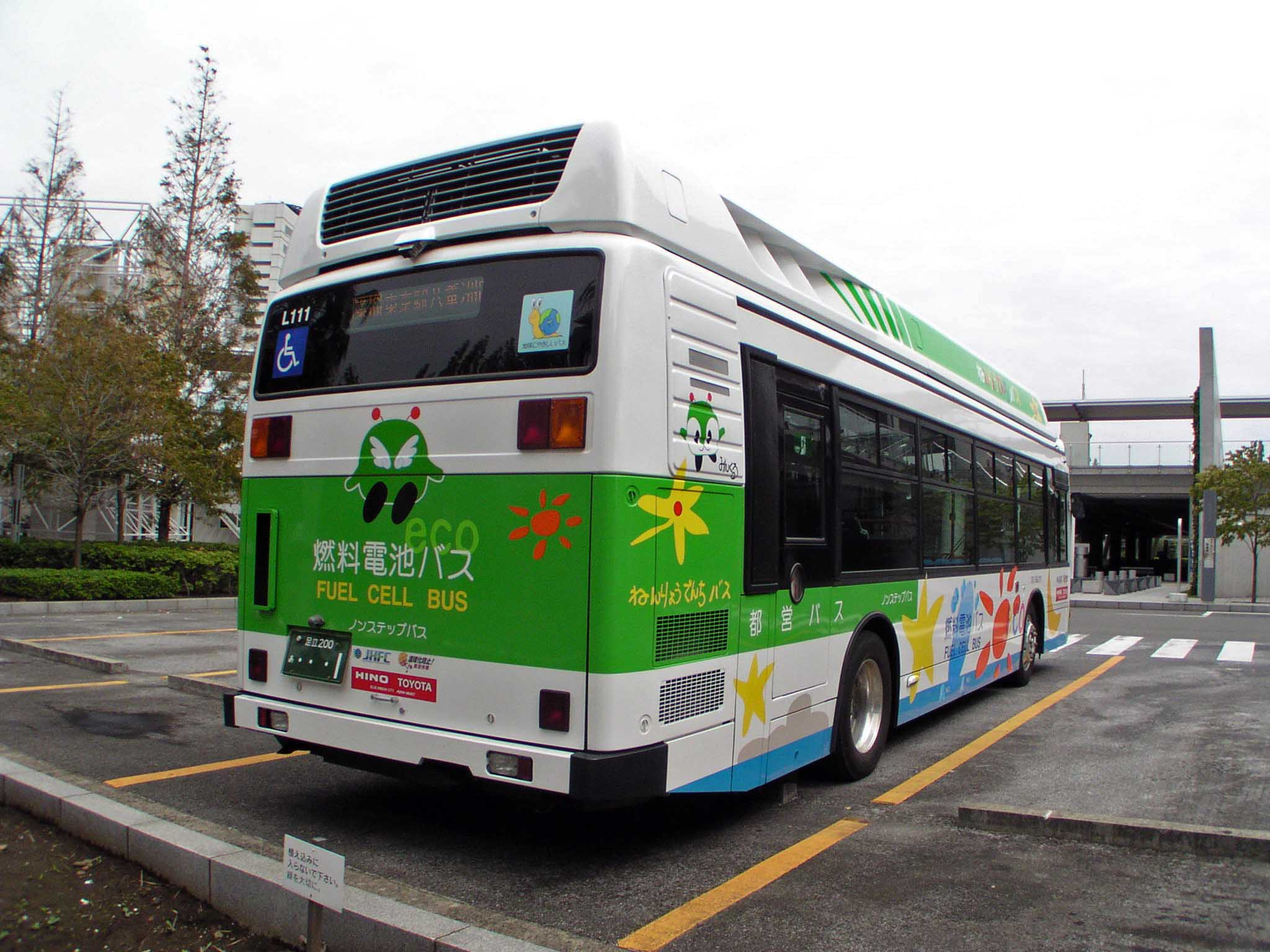
FCHV-BUS第1世代の後部 （東京ビッグサイトにて）
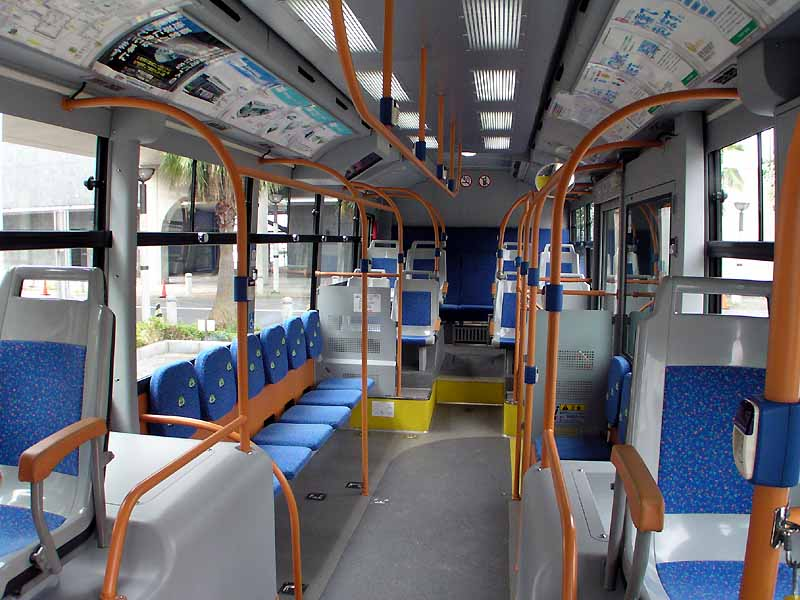
FCHV-BUS第1世代の客室
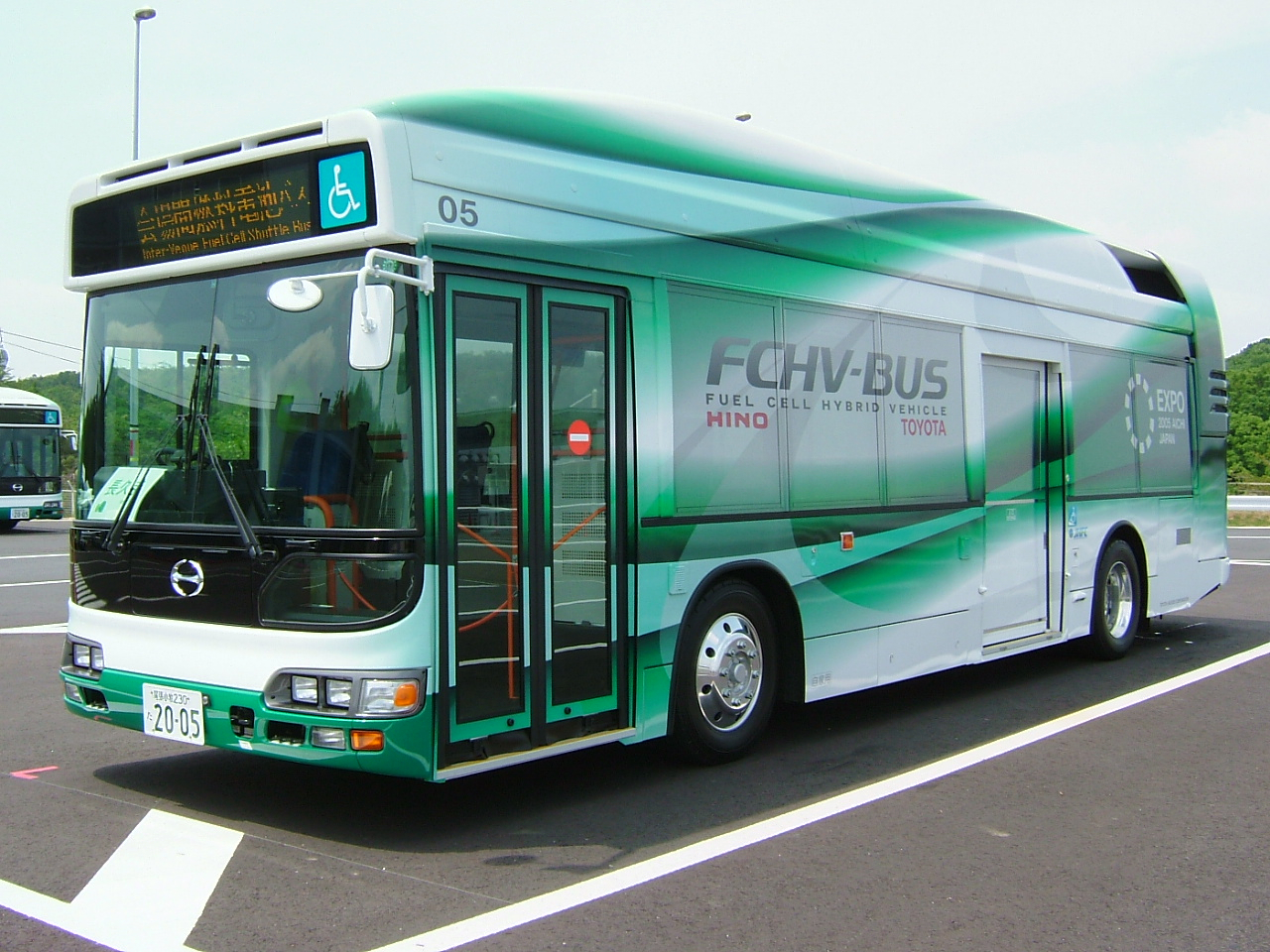
2005年日本国際博覧会（愛・地球博）会場間シャトルバス当時のFCHV-BUS
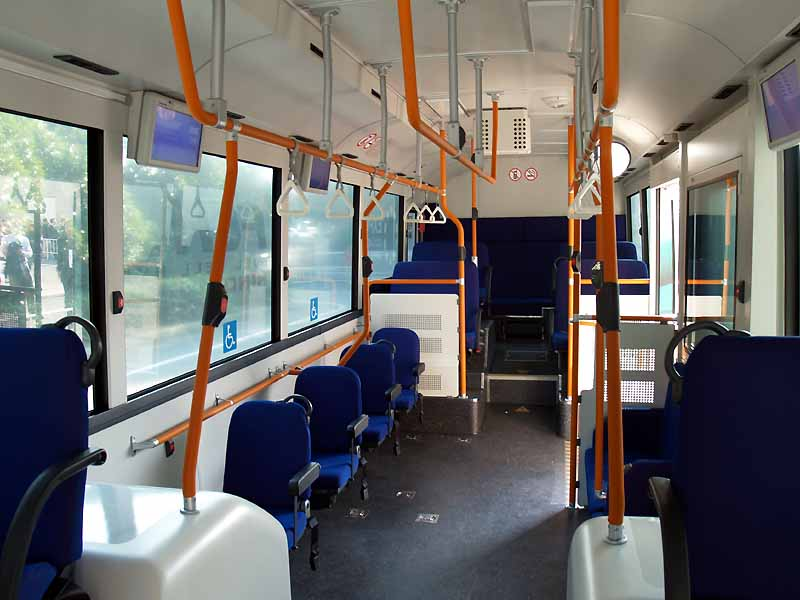
愛・地球博バージョンの車内
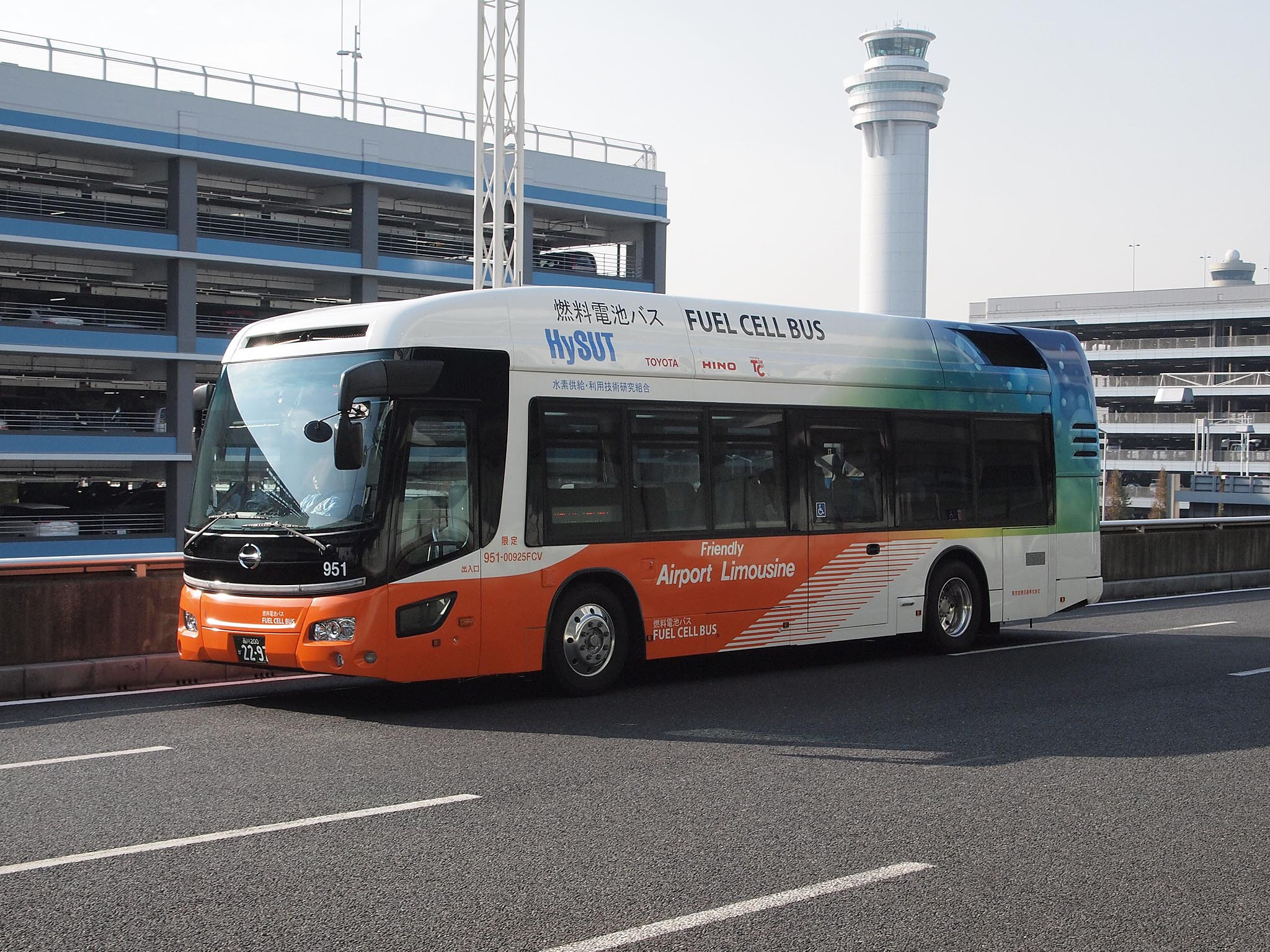
東京空港交通リムジンバス （2代目セレガマスク：東京国際空港にて）
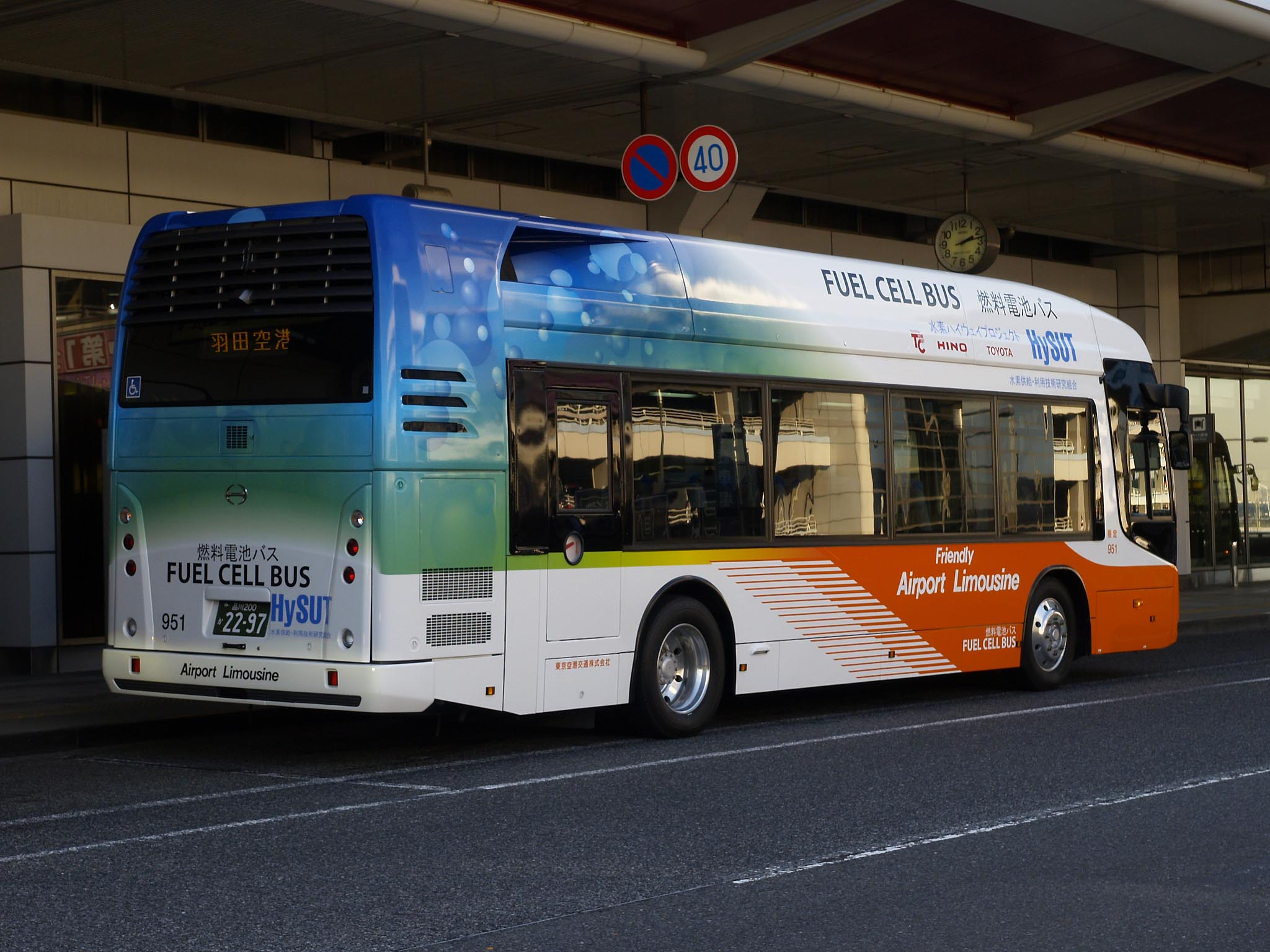
東京空港交通バージョンの後部
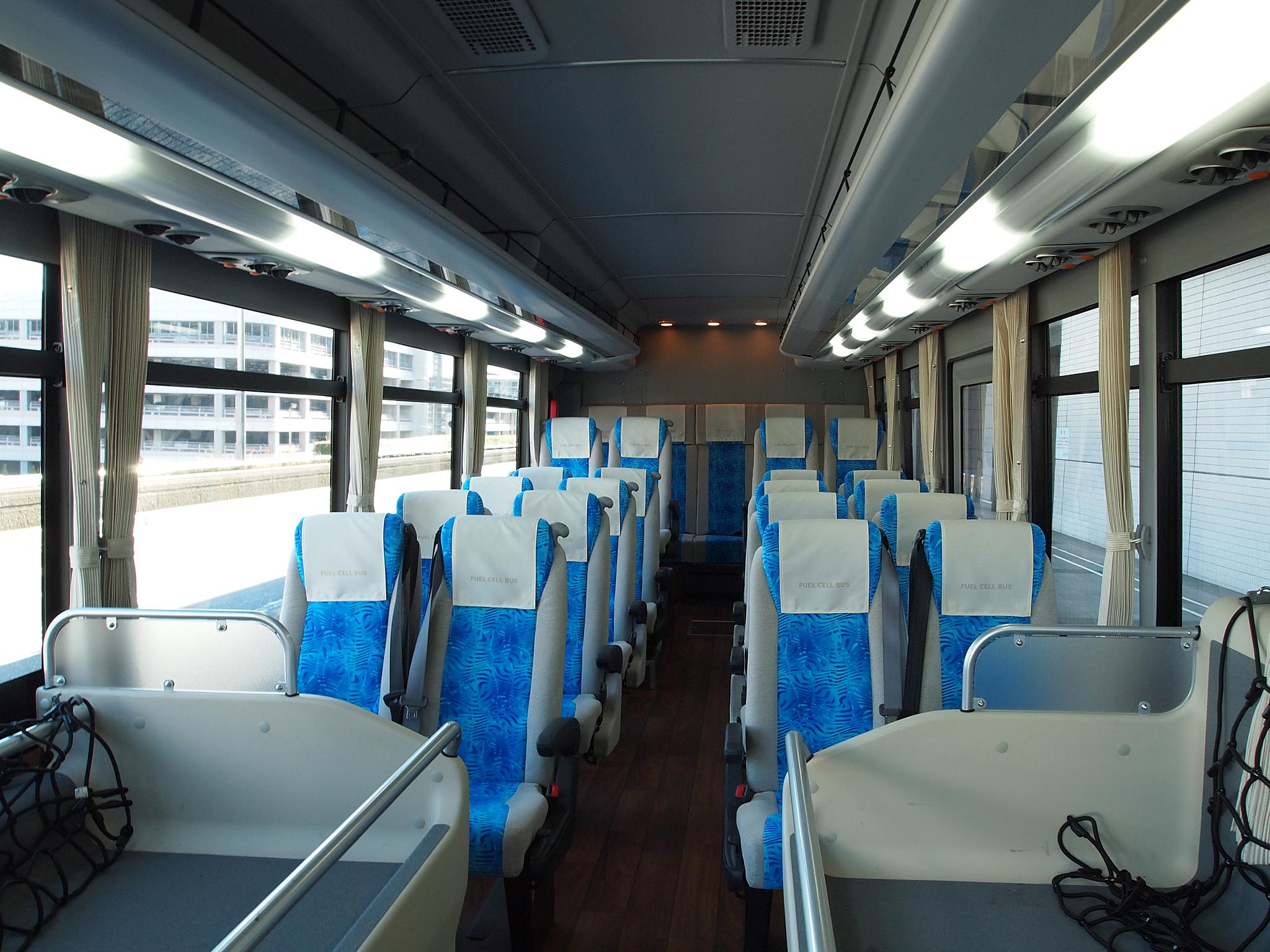
東京空港交通バージョンの客室
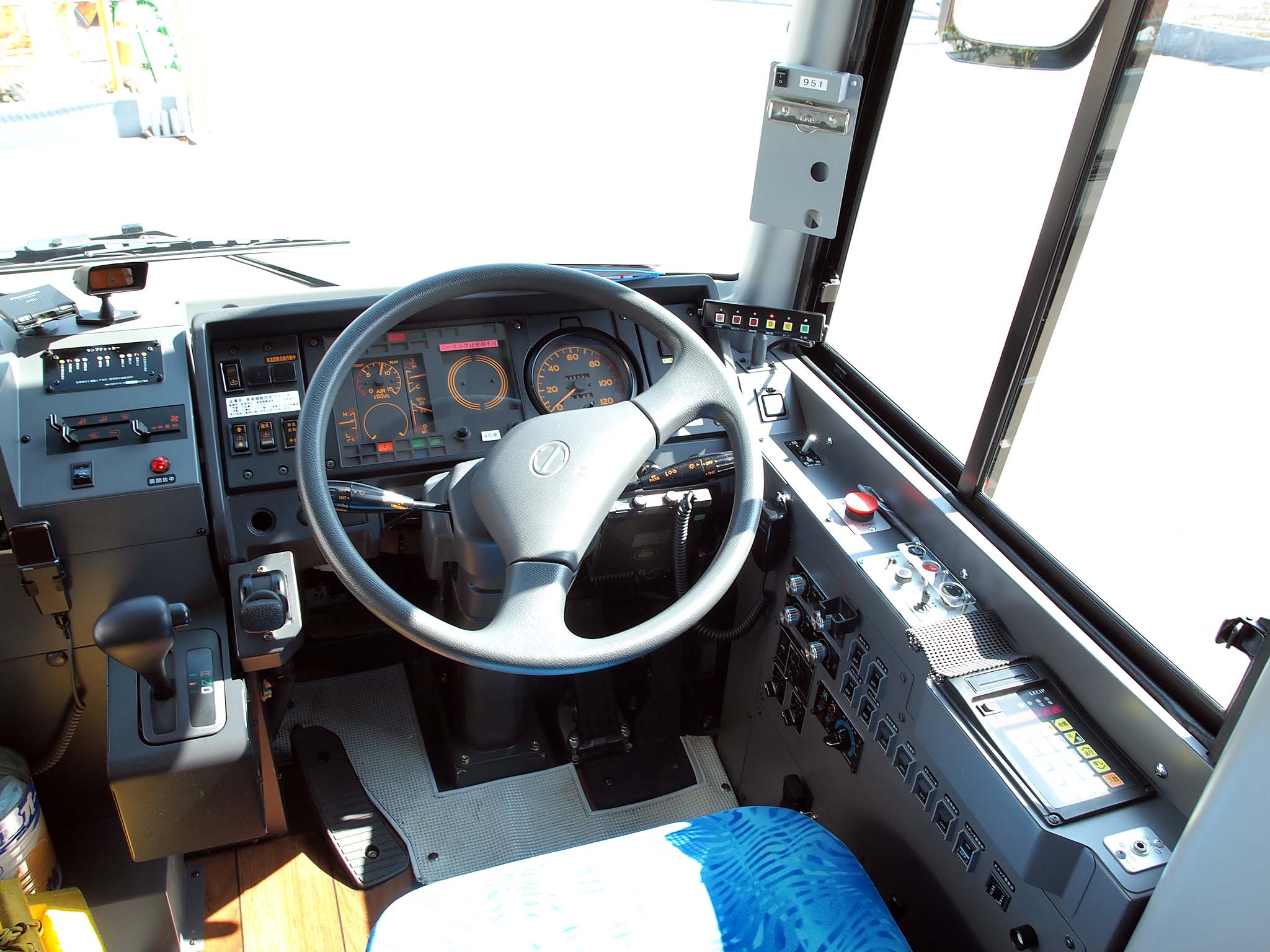
運転席

## ブルーリボンII
| ブルーリボンIIとエルガはPKG-よりヘッドライト形状が異なっていた。 |  | ブルーリボンIIとエルガはPKG-よりヘッドライト形状が異なっていた。 |
| ブルーリボンIIとエルガはPKG-よりヘッドライト形状が異なっていた。 |  |                                                                  |

ブルーリボンII（Blue Ribbon II）は、日野自動車といすゞ自動車の合弁会社・ジェイ・バスが製造し、日野自動車が販売していた路線用・自家用の大型路線バス。設計・開発はいすゞ側が行っており、同社のエルガとの統合車種となっている。
これは、両社のバス事業製造事業が統合されたことに伴うもので、バスの製造は一部の例外を除き、いすゞ・日野の合同資本であるジェイ・バスの宇都宮事業所（旧いすゞバス製造）で行われている。
エルガとは細かな仕様の違いはあるものの、ほとんど同一の車種であることから、シリーズそのものの詳しい説明や車種ごとにおける共通の変更点（エンジン・トランスミッションなど）はいすゞ・エルガに任せ、ここではブルーリボンIIとしての記述に特化させることにする。
なお、これまでエルガのCNGノンステップバスのみ供給されたことがない。同じくエルガハイブリッド（初代・LV系）も供給されなかった。
後述するブルーリボン（2代目）へのモデルチェンジ後も自家用ツーステップなど一部が併売されていたが、平成28年排出ガス規制（ポスト・ポスト新長期排出ガス規制適合）へ適応することなくすでに終売されている。

### KL-KV280*1改
詳しい車種説明は、いすゞ・エルガ#KL-LV280/380系を参照。
2004年8月より供給が開始された、いすゞ・エルガ・KL-LV280系のOEM供給車。この車種の時点では、供給はディーゼル車のノンステップバスのみにとどまった。また、この時点ではエルガとの統合車種ではなく、エルガのOEM供給車という扱いになる。
このノンステップバスは、前扉から中扉のみをノンステップ（部分超低床車）とし、ワンステップバスと構造を共通化してコストを削減したモデル（エルガでのtype-A）であり、日野自動車には同様の車種が存在していなかったことから、OEM供給が行われた。
エルガとは外観や仕様はほぼ同一であり、エンブレムの取付がされていない場合は外観のみでの判別は困難である。また、車内のモデルプレートも「ISUZU」になっている。
PJ-KV234系が発売された後も2005年8月31日まで発売されていた。
型式は以下のとおり。すべてエアサス車である。
| WB4.8m       | WB5.3m       |
| ------------ | ------------ |
| KL-KV280L1改 | KL-KV280N1改 |

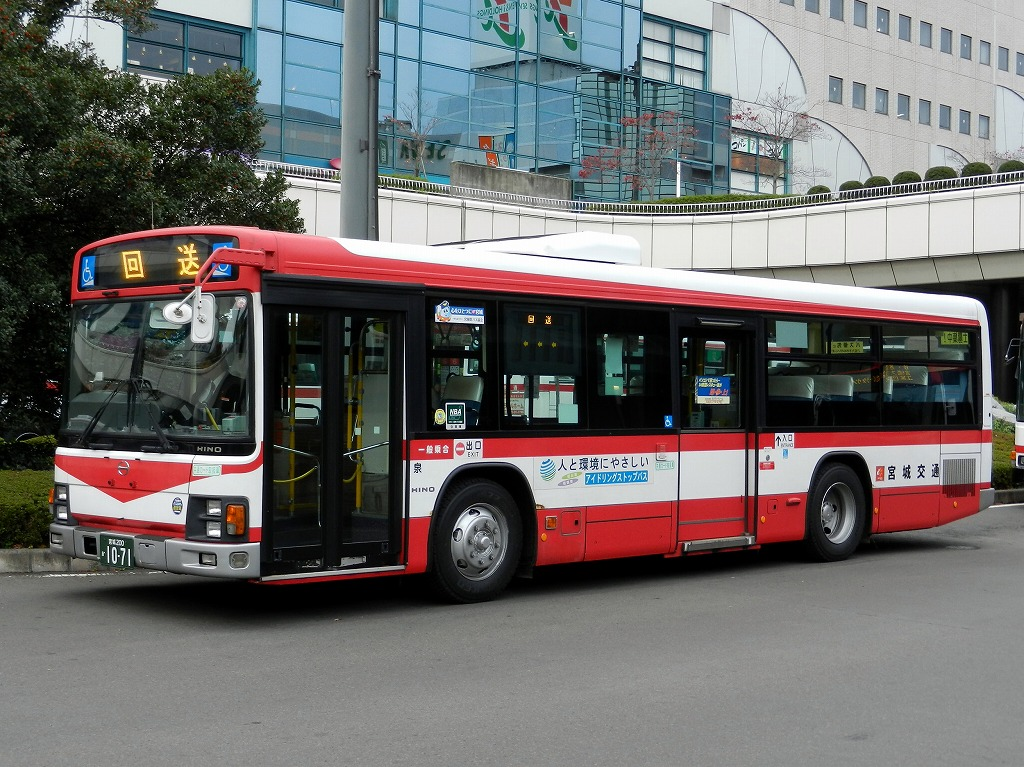
KL-KV280L1改 宮城交通
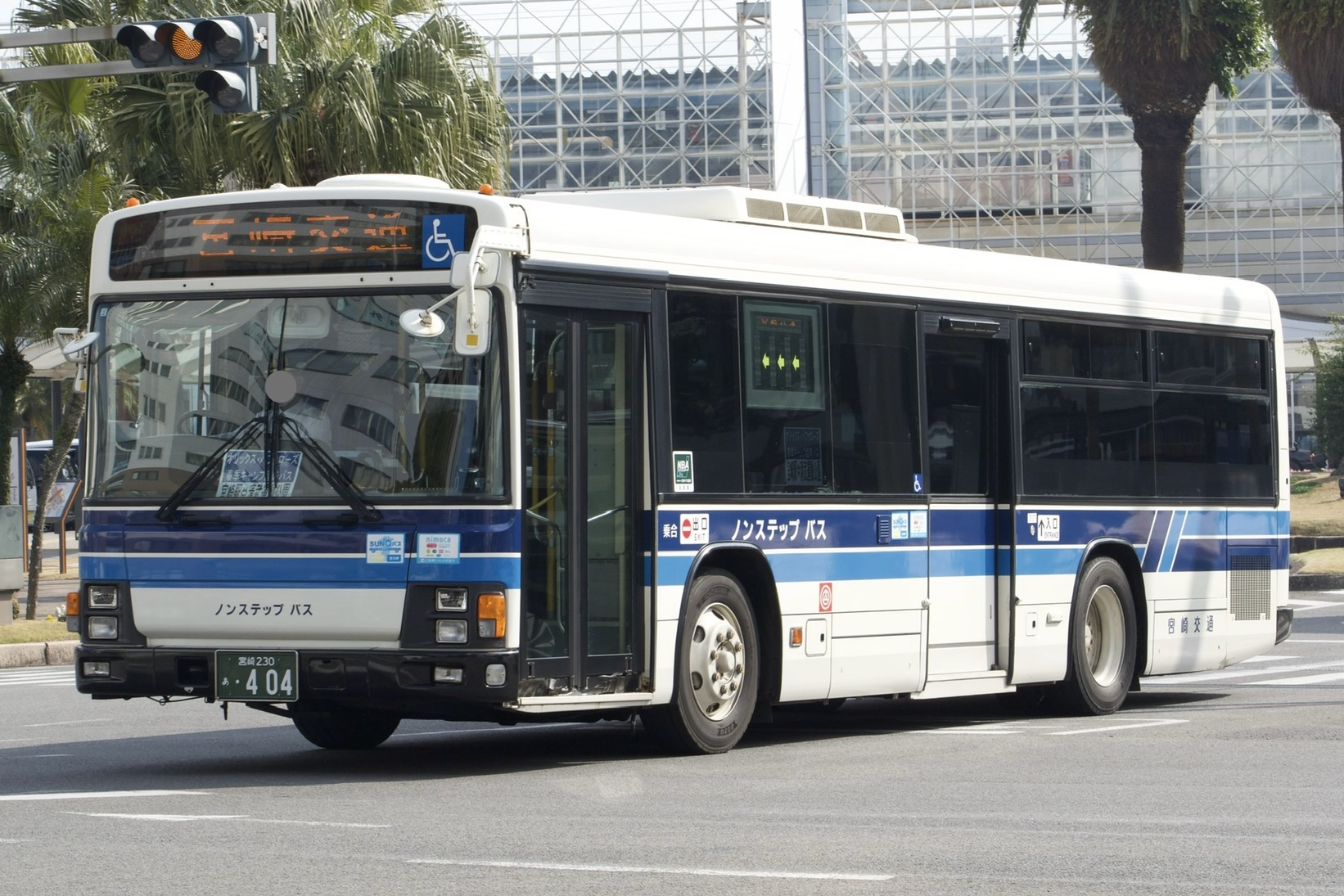
KL-KV280L1改 宮崎交通

### PJ-KV234*1
詳しい車種説明は、いすゞ・エルガ#PJ-LV234系を参照。
2004年12月21日にいすゞからPJ-LV234系が発売されたが、やや遅れて日野からも2005年1月14日にPJ-KV系が標準出力のみ発売開始された。前モデルに引き続き前中ノンステップバスが設定されているほか、新たにワンステップバスが設定された。後日、エルガに設定済みの高出力車やツーステップバス（自家用車や教習車）も供給されるようになり、エルガに設定されている仕様がCNGノンステップバスを除きすべてラインナップされた。新短期規制（平成16年排出ガス規制）に適合しており、平成12年排出ガス規制に対して粒子状物質75%低減レベル車となっていて、超低PM排出ディーゼル車（☆☆☆適合）となっている。2006年までエルガにはない日野オリジナルの自家用/路線バス座席シート柄が設定されていた。
この代からブルーリボンIIはエルガとの統合車種という位置づけになり、このモデルより車内の銘板が「日野自動車」になっている。外観・仕様に関してはOEM時代に引き続きやはりエルガとほぼ同一で判別が困難であるが、前述の銘板のほかにステアリングのロゴで判別できる。
型式は以下のとおり。すべてエアサス車である。
|                           | WB4.8m     | WB5.3m     | WB5.8m     |
| ------------------------- | ---------- | ---------- | ---------- |
| ノンステップ              | PJ-KV234L1 | PJ-KV234N1 |            |
| ワンステップ ツーステップ | PJ-KV234L1 | PJ-KV234N1 | PJ-KV234Q1 |

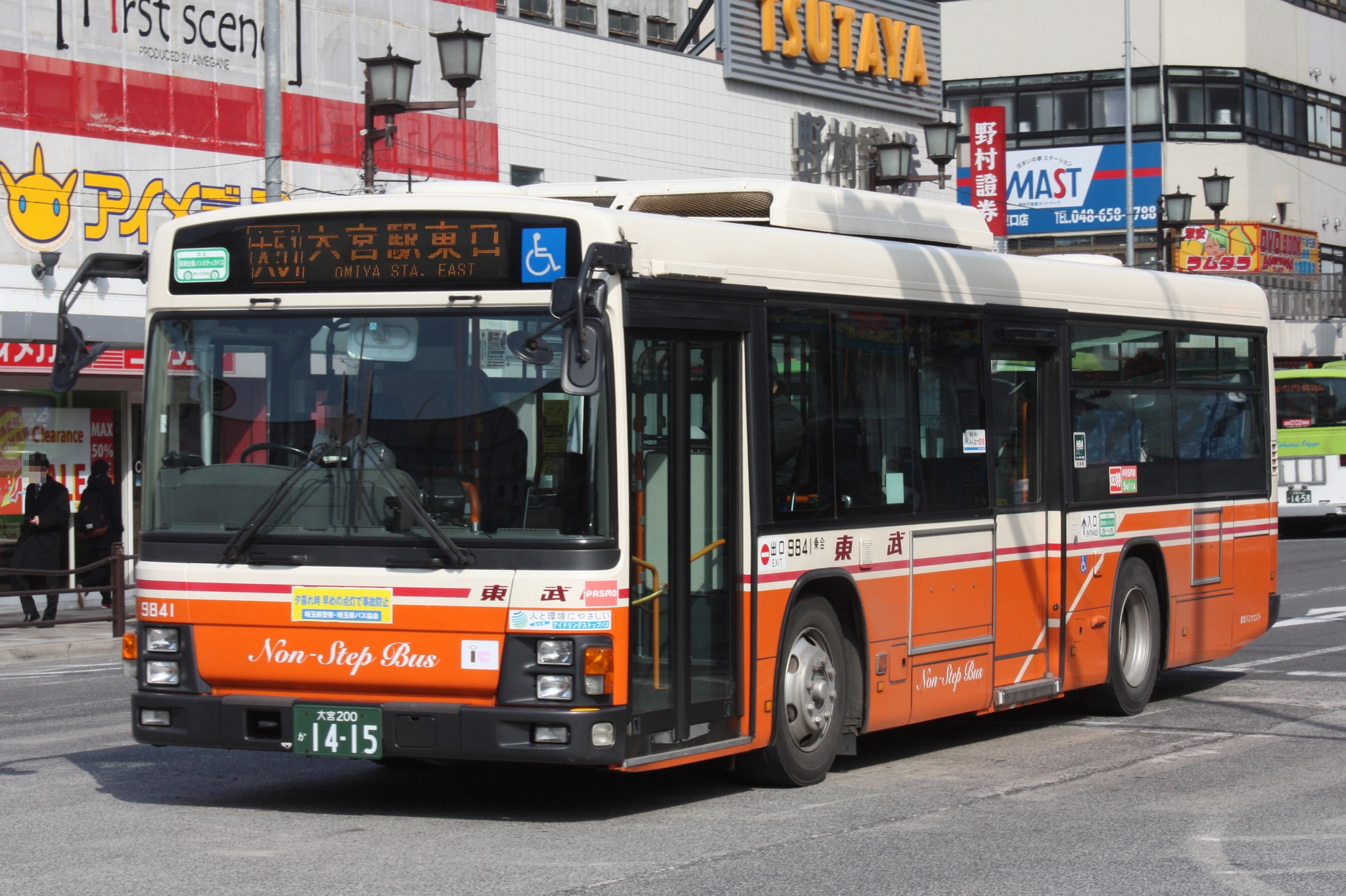
ノンステップバス PJ-KV234L1 東武バス
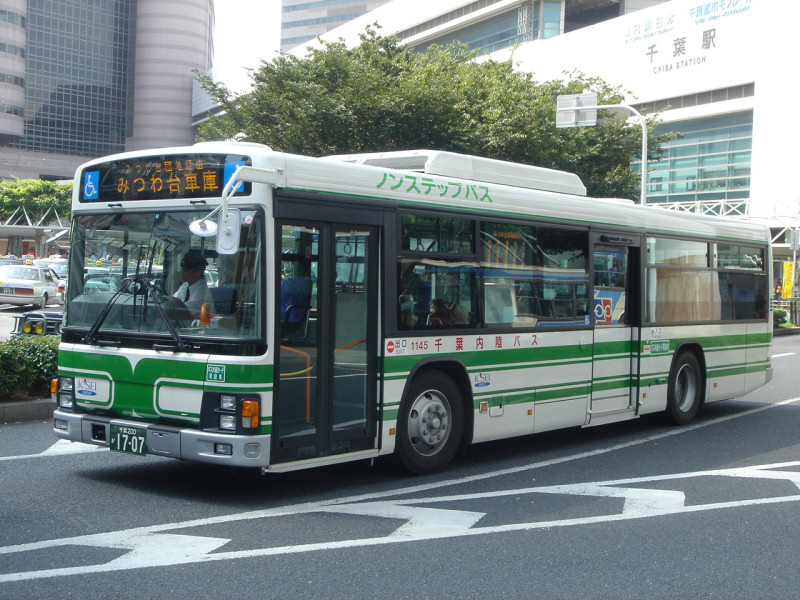
ノンステップバス PJ-KV234N1 千葉内陸バス
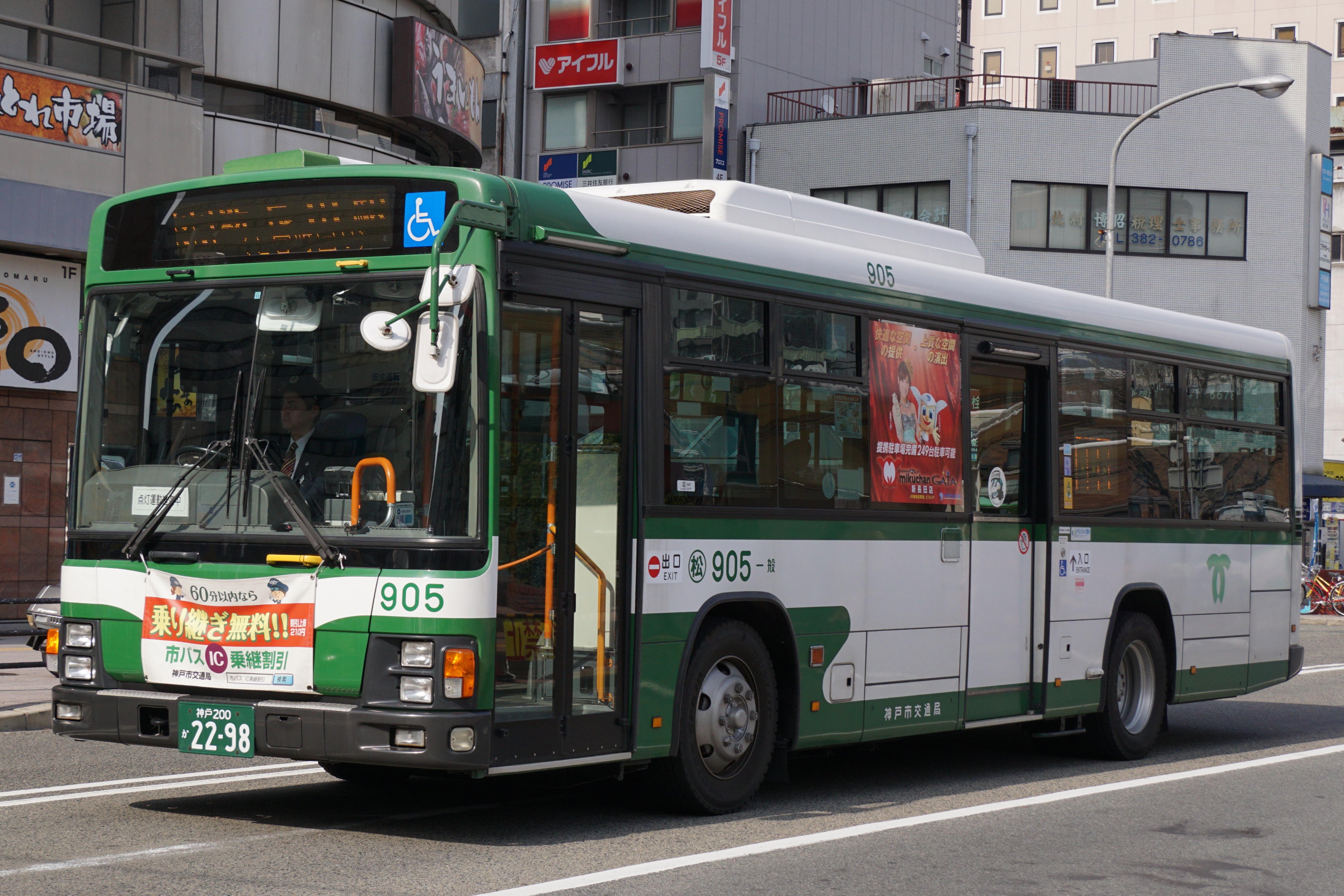
ワンステップバス PJ-KV234L1 神戸市交通局
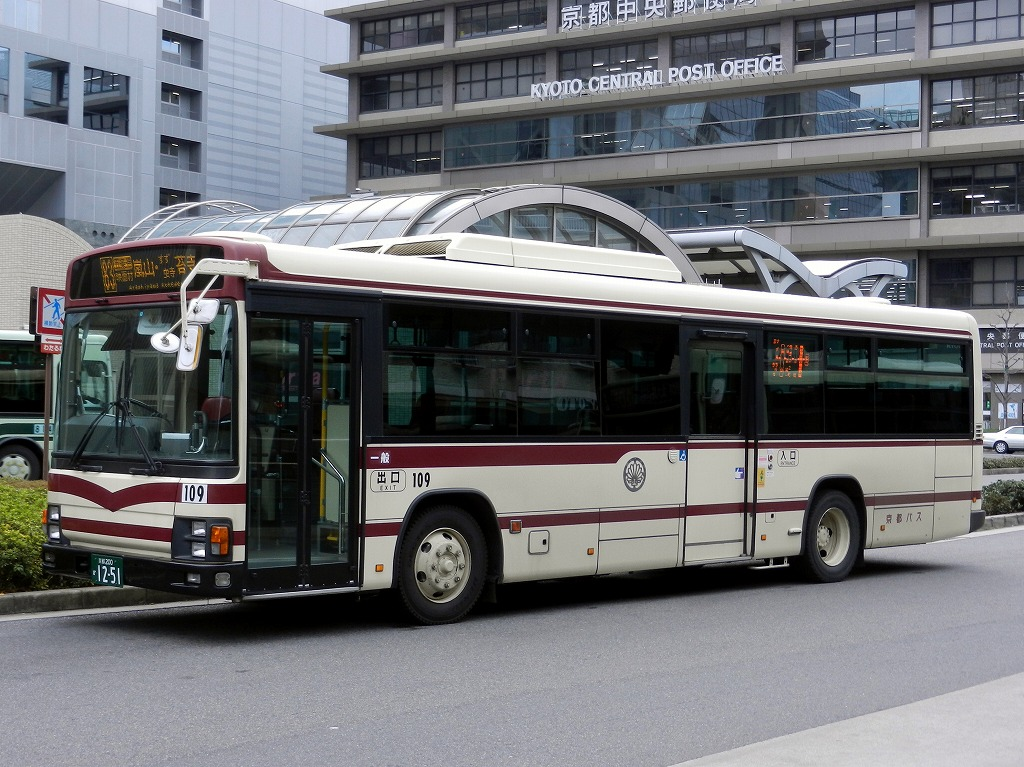
ワンステップバス PJ-KV234N1 京都バス
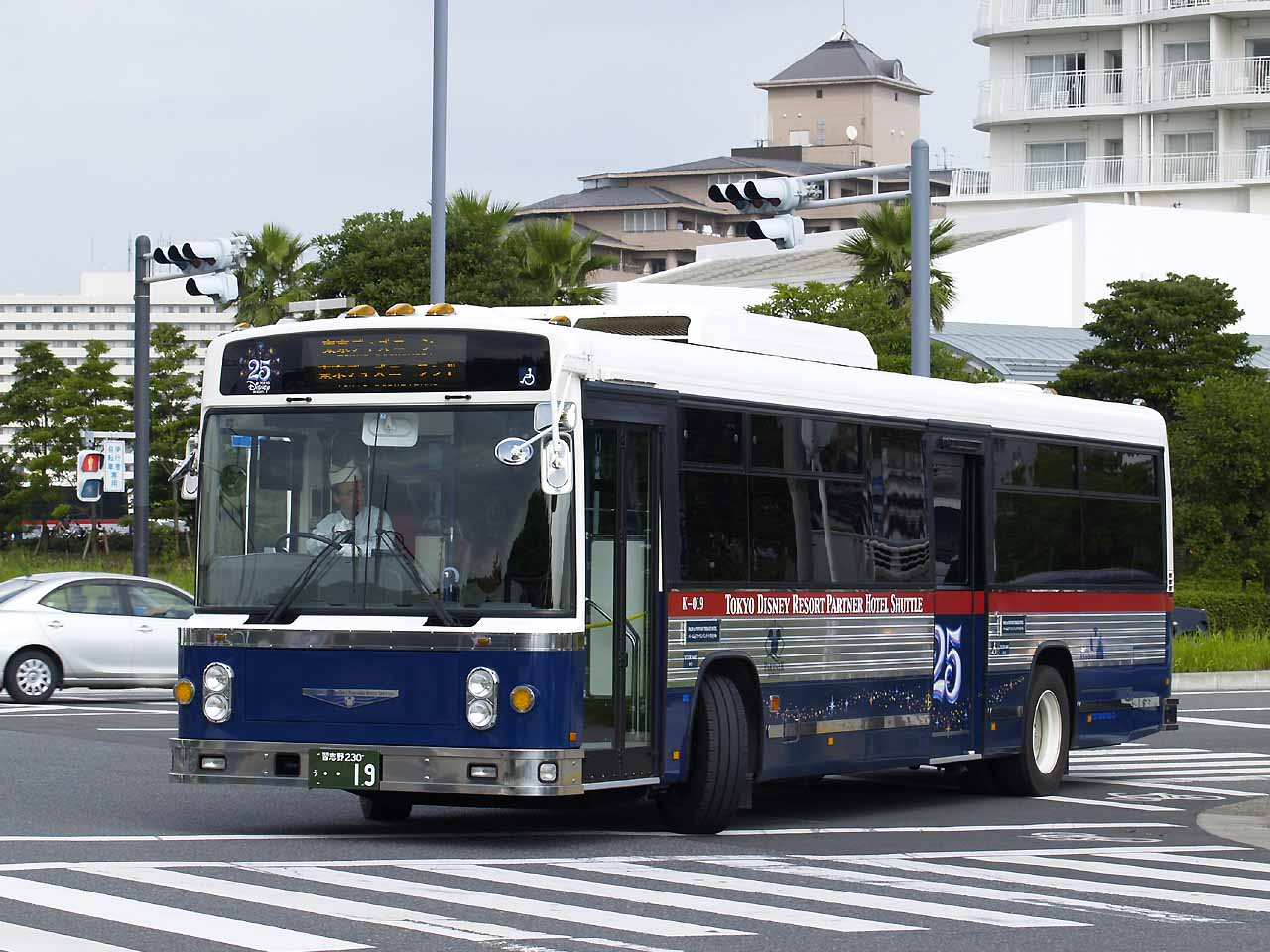
ワンステップバス PJ-KV234Q1改 東京特殊車体改造 京成トランジットバス
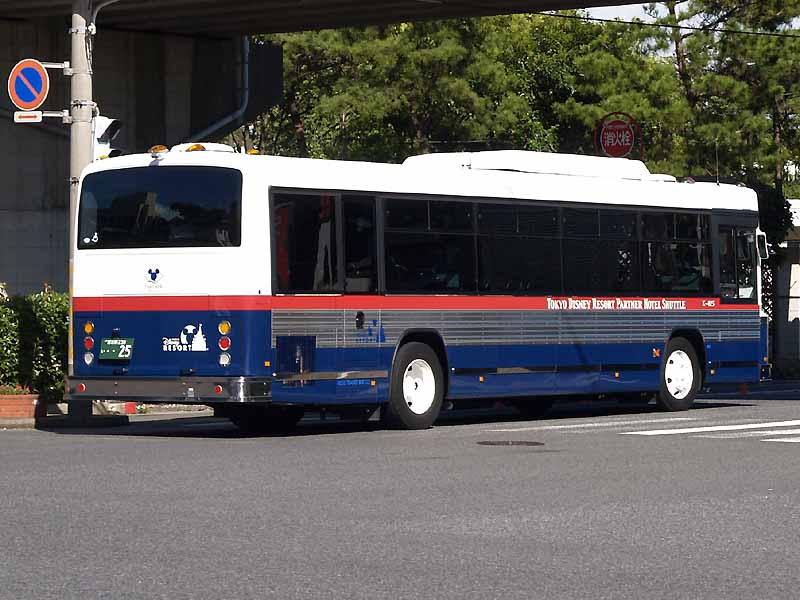
ワンステップバス PJ-KV234Q1改 東京特殊車体改造 京成トランジットバス リアビュー

### PKG-/PDG-KV234*2
詳しい車種説明は、いすゞ・エルガ#PKG-/PDG-LV234系を参照。
2007年2月22日より、いすゞ・エルガのPKG-/PDG-LV234系とともに新長期規制（平成17年排出ガス規制）適合車、PKG-/PDG-KV234系の発売が開始された。一部の車種は平成27年燃費基準に適合しており、自動車取得税の控除を受けることができる。同年8月29日には、高出力車とツーステップ（自家用・教習車のみ）の設定が追加された。
発売はされたものの、PJ-KV234系が同年8月31日まで発売可能であったことから、それ以後に多く生産が行われ、実際に当型式の導入第1号は8月初頭から運行を開始した、都営バスのL-R595 (PKG-KV234L2) となった。しかし、都営バスは同時期にこのPKG-KV234L2を102台投入し、短期間で大量に製造が行われた。
ラインナップが多く、燃費が各々異なるため、燃費基準達成車と非達成車が混在している。これらはホイールベースのほか、トランスミッション（5MT・6MT・5AT）や仕様の違い（路線仕様および自家用仕様）等により決定される。
基本的な部分はエルガに準じているが、今回は2008年実施の灯火器保安基準改正および2009年適用予定のECE基準に適合されるべく、ヘッドランプ・フォグランプ・コーナリングランプのデザインを変更した。特に、ヘッドランプは、従来の縦2段の角型4灯から、角型2灯に変更され見た目が変わった。いすゞ・エルガは従来通りの縦2段角型4灯を継続しているため、従来と異なり外観での区別もしやすくなった。
型式は以下のとおり。すべてエアサス車で、燃費基準達成車が「PKG-」、非達成車が「PDG-」となる。
|                           | WB4.8m                  | WB5.3m                  | WB5.8m                  |
| ------------------------- | ----------------------- | ----------------------- | ----------------------- |
| ノンステップ              | PKG-KV234L2 PDG-KV234L2 | PKG-KV234N2 PDG-KV234N2 |                         |
| ワンステップ ツーステップ | PKG-KV234L2 PDG-KV234L2 | PKG-KV234N2 PDG-KV234N2 | PKG-KV234Q2 PDG-KV234Q2 |

なお、南海バス堺営業所にはCNG改造車のノンステップバス（PKG-KV234N2改）が2台導入された。ディーゼル車をベースに改造したため、いすゞ･エルガのCNGノンステップバスと異なり、CNGタンクが屋根後方に設置されているのが外観上の特徴である（エルガはCNGタンクを屋根前方に設置）。またCNGのボンベカバーの形状もエルガとは異なる。足回りも6HF1エンジンのアリソンAT（PDG-）ではなく6HK1エンジンのMT仕様（PKG-）である。

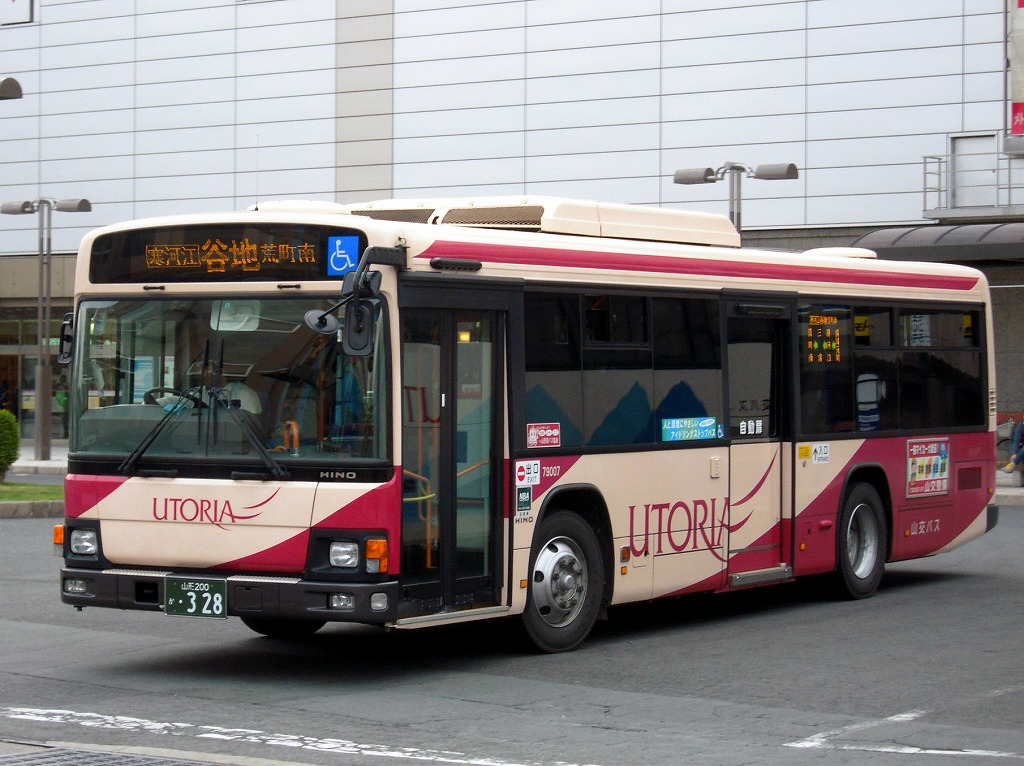
ノンステップバス PKG-KV234L2 山交バス
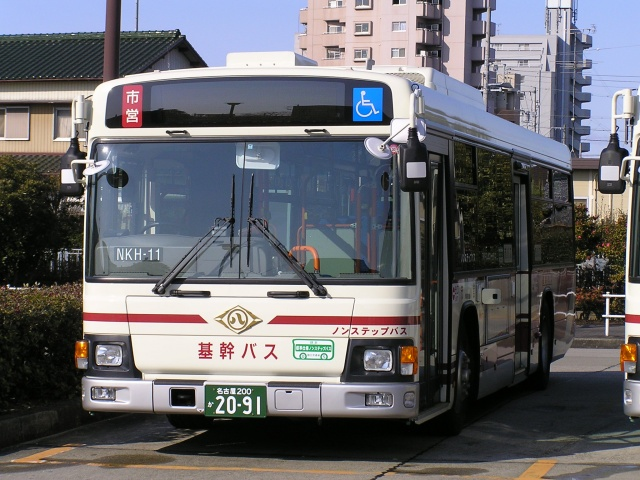
ノンステップバス PDG-KV234N2 名古屋市交通局
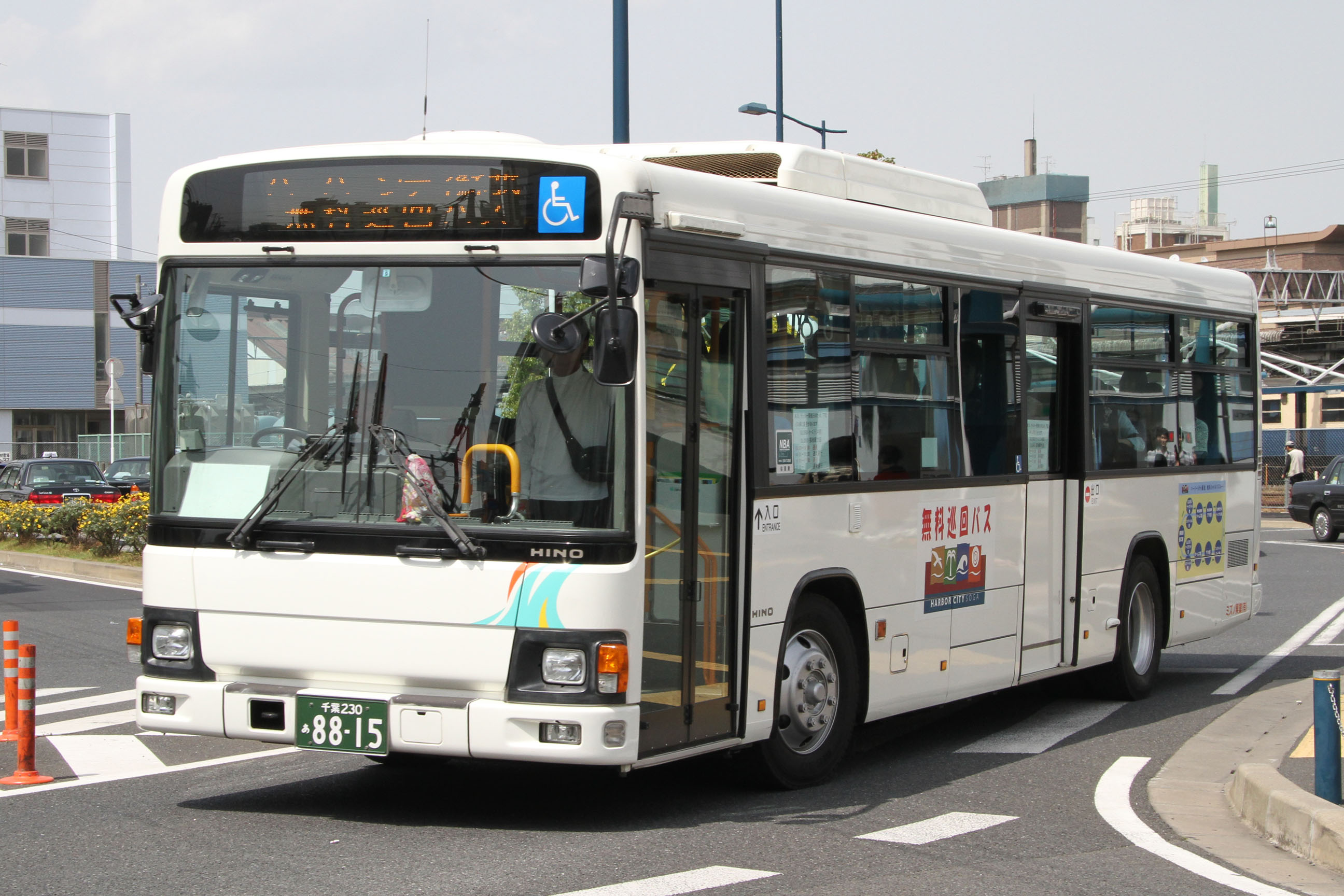
ワンステップバス PKG-KV234N2 ミズノ興業
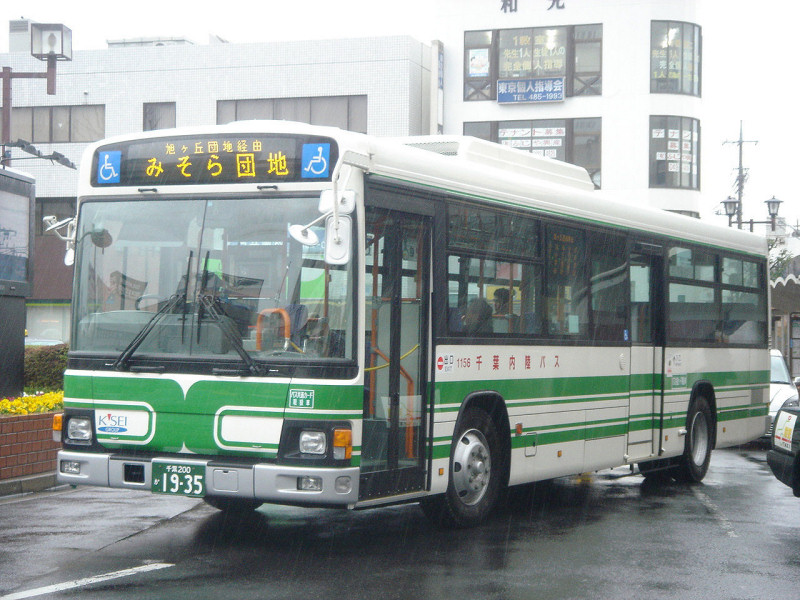
ワンステップバス PKG-KV234Q2 千葉内陸バス
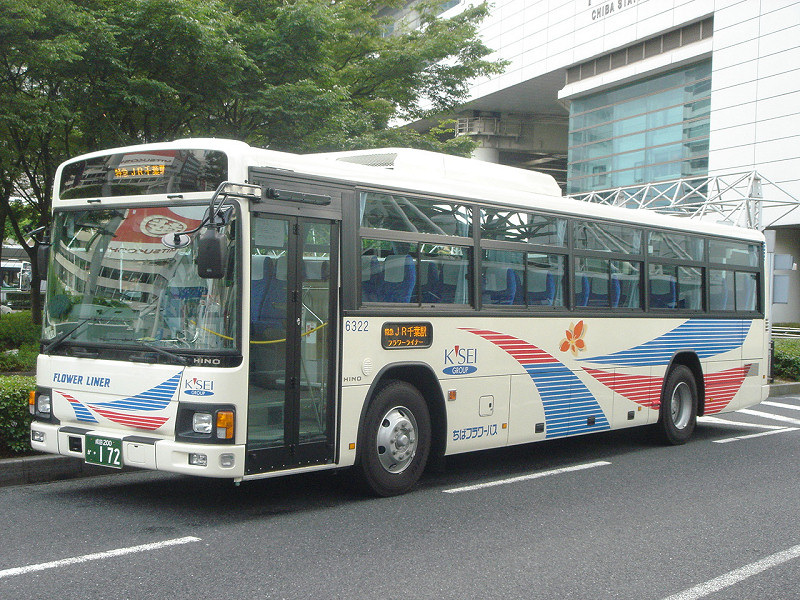
ツーステップバス （トップドア） PDG-KV234Q2 ちばフラワーバス
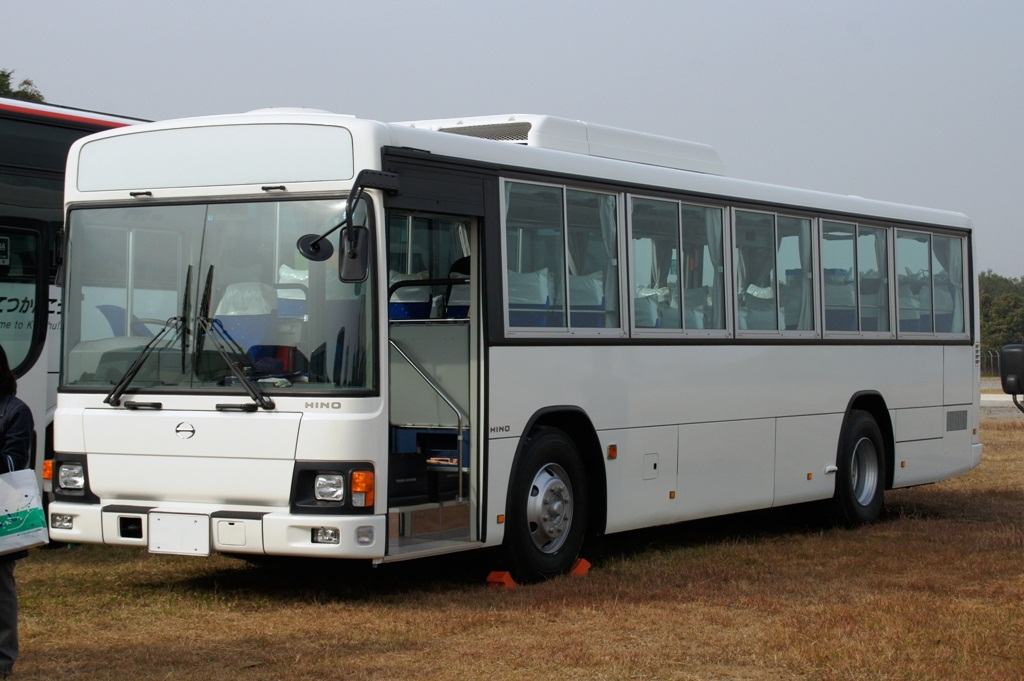
ツーステップバス （トップドア） PDG-KV234N2 陸上自衛隊

### LKG-/LDG-KV234*3
詳しい車種説明は、いすゞ・エルガ#LKG-/LDG-LV234系を参照。
2010年8月5日発売開始。エルガ同様、排気ガス浄化装置の改良と尿素SCRシステムの採用により、平成21年排出ガス規制（ポスト新長期規制）に適合し、併せてエンジンとトランスミッションの改良により燃費性能を改良し、平成27年燃費基準達成車の設定を拡大させている。また今回のマイナーチェンジよりABSが全車に標準装備されている。
なお、エンジンがいすゞ製であるため、セレガやブルーリボンシティハイブリッドなど他の日野車で用いられている環境技術「AIR LOOP」の名称は用いられていない。
型式は以下のとおり。すべてエアサス車で、燃費基準達成車が「LKG-」、非達成車が「LDG-」となる。
|                           | WB4.8m                  | WB5.3m                  | WB5.8m                  |
| ------------------------- | ----------------------- | ----------------------- | ----------------------- |
| ノンステップ              | LKG-KV234L3 LDG-KV234L3 | LKG-KV234N3 LDG-KV234N3 |                         |
| ワンステップ ツーステップ | LKG-KV234L3 LDG-KV234L3 | LKG-KV234N3 LDG-KV234N3 | LKG-KV234Q3 LDG-KV234Q3 |

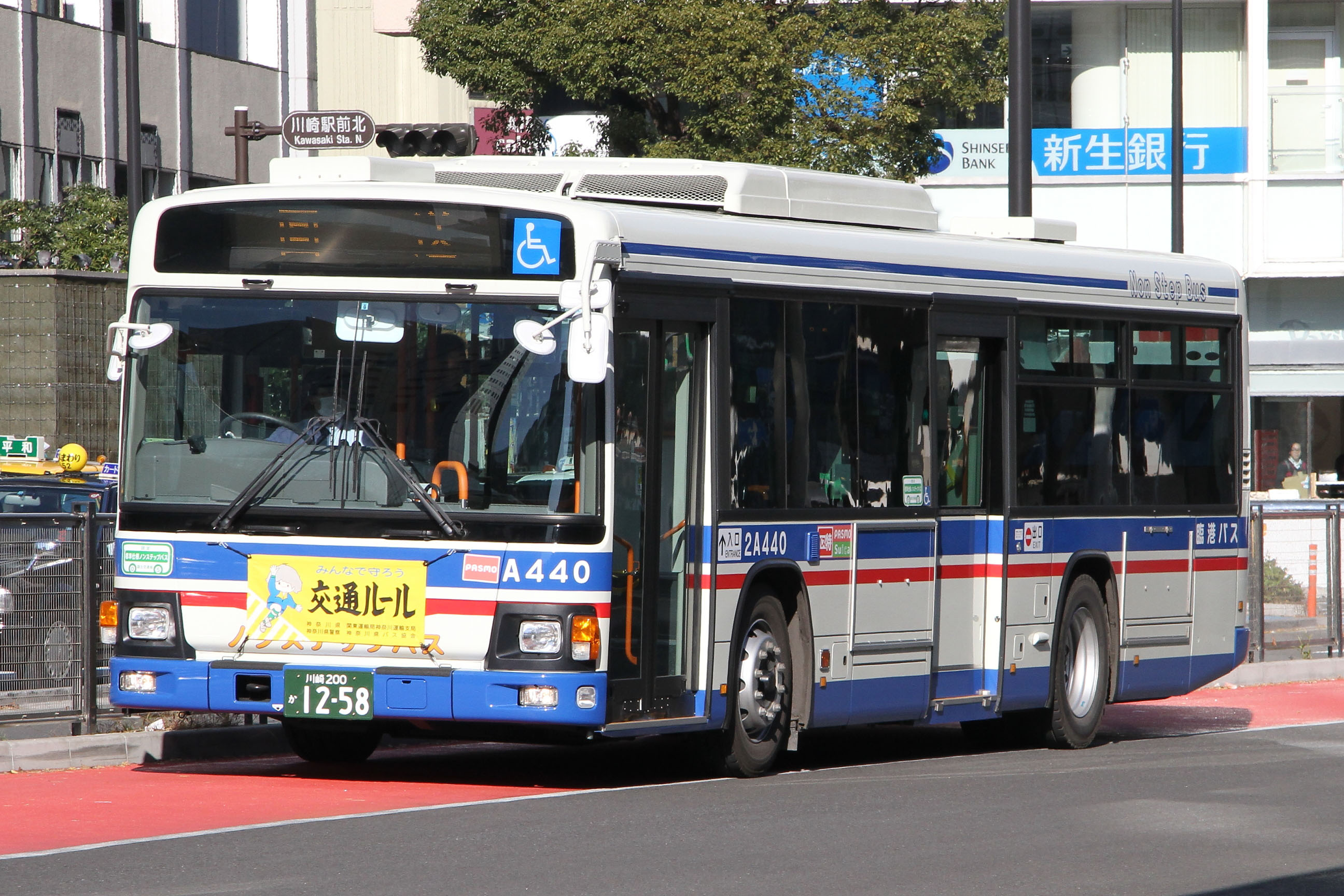
ノンステップバス LKG-KV234L3 川崎鶴見臨港バス
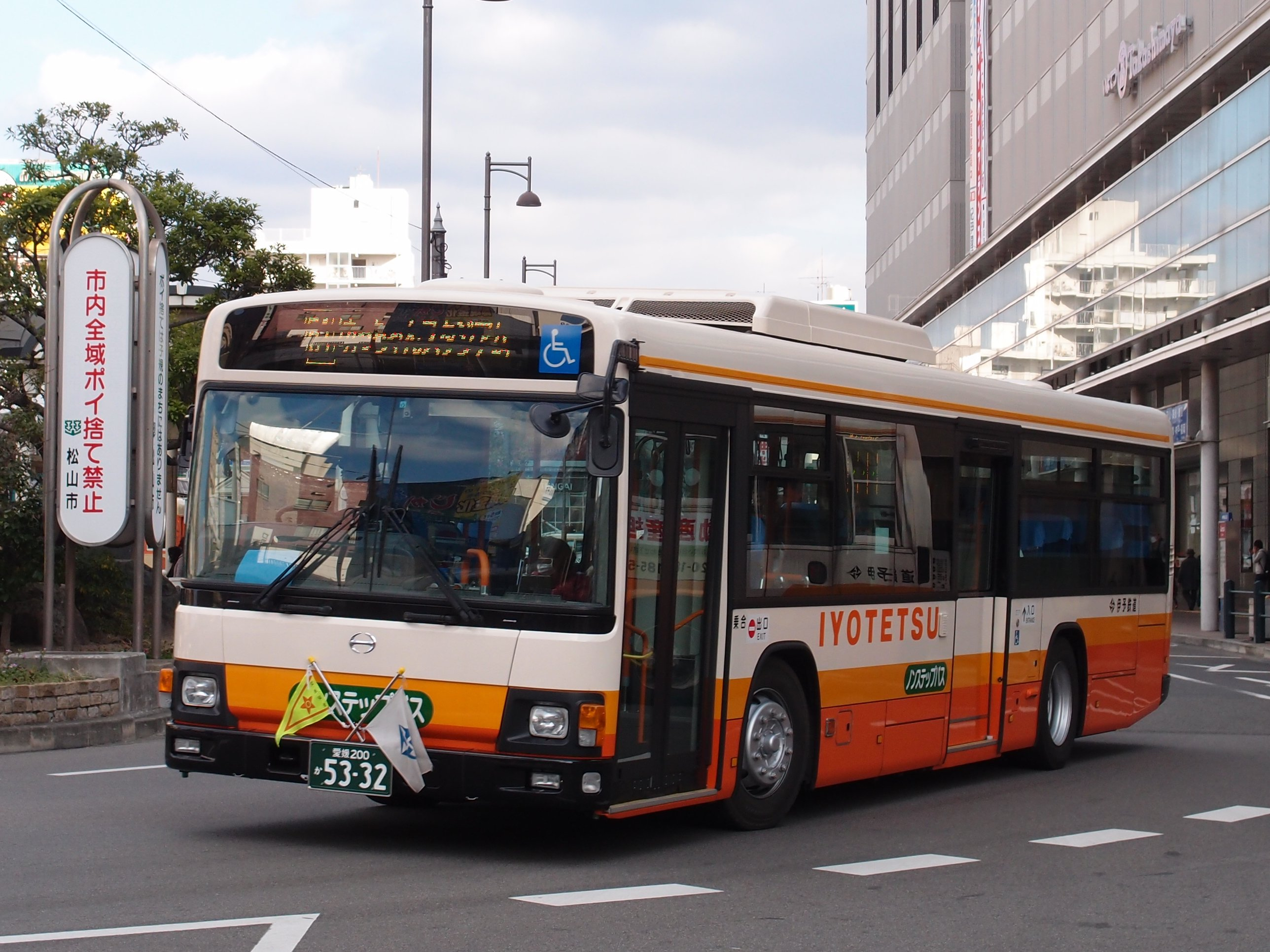
ノンステップバス LKG-KV234N3 伊予鉄バス
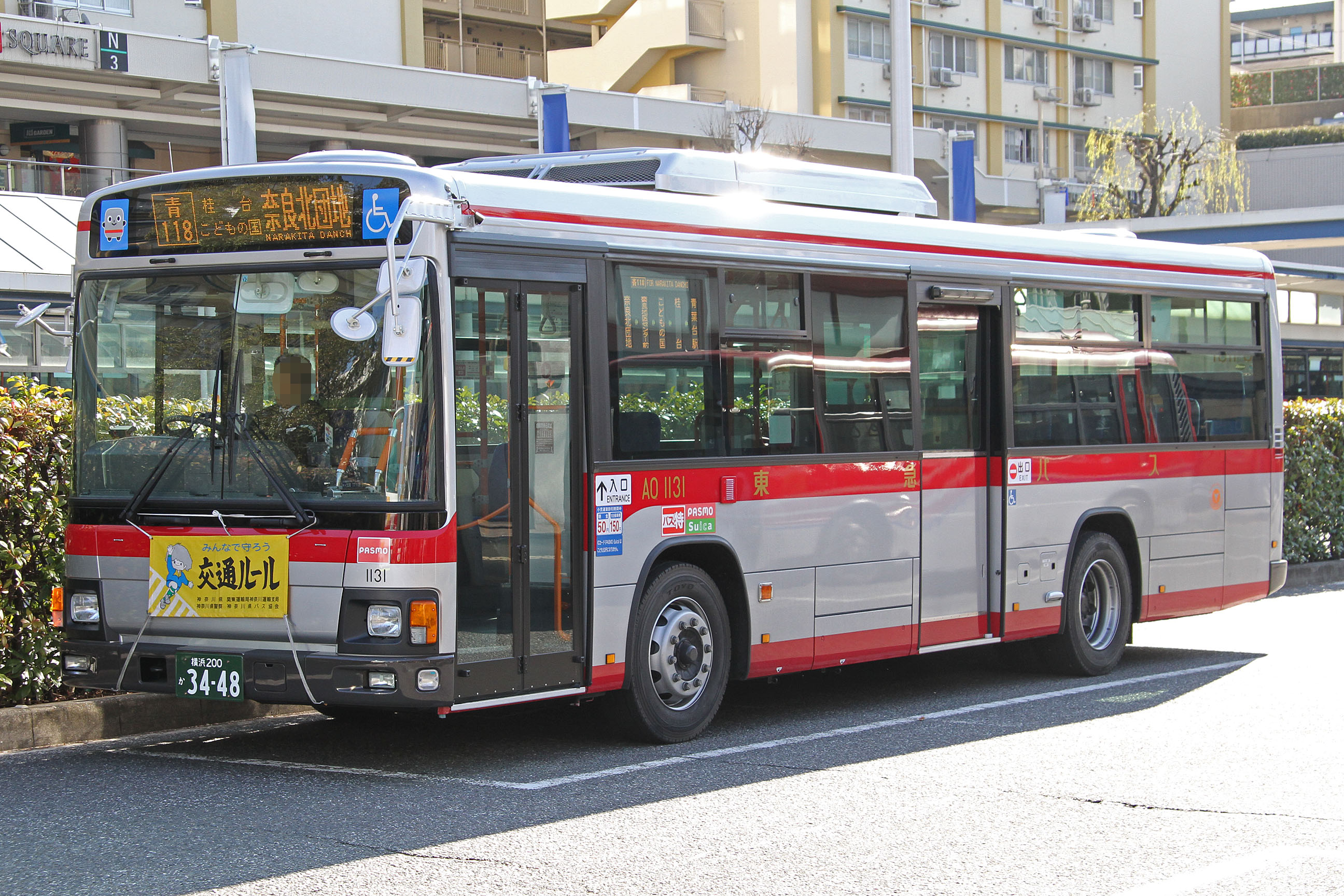
ワンステップバス LKG-KV234L3 東急バス
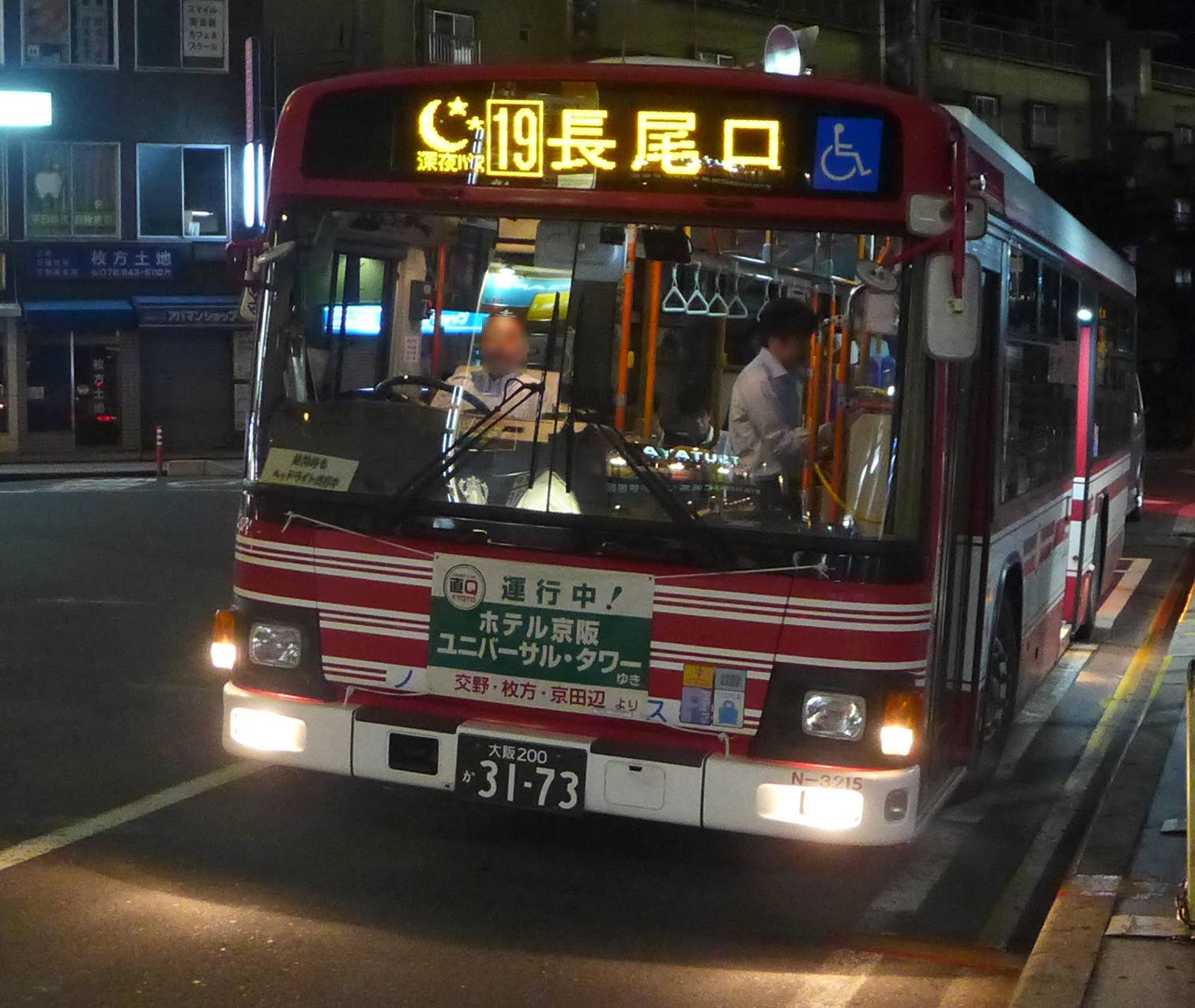
ノンステップバス LKG-KV234N3 京阪バス

### QPG-/QKG-/QDG-KV234*3
詳しい車種説明は、いすゞ・エルガ#QPG-/QKG-/QDG-LV234系を参照。
2012年4月発売開始。新エコカー減税対応により、排出ガス規制記号を変更。
2012年6月、新保安基準・新ワンマンバス構造要件に対応し発売。MT車は平成27年燃費基準より5%向上した他、平成21年基準低排出ガス車認定を取得している。また、2012年7月から適用される新ワンマンバス構造要件（中扉開時の動力伝達カット装置標準装備など）にも適合している。今回のマイナーチェンジでは、開発を担当しているいすゞが発売しているいすゞ・エルガよりも先行発売されることになった。また、エルガと違い、引き続き教習車の販売がされていた。後継車種である2代目ブルーリボンが発売された2015年9月以降は、ツーステップバスのみの販売となり、2017年まで発売された。（自家用ツーステップバスはセレガに格上げ統合される形で廃止）
型式は以下のとおり。すべてエアサス車で、燃費基準達成車が「QPG-」または「QKG-」、非達成車が「QDG-」となる。
|                           | WB4.8m                              | WB5.3m                              | WB5.8m                              |
| ------------------------- | ----------------------------------- | ----------------------------------- | ----------------------------------- |
| ノンステップ              | QPG-KV234L3 QKG-KV234L3 QDG-KV234L3 | QPG-KV234N3 QKG-KV234N3 QDG-KV234N3 |                                     |
| ワンステップ ツーステップ | QPG-KV234L3 QKG-KV234L3 QDG-KV234L3 | QPG-KV234N3 QKG-KV234N3 QDG-KV234N3 | QPG-KV234Q3 QKG-KV234Q3 QDG-KV234Q3 |

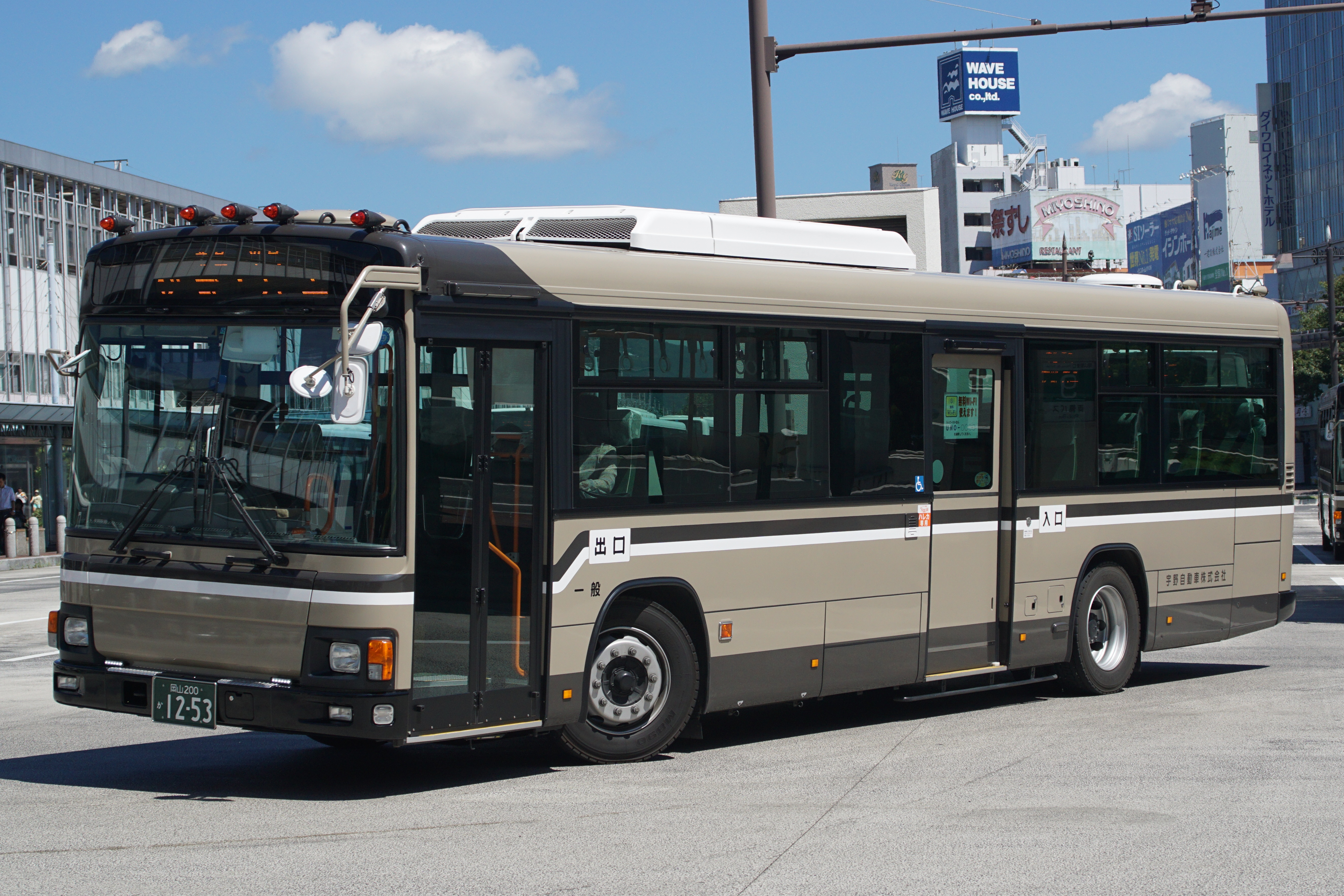
ワンステップバス QPG-KV234N3 宇野自動車
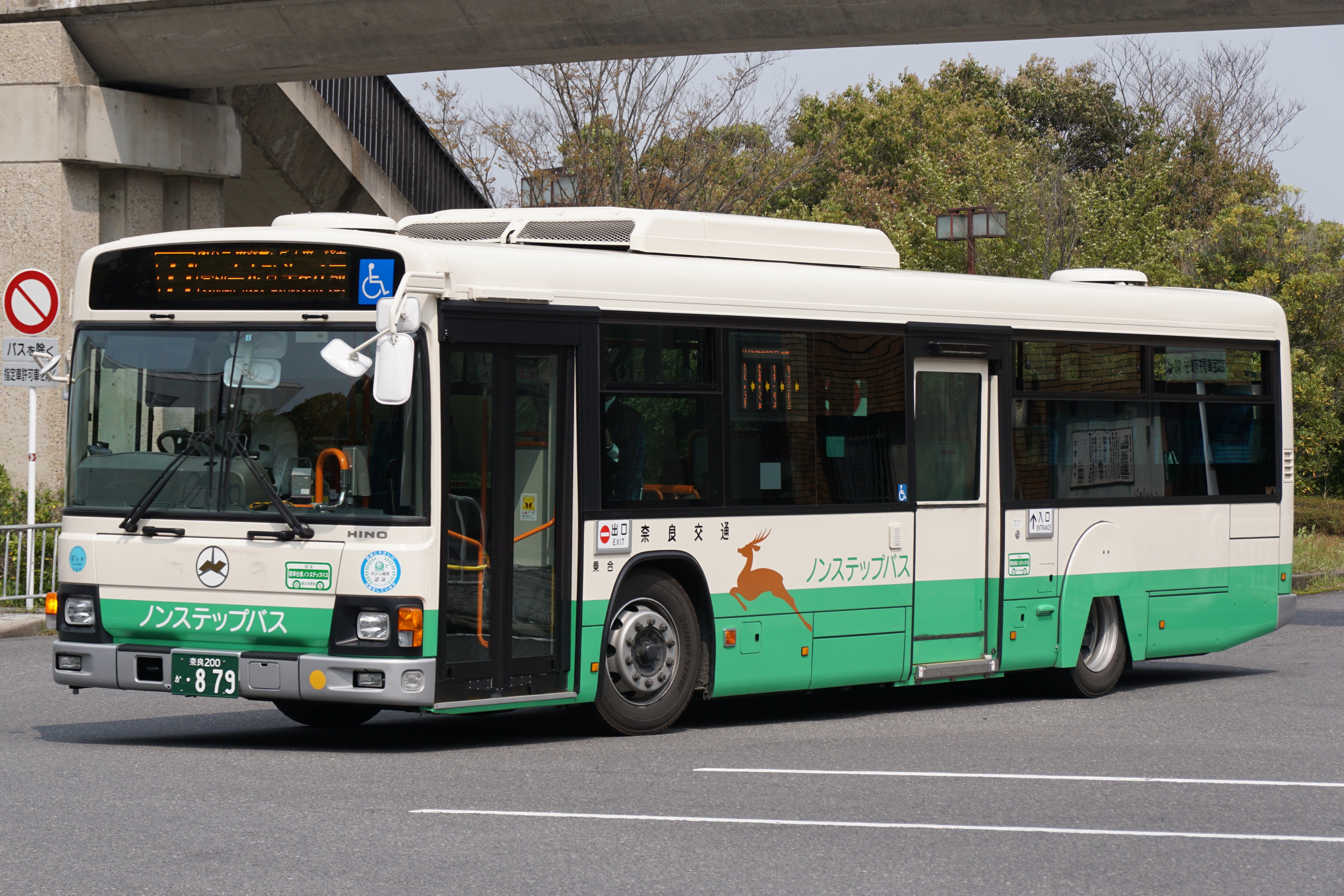
ノンステップバス QPG-KV234N3 奈良交通
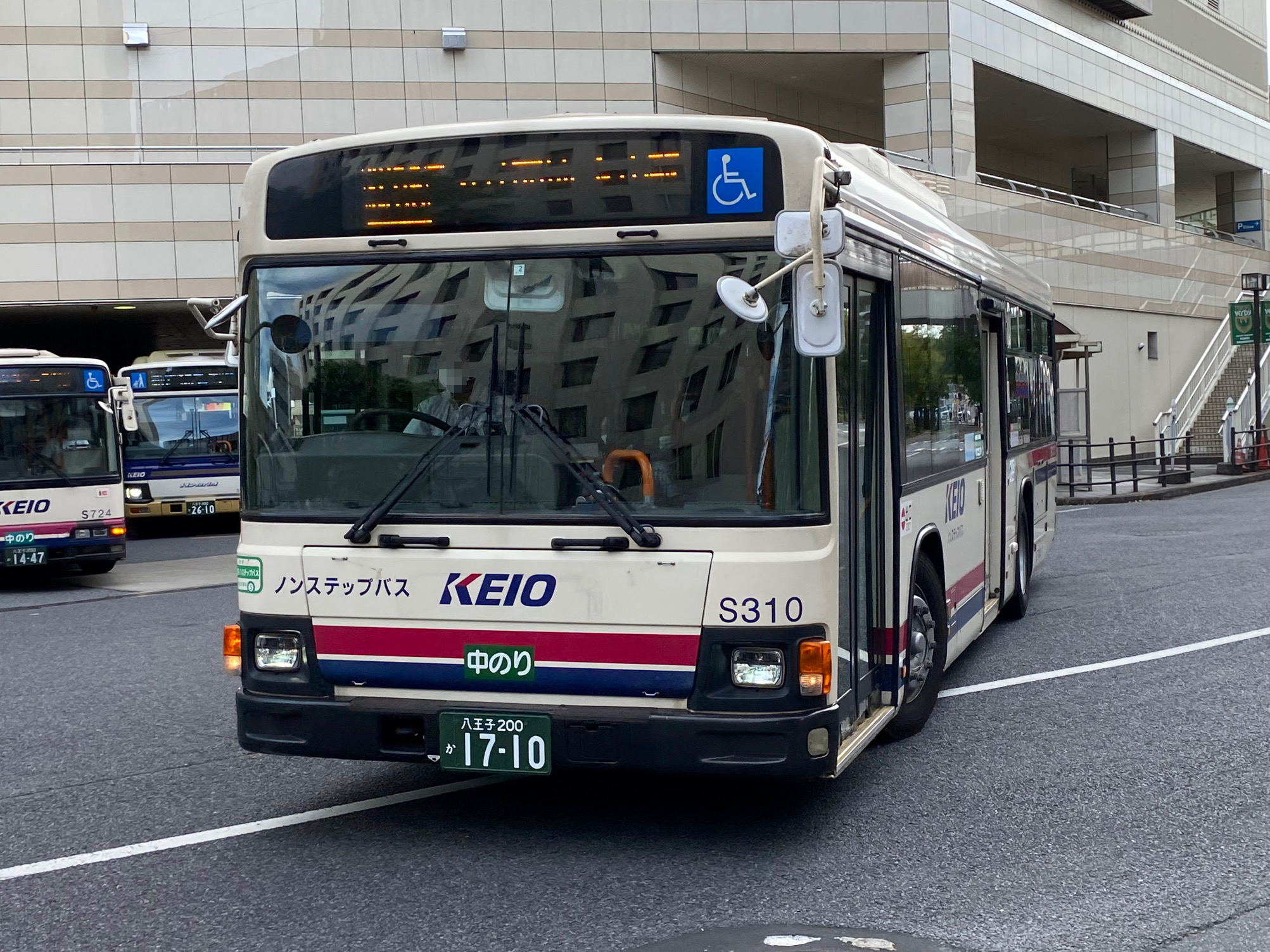
ノンステップバス QKG-KV234N3 京王電鉄バス
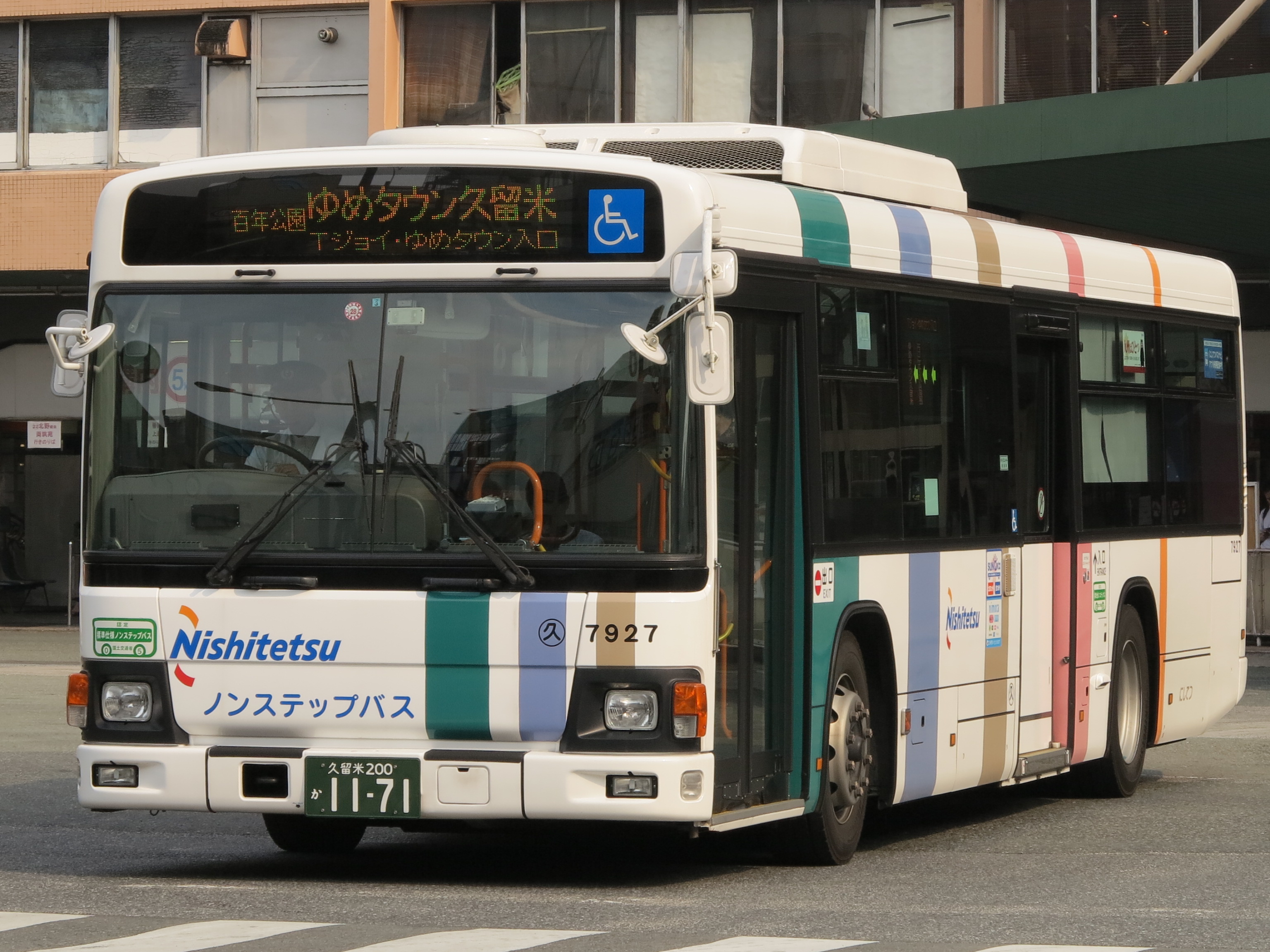
ノンステップバス QPG-KV234N3 西鉄バス久留米

### 西日本車体工業架装車
ほとんどの車両は、ジェイ・バス宇都宮事業所で製造されていて、純正ボディーとなっているが、一部には西日本車体工業（西工）で架装されている車両が存在する。
日野自動車は、ジェイ・バスがいすゞバス製造と日野車体工業を吸収合併した2004年頃から西工への架装を取りやめているが、当車種はいすゞ側が開発・設計を行っているためか、エルガでも西工ボディの架装が再開された2006年頃からブルーリボンでの西工架装車が登場し、2010年に西工が解散するまで製造された。架装されている車種に関しては、「西日本車体工業#2003年4月以降に日産ディーゼル以外にボディ架装を行った例」を参照のこと。

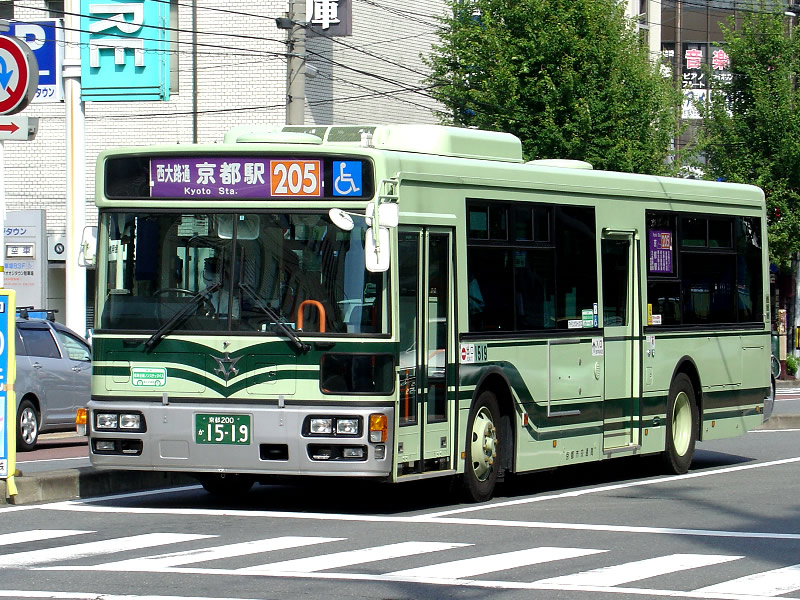
西工架装車 PJ-KV234N1 京都市交通局
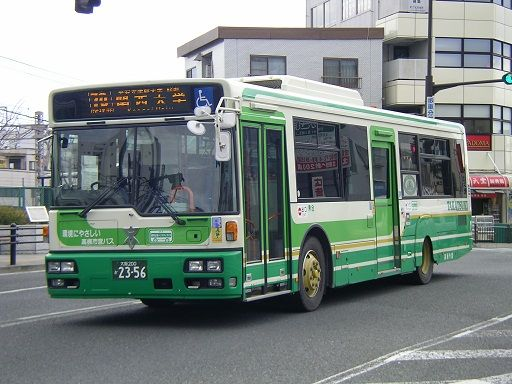
西工架装車 PKG-KV234L2 高槻市交通部
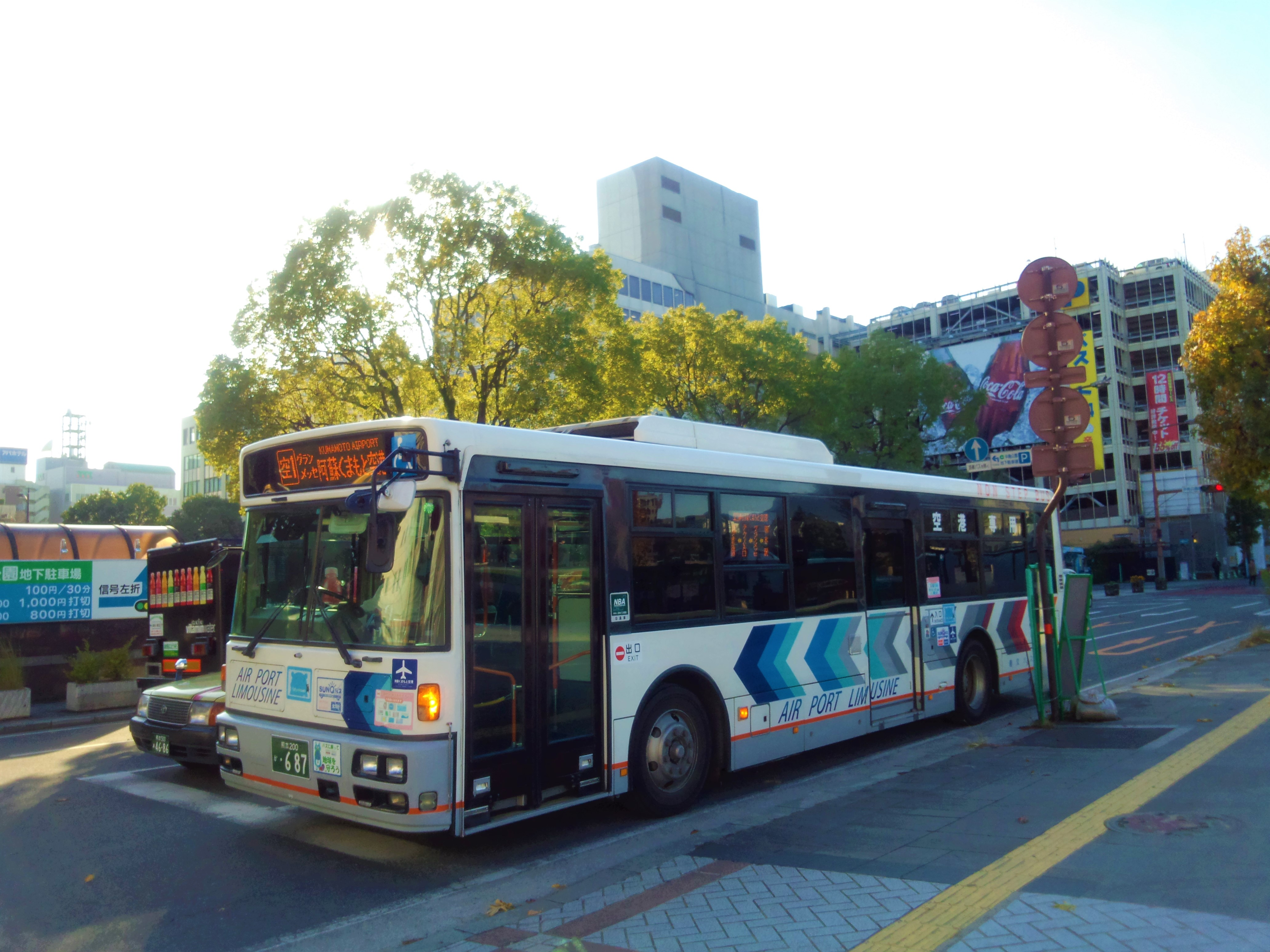
西工架装車 PKG-KV234N2 九州産交バス 2台導入された空港リムジン仕様。
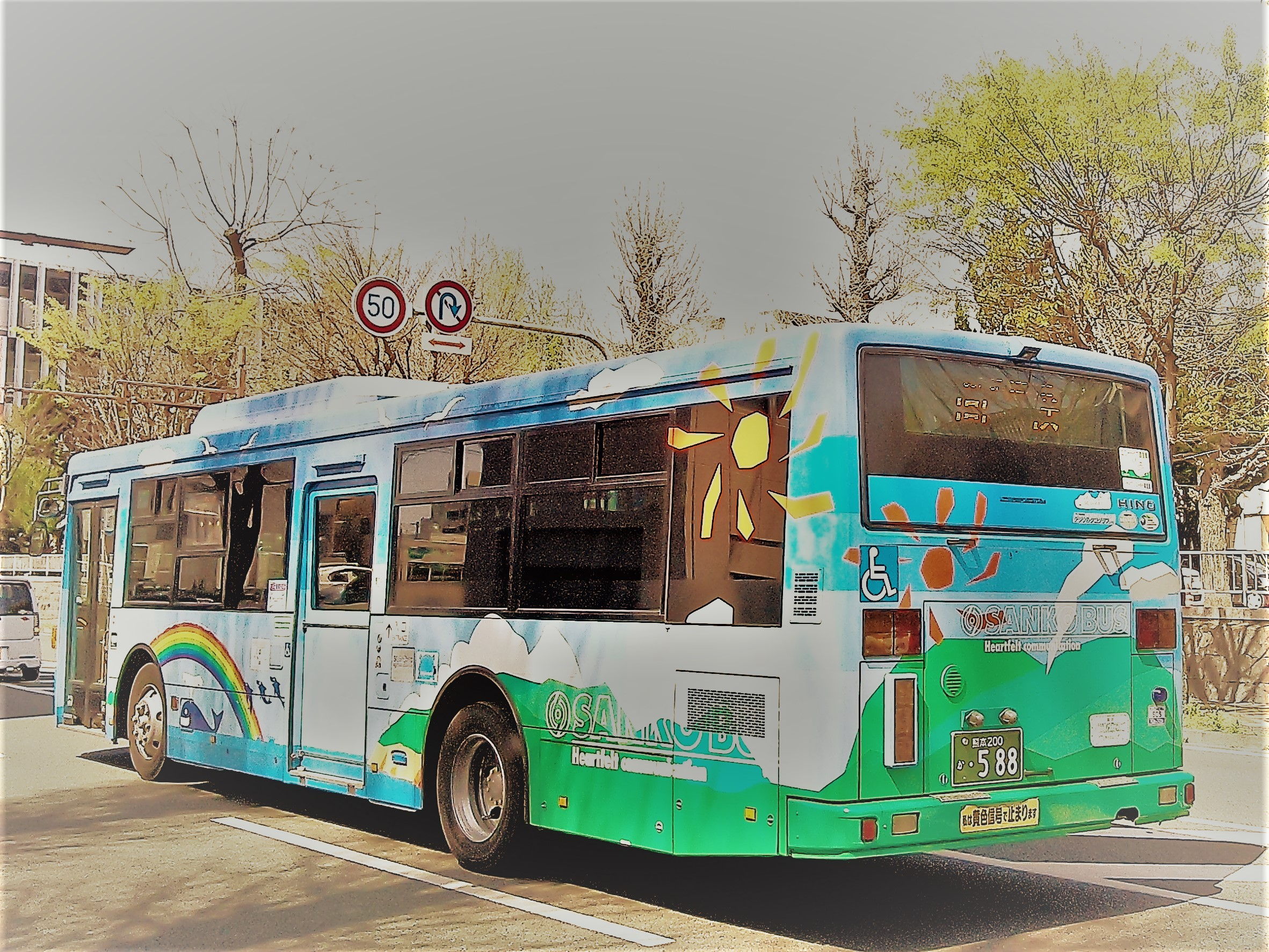
西工架装車 PKG-KV234N2 九州産交バス リアは純正車体に酷似している。

## ブルーリボン（2代目）
| ディーゼル車とハイブリッド車で屋根上のバッテリー類を除き外観上の差異が少ない。 |  | ディーゼル車とハイブリッド車で屋根上のバッテリー類を除き外観上の差異が少ない。 |
| ディーゼル車とハイブリッド車で屋根上のバッテリー類を除き外観上の差異が少ない。 |  |                                                                                |

先代のブルーリボンIIとブルーリボンシティハイブリッドをモデルチェンジして、ブルーリボンとブルーリボンハイブリッドとして発売し、サブネーム無しの単なる「ブルーリボン」の名称が15年ぶりに復活した。
当モデルではMTが廃止されるとともにディーゼル/ハイブリッドともにエルガと同一のボディのノンステップバスに統一された。また、車体構造が見直され、前扉は折戸への変更と標準仕様における燃料タンク位置の変更が実施されたほか、ホイールベース5.3mが車体長10.5m、同6.0mが同11.2mとなりノンステップエリアが拡大されている。また、「Blue Ribbon」の英文ロゴもブルーリボンシティ以来の斜体から元の立体に戻された。
型式は先代に引き続きKV系。なお、ハイブリッドはHL系、連節バスはKX系を名乗っている。

### QRG-/QPG-/QKG-/QDG-KV290*1
2015年8月26日に発表され、9月1日より発売された。
このモデルより、再び統合車種のエルガとデザインが共通化された。
AMT車とAT車が設定され、2ステージターボ付き直4で5.2Lの4HK1-TCS型エンジン (184kw/250ps) を新搭載しエンジンのダウンサイジングを図り、14t以上16t未満のAMT車が平成27年燃費基準より+10%達成した。
前述の通りこのモデルよりノンステップバスのみの設定となったほか、高出力車が廃止された。
型式は以下の通り。QRG-（重量車燃費基準+10%達成）とQPG-（重量車燃費基準+5%達成）が14t超、QKG-（重量車燃費基準達成）とQDG-（重量車燃費基準未達成）が12t超14t以下に分類されている。
|     | WB5.3m(10.43m)          | WB6.0m(11.13m)          |
| --- | ----------------------- | ----------------------- |
| AMT | QRG-KV290N1 QKG-KV290N1 | QRG-KV290Q1 QKG-KV290Q1 |
| AT  | QPG-KV290N1 QDG-KV290N1 | QPG-KV290Q1 QDG-KV290Q1 |

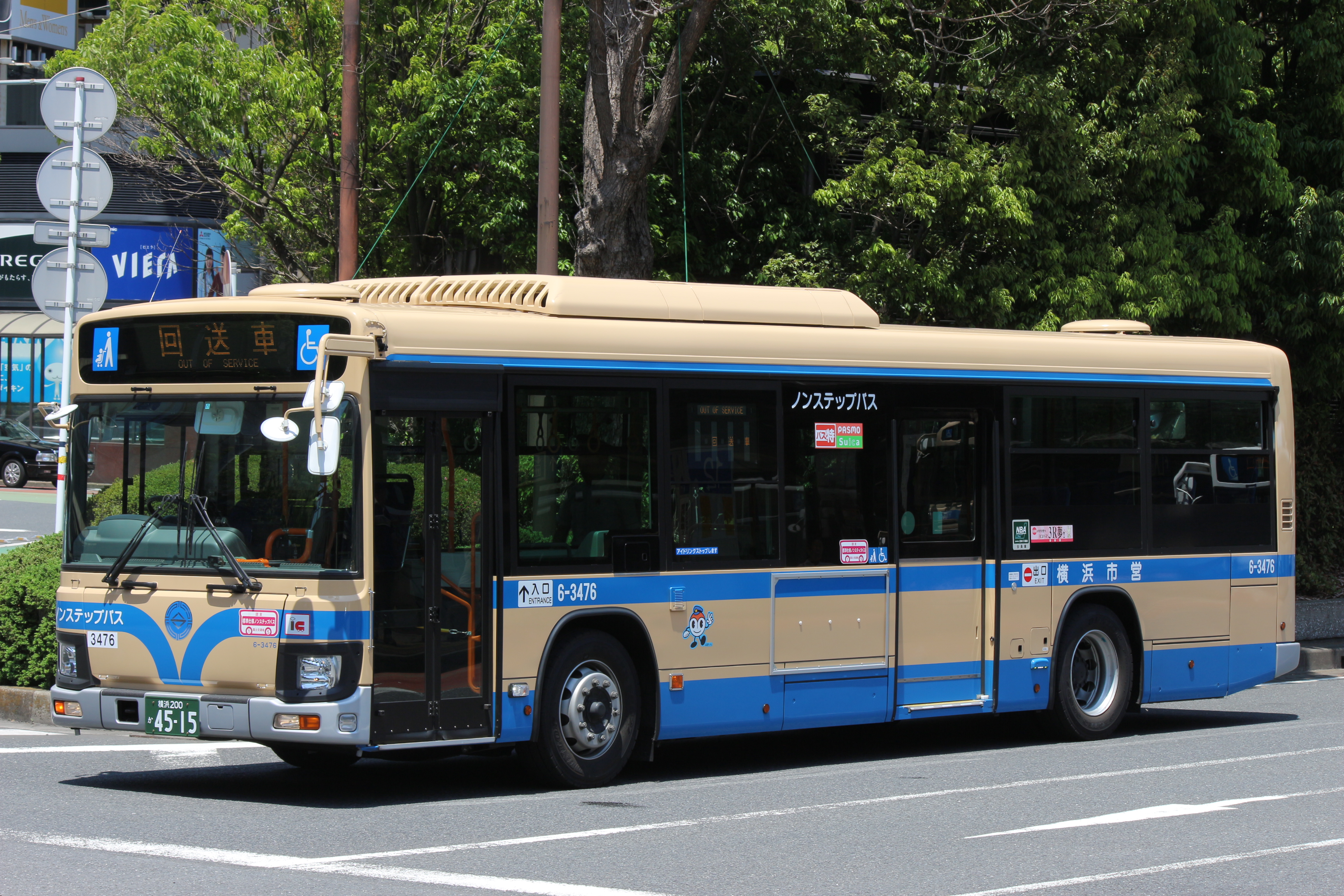
QDG-KV290N1 横浜市交通局
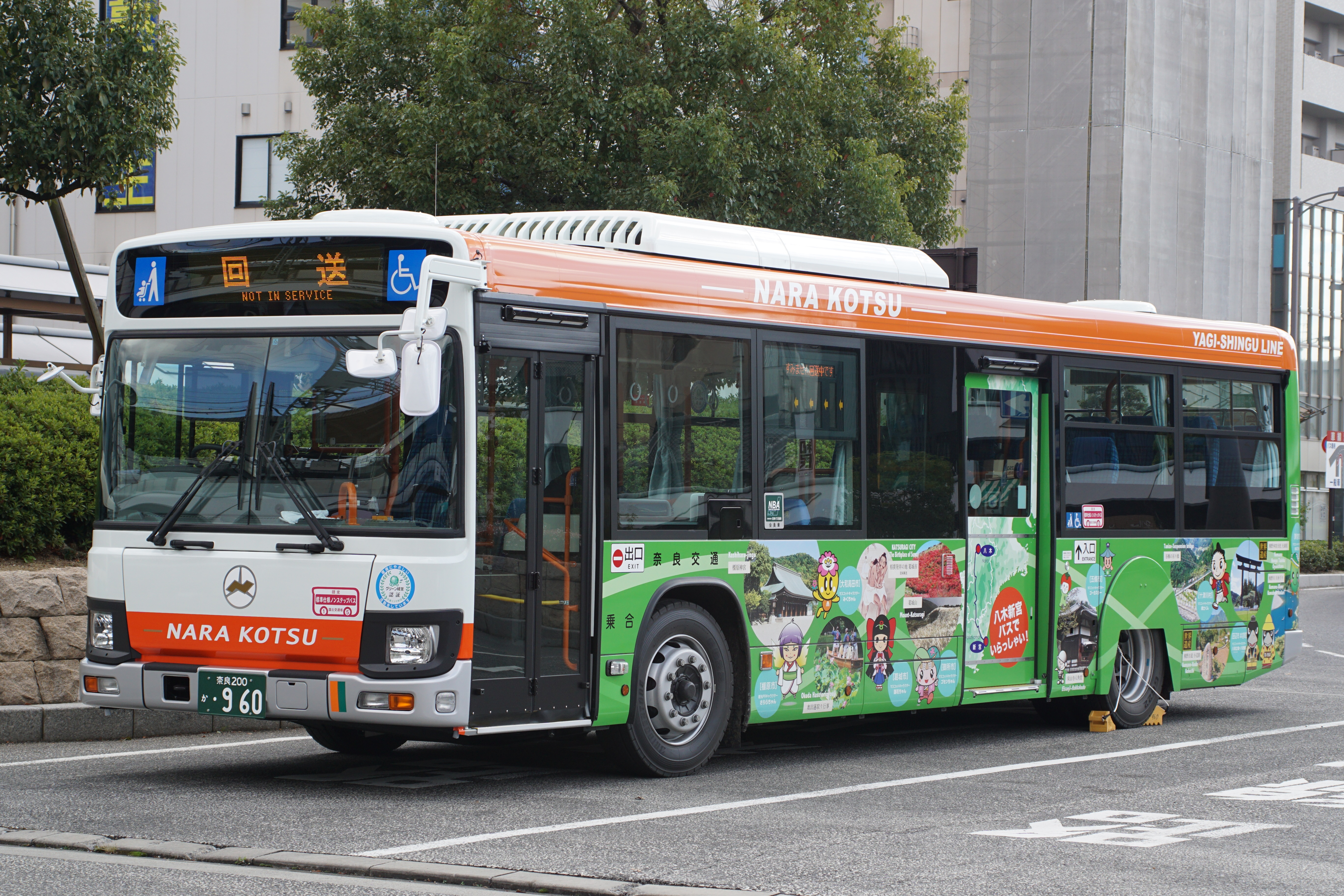
QDG-KV290N1 奈良交通 八木新宮特急バス専用車
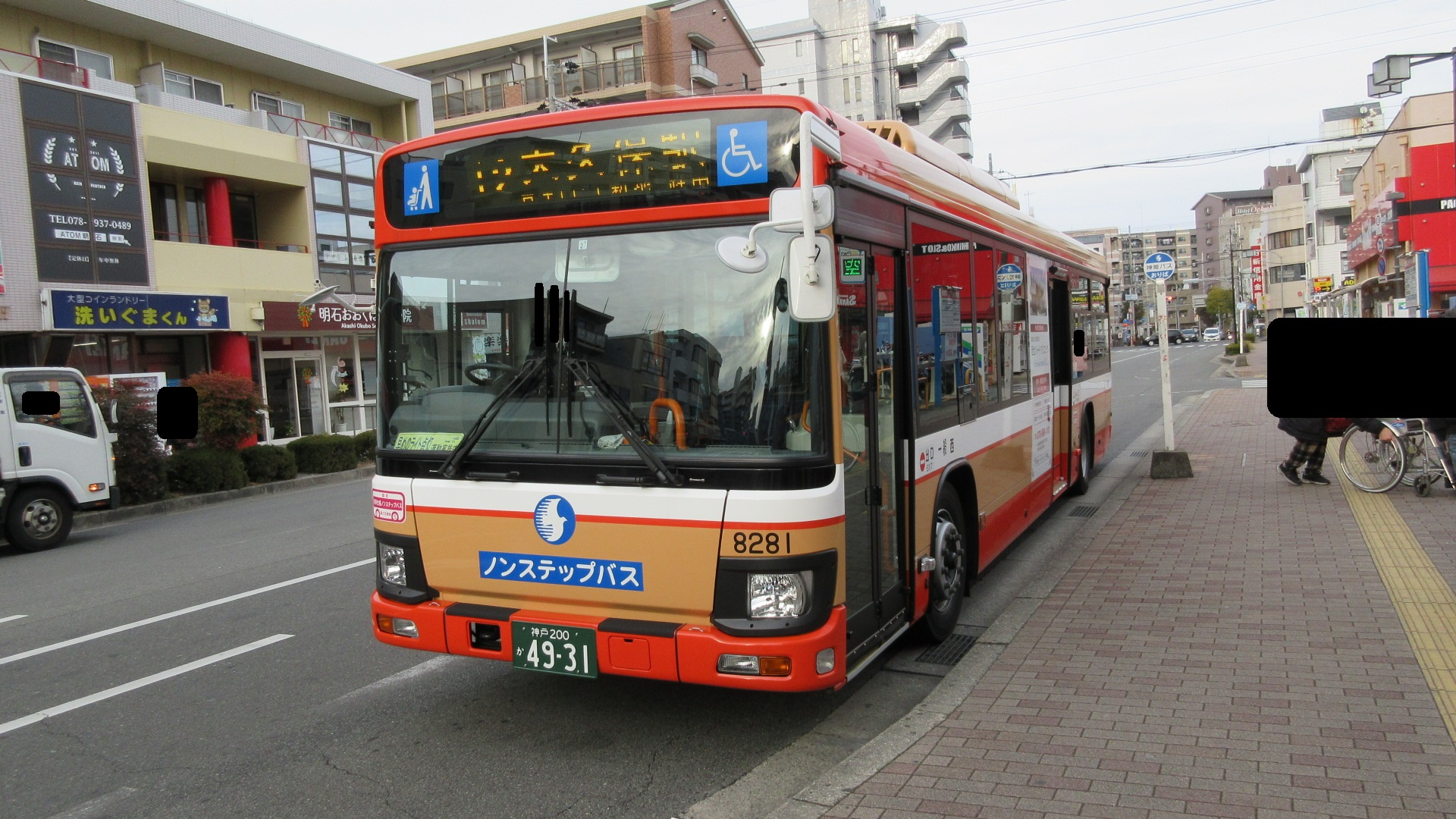
QPG-KV290Q1 神姫バス

### 2TG-/2PG-/2KG-/2DG-KV290*2
2017年8月8日に発売開始された、平成28年排出ガス規制（ポスト・ポスト新長期排出ガス規制適合）適合車。LED式ヘッドランプ、車幅灯を採用し、シフトレバーの位置と形状変更により、足元スペースが拡大されている。また、エンジンは5.2Lの4HK1-TCH型エンジン (177kw/240ps)に変更されている。前モデルに引き続き尿素SCRを採用しているが、今回よりブルーリボンハイブリッド・レインボーを含む日野の発売する大型・中型路線バスすべてに尿素SCRが採用される運びとなった。ハイブリッドを除いたディーゼル仕様のみ後にトップドア（送迎用）ノンステップバスが追加設定された。トップドア仕様のノンステップバスは客席シートベルトは標準装備されているものの、補助席付きとはいえ客席シートが路線用同様のローバック固定シートであるため客席シートベルトとともに高速道路走行に適合せず、さらに先進緊急ブレーキシステム、車線逸脱警報装置は標準装備されていないため、高速道路を走行することは不可となっている。
型式は以下の通り。2TG-（重量車燃費基準+15%達成）と2PG-（重量車燃費基準+5%達成）が14t超、2KG-（重量車燃費基準達成）と2DG-（重量車燃費基準未達成）が12t超14t以下に分類されている。
|     | WB5.3m(10.43m)          | WB6.0m(11.13m)          |
| --- | ----------------------- | ----------------------- |
| AMT | 2TG-KV290N2 2KG-KV290N2 | 2TG-KV290Q2 2KG-KV290Q2 |
| AT  | 2PG-KV290N2 2DG-KV290N2 | 2PG-KV290Q2 2DG-KV290Q2 |

### 2TG-/2PG-/2KG-/2DG-KV290*3
2019年9月1日よりドライバー異常時対応システムを標準装備するなどのマイナーチェンジを行い新発売。型式も以下の通り変更された。
|     | WB5.3m(10.43m)          | WB6.0m(11.13m)          |
| --- | ----------------------- | ----------------------- |
| AMT | 2TG-KV290N3 2KG-KV290N3 | 2TG-KV290Q3 2KG-KV290Q3 |
| AT  | 2PG-KV290N3 2DG-KV290N3 | 2PG-KV290Q3 2DG-KV290Q3 |

### 2TG-/2RG-/2KG-KV290*3
2020年6月17日にはアイドリングストップに関する仕様変更を行い、燃費性能を向上させ、全車で平成27年度重量車燃費基準を達成した改良を施し、同年7月1日より発売すると発表。車両総重量14トン超のAT車は新たに+10％（自動車重量税 75%減税、自動車税環境性能割 非課税、2RG- ）としている。
|     | WB5.3m(10.43m)          | WB6.0m(11.13m)          |
| --- | ----------------------- | ----------------------- |
| AMT | 2TG-KV290N3 2KG-KV290N3 | 2TG-KV290Q3 2KG-KV290Q3 |
| AT  | 2RG-KV290N3 2KG-KV290N3 | 2RG-KV290Q3 2KG-KV290Q3 |

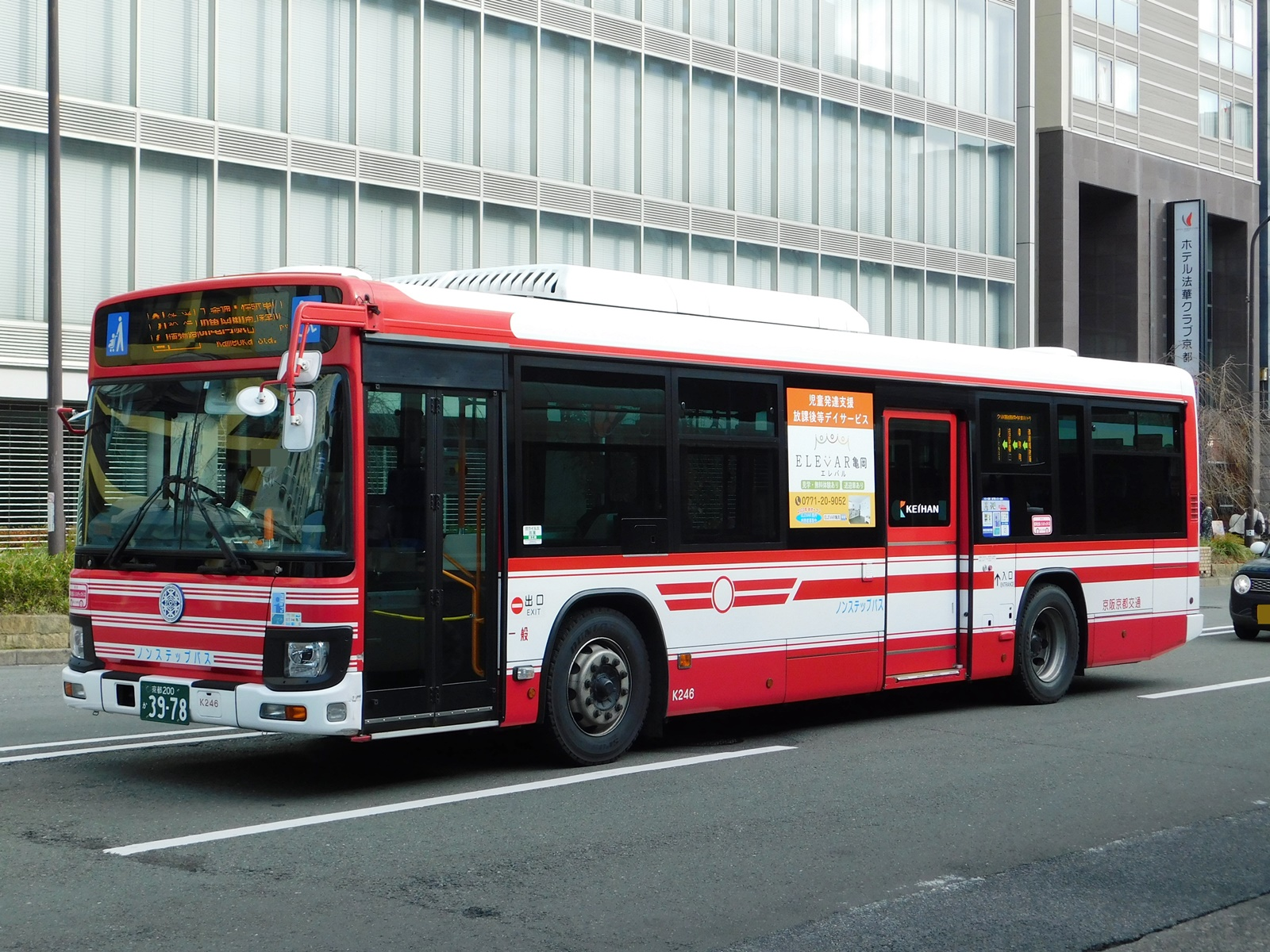
2KG-KV290N3 京阪京都交通

### 2TG-/2RG-/2KG-KV290*4（現行車種）
2023年1月31日発売。ドライバー異常時対応システム（EDSS）を自動検知式に改良、ドライバーの運転姿勢や車両の挙動をモニターし、体調急変などによるドライバーの異常な状態を自動的に検知、異常時には徐々に減速し車両を停止させる。オートヘッドランプ、バックカメラ・モニターを標準搭載。また、換気扇の吸気性能を高めるとともに排気用のエアアウトレットグリルを追加し、換気能力を向上。

### ブルーリボンハイブリッド
ブルーリボンハイブリッドでは、ハイブリッド専用ボディとなっていた今までのブルーリボンシティからエルガタイプのボディ（ジェイ・バス宇都宮事業所製）に変更され、ディーゼル車とボディの共通化がなされた。ただし、ディーゼルと異なりHL系を名乗っていた。
ブルーリボンシティハイブリッドのマイルドハイブリッドから変わってフルハイブリッドとなった。専用の6速AMT「Pro Shift」を採用し、エンジンとモーターの間にクラッチを配置することで、エネルギー回生効率を向上させるとともに、発進時にモーターのみで駆動するEV走行を可能とした。ただし、EV走行中でもエンジンは停止せずアイドリング状態となる。
非連接バスについては2024年中に生産中止となった（同じくハイブリッド車である連節バスについては販売を継続）。

#### QSG-HL2A*AP
2015年8月26日に発表され、12月1日より発売された。
直列4気筒で排気量5.1Lの日野製A05C-K1型エンジン (184kw/250ps) を新搭載し、平成27年度燃費基準より20%向上した。
車体左上には、前年制定されたベビーカーマークのステッカーが見られる。
シャシの設計は日野自動車、ボディはいすゞ製ベースとなっているため、ディーゼル車とハイブリッド車ではメータークラスターが違い、ディーゼル車はいすゞ製なのに対して、ハイブリッド車は日野製でセレガと類似のものを装備する（ディーゼル車は速度計が右、タコメーターが左なのに対し、ハイブリッドは速度計が左、タコメーターが右になる）。
型式は以下の通り。
| WB5.3m(10.555m) | WB6.0m(11.255m) |
| --------------- | --------------- |
| QSG-HL2ANAP     | QSG-HL2ASAP     |

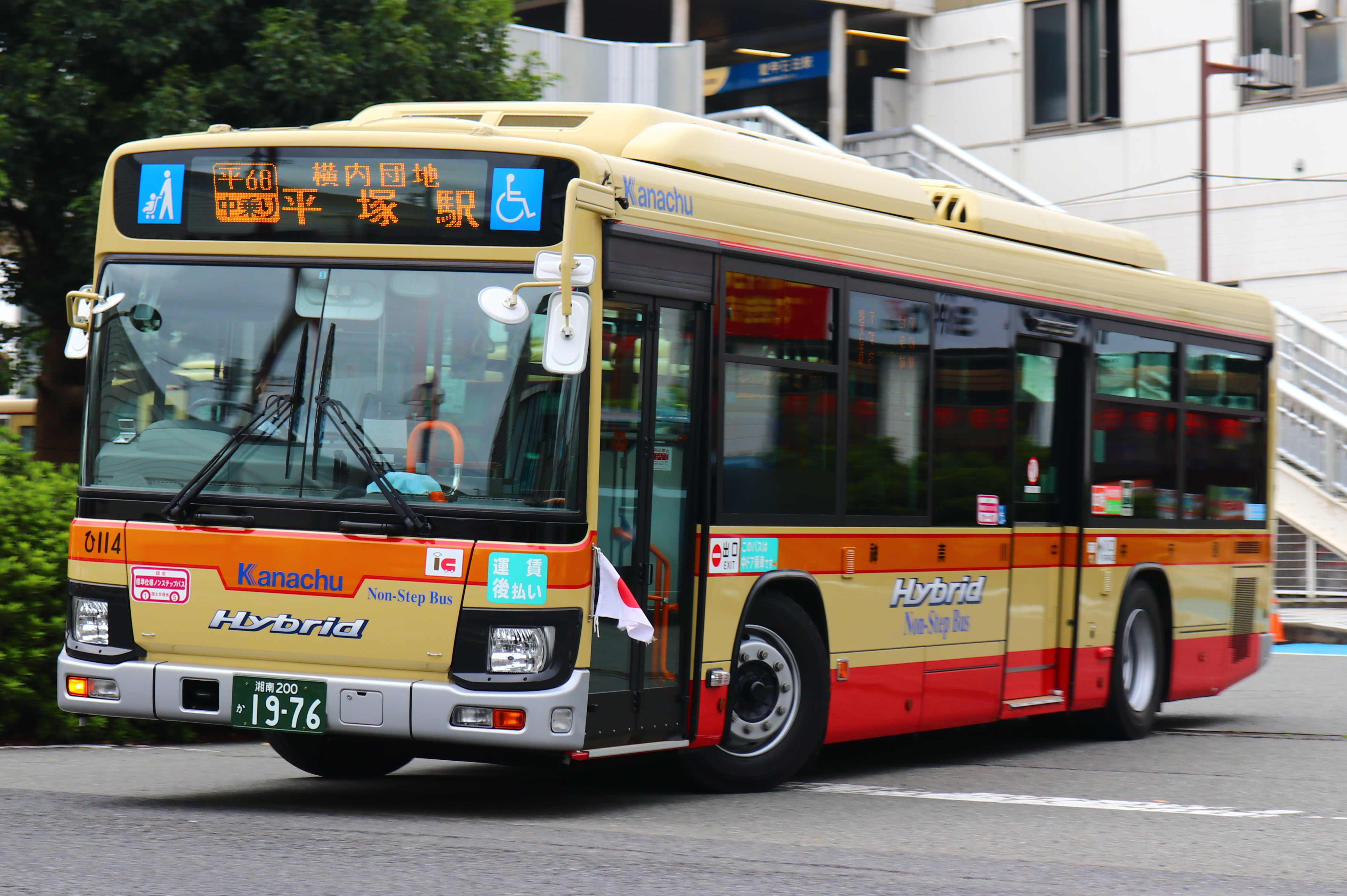
QSG-HL2ANAP 神奈川中央交通
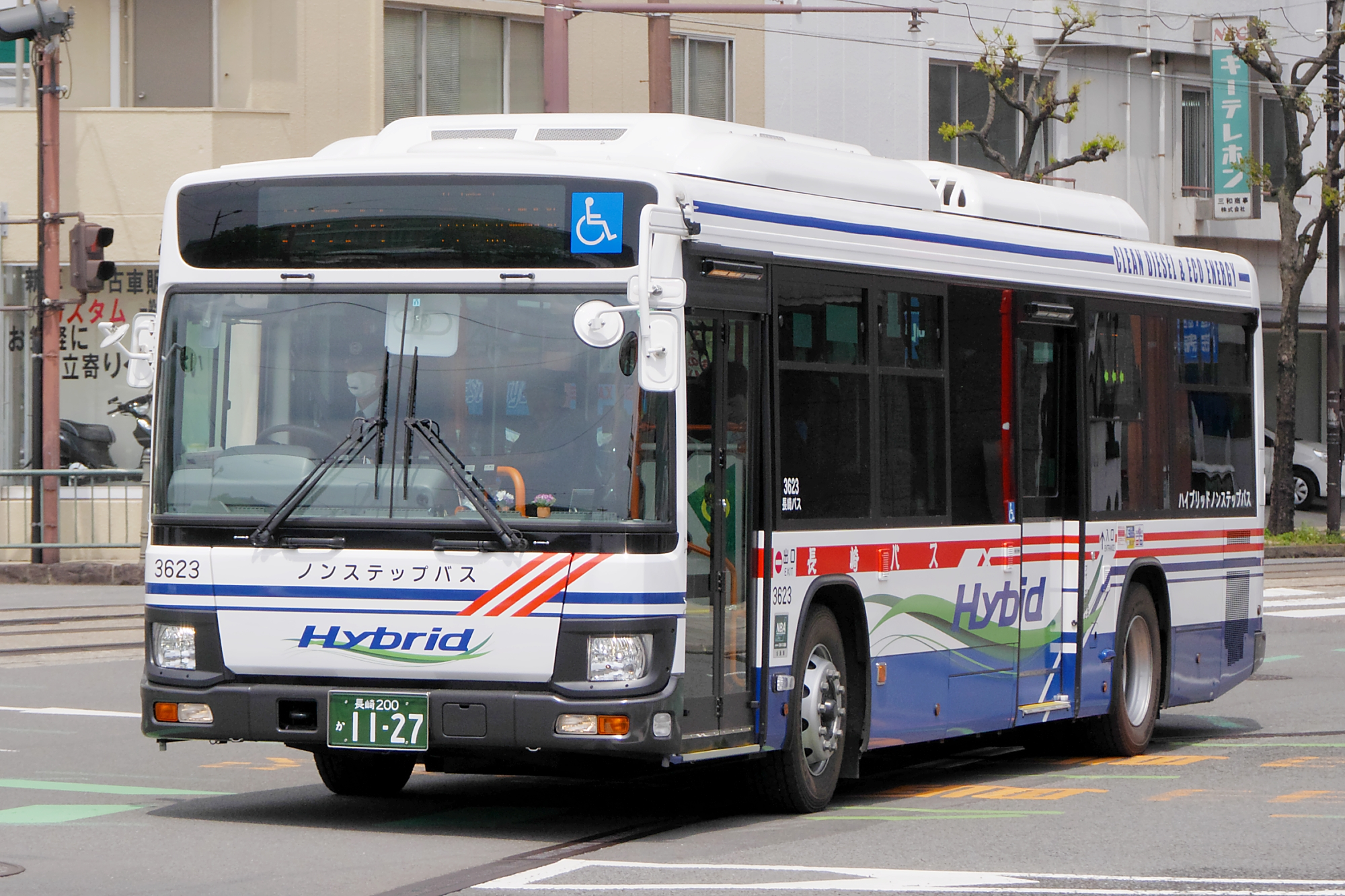
QSG-HL2ANAP 長崎自動車
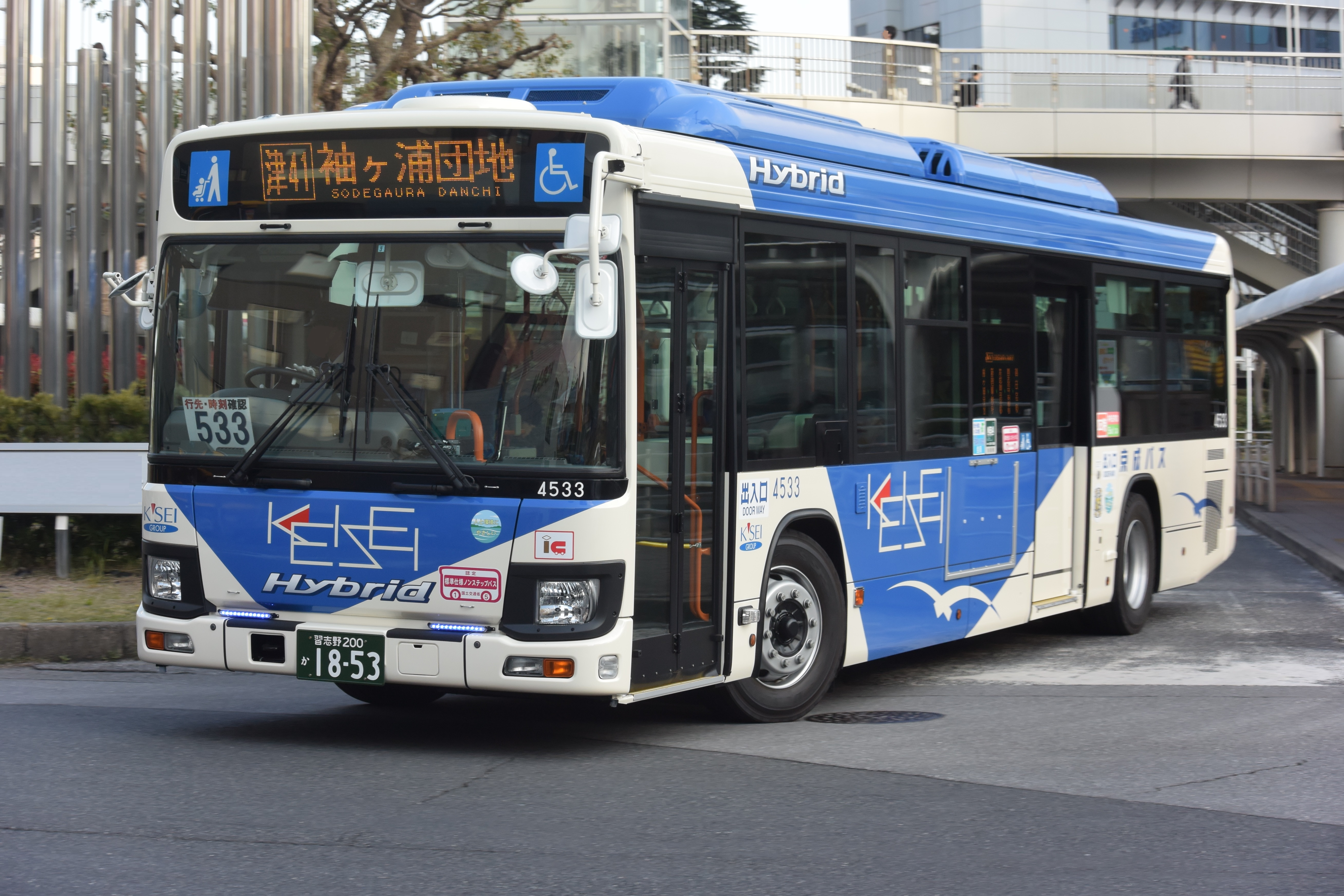
QSG-HL2ASAP 京成バス
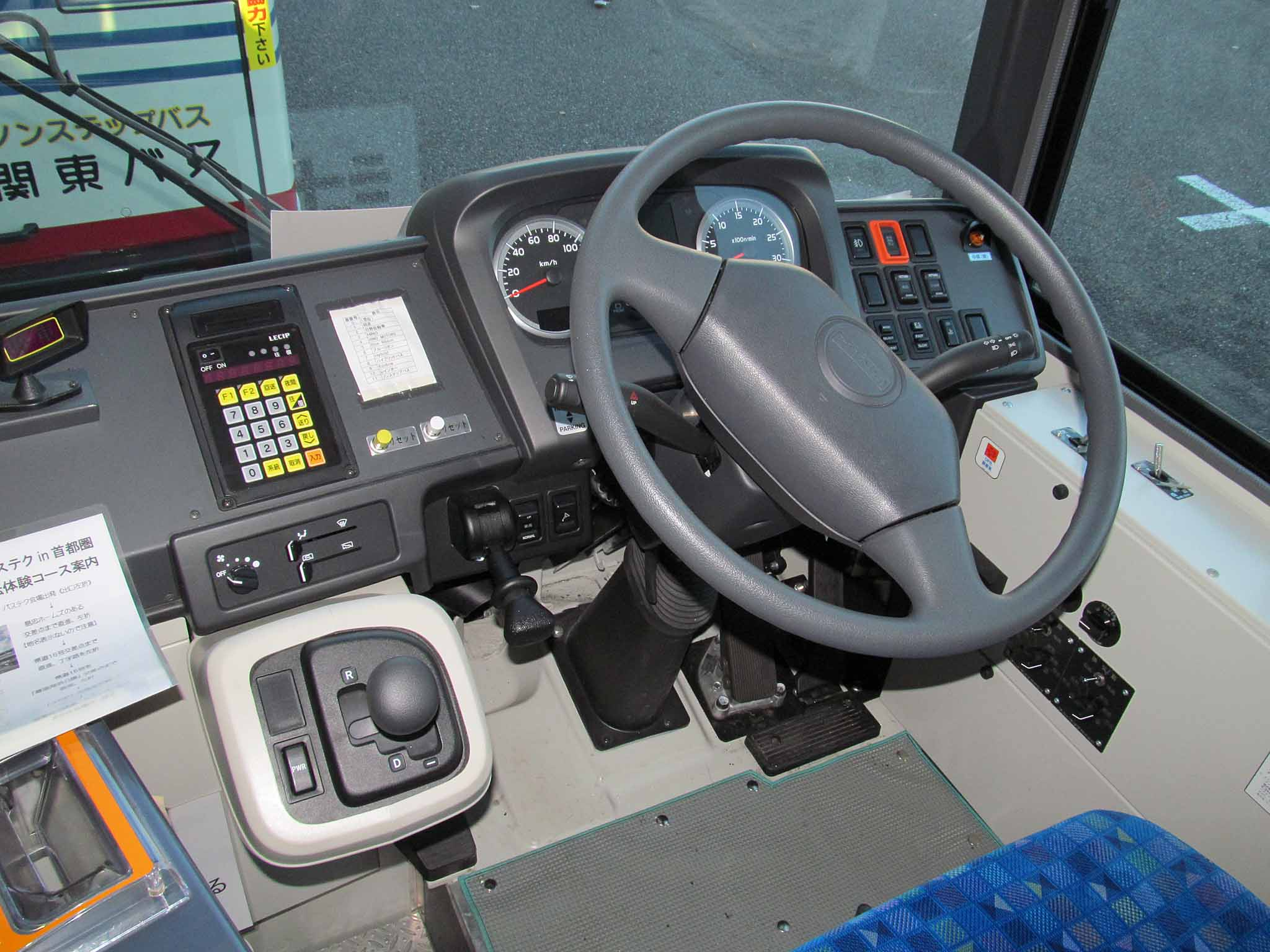
運転席

#### 2SG-HL2A*BP (前期型)
2017年8月8日に発売された、平成28年排出ガス規制（ポスト・ポスト新長期排出ガス規制適合）適合車。
ハイブリッドシステムとAMTの協調制御による変速の最適化を行い、燃費基準に対し30%向上させた。
A05C-K1エンジンは191kW（260PS）に出力をアップし、尿素SCRシステムを搭載し規制に適合している。
ディーゼル車同様LEDヘッドランプ、LED車幅灯を採用。
この世代よりブルーリボンハイブリッドは統合車種のエルガハイブリッドとしていすゞ自動車に供給されている。
型式は以下の通り。
| WB5.3m(10.555m) | WB6.0m(11.255m) |
| --------------- | --------------- |
| 2SG-HL2ANBP     | 2SG-HL2ASBP     |

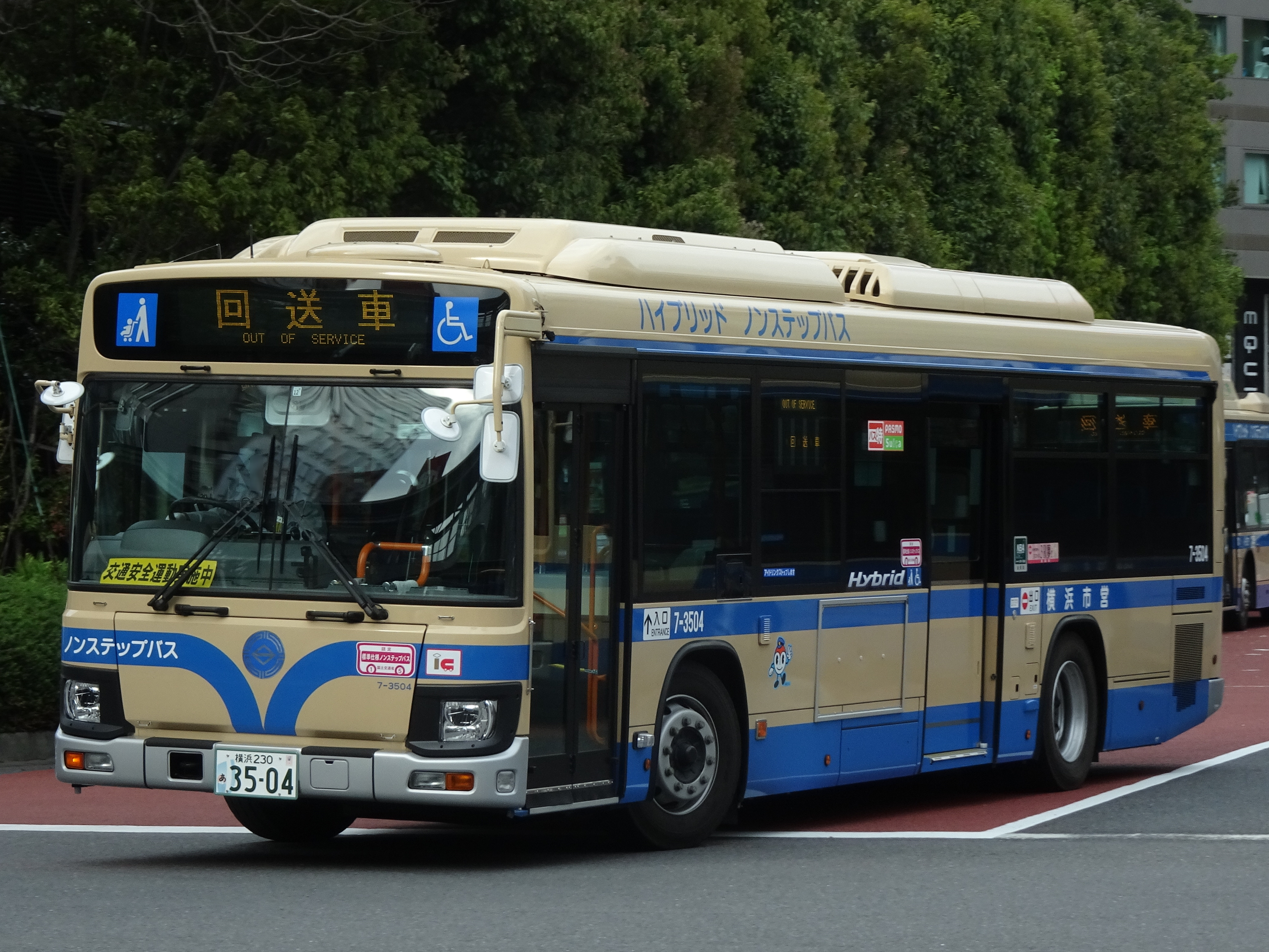
2SG-HL2ANBP（前期型） 横浜市交通局
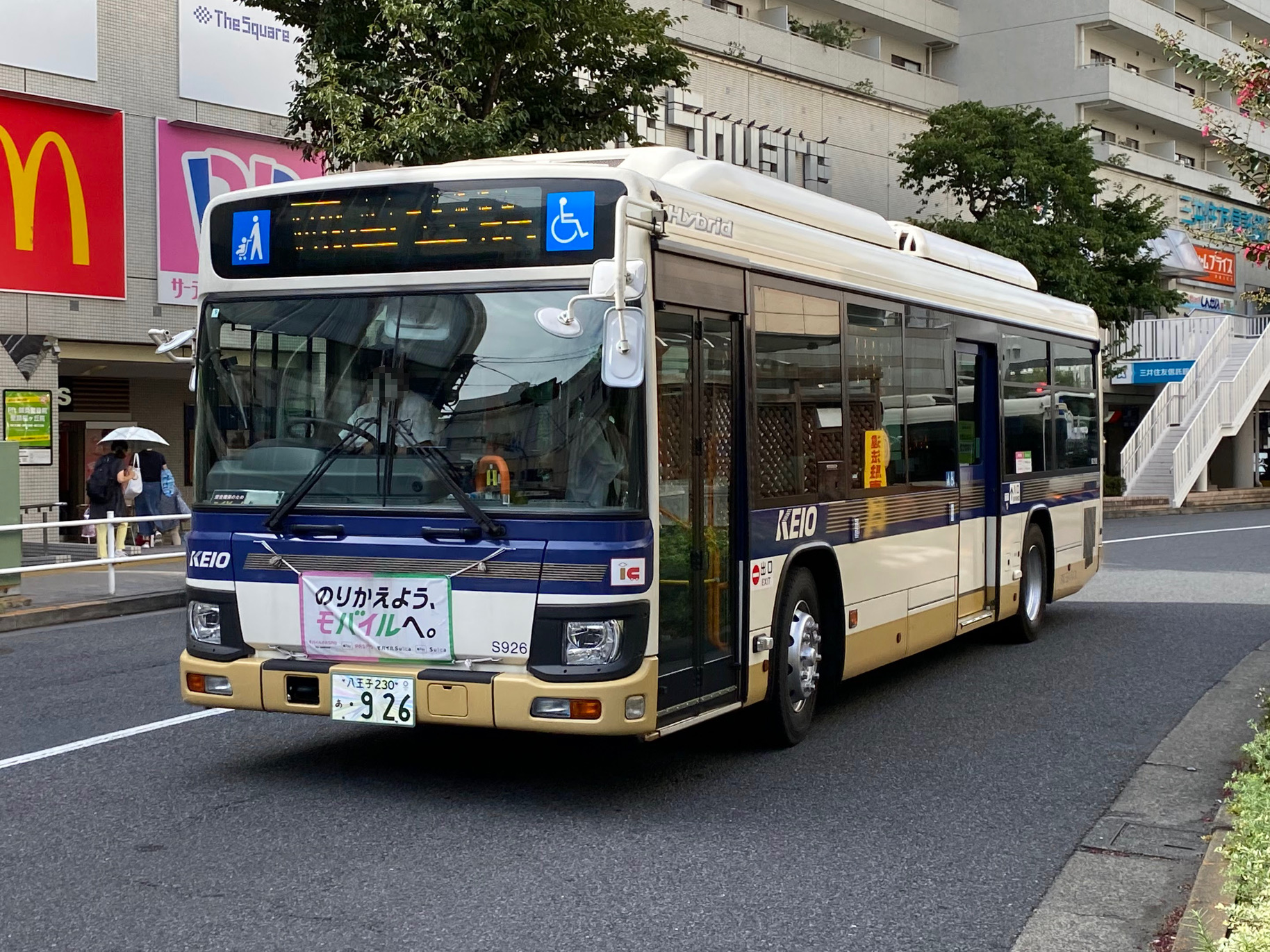
2SG-HL2ANBP（前期型）京王バス

#### 2SG-HL2A*BP (後期型)
2019年7月1日よりドライバー異常時対応システム（EDSS）を標準装備するなどのマイナーチェンジを行い新発売。
ディーゼルと異なりこのマイナーチェンジにともなう型式の変更はない。
2022年8月2日にハイブリッド連節バス共々、エンジン不正問題に伴う国土交通省の指導により出荷を停止した。
その後、2024年中に生産中止となった（いすゞ向けも同様）。
| WB5.3m(10.555m) | WB6.0m(11.255m) |
| --------------- | --------------- |
| 2SG-HL2ANBP     | 2SG-HL2ASBP     |

#### ブルーリボンハイブリッド連節バス
ブルーリボン ハイブリッド 連節バスはエルガデュオとともに2019年（令和元年）5月27日より発売開始された。ハイブリッド機構等はHL系と同一。
KX系を名乗っており、型式はKX525Z1である。エンジンは車両総重量が20tを超えることから、プロフィアと同じ直列6気筒のA09Cが搭載されている。
ブレーキは統合車種のエルガデュオ同様、国産の大型バスで唯一の総輪ディスクブレーキを採用している。
2020年（令和2年）2月5日に横浜市へ納車を発表（横浜市交通局にて「ベイサイドブルー」の名称で運行される）。この納車が日本国内で製造される連節バス1号車となった。
2022年8月2日にハイブリッド共々、エンジン不正問題に伴う国土交通省の指導により出荷を停止したが、2025年2月現在は発売を継続している。

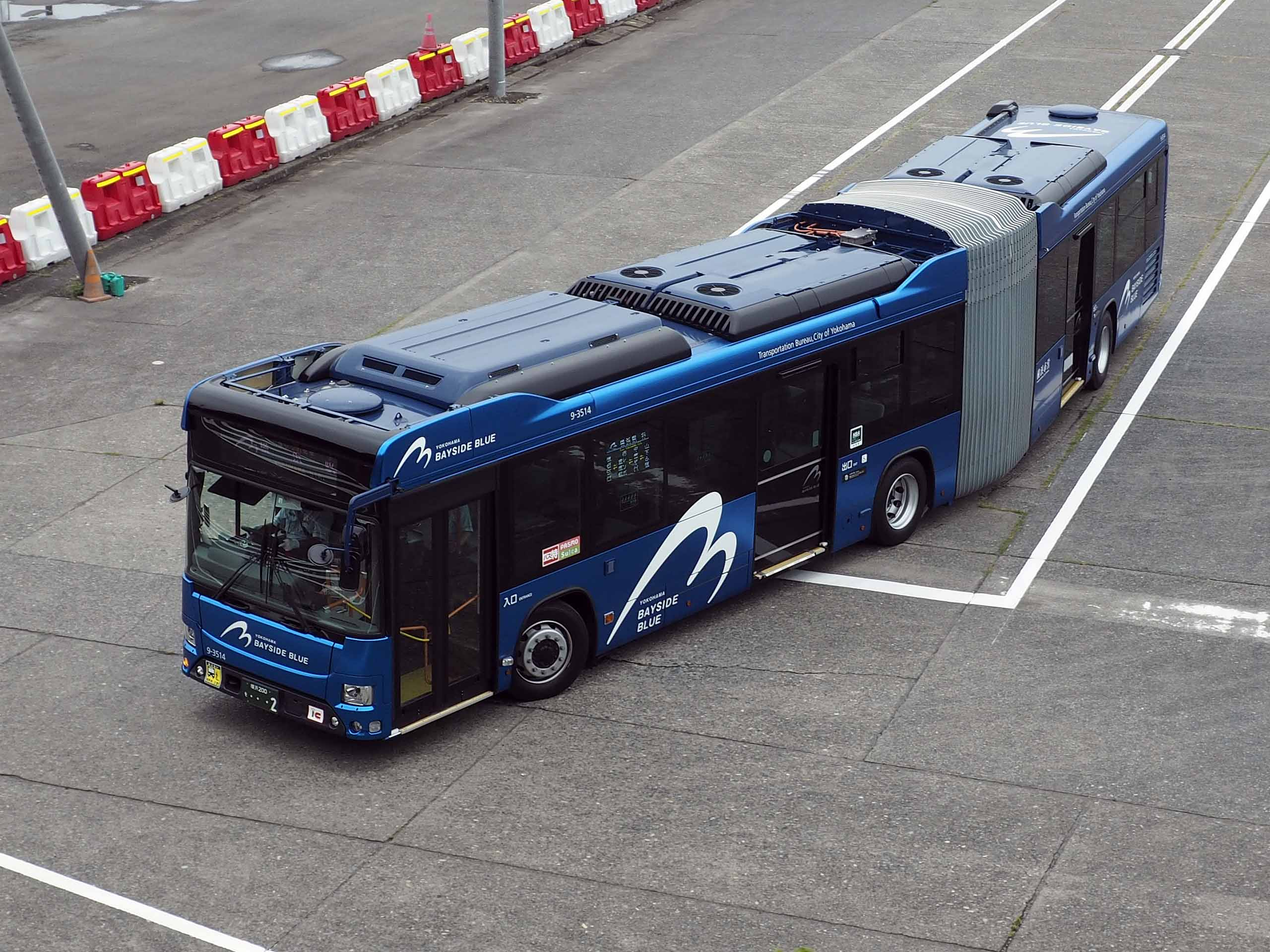
KX525Z1 横浜市交通局「ベイサイドブルー」
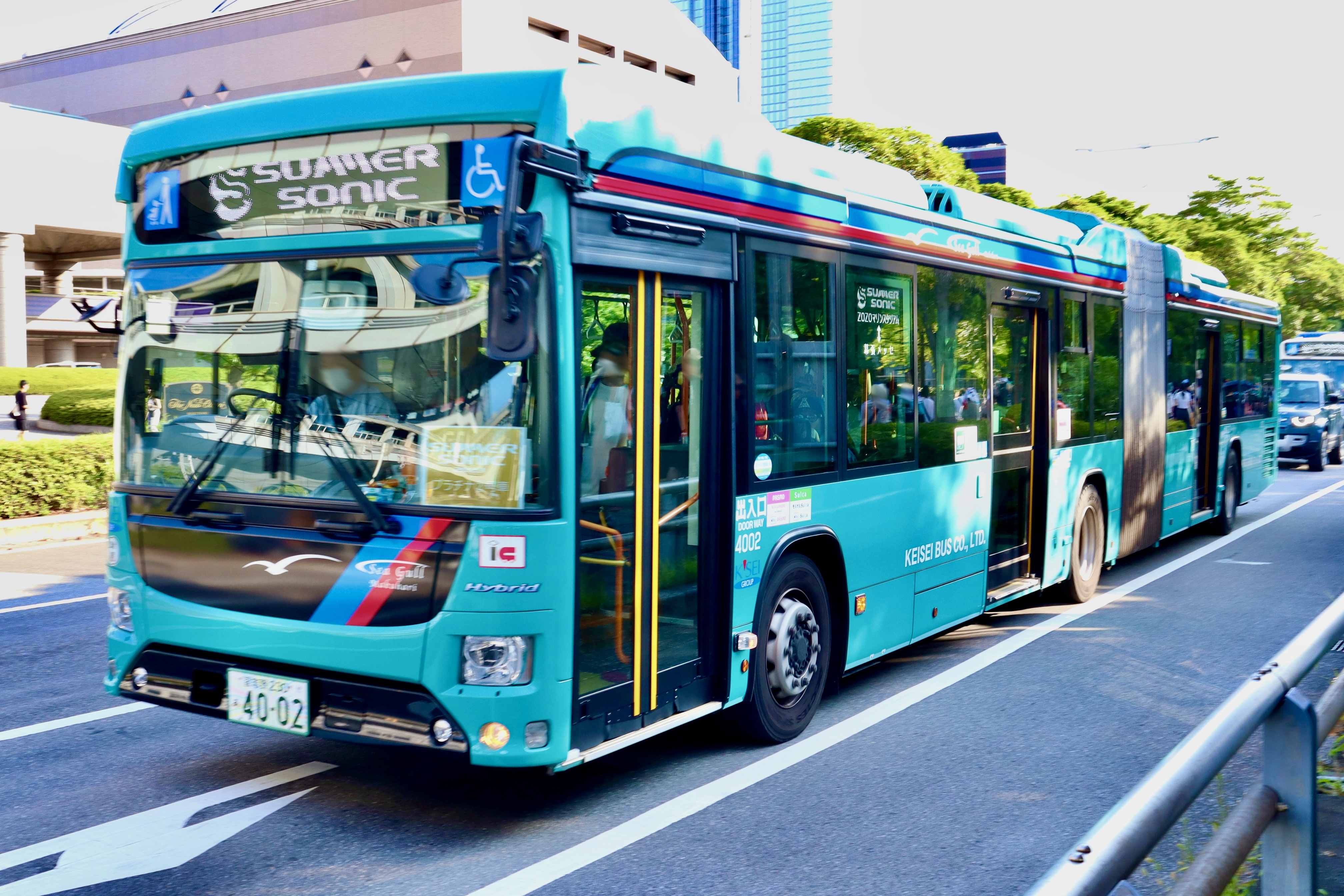
KX525Z1 京成バス「シーガル幕張」
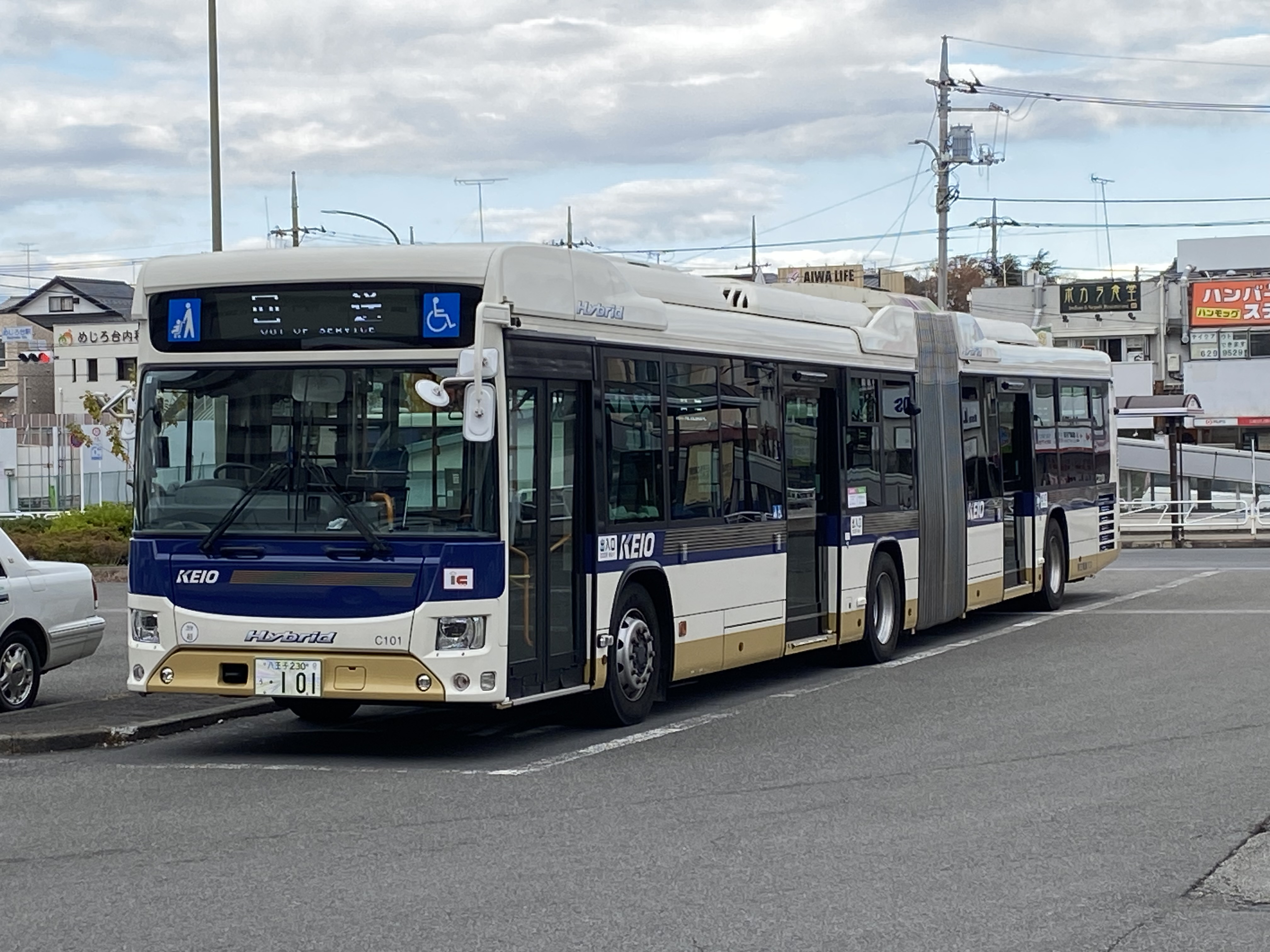
KX525Z1 京王電鉄バス
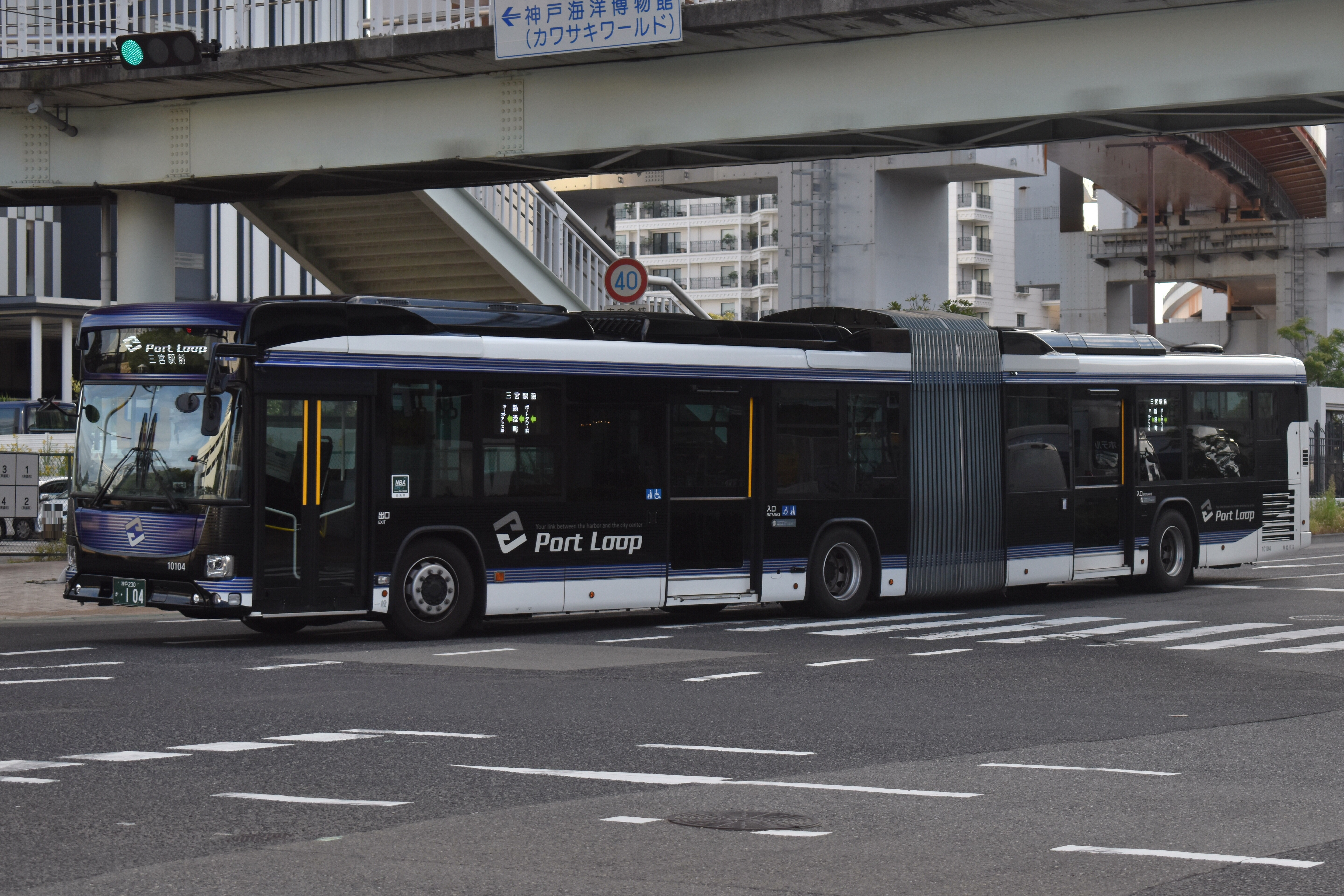
神姫バス Port Loop

### ブルーリボンZ EV
ブルーリボンZ EVは量産型電気バスとして、2024年（令和6年）10月31日に発売開始された。先行販売されていたエルガEVとの統合車種であり、型式はZAC-KV828L1である。

## ブルーリボンカラー
センターアンダーフロアエンジンバスのデモンストレーションカラー（メーカーのカタログ撮影車塗装）が、各地のバス事業者で採用され、ブルーリボンカラーなどと呼ばれている。
白にしま模様の青帯が描かれている塗装で、現在でも国際興業グループのバス事業者（岩手県交通、山梨交通、秋北バスなど）の高速・貸切色で採用されている。また、ブルーリボンカラーをアレンジした塗装も、十勝バス、仙台市交通局などで見られる。
また、富山地方鉄道、北海道北見バス、斜里バス、網走交通、茨城観光自動車（廃業）などでもかつてブルーリボンカラーが採用されていた。

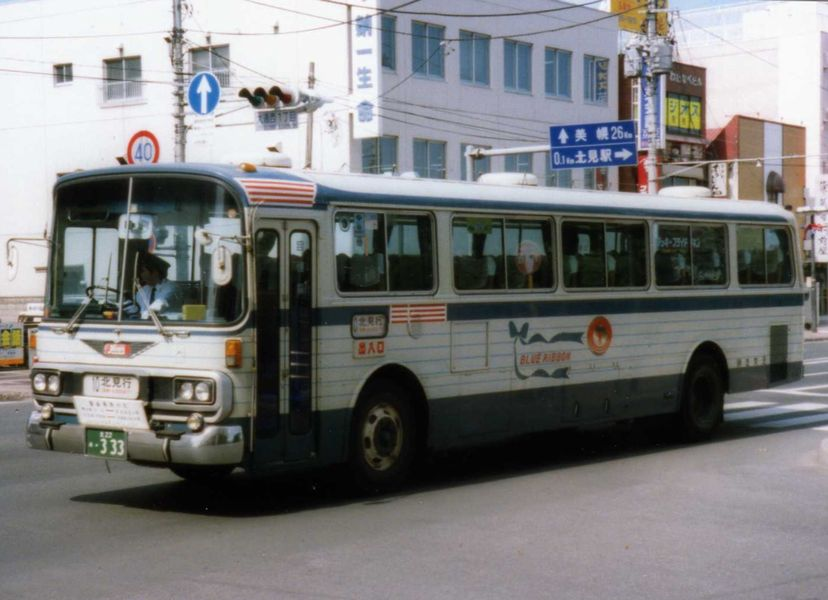
ブルーリボンカラー（RV系）側面中央部にブルーリボンのロゴマークが入っており、カタログ塗装にかなり近い 網走交通
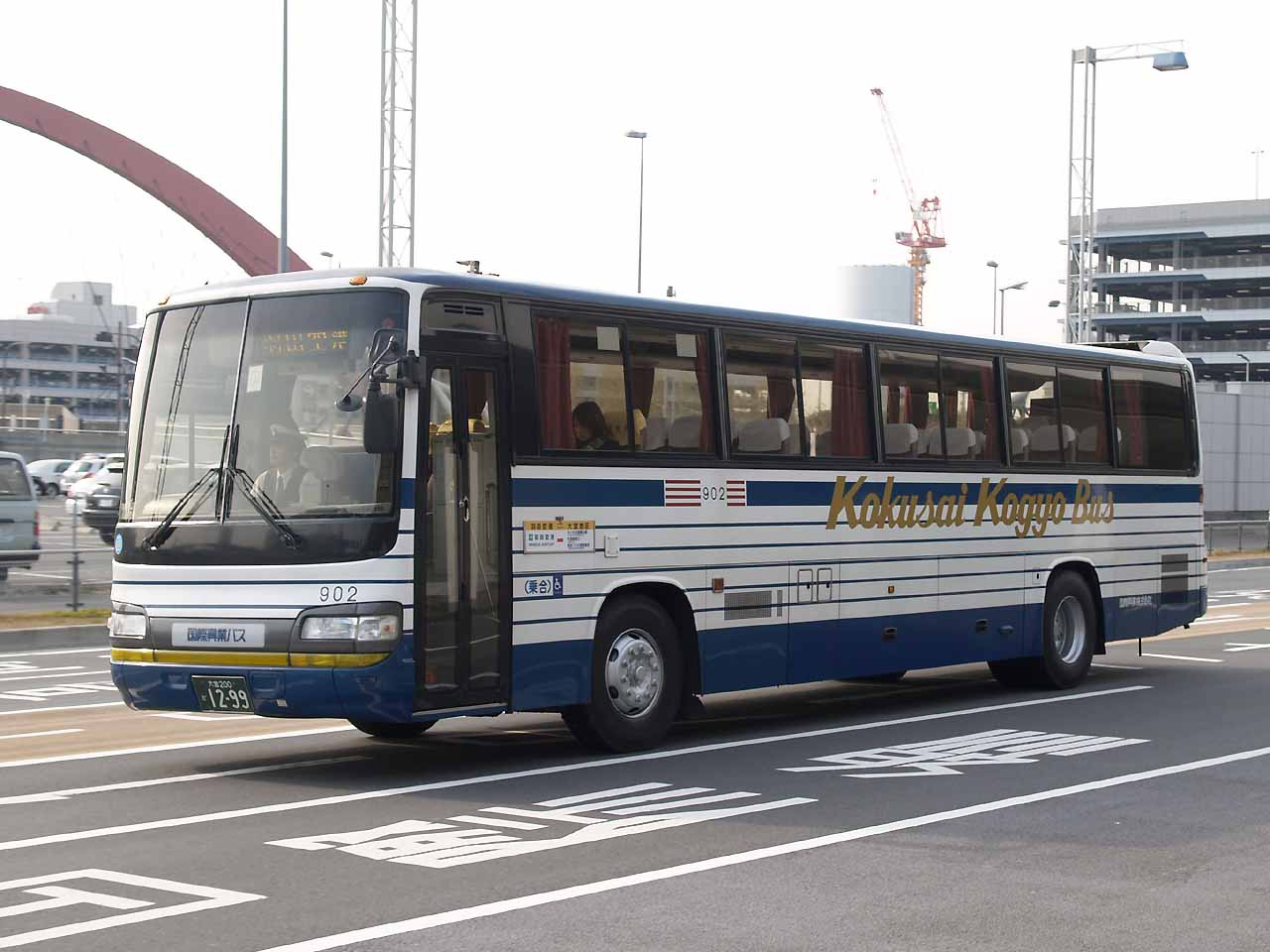
ブルーリボンカラーを使用している例（RU系） 国際興業
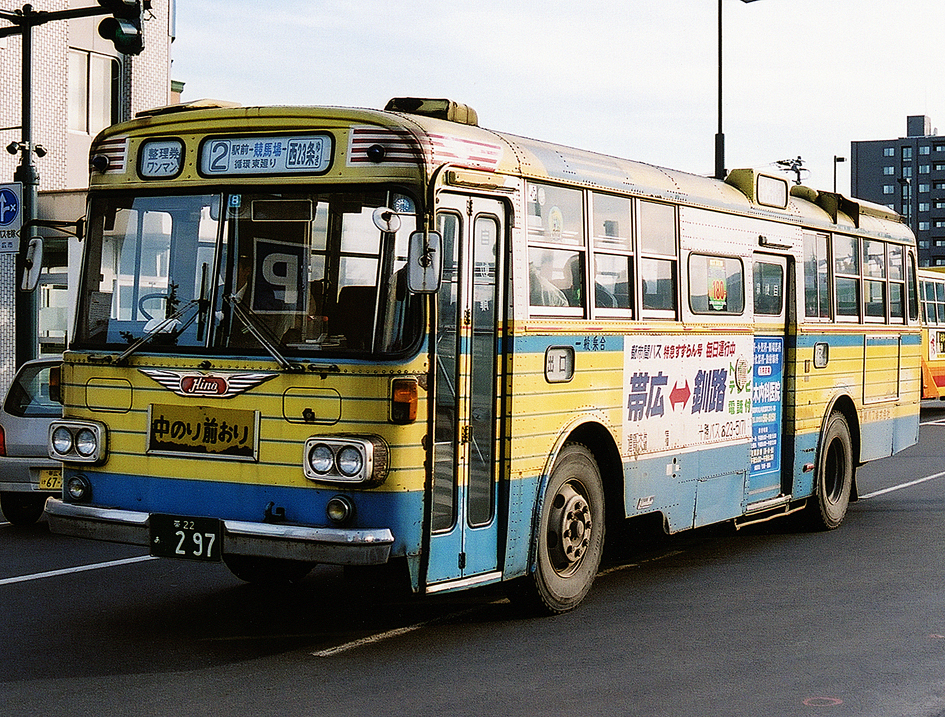
ブルーリボンカラーを黄色中心にアレンジ（RE系） 十勝バス
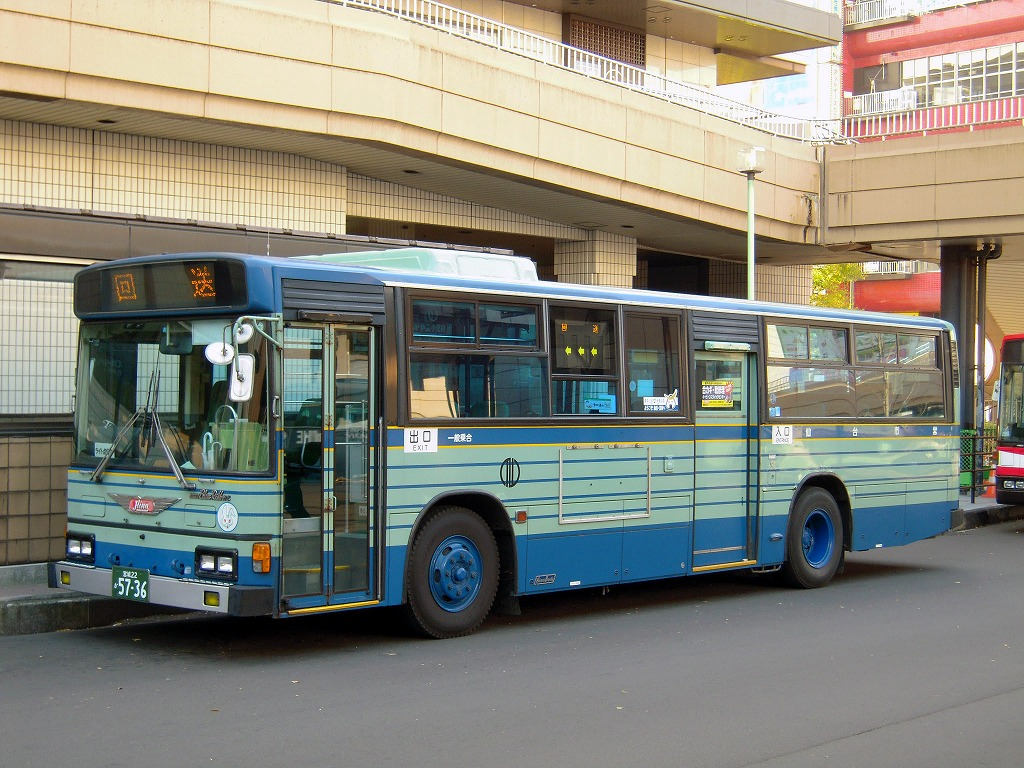
ブルーリボンカラーのアレンジ例（HU系） 仙台市交通局

## 型式
ここでは、K-RT223AA P-HT235BA U-HU2MPAAのような、型式つけ方について説明する。なお、KV系はいすゞの型式のつけ方を踏襲しているので、本項の解説の対象外である。（詳細はいすゞ・エルガを参照）
- 排出ガス規制 P-HT235BA
K-昭和54年排出ガス規制
P-昭和58年排出ガス規制
U-平成元年排出ガス規制
KC-平成6年排出ガス規制
KL-平成11年排出ガス規制
HM-平成11年排出ガス規制（ハイブリッド車）
ACG-平成17年排出ガス規制（低排出ガス認定無し・重量車燃費基準未達成ハイブリッド車）
BJG-平成17年排出ガス規制（NOx10+PM10認定・重量車燃費基準達成ハイブリッド車）
LJG-
LNG-
QSG-
2SG-
- エンジン配置 P-HT235BA
RT/RU垂直配置
HT/HU水平配置
HL
- サスペンション P-HT235BA
HT/RTリーフサス（板バネ）
HU/RU/HLエアサス
- エンジン P-HT235BA
RT22EM100型
HT22ER200型
HT27EK200型
HT23/2MM10U型
HT3KK13U型
RU1JJ08C〈jt-iii〉型 (HIMR)
RU1JJ08C〈j-ii〉型（ショート車）
RU17/RK17H07C型（ショート車）
RU3HH07D型（ショート車）
HU1JJ08C-1M型 (HIMR)
HU8JJ08E-1M型（ハイブリッド）
HL2AA05C-K1型（ハイブリッド）
- ホイルベース P-HT235BA U-HU2MPAA
  - RT/RU22系・HT/HU22系・HT/HU23系・HT/HU27系
24.2m（ショート車）
44.4m（ショート車）
34.8m
55.2m
75.67m
  - HT/HU2M系・HT/HU3K系・RU1J・HL2A系
J4.4m（ショート車）
L4.8m
M5.2m
N5.3m
P5.67m
S6.0m
- ブレーキ・前輪サスペンション（すべて前輪車軸懸架） P-HT235BA
  - RT/RU22系・HT/HU22系・HT/HU23系・HT/HU27系
AA初期生産型・フルエアブレーキ
BA改良生産型・エアオーバーブレーキ
  - HT/HU2M系・HT/HU3K系・RU1J系
AA平成元年排出ガス規制適合車・エアオーバーブレーキ
CA平成6年排出ガス規制適合車・エアオーバーブレーキ
AHHT/HU2M系HIMR
CHRU1J系HIMR
EPハイブリッド・空気油圧複合式
FPハイブリッド・空気式
GP
AP
BP

注: リフト付き超低床バスを除く